# Règne d'Alphonse XII

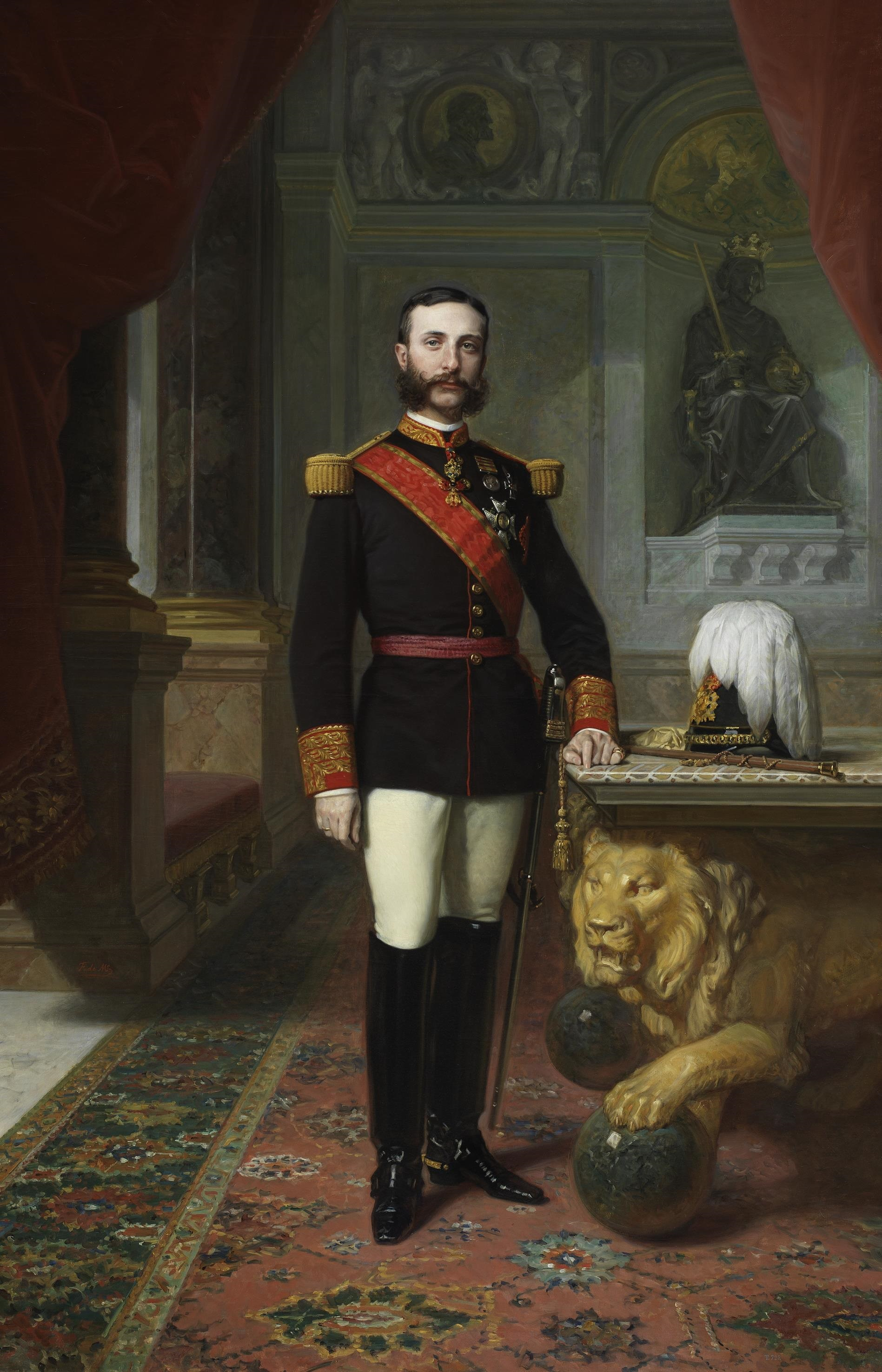
Portrait officiel d’Alphonse XII par Federico Madrazo, réalisé peu avant la mort du roi en novembre 1885 (musée du Prado, Madrid).

Le règne d’Alphonse XII est la période de l'histoire politique de l'Espagne qui succède à la Première république espagnole, à la suite du pronunciamiento du général Arsenio Martínez Campos mené le 29 décembre 1874, et se termine à la mort du roi Alphonse XII le 25 novembre 1885. Il marque le début de la Restauration bourbonienne et est suivi d’une période de régence de l’épouse du monarque, Marie-Christine d'Autriche.
Le règne d’Alphonse XII se caractérise par la mise en place d’un nouveau régime, basé sur la Constitution espagnole de 1876, qui resta en vigueur jusqu’en 1923 et se démarqua des étapes antérieures par sa stabilité institutionnelle,. Il s’agit d’une monarchie constitutionnelle et libérale, mais qui ne fut pas démocratique ni parlementaire, bien que s’éloignant des pratiques confiscatoires du pouvoir des partis, caractéristiques du règne d’Isabelle II. Les critiques envers le régime l’ont qualifié d’oligarchique et se concrétiseront dans le mouvement regénérationniste de la fin du siècle. Ses fondements théoriques sont à chercher dans le libéralisme doctrinaire.
Selon Carlos Dardé, ce fut « un règne bref — un peu moins de onze ans — mais important. À son terme, la situation de l'Espagne sur tous les plans était bien meilleure qu'à son début. Et, malgré l'incertitude causée par la dispartion du monarque — surtout l’inconnue relative à la succession — l'amélioration se poursuivit durant la régence de Marie-Christine d’Autriche, pendant la période de minorité de son fils posthume, Alphonse XIII. Les bases établies se montrèrent suffisamment solides. Ce règne avait été un nouveau point de départ du régime libéral en Espagne »,.
Au niveau économique, l’Espagne connut au cours du règne d’Alphonse XII une croissance économique basée sur la consolidation du réseau ferroviaire, l’essor du secteur minier et l’augmentation des exportations agricoles, en particulier celles de vin, profitant de la grande crise de phylloxéra affectant le vignoble français. Ses grands bénéficiaires furent la haute noblesse et la bourgeoisie, de plus en plus proches en raison de l’établissement de liens matrimoniaux, personnels et économiques, qui constituèrent ainsi le « bloc de pouvoir » de la Restauration, intimement connecté à une élite politique pleinement identifiée à leurs intérêts. À l’opposé se trouvaient les millions de travailleurs journaliers de la moitié sud du pays.

## Contexte

### Exil et abdication d’Isabelle II (1868-1873)

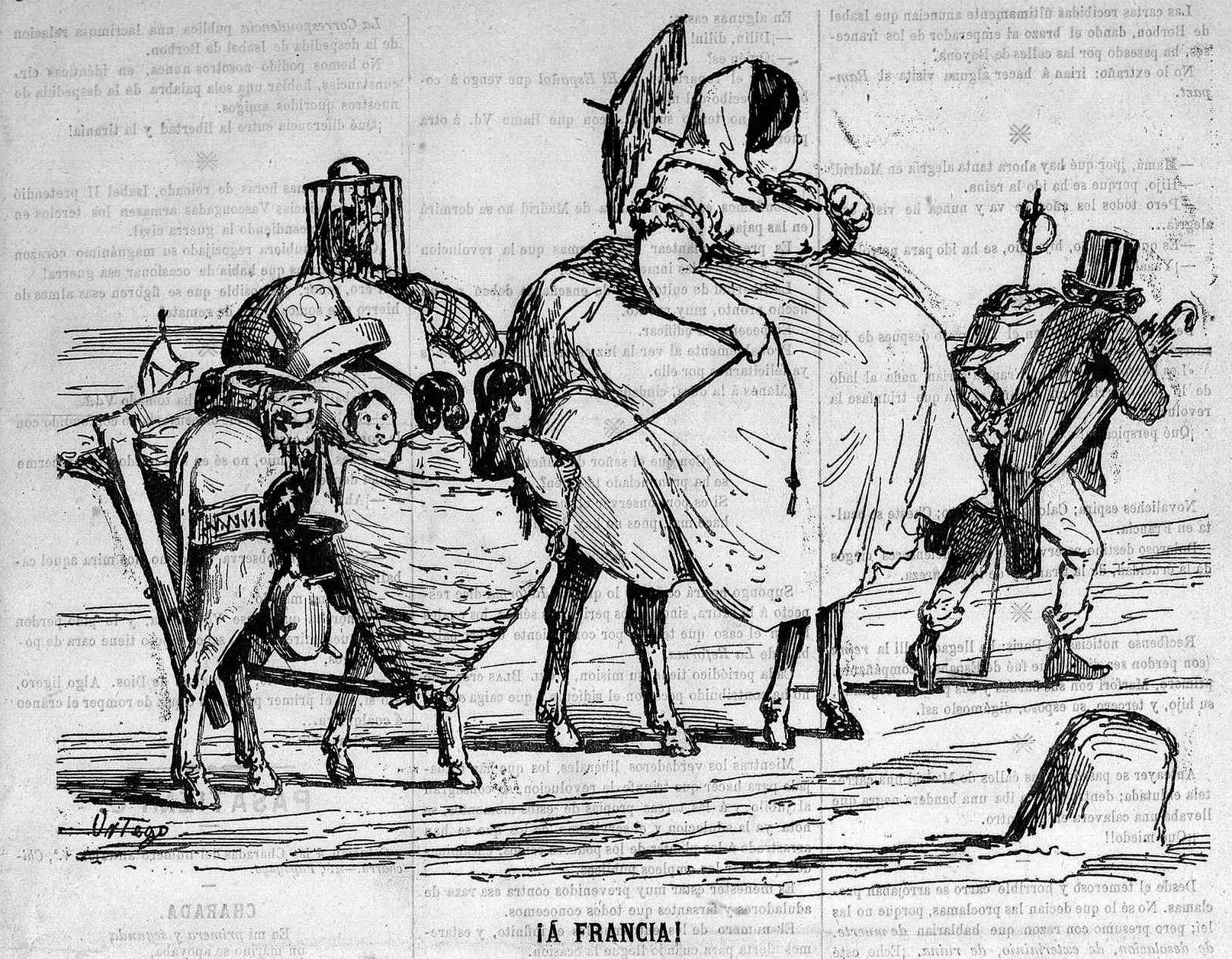
Caricature de la revue satirique Gil Blas publiée le 4 octobre 1868 et intitulée ¡A Francia! (En France !), quatre jours après que la reine Isabelle II se vit contrainte à prendre l’exil.

La révolution de 1868 — « la Glorieuse » — mit fin au règne d’Isabelle II et marqua le début du sexennat démocratique. La reine, qui se trouvait à Saint-Sébastien, dut abandonner l’Espagne et s’exiler en France, sous la protection de l’empereur Napoléon III, qui la reçut personnellement à son arrivée à Biarritz. Elle était accompagnée de ses filles et du prince des Asturies, Alphonse, qui était sur le point d’avoir 11 ans, ainsi que son mari François d'Assise de Bourbon, avec qui elle ne vivait plus depuis de nombreuses années. La reine mère Marie-Christine de Bourbon et son mari Agustín Fernando Muñoz y Sánchez, duc de Riánsares (es), étaient arrivés en France depuis Gijón où ils avaient été recueillis par une frégate envoyée par Napoléon. L’ancienne reine et ses enfants établirent leur résidence à Paris au palace The Peninsula Paris, dont Isabelle fit l’acquisition avec l’argent qu’elle avait déposé au cours de son règne auprès de la maison Rothschild de la capitale française et grâce à un emprunt que lui concéda la même entité, cautionné par les bijoux qu’elle avait emportés et qu’elle rebaptisa Palacio de Castilla (« palais de Castille »), tandis que le roi consort s’en alla vivre dans un hôtel particulier dans les environs de Paris après avoir formalisé sa séparation avec l’ancienne reine. L’ancienne reine mère et son époux s’installèrent dans un château du Havre. Le prince Alphonse fut inscrit à l’élitiste collège Stanislas et reçut une formation politique de son précepteur Guillermo Morphy (en) .

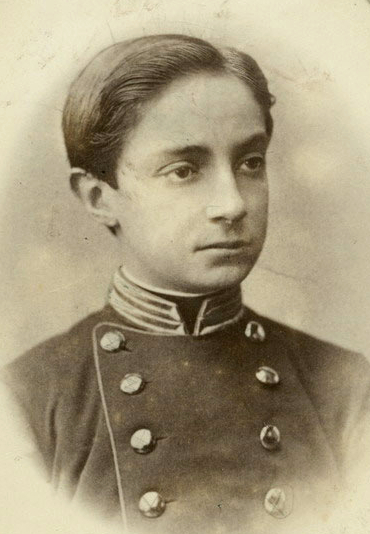
Le prince Alphonse de Bourbon à 12 ans, alors qu’il était élève du collège Stanislas (1870).

Fin février 1870, le prince se rendit à Rome pour recevoir la première communion du pape Pie IX. À cette occasion l’ancienne reine n’obtint pas du pape qu’il reconnaisse publiquement la dynastie des Bourbon comme la dépositaire légitime des droits sur le trône espagnol ni qu’il condamne le « régime révolutionnaire » établi en Espagne, comme elle le prétendait. En revanche, elle parvint à faire en sorte que sur les 43 membres de l’épiscopat d’Espagne qui se trouvaient à Rome au motif de la célébration du concile Vatican I, 39 rendent visite au principe et que l’un d’entre eux, le prestigieux archevêque de Valladolid, le cardinal Juan Ignacio Moreno y Maisonave, le prépare à recevoir l’eucharistie. Si La hiérarchie catholique du pays était divisée face à la révolution, une grande partie de ses membres les plus en vue demeurait étroitement liée à la dynastie des Bourbon et lui restait favorable.

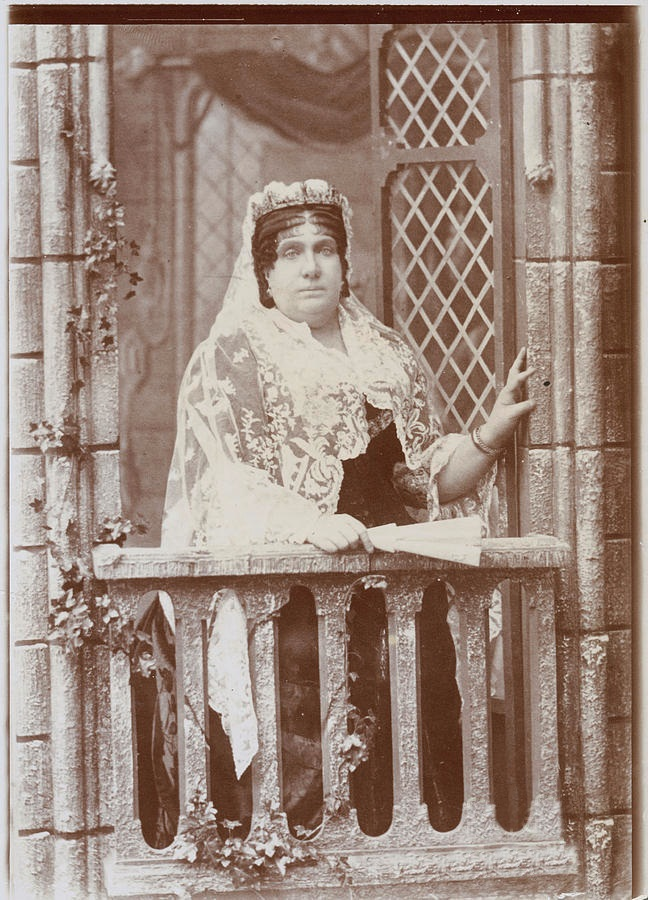
L’ancienne reine d’Espagne Isabelle II vers 1870, lors de son exil à Paris.

Cependant, à Madrid un gouvernement provisoire présidé par le général Serrano avait été établi. Il convoqua des élections à Cortès constituantes, qui élaborèrent et approuvèrent en juin 1869 une nouvelle Constitution établissant une monarchie « démocratique ». La régence fut assumée par le général Serrano tandis que le général Prim occupait la présidence du gouvernement et était chargé de parcourir les cours d’Europe afin de trouver un candidat à la Couronne d’Espagne,.
Afin de diriger la cause isabelline à l’intérieur du pays et d’œuvrer pour sa restauration sur le trône, qu’elle pensait proche, l’ancienne reine nomma le modéré traditionaliste Juan de la Pezuela, comte de Cheste, mais celui-ci démissionna peu de temps après car il se sentit discrédité par une lettre que firent parvenir en avril 1869 à la reine les dirigeants du Parti modéré — qui avait presque exclusivement occupé le pouvoir au cours de son règne —, dans laquelle ils lui reprochaient de rester entourée des mêmes personnes qui étaient responsable de son détrônement. D’autre part, en raison de la grande dégradation de l’image de la reine, parmi les partisans des Bourbon l’idée que la restauration de la dynastie ne serait possible que si Isabelle abdiquait en faveur du prince des Asturies gagnait du terrain. La reine entama une série de consultations sur cette question, et à l’exception d’un groupe réduit de fidèles menés par Carlos Marfori et des secteurs néo-catholiques — qui craignaient pour l’unité catholique de l'Espagne —, tous les autres secteurs qui n’avaient pas rejoint la révolution — une partie des modérés et tous les unionistes —, se montrèrent favorables à l’abdication. Le marquis de Molins lui fit part de son souhait que le prince apporte « plus d’espoirs […] que de souvenirs ». Un petit groupe de députés des Cortès constituantes qui se dénommait « opposition libéral-conservatrice », mené par l’ancien unioniste Antonio Cánovas del Castillo — qui constituerait le noyau autour duquel se forma le Parti conservateur de la Restauration —, était également partisan de l’abdication,. Dans une lettre, Cánovas indiqua à l’ancienne reine qu’il pensait que sa dynastie gagnerait à « se trouver représentée par un prince nouveau, bien éduqué et en tout point étranger aux compliqués événements contemporains ».
Isabelle II tarda un an à se décider, au cours duquel elle résista à de multiples pressions. Elle abdiqua de la Couronne en faveur de son fils Alphonse, âgé de 12 ans, le 20 juin 1870 au cours d’un acte qualifié de « précipité et improvisé » selon Isabel Burdiel mais « avec une solennité extraordinaire » selon Carlos Seco Serrano, qui fut célébré à son palais. Dans sa déclaration d’abdication, Isabelle déclara qu’elle avait agi « librement et spontanément, sans aucun genre de coaction ni de violence, portée uniquement par [son] amour de l’Espagne […] de son sort et de son indépendance »,. C’est l’acceptation par le prince prussien Léopold de Hohenzollern-Sigmaringen de la proposition que lui fit Prim d’occuper le trône d’Espagne qui l’amena à le faire. La cause immédiate de sa décision fut néanmoins la menace de Napoléon III, qui exigea qu’elle quitte Paris si elle n’abdiquait pas. L’empereur français était opposé aux candidatures du duc de Montpensier car il s’agissait d’un membre de la maison d'Orléans et, surtout, du prince prussien — le retrait de cette candidature fut la cause de la guerre franco-prussienne de 1870 qui conduisit à la chute du Second Empire français —. À la proclamation de la troisième République en France, Isabelle, le prince Alphonse et les infantes abandonnèrent Paris pour s’installer à Genève, où ils résideraient jusqu’en août 1871, lorsqu’ils revinrent à la capitale française. Le militaire Tomás O'Ryan fut chargé de l'éducation du prince. En décembre 1871, il fut remplacé par Morphy.

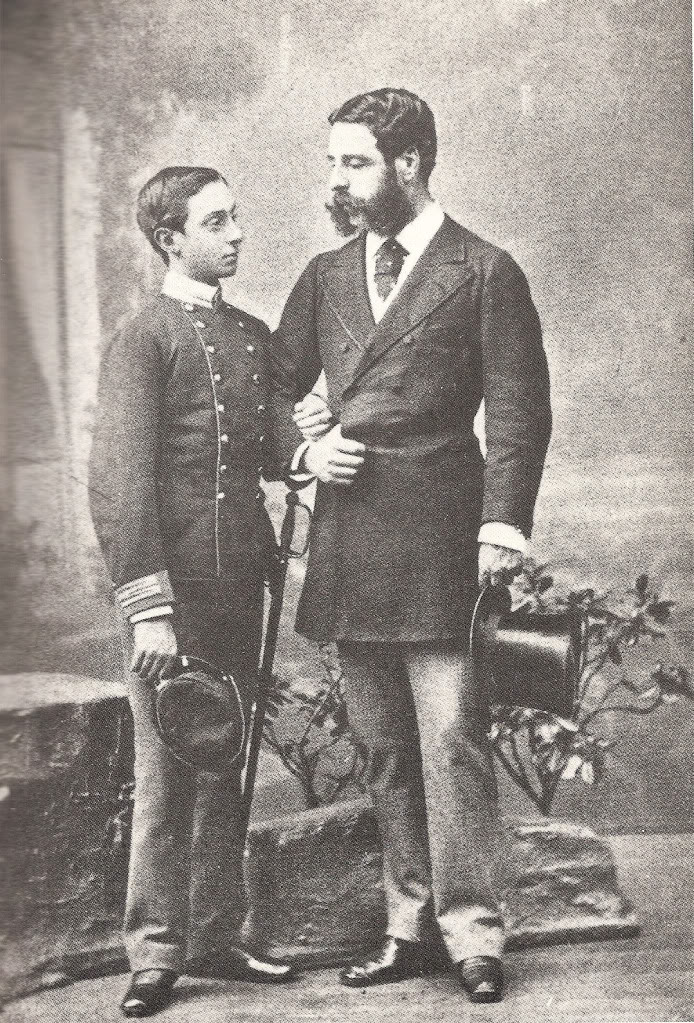
Le prince Alphonse avec son précepteur le duc de Sesto lorsqu’il était élève au Theresianum de Vienne.

Une fois la possibilité du prince Hohenzollern écartée, les Cortès élurent roi d’Espagne le 16 novembre 1870 le nouveau candidat proposé par le général Prim : le second fils du roi d’Italie Victor-Emmanuel II, le prince Amédée de Savoie, qui règnerait avec le titre d’« Amédée Ier »,. Concernant la nouvelle monarchie, tandis que le Parti modéré restait un défenseur à outrance du retour à la situation antérieure à la révolution, le petit groupe de Cánovas se maintint dans l’expectative, mais lorsque le régime échoua et, surtout, lorsque fut proclamée la République, le groupe canoviste se joignit avec détermination à la cause du prince alphonse, enfant que Cánovas connaissait et avec qui il sympathisait,,,,. À partir de cette date, Cánovas devint le principal porte-parole de l’« alphonsisme », mais il avait contre lui une grande méfiance et suscitait une forte résistance « en raison de sa condition de vieux rival ainsi que de son attitude critique et autonome ».
L’ancienne reine Isabelle II avait abdiqué en juin 1870 sans avoir nommé personne pour assumer la tutelle du prince Alphonse — si bien que dans les faits c’est elle-même qui en demeurait responsable — et qui puisse simultanément diriger le processus de restauration. Un an et demi plus tard, en janvier 1872, ce fut son beau-frère, le duc de Montpensier, qui en assuma la harge, après que les conditions furent négociées à Cannes, où il résidait alors avec l’ancienne reine mère Marie-Christine, auprès de qui Isabelle II avait délégué en septembre « la direction des affaires de la famille »
. La stratégie de Montpensier se réduisit presque exclusivement à chercher l’appui des hauts commandements de l’Armée, en particulier celui du général Serrano. Son échec en ce sens l’amena à démissionner em janvier 1873, si bien qu’Isabelle récupéra la tutelle du prince. Celui-ci, conformément à l’« accord [convenio] de Cannes » signé par Montpensier et Marie-Christine, avait été envoyé en février 1872 à la prestigieuse Académie de la reine Thérèse — ou Theresianum — à Vienne (Autriche). Lors d’une visite qu’il fit avec sa mère au château que les Montpensier avaient à Randan lors des fêtes de noël de 1872, le prince connut la fille de ceux-ci, Mercedes d'Orléans, âgée de 12 ans — lui en avait 15 —, avec qui il se maria par amour en 1878.

### Cánovas à la tête de la cause alphonsine (1873-1874)

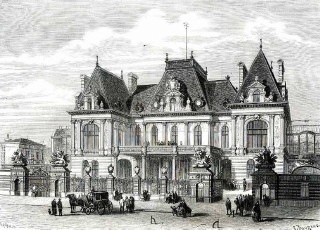
Le palais de Castille, résidence de l’ancienne reine Isabelle II à Paris. Elle en fit l’acquisition avec l’argent qu’elle avait envoyé à l’extérieur au cours de son règne en prévision de sa destitution de la Couronne. C’est là qu’elle réalisa l’abdication en faveur de son fils le prince Alphonse et qu’elle se décida à confier la direction de l’alphonsisme à Antonio Cánovas del Castillo.

Le 22 août 1873, en pleine révolution cantonale après la proclamation de la République fédérale et seulement un mois après que le prétendant Charles VII rentra en Espagne et donna l’impulsion à la troisième guerre carliste, se produisit un évènement décisif dans la restauration alphonsine, lorsqu’Isabelle donna un soutien total à Cánovas, en dépit de l’antipathie qu’elle avait envers lui, et qu’elle le chargea de diriger la cause de la dynastie des Bourbon,,,,. Comme l’a souligné Carlos Dardé, « la lettre qui communiqua à Cánovas sa désignation — signée par Isabelle et par Alphonse, en accord avec la condition imposée par le politicien malaguègne — […] supposait l’approbation explicite de la conduite suivie par Cánovas dans la période révolutionnaire ». Cánovas s’opposa à toute politique revanchiste et se montra « résolu à ne pas exclure ». « Je ne demanderai à celui qui viendra ce qu’il a été; il m suffira de savoir ce qu’il se propose d’être. Si nous arrivons un jour à mettre le prince Alphonse sur le trône, nous utiliserons tout ce qu’il y a d’utilisable dans le mouvement qui renversa la reine Isabelle. S’engager à rétablir ce qui est passé serait une faute grave et ses conséquences funestes nous affecteraient avant quiconque, la Monarchie et nous », écrivit-il. Comme l’a noté José Varela Ortega, « Pour Cánovas la conciliation était la victoire ; le revanchisme, sa défaite politique et personnelle ».
La reine lui concéda également les pleins pouvoirs afin de s’occuper de l’éducation du prince. Cánovas décida que le moment était venu qu’il cesse sa formation scolaire pour en entamer une militaire, dans l’objectif de faire de lui un « roi-soldat » car, comme il le dit dans une lettre destinée à Isabelle, « il faut donner à tous les militaires honnêtes l’espoir que par la suite et aussitôt que don Alfonso sera en Espagne, [l’Armée] aura en lui un véritable chef et que sous son commandement elle servira la Partie […] ». Il tarda toutefois un an à atteindre cet objectif à cause de l’opposition que l’idée suscitait auprès du précepteur du prince, Guillermo Morphy, qui souhait qu’il reste un an de plus au Theresianum afin qu’il achève de se former « moralement et physiquement ». En octobre 1874, Cánovas envoya le prince, avec son accord — bien qu’Alphonse eût préféré aller dans une université pour avoir une meilleure connaissance des questions de gouvernement en tant que futur roi constitutionnel — et de sa mère, à l’Académie royale militaire de Sandhurst, au Royaume-Uni, car, ainsi qu’il l'expliqua dans une carte, « D. Alfonso vous être resté trop longtemps en Autriche pour qu’il ne convienne pas dès que possible […] vous emmener dans un pays […] qui ait plus de traditions constitutionnelles ». D’autre part, l'ancienne reine sembla assumer le projet canoviste selon lequel la restauration ne serait possible que si elle comptait avec l’appui de tous les groupes libéraux, sans exclusions, à la différence de ce qui était survenu durant son règne. C’est ce qu’elle lui assura dans une lettre : « Ton idée est mon idée et sans cette union de tous les partis à l’ombre de la bannière de mon fils, qui est la seule salvatrice de la partie, chacun conservant ses aspirations politiques, il n’y a pas d’avenir possible et la ruine de l’Espagne est inévitable ». Son intervention fut décisive pour l’acceptation du leadership de Cánovas par les anciens modérés de son règne.

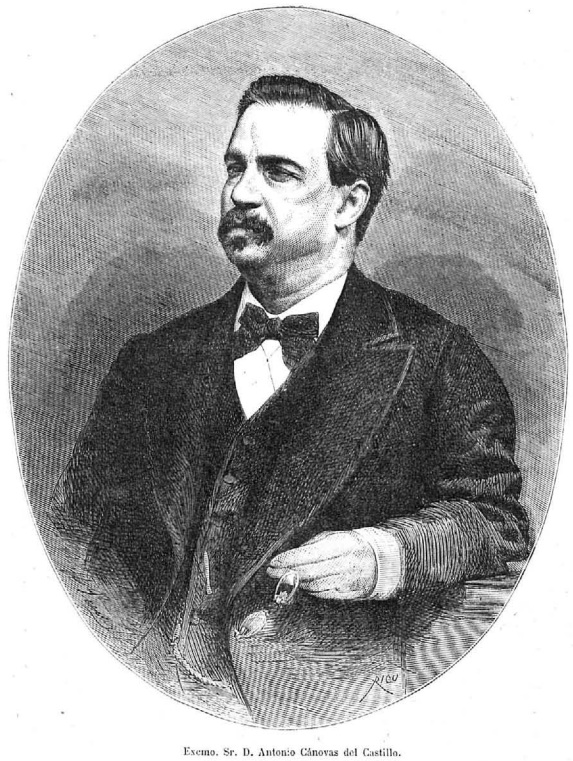
Antonio Cánovas del Castillo en 1872. À partir du mois d'août 1873, il mena la cause de l'alphonsisme.

D'anciens unionistes et même d’« anciens révolutionnaires » de 1868 « repentis », comme Francisco Romero Robledo, rejoignirent le groupe des canovistes originels. Ils reçurent tous le soutien des élites sociales et économiques — singulièrement des milieux d’affaires catalan et madrilène, en particulier celui lié au commerce des colonies —, qui s’avéra décisif dans la consolidation des « alphonsins ». Manuel Suárez Cortina a souligné que « l'identification entre révolution et démocratie, la crainte irradiée par la Commune parisienne et le fait décisif que le sexennat démocratique n'avait pas altéré substantiellement les fondements du pouvoir avaient stimulé la réorganisation des secteurs les plus enclins à liquider l'expérience démocratique. Ainsi, Armée, Église et les classes moyennes et élevées virent dans la figure d’Alphonse XII et la Restauration de la monarchie un nouvel ordre, plus adapté à la nouvelle réalité internationale et aux expectatives des classes conservatrices ».
Cánovas ne souhaitait pas que la restauration des Bourbon se produise à travers le classique pronunciamiento — il l’écrivit explicitement à un ami : « je ne voudrais pas que la Restauration de la Monarchie constitutionnelle légitime soit due à un coup de force » —, bien qu’il maintînt des contacts assidus avec les commandements militaires, mais il tenait à ce qu’elle soit le résultat d’un large mouvement d'opinion. « Cánovas entendait que la monarchie ne pouvait pas survenir uniquement par l'action militaire, mais elle devait mûrir par l'action politique, et c’est seulement subsidiairement que devait intervenir l'Armée, lorsque les travaux politiques seraient déjà développés ».

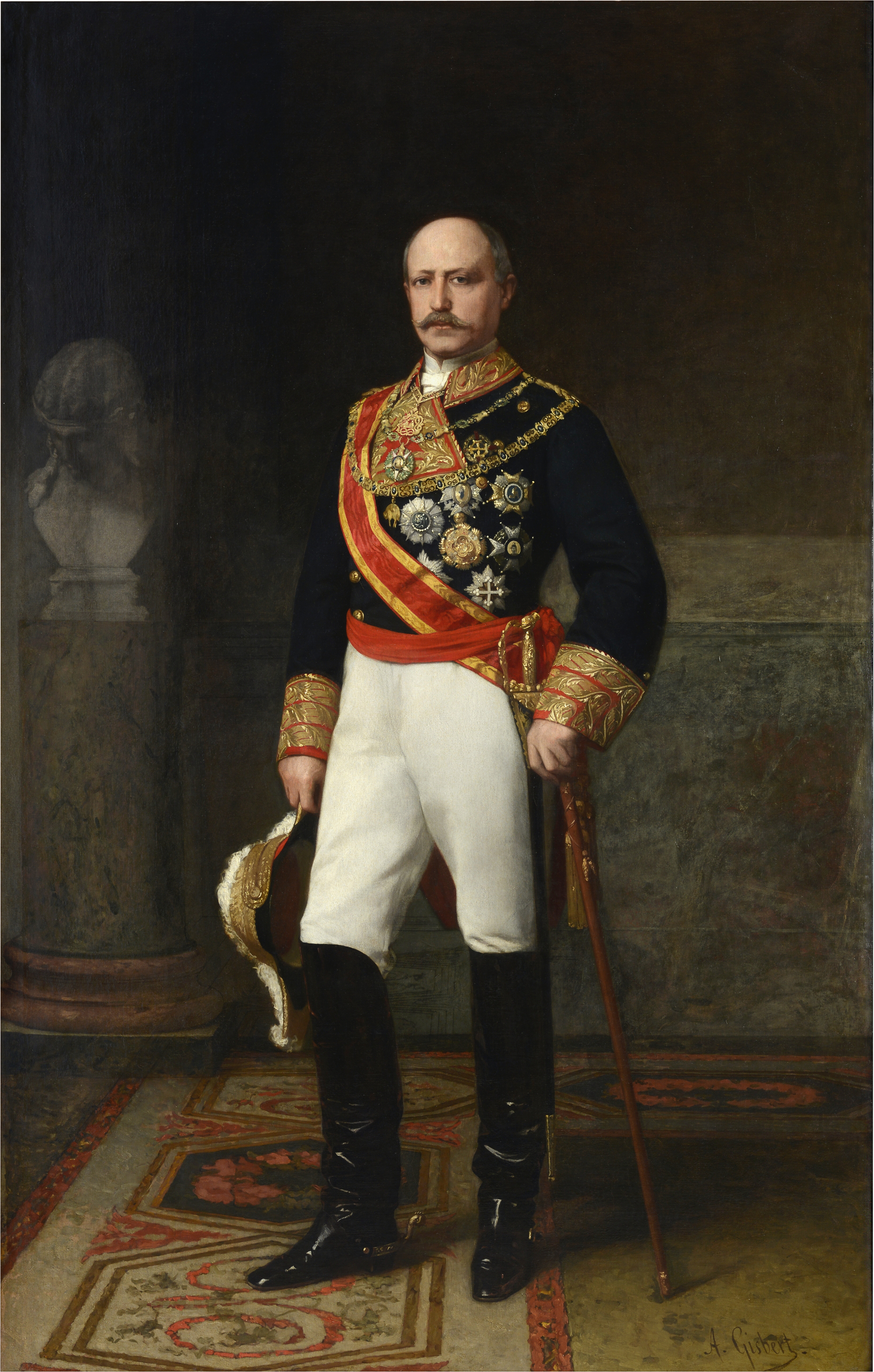
Le général Serrano, président du Pouvoir exécutif de la République après le triomphe du coup de Pavía le 2 janvier 1874.

C’est ainsi que Cánovas justifia encore, dans deux lettres écrites, l’une à l’ancienne reine Isabelle et l’autre au prince Alphonse, après le triomphe du coup d'État de Pavía du 2 janvier 1874 dont certains généraux liés au Parti modéré avaient tenté de profiter pour « se prononcer » en faveur du prince, pourquoi il avait tenté avec succès de les en dissuader, : il fallait créer « beaucoup d’opinion en faveur d’Alphonse », avec « calme, sérénité, patience, aussi bien que de persévérance et d’énergie ». En avril, il insista encore dans une nouvelle lettre envoyée à l’ancienne reine sur le fait qu’il fallait « préparer l’opinion largement et ensuite rester dans l’attente patiemment et en prévision d’une surprise, d’une explosion de l’opinion elle-même, un coup peut-être impensé, qu’il faudra mettre à profit rapidement pour ne pas qu’il soit gâché ».
Afin de gagner du soutien dans l’opinion, Cánovas encouragea la création de cercles alphonsins, qui s’étendirent dans tout le pays, et d’une presse favorable, en achetant peu à peu divers périodiques dans la capitale — notamment La Época (es) — comme en province. Comme l’a indiqué Manuel Suárez Cortina, « rapidement être alphonsin fut à la mode : le clergé, les femmes de la haute société et la bourgeoisie, et de larges secteurs de l'Armée diffusèrent l’idéal restaurateur d’une façon spécialement effective. Comme l’avait signalé l'ambassadeur anglais, The Ladies Revolution [litt. « La Révolution des dames »], la présence des femmes de classe moyenne et élevée, et le travail des réunions nocturnes et des salons furent fondamentaux dans la diffusion et le triomphe du mouvement alphonsin »,. Parmi les appuis que rencontra le projet canoviste, le groupe de pression hispano-cubain — le lobby esclavagiste mené par le marquis de Manzanedo et dont faisait partie la reine mère Marie-Christine de Bourbon, propriétaire d’un ingenio azucarero sur l’île —, très inquiet du projet d’abolition de l’esclavage et qui disposait d’un grand réseau de Cercles hispano-outremarins en Espagne et de casinos espagnols à Cuba et, surtout avait d’importantes relations avec l’Armée fut fondamental — « décisif » selon Manuel Espadas Burgos ; de fait ce groupe, mené par le comte de Valmaseda, ancien capitaine général de Cuba, fut derrière la conspiration qui conduisit au pronunciamiento de Sagonte à l’origine de la Restauration —.

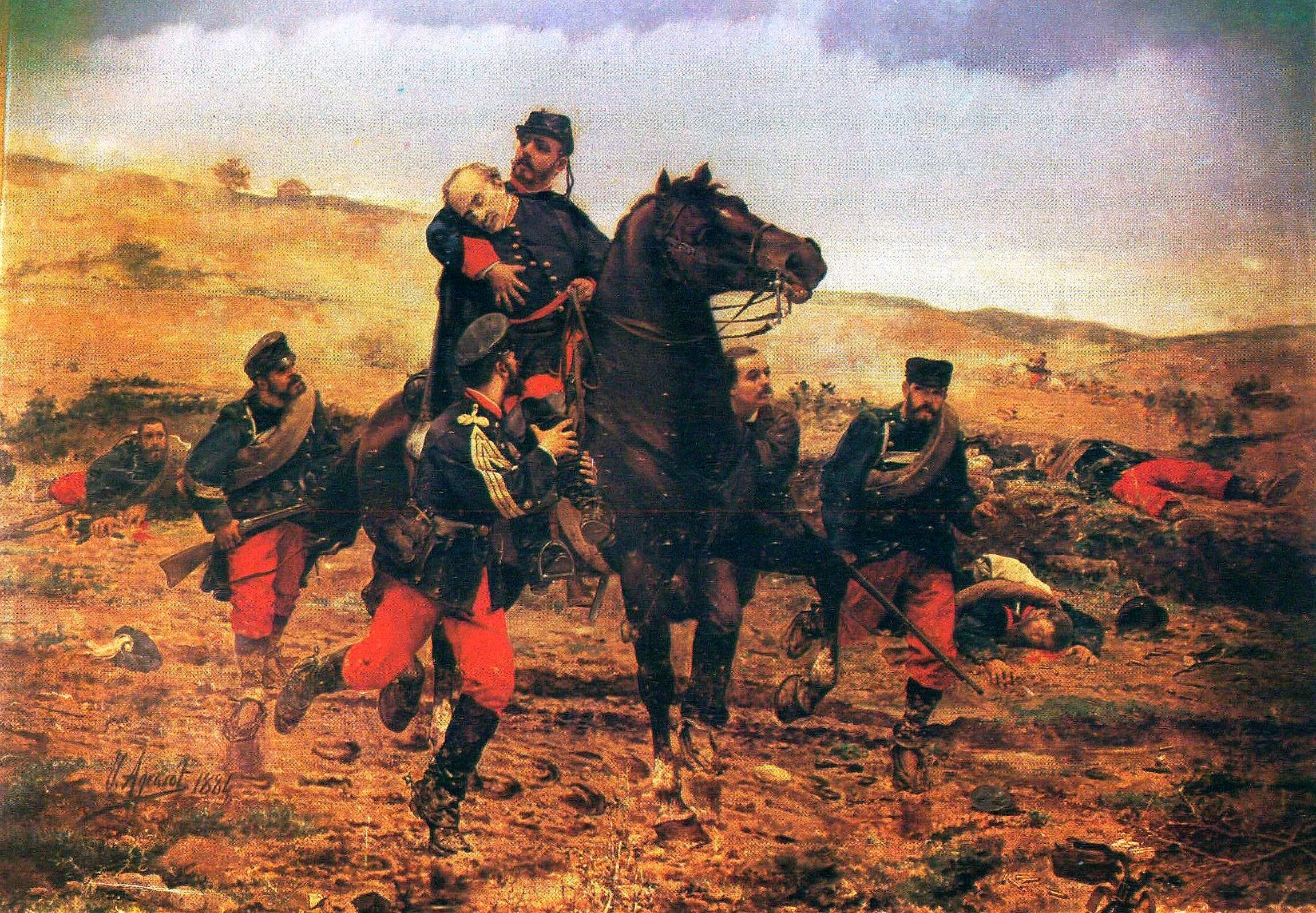
Muerte del Marqués del Duero (Mort du marquis du Duero, 1884) du peintre Joaquín Agrasot. La mort du général De la Concha, marquis du Duero, lors du siège d’Estella en juin 1874 fit échouer le projet de Cánovas de proclamer le prince Alphonse roi d’Alphonse après la victoire sur les carlistes (qui n’eut pas lieu jusqu’en février 1876).

Avec l’instauration de la République unitaire présidée par le général Serrano après le triomphe du coup d'État de Pavía du 2 janvier 1874, les initiatives conspiratrices en faveur d’une restauration bourbonnienne s’accélérèrent et se multiplièrent. Ceci étant, « le problème pour Cánovas n’était pas tant d’empêcher l’intervention militaire que de la contrôler et la soumettre à son large projet restaurateur, conciliateur, non revanchiste ». Pour ce faire il bénéficia de l’appui du général Manuel Gutiérrez de la Concha e Irigoyen, un militaire non lié au Parti modéré, et qui se trouvait au commandement de l'Armée du Nord déployée au Pays basque et en Navarre, bastions du carlisme. Le projet de Cánovas et de Concha était de profiter de l’occasion de la fin de la troisième guerre carliste après la prise d’Estella — capitale de l’État carliste — pour proclamer le prince Alphonse roi d’Espagne, mais le général Concha mourut dans l’offensive et Estella résista, si bien que le plan échoua. En revanche, Cánovas n’avait pas confiance dans le général Martínez Campos, qui dirigea finalement le pronunciamiento de Sagonte qui mit fin à la République, en raison de sa proximité avec le Parti modéré, dont le projet différait de celui de Cánovas, comme l’illustrèrent les débuts de la Restauration. D’autre part, la mort du général Concha conforta Cánovas dans son idée que la restauration devait venir d’un mouvement général de l’opinion, d’une mobilisation citoyenne qui culminerait dans la formation de nouvelles Cortès, comme il le fit savoir à l’ancienne reine Isabelle lorsqu'il lui rendit visite à Paris entre le 8 et le 14 août.
À la différence du Parti modéré, qui prétendait revenir à la situation antérieure à la révolution de 1868, Cánovas était convaincu que la réussite de la monarchie était conditionnée à son ouverture à toutes les options conservatrices et libérales, sans que le régime soit lié à un parti déterminé, comme cela s’était produit avec les modérés au cours du règne d’Isabelle II. Pour celui qui serait fréquemment qualifié de « artífice » (l’« artisan » ou l’« architecte ») de la Restauration, les frontières des forces qui avaient leur place dans la nouvelle république étaient le carlisme, à droite, et le républicanisme à gauche,.

#### Le Manifeste de Sandhurst

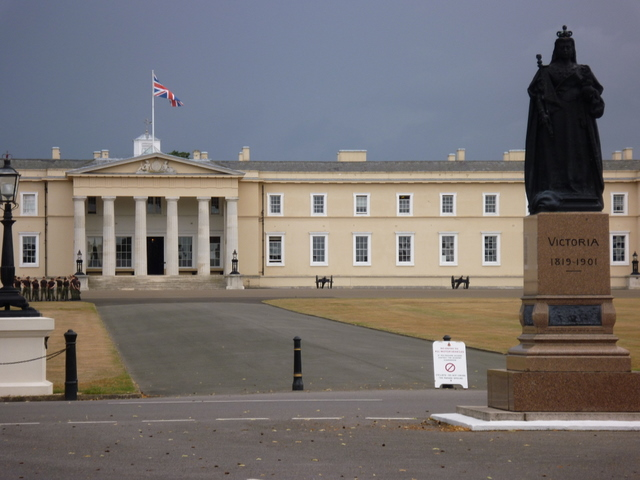
Vue de l’Académie royale militaire de Sandhurst, avec la statue de la reine Victoria au premier plan ; c’est là que le prince Alphonse fit des études militaires à partir d’octobre 1874.

Le 1er décembre 1874, trois jours après que le prince eut 17 ans, Cánovas prit l’initiative de publier ce qui serait connu comme le Manifeste de Sandhurst, essentiellement rédigé par lui-même et signé par le prince,,. Formellement il s’agissait d’une lettre remise depuis l'Académie royale militaire de Sandhurst, au Royaume-Uni, où le prince était entré début octobre à la demande de Cánovas afin de renforcer son image de prince constitutionnel, en réponse aux nombreux courriers de félicitations qu’il avait reçus depuis l’Espagne à l’occasion de son anniversaire.
La lettre-manifeste, bien qu’étant fondamentalement l’œuvre de Cánovas, passa par différentes mains, y compris l'ancienne reine qui, selon Cánovas, en débattit attentivement. L’objectif de Cánovas était de faire savoir que l’Espagne disposait d'ores et déjà d’un roi, « capable d’empoigner le sceptre aussitôt qu’on l’appellera », comme il l'écrivit à Isabelle.
Dans le manifeste, le prince Alphonse proposait la restauration de la « monarchie héréditaire et représentative » en sa personne, « seul représentant […] du droit monarchique en Espagne » et « seul qui inspire la confiance en Espagne », « la nation à présent » « orpheline […] de tout droit public et indéfiniment privée de ses libertés ». Le manifeste concluait ainsi : « Quel que soit mon propre sort, je ne cesserai d’être un bon Espagnol ni, comme mes ancêtres, bon catholique, ni, comme homme du siècle, véritablement libéral ». Le manifeste a été remarqué pour allier concision — environ un millier de mots — et clarté, qui lui permet de remplir son objectif : présenter le projet de restauration canoviste en lui de susciter un enthousiasme rassembleur autour de quelques valeurs et principes phares — continuité dynastique, Monarchie constitutionnelle et proclamation par le prince d’un sentiment patriotique, libéral et catholique —,,. Le manifeste est l’expression condensée du compromis conclu par les différents composants de l’alphonsisme afin de légitimer et susciter l'adhésion autour du jeune prince, sous forme d’un programme politique, à destination de l’Espagne comme de l’étranger.

## Chute de la République et proclamation du prince Alphonse

### Pronunciamiento de Sagonte

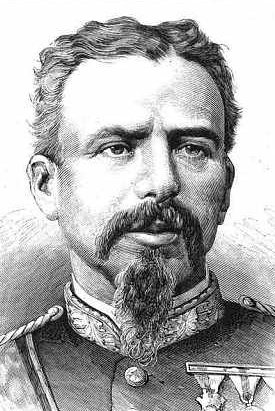
Le général Arsenio Martínez Campos en 1879.

Bien que Cánovas ne souhaitât pas que la Restauration fût la conséquence d’un pronunciamiento militaire, aux premières heures du matin du 29 décembre 1874, le général Arsenio Martínez Campos lança un pronunciamiento à Sagonte — près de Valence — en faveur de la restauration de la monarchie des Bourbon en la personne du jeune Alphonse de Bourbon, qu’il proclama nouveau roi d’Espagne, donnant le signal qui était attendu dans les casernes et les salons aristocratiques,,.
Le pronunciamiento était soutenu par les généraux liés au Parti modéré, menés par le comte de Valmaseda, à qui le Manifeste de Sandhurst avait déplu et dont la publication accéléra les préparatifs du coup. Valmaseda, qui avait été capitaine général de Cuba et dont le chef d’État major durant son mandat avait été Martínez Campos, bénéficia de l’appui du groupe de pression hispano-cubain qui avait intérêt à maintenir le statu quo de la colonie — c'est-à-dire le système esclavagiste — et inquiet que la guerre de Cuba ne puisse dériver sur « un second Haïti, dont l’humanité détourne le regard horrifiée », comme cela était dit dans un manifeste de la noblesse espagnole.

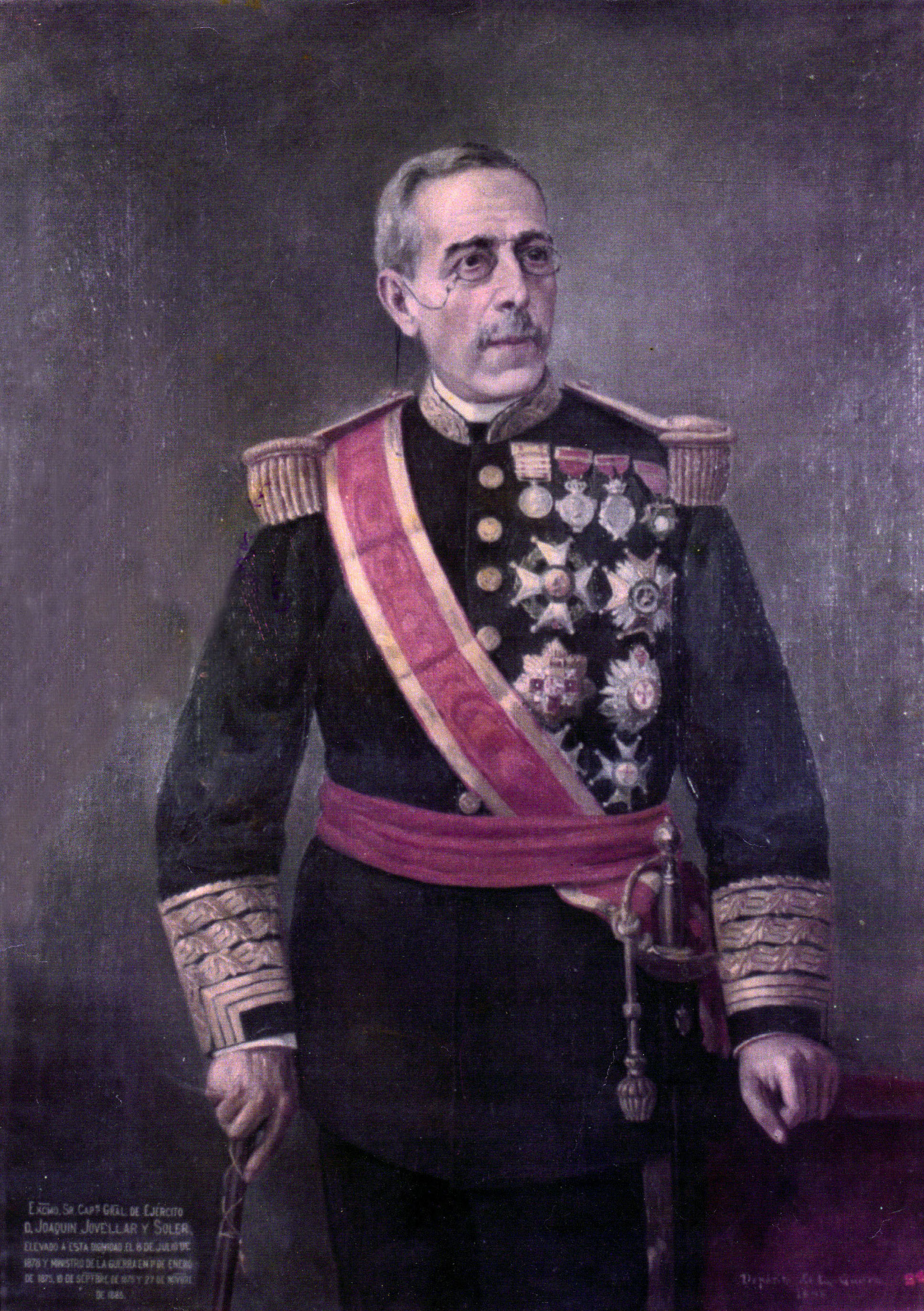
Portrait du général Joaquín Jovellar, qui apporta un soutien déterminant au pronunciamiento de Sagonte.

Étant donné les effectifs réduits qu'était parvenu à réunir Martínez Campos — environ 1 800 hommes —, « car aucune autre force n’était formellement impliquée », le pronunciamiento ne put réussir que grâce au soutien décisif que lui apporta le général « septembrino » Joaquín Jovellar, commandant en chef de l'Armée du Centre déployée pour combattre les carlistes. Jovellar envoya au ministre de la Guerre un télégramme affirmant « qu'un sentiment élevé de patriotisme, inspiré par le bien public et la nécessité de conserver une Armée unie pour faire face à la guerre civile et empêcher la reproduction de l'anarchie, le poussait à accepter le mouvement et à se mettre à sa tête ». Martínez Campos envoya un autre télégramme au ministre de la Guerre et au président du gouvernement leur demandant d'accepter la nouvelle situation, seule capable de « libérer le pays de l’anarchie et de la guerre civile ».
Le gouvernement présidé par le constitutionnaliste Práxedes Mateo Sagasta se montra prêt à faire face aux « rebelles » et dans la nuit du 30 décembre il se mit en contact télégraphique avec le président du Pouvoir exécutif de la République, le général Serrano, qui se trouvait à Tudela (ou Miranda del Ebro), à la tête de l'Armée du Nord qui allait lancer une grande offensive contre les carlistes. Cependant Serrano l’informa qu’il disposait de très peu de forces loyales prêtes à se rendre à Madrid, après que fut connue la décision du général Jovellar de soutenir le pronunciamiento. Dans le dernier télégramme — l’échange de message dura une heure et demi —, le général Serrano lui dit : « Le patriotisme m’interdit de laisser se former trois gouvernements en Espagne [le votre, l’alphonsin et le carliste] ». Il traversa ensuite la frontière avec le France.
Presque simultanément, le capitaine général de Madrid, Fernando Primo de Rivera, un autre général « septembrino » qui à l’origine était resté loyal au gouvernement, communiqua à Sagasta : « je me vois dans la sensible nécessité de vous manifester que la garnison de Madrid s’associe au mouvement de l’Armée du Centre, et qu’un nouveau gouvernement va être constitué » — à ce moment les troupes avaient déjà occupé les points stratégiques de la capitale et entouraient le siège du ministère de la Guerre où se trouvait réuni l’exécutif —. En réponse, le président du gouvernement lui livra le pouvoir le 30 décembre à 23 h, marquant le triomphe du pronunciamiento.

### La formation du ministère-régence et l’arrivée d’Alphonse XII en Espagne

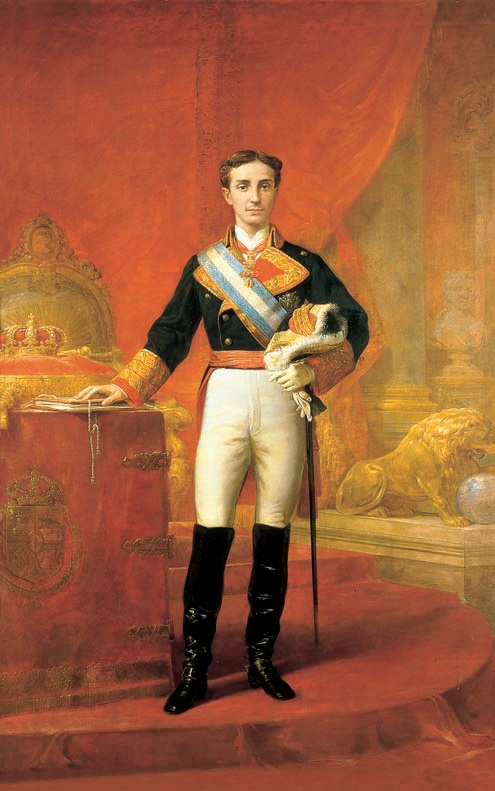
Portrait d’Alphonse XII réalisé par Carlos Luis de Ribera y Fieve, tout juste après sa proclamation comme roi d’Espagne.

Le 31 décembre fut formé un ministère-régence présidé par Cánovas del Castillo, qui lors du pronunciamiento était resté « détenu » au gouvernement civil de Madrid avec d’autres alphonsins importants et où il avait reçu la visite du général Primo de Rivera qui se mit « inconditionnellement à ses ordres ». « J’ai personnellement désiré la Restauration d’une autre manière, mais face à l’attitude de l’Armée et l'opinion unanime du pays, j’accepte et je recueille le procédé ; je ne peux m'y opposer ; c’est mon devoir ; la Restauration est un fait », déclara Cánovas,. Il envoya immédiatement un télégramme à l’ancienne reine Isabelle II afin qu’elle communique à « son auguste fils » qu'il avait été proclamé roi d’Espagne « sans lutte ni effusion de sang ».
Le ministère-régence assuma le pouvoir au nom du roi jusqu'à ce que celui-ci arrive en Espagne depuis Paris, où il se trouvait pour célébrer le nouvel an avec sa mère et ses sœurs — il était arrivé depuis Londres le 30 décembre durant l'après-midi — et sans avoir aucun vent des évènements en cours (il assura dans une lettre à Isabelle II qu’il retournerait à Sandhurst avoir passé l'épiphanie avec elle). L'ancienne reine lui remit le télégramme de Cánovas (et celui de Primo de Rivera) qu'elle avait reçu aux premières heures de la matinée du 31 — bien que le prince eût déjà connaissance de ce qui était survenu grâce à une note anonyme écrite en français qu'il avait reçue la nuit antérieure alors qu’il assistait à la représentation d’une opérette au Théâtre de la Gaîté —, mais le prince ne répondit que 5 jours plus tard — selon Seco Serrano, « il préféra attendre que la nouvelle situation se trouvât confirmée » —. Le télégramme, dont le contenu serait publié dans la Gaceta de Madrid le 6 janvier et dans lequel il reconnaissait la légitimité du ministère-régence de Cánovas, réaffirmait les intentions formulées dans le Manifeste de Sandhurst et affirmait que son règne serait de « véritable liberté », déplut fortement au Parti modéré.,.

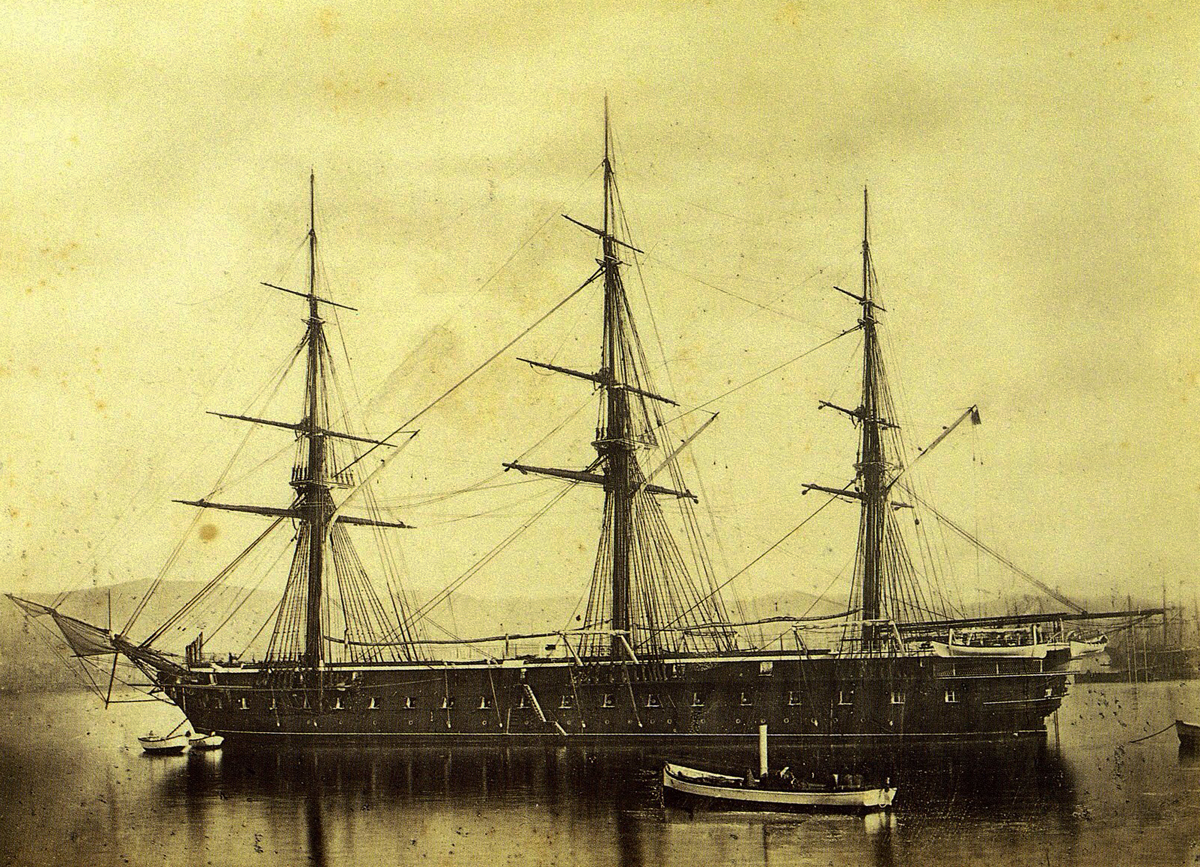
La frégate Navas de Tolosa, navire de la Marine espagnole qui emmena le prince-roi Alphonse de Marseille à Barcelone.

Cánovas écrivit au roi pour lui demander de revenir « seul », c’est-à-dire sans sa mère (ni son mari le duc de Montpensier). Dans une lettre ultérieure, Cánovas expliqua à l’ancienne reine « avec une dureté qu’Isabelle II n’avait probablement entendue de personne » pourquoi il était important qu’elle restât à Paris : « S. M. n’est pas une personne, elle est un règne, elle est une époque historique, et ce dont le pays a besoin c'est d’un autre règne et d’une époque différente des antérieures ». Le nouveau roi Alphonse XII arriva à Barcelone le samedi 9 janvier 1875 en provenance de Marseille, où il avait voyagé depuis Paris le 6 — avant de partir, il avait réuni le personnel de l’ambassade d’Espagne en l’assurant que son intention était d’« être le roi de tous les Espagnols » —. Le général Martínez Campos — qui avait mené le pronunciamiento de Sagonte et qui venait d’être nommé capitaine général de la Catalogne — monta à bord de la frégate Navas de Tolosa (es), navire de la Marine espagnole qui avait emmené le prince afin de le saluer. Il parcourut ensuite les rues de Barcelone sous les acclamations de la foule. En réponse au discours de bienvenue du maire de la ville, le Joaquín María de Sentmenat y de Villalonga, marquis de Sentmenat et de Ciutadilla, le nouveau roi affirma qu’il considérait « comme l'une de ses plus grandes gloires le titre de comte de Barcelone » : « de ce noble et laborieux pays que j’aime tant depuis que j’ai appris son histoire ». Par la suite fut célébré un Te Deum solennel dans la cathédrale de la ville, suivie d’une soirée de gala au grand théâtre du Liceu. Le roi télégraphia à sa mère : « Ma mère : la reception que l’on m’a faite à Barcelone excède mes attentes, elle excèderait tes désirs […] ». Le dimanche 10 janvier, en fin de journée, le roi partit dans la même frégate pour Valence et depuis là, après un bref séjour au cours duquel il assista à de nouvelles manifestations d’enthousiasme populaire, il se dirigea en train vers Madrid où il arriva le 14 janvier. Son entrée dans la capitale fut une qualifiée d’apothéose par les chroniques de l'époque. Cependant, plusieurs auteurs notent que son arrivée est accueillie avec une relative indifférence dans l'opinion,,

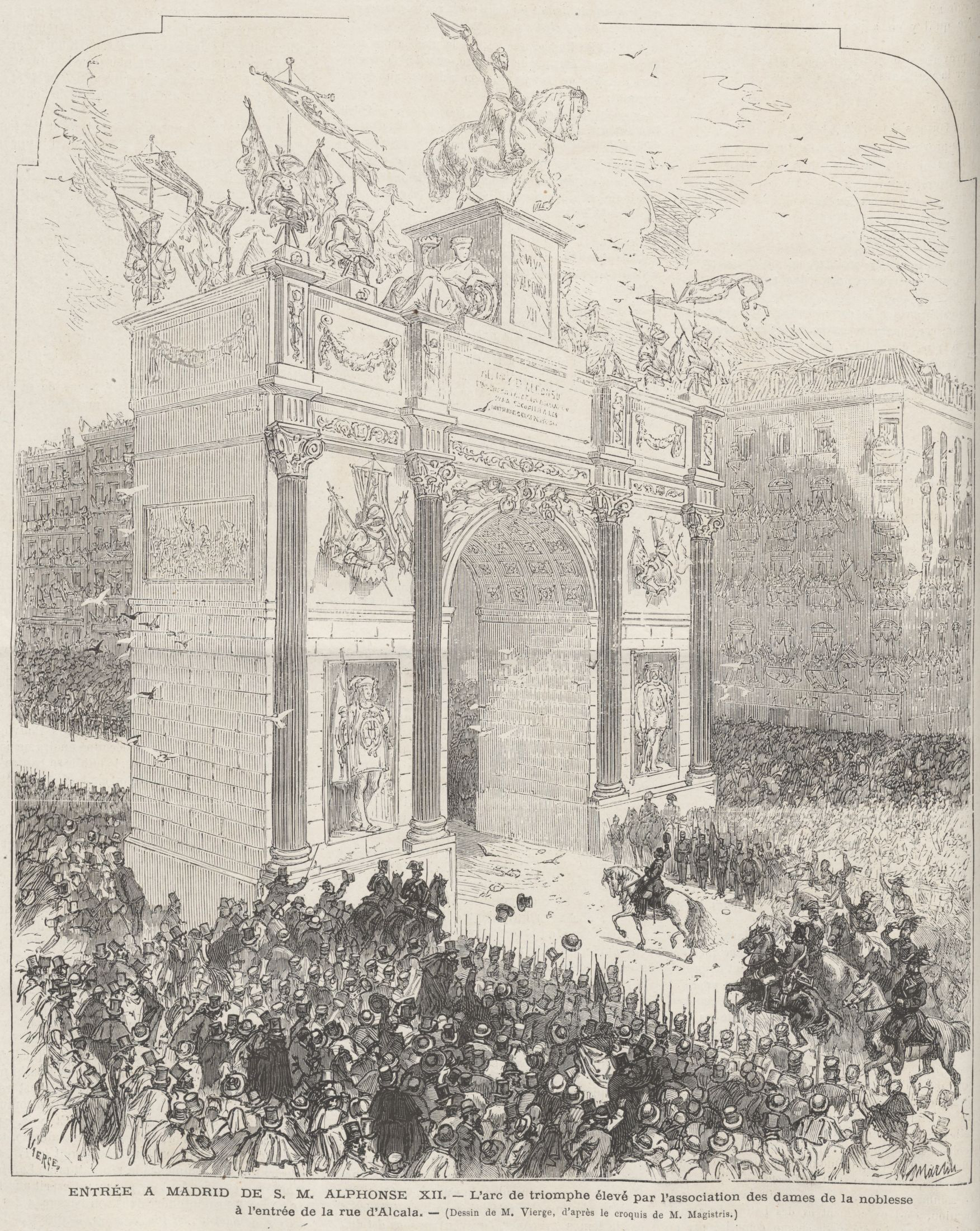
Gravure représentant l’entrée du roi Alphonse XII à Madrid, à son passage sous l’arc de triomphe érigé dans la rue d'Alcalá par l’association des dames de la noblesse.

À peine arrivé à Madrid, Alphonse XII confirma le gouvernement que Cánovas avait formé en son nom le 31 décembre. Celui-ci avait pris soin d’intégrer dans l’exécutif d’autres personnes que ses seuls partisans, comme Pedro Salaverría au Budget ou le marquis de Molins à la Marine, mais aussi deux hommes politiques importants du sexennat démocratique, Francisco Romero Robledo à la Gobernación — équivalent du ministère de l’Intérieur moderne —, et Adelardo López de Ayala à l’Outre-mer, ainsi qu’un militaire qui représenterait les généraux qui avaient soutenu le pronunciamiento, le « septembrino » Jovellar, qui occupa le portefeuille de la Guerre. Son objectif était de faire une « politique libérale, mais conservatrice » et d’éviter de céder devant les « principes démocratiques », sans toutefois être dominé par la « réaction » que représentaient les carlistes, alors que la guerre civile contre ces derniers n’était pas terminée. Il inclut également un membre du Parti modéré, le marquis de Orovio, qui fut à la tête du ministère de Fomento,. Cánovas ne proposa aucun portefeuille à Martínez Campos ni à son principal soutien, le comte de Valmaseda, tous deux liés au Parti modéré. Il nomma le premier capitaine général de Catalogne et le second capitaine général de Cuba, les éloignant ainsi de Madrid,. De nombreux modérés rejetèrent l’offre de participer au gouvernement lorsqu’ils apprirent que des « septembrinos » en feraient partie et que Cánovas leur confirma qu’il ne pensait pas rétablir la Constitution de 1845. L’un des modérés les plus importants, Claudio Moyano, lui dit qu’il considérait la collaboration comme impossible « étant donné le chemin que je présume que vous allez suivre »,.

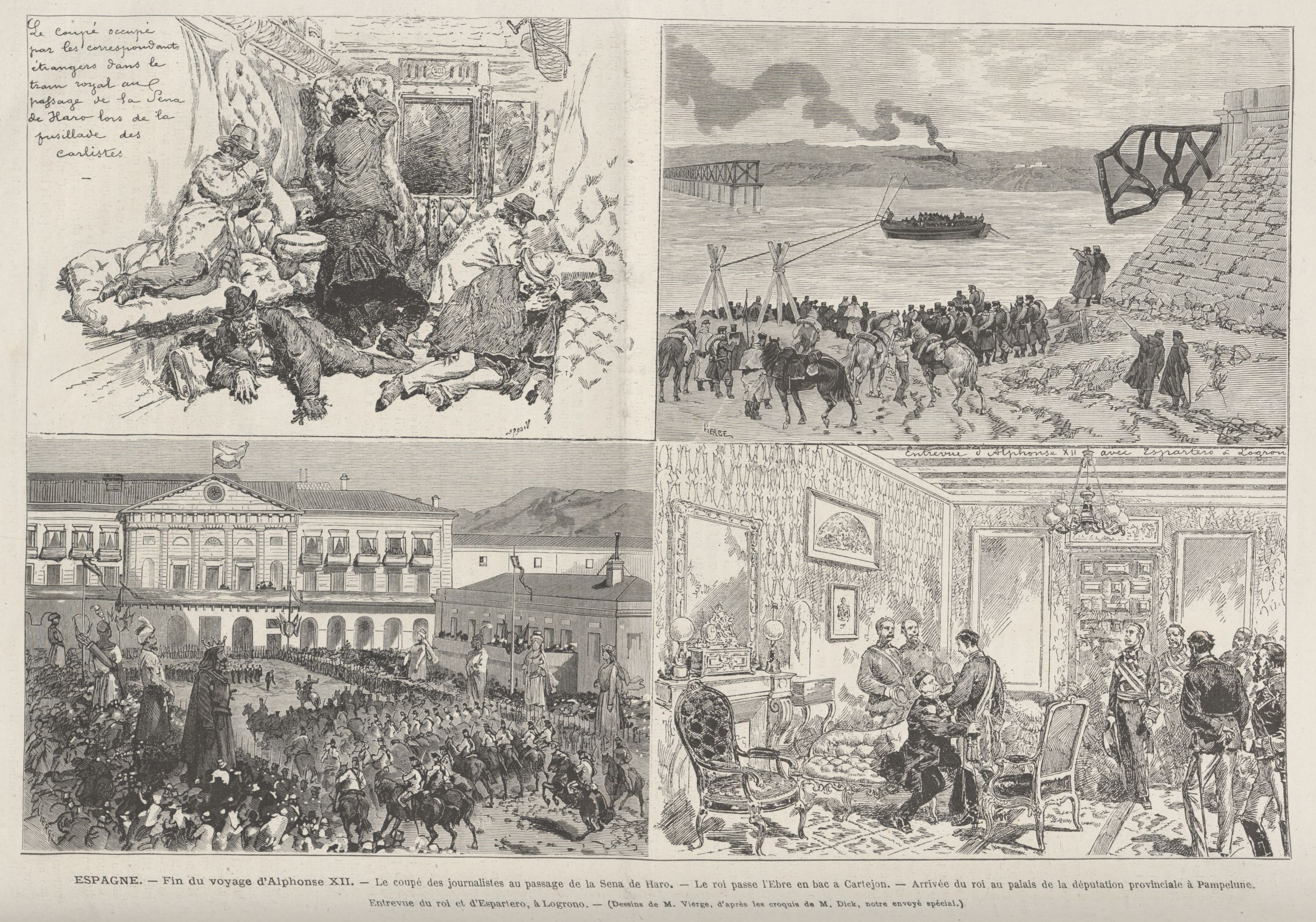
Quatre images du voyage que fit Alphonse XII au front nord de la guerre carliste. Celle d’en bas à droite représente la visite qu’il rendit au général Espartero sur son chemin de retour.

Quelques jours après son entrée à Madrid, Alphonse XII se rendit front nord de la guerre carliste, assumant le rôle de « roi-soldat » que Cánovas lui avait assigné. À Peralta (Navarre), il fit aux carlistes un appel à la paix (« Avant de déployer mon drapeau dans les batailles, je veux me présenter devant vous avec un rameau d'olivier ») mais il les assura également qu’il n’allait pas « tolérer le moins du monde une guerre inutile telle que vous soutenez contre le reste de la nation » et « qu’ils n’avaient pas de motifs pour la poursuivre » (« si vous accourez ici aux armes mus par la foi monarchique voyez en moi le reprétentant légitime d’une dynastie qui fut avec vous extrêmement loyelle jusqu’à sa chute passagère. Si cela a été la foi religieuse qui a mis les armes dans vos mains, en moi vous avez dores et déjà le roi catholique comme ces ancêtre. Je à la vérité aussi, et je serai, un roi constitutionnel, mais vous, qui avez tant d’amour pour vos libertés vénérées, pouvez-vous abriter le mauvais désir de priver de leurs légitimes et accoutumées libertés les autres Espagnols ? »). Toutefois la « proclamation de Peralta » n’eut aucun écho au sein des rangs carlistes — la guerre durerait encore un an — et avant de revenir à la capitale il passa par Logroño où il salua le général progressiste Baldomero Espartero, tout un symbole de l’ouverture à toutes les familles libérales de la nouvelle monarchie. Le roi l’avait déjà manifesté à peine rentré en Espagne, il répondit avec fermeté à l’allocution de l’archevêque de Valence qui l’avait averti qu’il montait « sur le trône auguste des Récarèdes et Ferdinands » : « Mon souhait est de donner la paix, la justice, la véritable liberté à tous, absolument tous les Espagnols, car je ne viens pas pour être roi d’un parti mais de l'Espagne entière ». Précisément, au sujet de son rôle comme monarque constitutionnel Cánovas commenta en privé : 

« Je suis enthousiasmé par le roi. Nous nous sommes compris : il est franc, noble et loyal, et il porte, malgré sa jeunesse, dans l’âme l’amère expérience que confère l’émigration. Ceux d’entre nous qui fûmes des ministres avec sa mère, nous pouvons apprécier la différence. Dans ce règne il n’y aura pas de camarillas ni de favoritismes, et si le pays sait choisir un Parlement digne, il exercera sa souveraineté sans trouble. »

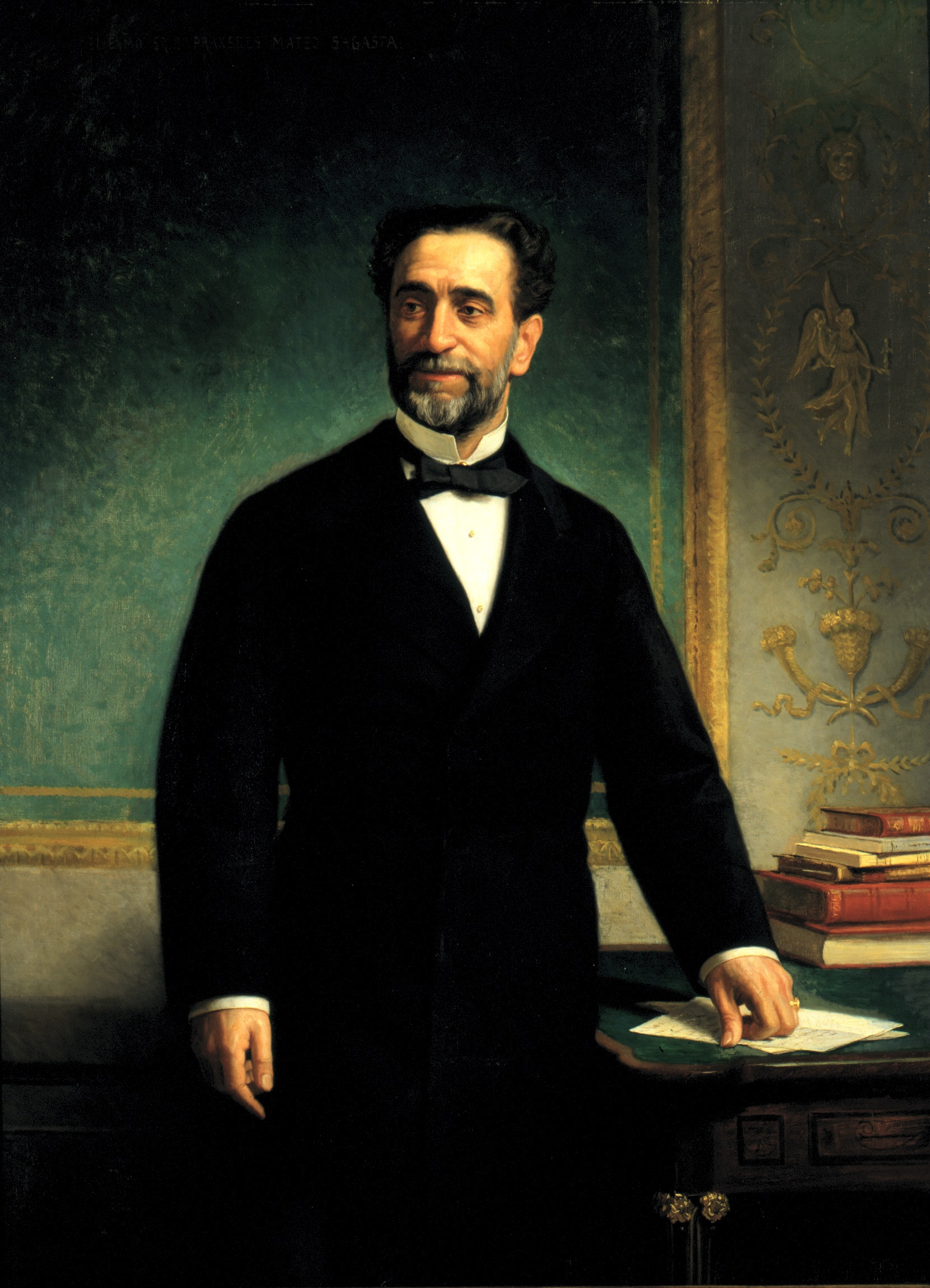
Portrait du leader du Parti constitutionnel Práxedes Mateo Sagasta par Ignacio Suárez Llanos (1877). Bien qu’il fût le dernier président du gouvernement de la République, il se montra disposé à collaborer avec la nouvelle monarchie, surtout pour vaincre le carlisme et mettre fin avec l’insurrection cubaine. Il fut invité au palais par Alphonse XII.

Le roi resta au front de la guerre deux semaines. En une occasion il courut un grave danger et à son retour à Madrid, où il fit son entrée le 13 février, il fit quelques gestes en faveur des « révolutionnaires de septembre », comme la décoration qu’il attribua au docteur Pedro González de Velasco — un homme de gauche —, l’entretien qu'il eut avec le général Francisco Serrano, dernier chef de l’État de la Première République, ou le banquet qu’il donna au palais, où il invita les dirigeants du Parti constitutionnel, y compris son leader Práxedes Mateo Sagasta, dernier président du gouvernement de la République. Serrano comme Sagasta se montrèrent favorables à une collaboration avec la monarchie restaurée, particulièrement pour « vaincre l'ennemi de la liberté » (le carlisme). De fait le 5 janvier, quelques jours seulement après le pronunciamiento de Martínez Campos, un éditorial de La Iberia, journal des constitutionnalistes, avait affirmé que le Parti constitutionnel, « la plus authentique représentation de la révolution de Septembre », « maintient la défense de la Constitution espagnole de 1869, mais se montre disposé à collaborer avec le nouveau régime pour vaincre le carlisme et mettre fin à l’insurrection cubaine ». Dans un discours prononcé un an après devant les Cortès, Alphonse XII reconnut le travail réalisé par les constitutionnalistes « avant mon avènement au trône pour réorganiser le pays, en lui donnant les moyens avec lesquels dominer la guerre civile carliste, la flibusterie cubaine et l’anarchie intérieure ».
Néanmoins, le leader du Parti républicain radical Manuel Ruiz Zorrilla maintint son rejet du nouveau régime et le même mois de février fut expulsé d’Espagne, accusé de maintenir des contacts avec des militaires à des fins de conspiration. Le journaliste Ángel Fernández de los Ríos, bien qu’ayant été un ami de Cánovas, fut également banni.

## Premier gouvernement de Cánovas (1875-1881): mise en place du régime de la Restauration
Le Parti libéral-conservateur gouverna entre 1875 et 1881, Antonio Cánovas del Castillo se maintenant à la présidence de l’exécutif à l’exception de deux brèves périodes où le politicien malaguègne céda sa place pour des raisons stratégiques : la première fut entre septembre et décembre 1875, où Cánovas laissa le général Jovellar présider le gouvernement, afin de ne pas assumer la responsabilité de convoquer les premières élections générales de la Restauration, qui se réalisent sous l'égide de la Constitution de 1869 au suffrage universel (masculin), étant donné qu’il était lui-même contraire à ce mode de scrutin, qui suscitait d’importantes oppositions au sein de son parti, ce qui lui permit de préserver son crédit au sein de la formation politique ; la seconde s’étendit entre mars et décembre 1879, lorsque le général Martínez Campos remplaça Cánovas à la tête de l’exécutif car ce dernier ne souhaitait pas diriger pour la deuxième fois consécutive un processus électoral — et secondairement car il ne souhaitait pas endosser la responsabilité de l’application du pacte de Zanjón conclu entre le général et les insurgés cubains —. Cánovas revint au pouvoir après la démission de Martínez Campos en raison des obstacles posés par le Parlement élu en 1879 à l’application des réformes coloniales et militaires qu’il souhaitait mettre en œuvre,,.
Aux yeux de l’opposition libérale, menée par Práxedes Mateo Sagasta, le gouvernement conservateur s’était trop prolongé et il le dénonça comme « un autoritarisme frôlant avec la dictature ». Entre janvier 1875 et janvier 1877, Cánovas gouverna sous un régime d'exception, avec une grande limitation des libertés publiques, à tel point que cette période est parfois appelée la « dictature de Cánovas ». Cette parenthèse institutionnelle se poursuivit donc après la promulgation de la nouvelle Constitution en juin 1876 et ne prit fin qu’avec l’approbation de la loi de janvier 1877 qui régulait, bien que de façon restrictive, les libertés, tout en justifiant la période d’exception.

### Projet politique de Cánovas et tensions avec le Parti modéré

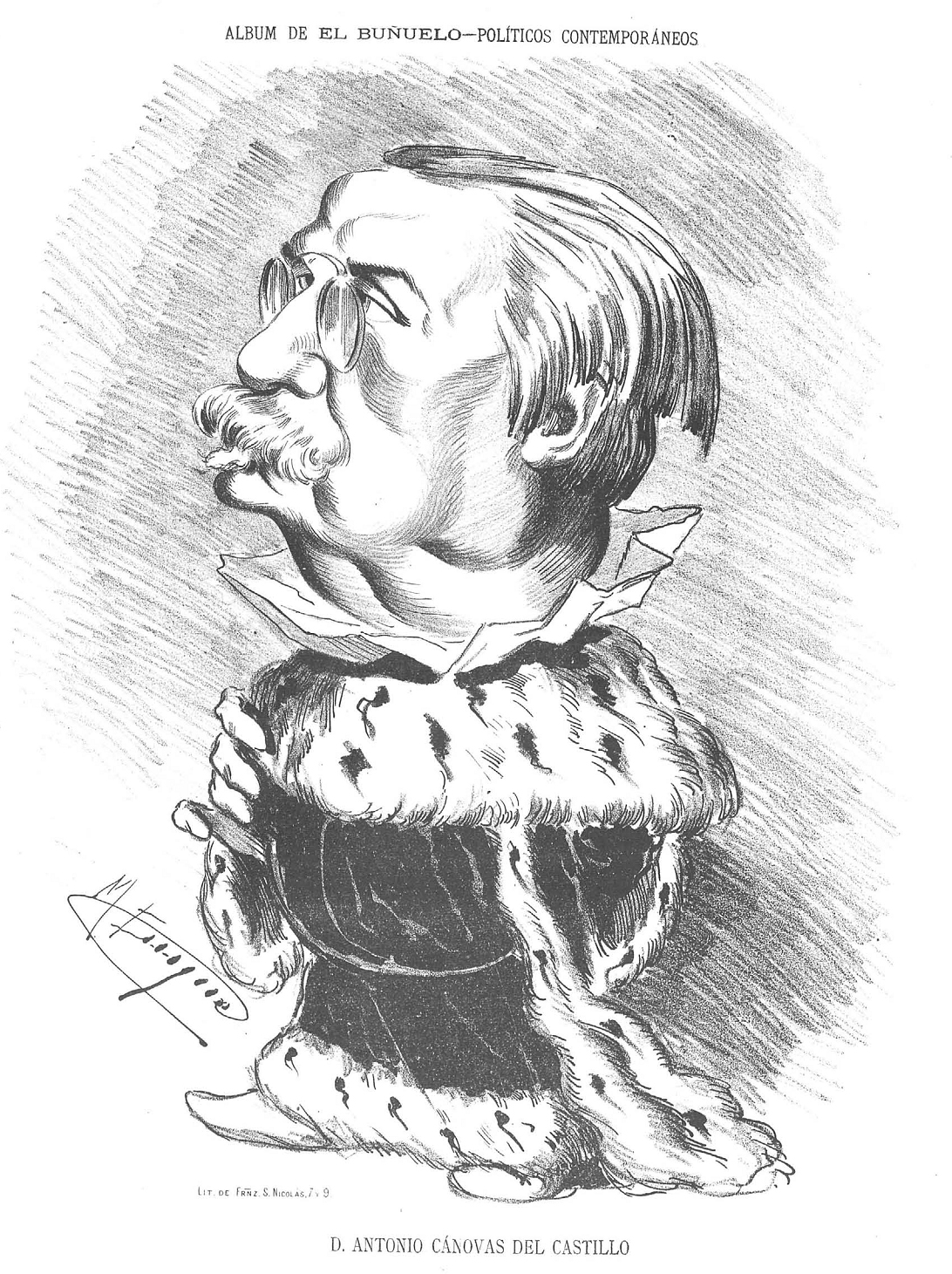
Caricature du président du gouvernement et leader du Parti conservateur Antonio Cánovas del Castillo portant l’hermine royale, publiée dans la revue satirique El Buñuelo le 10 février 1881, reflétant une accusation fréquente parmi ses détracteurs : monsieur Cánovas règne et gouverne tout à la fois, bien qu’il montre un plus grand penchant pour le premier que pour le second, affirma un dirigeant libéral.

L’objectif fondamental du projet politique de Cánovas — qui se targuait de « rendre l’hommage dû à la prudence, à l’esprit de transaction, à la loi de réalité » — était d’atteindre finalement la consolidation et la stabilité de l'État libéral, sur la base de la Monarchie constitutionnelle telle qu’elle avait été présentée dans le Manifeste de Sandhurst. Pour ce faire, il considérait indispensable de ne pas reproduire l’erreur qui avait conduit la Monarchie à l’échec aux temps d’Isabelle II : que la Couronne soit liée de façon exclusive à un courant du libéralisme — dans ce cas le modérantisme —, ce qui obligea l’autre parti — le progressisme — à avoir recours à la force et aux interventions militaires — les pronunciamientos — afin de pouvoir accéder au pouvoir. Cánovas pensait ainsi qu’il fallait rendre possible l’alternance des diverses factions libérales sans que le système lui-même se trouve mis en danger,. De plus, la mise en place d’un jeu politique basé sur le « turno » — l'alternance — pacifique entre les deux grandes tendances du libéralisme, les militaires resteraient relégués à leur propre sphère et son protagonisme pourrait être assumé par la société civile. Il était donc prioritaire de démilitariser la vie politique et de dépolitiser l'Armée.
Afin de mettre son projet politique en application, Cánovas bénéficia d’une confiance absolue du monarque Alphonse XII, qui dans une conversation avec l’ambassadeur britannique Austen Henry Layard lui avait manifesté son souhait d’« introduire en Espagne le système constitutionnel auquel l’Angleterre devait ses libertés et sa grandeur », ce qui lui contribua à la grande estime que le principal artisan de la Restauration avait pour le monarque.
Le principal obstacle rencontré par Cánovas ne provint par de la gauche mais du Parti modéré — « la section réactionnaire du parti alphonsin », comme le qualifia Layard — qui souhaitait revenir à la situation antérieure à la révolution de 1868, comme si rien n’était survenu depuis lors,,. Bien que son intention à terme fût de les diviser et de les attirer vers son projet,, il leur fit au début des concessions et les premières mesures par le nouveau gouvernement supposèrent une révision de ce qui avait été accompli au cours du sexennat démocratique et contribuèrent à former une image très négative de cette période, en particulier la première année de la République, qualifiée par le traditionaliste Menéndez y Pelayo de « temps de désolation apocalyptique »,.

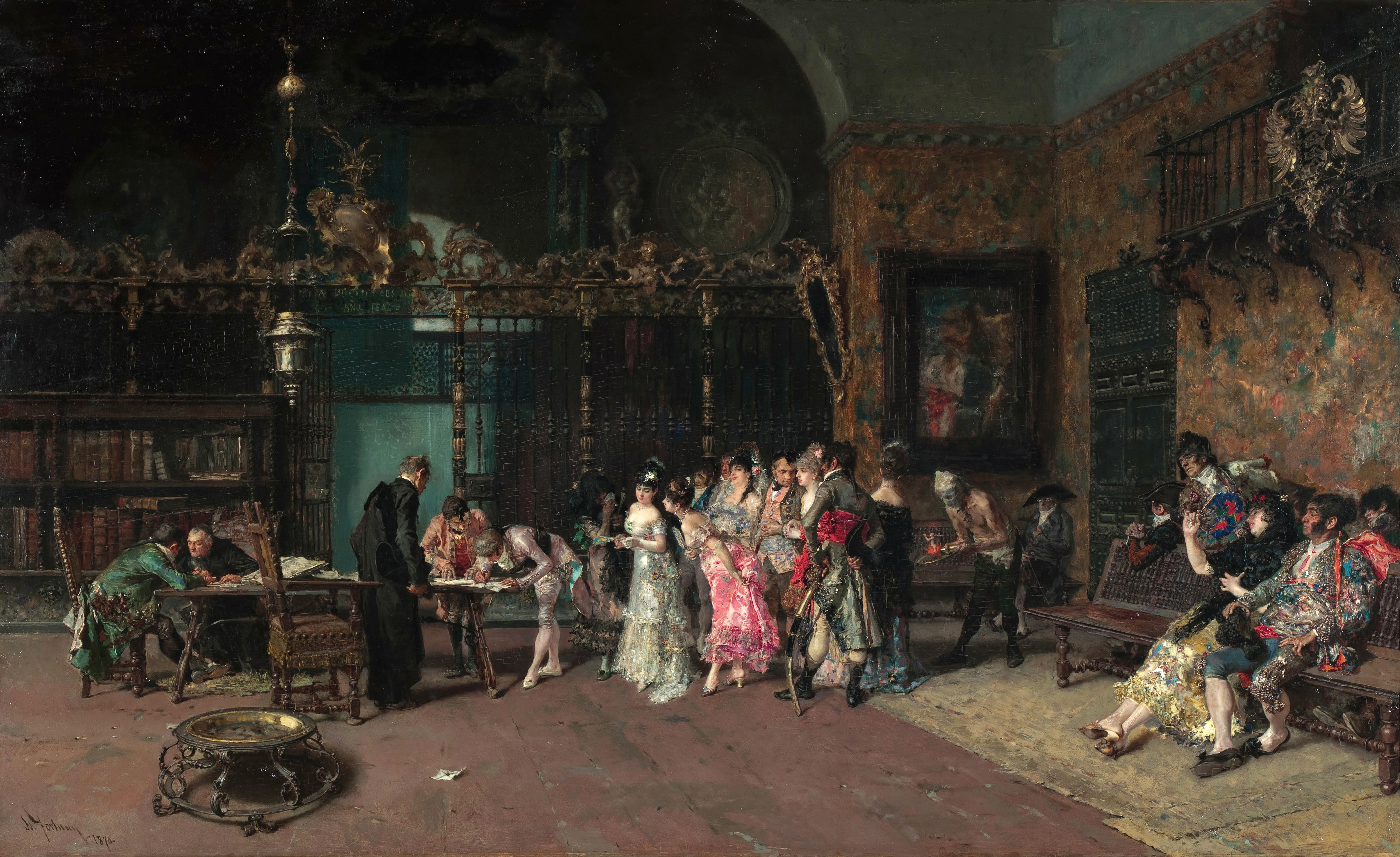
La Vicaría (Le Vicariat) de Mariano Fortuny (1870). Le gouvernement de Cánovas dérogea la loi provisoire sur le mariage civil de 1870 et rétablit le caractère obligatoire du mariage catholique.

La syntonie de Cánovas avec les modérés fut particulièrement évidente dans trois domaines : les relations avec l’Église catholique, les droits fondamentaux et la liberté académique.
Concernant le premier, le gouvernement décida du rétablissement du concordat de 1851 — ce qui supposait la restitution du budget du Culte et du Clergé pour financer les dépenses de l'Église — et la dérogation des lois du sexennat les plus combattues par les catholiques, notamment la celle de 1870 (es) qui reconnut le mariage civil pour la première fois en Espagne. De plus, le gouvernement ordonna la fermeture de certains temples, périodiques et écoles protestants,, et toléra la publication d’articles insultants envers les croyances différentes de la catholique. Des contacts furent également menés afin de rétablir les relations avec le Saint Siège et des archives, bibliothèques et des objets d'arts furent rendus à l'Église. Le délit d'injures à l'Église fut inclus dans le décret de régulation de la presse du 29 janvier 1875.
Dans le second domaine, celui des droits fondamentaux, leur exercice se vit fortement limité, notamment les libertés d'expression, de réunion et d'association — d’où l'expression de « dictature de Cánovas » utilisée pour désigner ses deux premières années de gouvernement, étant donné qu’il gouverna alors sous un régime d'exception —,,. Certains périodiques de l'opposition furent fermés — les publications républicaines disparurent pratiquement — et les autres furent soumis à un régime de censure préalable. Un décret promulgué tout juste après la constitution du gouvernement établit que la presse pouvait ou non publier, interdisant expressément « d’attaquer directement ou indirectement, ou par le moyen d’allégories, de métaphores ou de dessins le système monarchico-constitutionnel » (bien que les critiques du gouvernement et de ses politiques fût permis). La loi sur les jurys fut également suspendue,. Quatre ans plus tard, en 1879, une loi sur l’imprimerie très restrictive fut promulguée à l’initiative du ministre de Gobernación — équivalent de celui de l’intérieur moderne — Romero Robledo, qui établissait comme un délit le fait de « proclamer des maximes contraintes au système monarchique constitutionnel » ou de « mettre en doute la légitimité de certaines élections générales »,. En juin 1880, une loi sur le droit de réunion, également très restrictive — elle établissait une différence entre partis légaux et partis illégaux —, confirma « le composant autoritaire, presque dictatorial, qui sous-tendit une grande partie de la législation et de l'action politique dans cette première étape ». D’autre part, la loi du 16 décembre 1876 établit que les maires des villes de plus de 30 000 habitants seraient nommés par le roi, c’est-à-dire en pratique par le gouvernement, et que les budgets municipaux devaient recevoir l’approbation du gouverneur civil de chaque province, eux aussi désignés par le gouvernement.

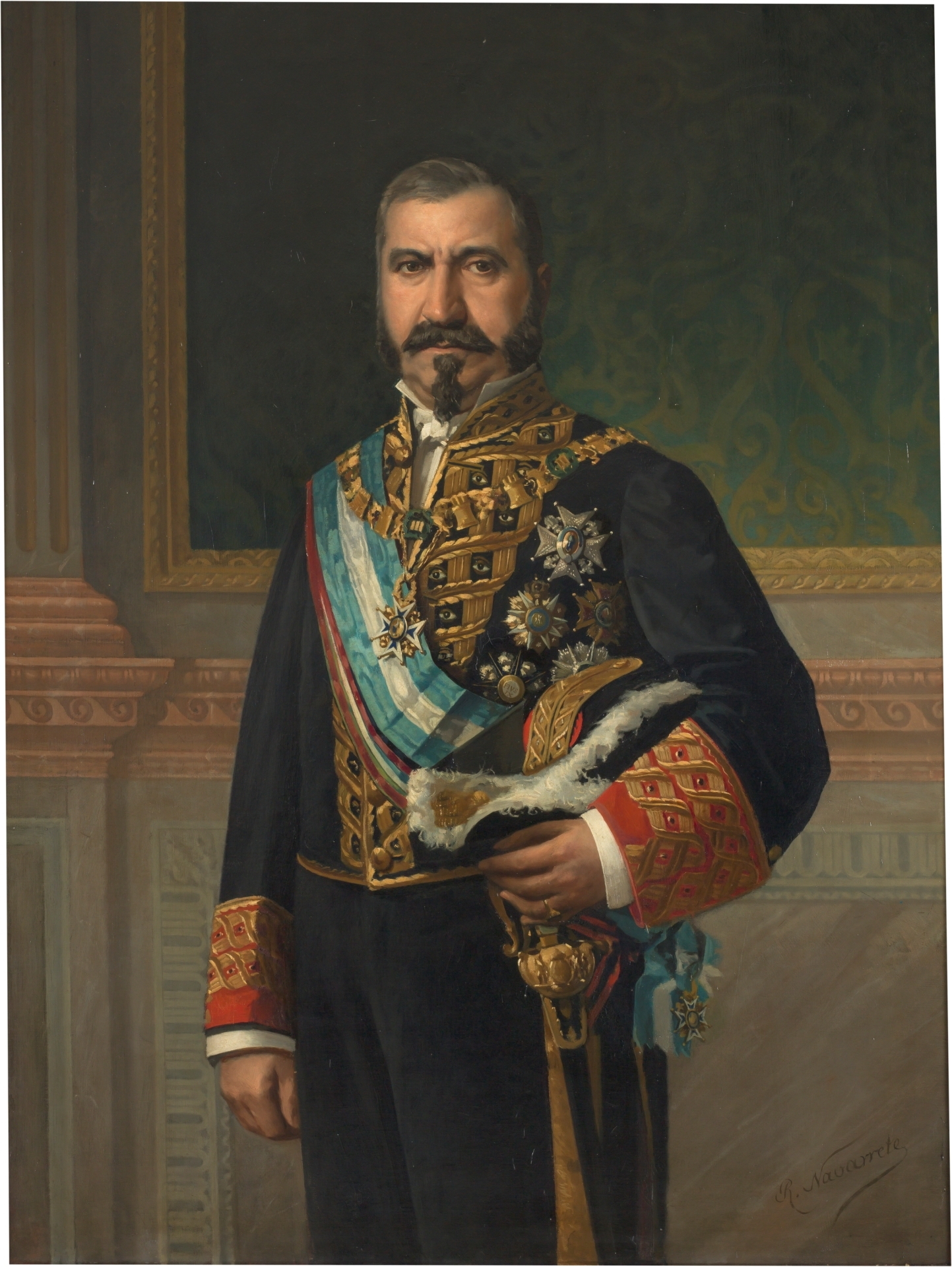
Manuel Orovio Echagüe, marquis d’Orovio, ministre de Fomento, auteur du décret portant son nom qui limitait la liberté académique.

En ce qui concerne le domaine de la liberté académique, le décret Orovio — auquel Cánovas lui-même était opposé —, signé par le ministre de Fomento réactionnaire Manuel Orovio Echagüe et promulgué en février 1875, interdisait aux professeurs des universités d’enseigner des idées contraires à l’orthodoxie catholique et à la Monarchie constitutionnelle, ce qui donna lieu à la seconde question universitaire (es),,. Dans la circulaire qui accompagnait le décret, adressée aux recteurs des universités et signée par le ministre, on invitait ceux-ci à « ne pas consentir à ce que dans les chaires soutenues par l’État on donne des explications contre le dogme catholique qui est la vérité sociale dans notre patrie » et on avertissait également que serait sanctionné tout professeur qui « ne reconnaisse par le régime établi ou argumente contre lui »,. Le premier conflit provoqué par la circulaire d’Orovio eut lieu à l’université de Saint-Jacques-de-Compostelle, où les professeurs Laureano Calderón (pharmacie) y Augusto González de Linares (médecine), tous deux disciples du krausiste Francisco Giner de los Ríos, furent écartés de leurs chaires respectives et placés en détention dans une prison militaire car ils avaient enseigné les théories darwinistes. Calderón déclara : « je n’ai pas été nommé professeur pour former des catéchumènes d’aucune religion ni des partisans d’aucun système politique, mais pour enseigner la science ». Une vague de solidarité fut immédiatement déclenchée de la part d’une quarantaine de professeurs universitaires et d’éducation secondaire, menés par Giner de los Ríos, Gumersindo de Azcárate et Nicolás Salmerón — ce dernier étant un ancien président du pouvoir exécutif de la République —, que rejoignirent d’importants figures politiques, universitaires libéraux et républicains, parmi lesquels Emilio Castelar, qui avait déjà été au centre de la première question universitaire en 1866. Ils furent tous écartés de leurs chaires ou y renoncèrent. Un grand nombre de ces professeurs expulsés de l’Université collaborèrent à la fondation l’année suivant de l’Institution libre d'enseignement, un organisme éducatif — une « contre-université » — qui exercerait une énorme influence dans la vie culturelle et scientifique espagnole, spécialement au cours du premier tiers du XXe siècle,.

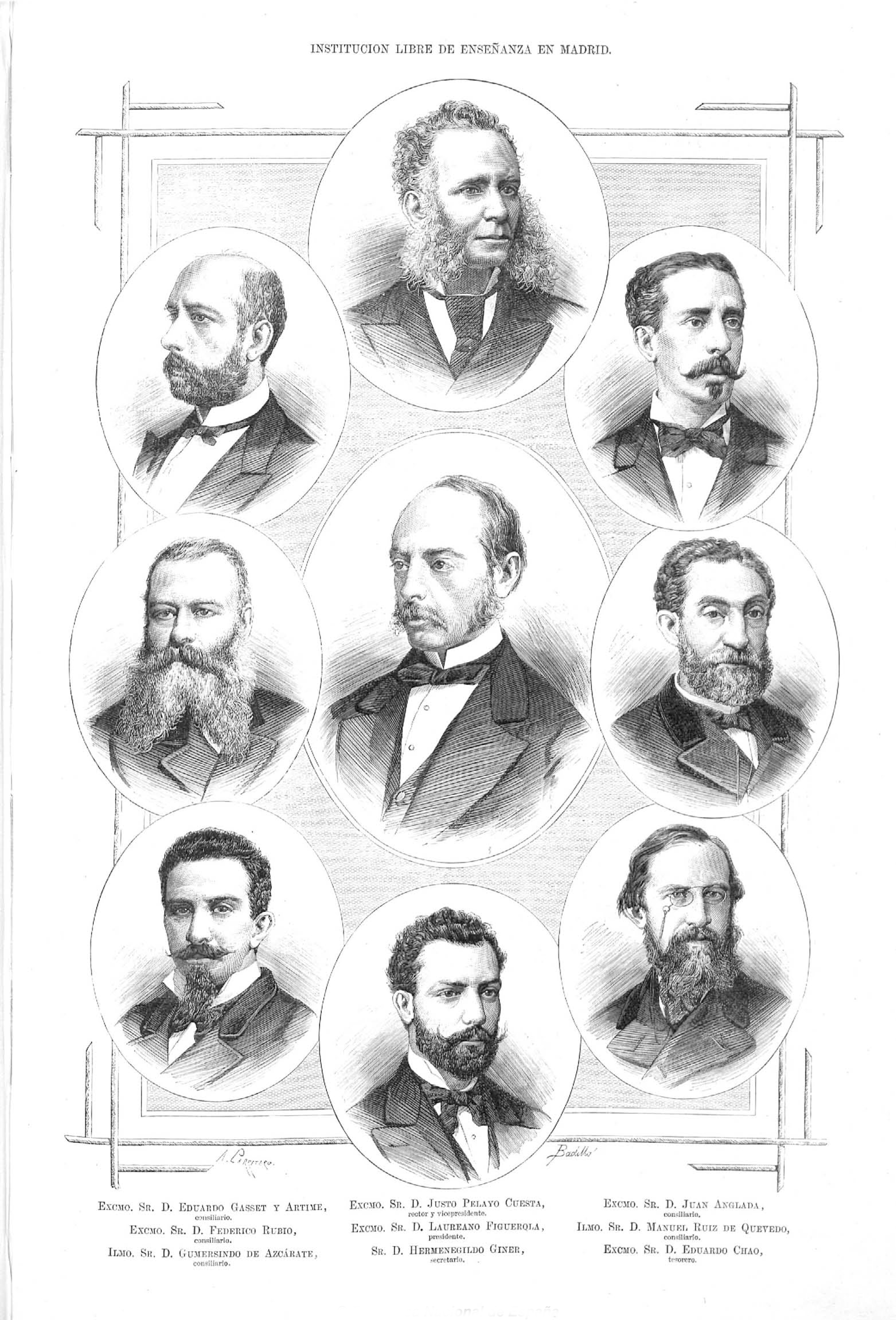
Comité de direction de l’Institution libre d'enseignement : au centre Laureano Figuerola (président) ; en haut Justo Pelayo de la Cuesta Núñez (recteur et vice-président) ; en bas Hermenegildo Giner (secrétaire) ; dans la colonne de droite, de haut en bas : Eduardo Gasset y Artime, Federico Rubio et Gumersindo de Azcárate ; dans la colonne de gauche, de haut en bas: Juan Anglada, Manuel Ruiz de Quevedo et Eduardo Chao.

Selon José Varela Ortega, « ce qui était arrivé reflétait, en réalité, les frictions entre les deux factions du canovisme, entre les politiciens d’origine Modérée et ceux d’origine septembrina ; et, en dernier lieu, c’était un épisode supplémentaire dans le cadre de l’offensive du Parti modéré contre le canovisme ». Dans le même ordre d’idée, Feliciano Montero affirme que cela faisait effectivement partie de « la lutte modérés-canovistes pour la définition d’un nouveau régime. Le décret Orovio […] serait une manœuvre des modérés pour torpiller la présumée ouverture du canovisme vers les unionistes et les constitutionnels, en plus d’affirmer leurs positions intransigeantes en défense de l’unité catholique. Cánovas, en dépit de ses efforts pour parvenir à un acteur de facto avec les krausistes pour ne pas rendre la sanction effective, s’était vu contraint pour le moment à accepter cette situation tellement contraire à ses projets ». En effet, Cánovas considéra le décret Orovio comme une ineptie (« una barbaridad ») — tout comme le roi — et tenta de mener sans succès une médiation avec les professeurs universitaires qui refusèrent de s’y conformer et abandonnèrent l’université,. Dès qu’il en eut l’opportunité, Cánovas destitua Orovio et son successeur, le « septembrino » Cristóbal Martín de Herrera, dérogea immédiatement les mesures d’Osorio (sans que les professeurs partis récupèrent toutefois leurs chaires dans l’immédiat, ce qui n’eut lieu qu’après l'arrivée des libéraux fusionnistes au pouvoir en février 1881),. Si les krausistes ne rencontrèrent aucun obstacle pour mettre en marche l'Institution libre d'enseignement et développer leurs activités,, « l’épisode aigrit les relations entre le gouvernement et les hommes politiques radicaux et constitutionnels ».

Plusieurs historiens soulignent que la politique de Cánovas dans ces premières années doit être entendue sous l’angle d’un certain pragmatisme. Selon Manuel Suárez Cortina, Cánovas permit le « décret Orovio » pour inciter les modérés du temps d’Isabelle II à accepter le nouveau système politique — et à participer dans le nouveau parti libéral conservateur, dont il prétendait prendre la tête —. Il s’agissait en somme de « donner confiance aux secteurs modérés et neutraliser toute tentative d’en finir avec le régime ». C’est avec la même finalité qu’il chercha à rétablir des relations avec le Vatican, rétablit le financement par l'État du culte et du clergé catholiques et l’exclusivité du mariage religieux. Carlos Seco Serrano insiste pour sa part sur le fait que la présence d’Orovio dans le gouvernement — accompagnée de son décret polémique — répondait au fait que la guerre civile carliste n’était pas encore achevée et qu’il s’agissait d’un geste plus ou moins homologable avec la conception monarchique et religieuse qui animait le camp insurgé — afin de les désarmer idéologiquement —. Onze ans plus tard, dans les premiers temps de la régence de Marie-Christine de Habsbourg, Cánovas défendit cette politique face aux attaques lancées par le républicain Nicolás Salmerón, l'une des victimes du « décret Orovio », qui le qualifia de Torquemada. À cette occasion, Cánovas répliqua : 

« Que voulait monsieur Salmerón? Voulait-il que, alors que le pays était engagé dans la guerre civile […], je n’eusse à utiliser aussi cette dictature pour réprimer les faits qui selon moi pouvaient compromettre l’unité de force et de commandement et la vigueur dont le Gouvernement avait besoin face à l’ennemi commun de tous, qu’était la cause carliste ? Qui ignore que l’une des causes de la guerre carliste, cause reconnue par tout le monde, étaient les attaques plus ou moins exagérées, un grand nombre d’entre elles absolument certaines, que dans tous les lieux publics on dirigeait contre la religion que professe l’immense majorité des Espagnols ? »

Toutefois Cánovas se montra intransigeant avec trois exigences des modérés et bénéficia en cela d’un soutien sans faille du roi Alphonse XII : le rétablissement de la Constitution de 1845 — qui avait régi la Monarchie d’Isabelle II —, le rétablissement de l’« unité catholique » — qui supposait l’interdiction de tout culte non catholique et le monopole de l'Église sur les activités sociales primordiales (naissance, mariage, enterrement) et dans l’enseignement — et le retour immédiat de l’ancienne reine de son exil à Paris — bien que Cánovas considérât au contraire « indispensable » que la grande sœur du roi, Isabel de Borbón y Borbón, qui était la suivante dans la ligne de succession au trône, revienne seule en ESpagne tant qu’Alphonse XII demeurait sans descendance —. Il autorisa également le retour du général Serrano, dernier président du Pouvoir exécutif de la République,,,. Le général Martínez Campos lui-même menaça de lancer un second pronunciamiento si l’unité catholique n’était pas reconnue et si la Constitution de 1845 n’était pas rétablie. Seule l’intervention personnelle du roi et la menace de l’envoyer à Cuba parvinrent à l’en dissuader, ce qui n’empêcha pas d’autres généraux, comme le comte de Cheste y el comte de Valmaseda, de continuer à faire pression pour permettre le retour de l’ancienne reine en Espagne.

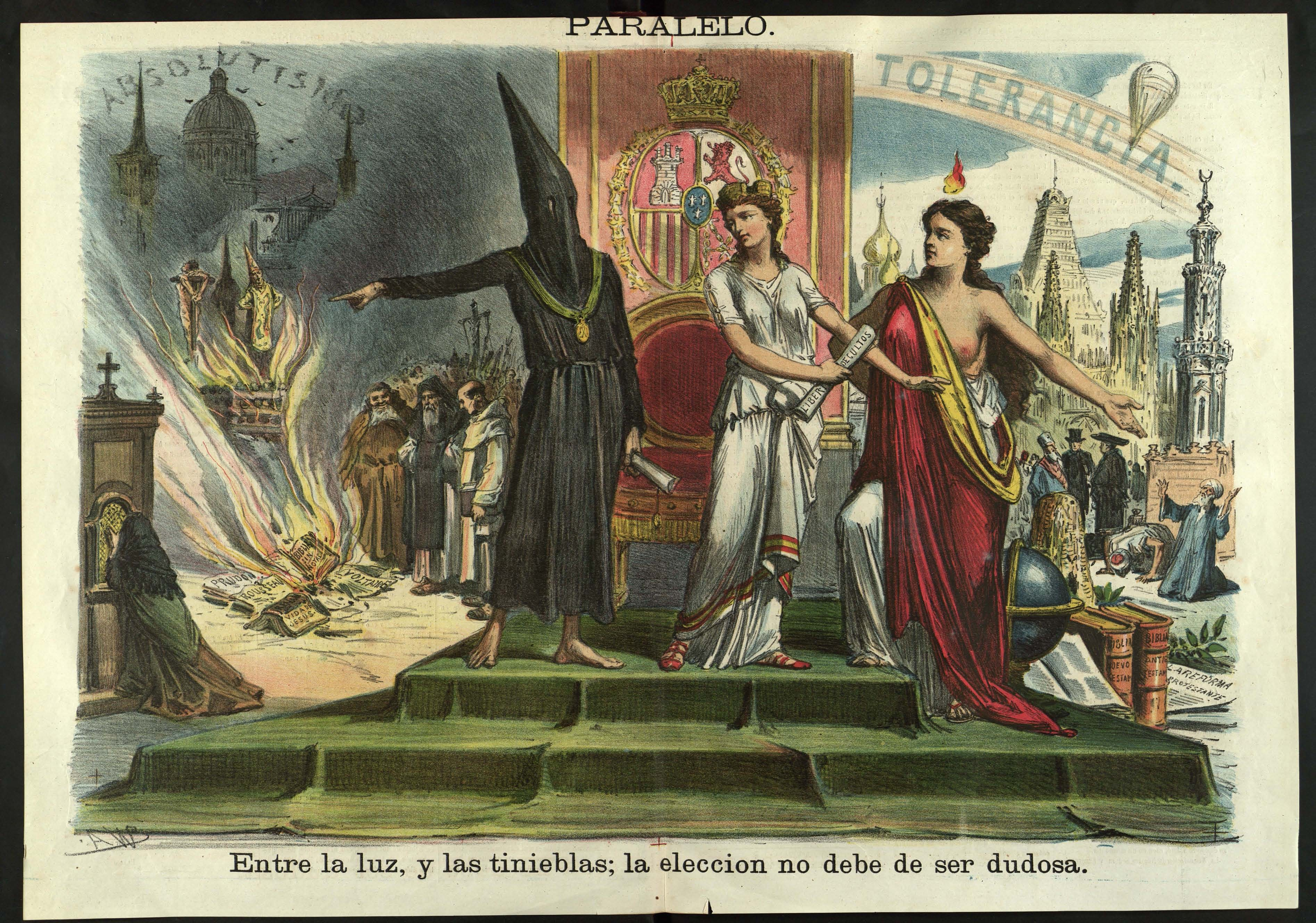
Caricature publiée dans La Madeja en janvier 1875. Au pied de l’image on lit : Entre la lumière et les ténèbres ; le choix ne doit pas faire de doute. L’Espagne, représentée par une jeune fille, choisit la lumière (la tolérance religieuse et la liberté de cultes) et rejette les ténèbres (l’absolutisme et l’unité catholique qui interdit tout autre culte).

Les modérés menèrent une campagne d’opinion considérable exigeant l’unité catholique et par conséquent l’interdiction des cultes non catholiques. La quantité de signatures recueillies en faveur de cette demande fut recueillie si importante qu’il fallut l’amener en chars jusqu’au siège du gouvernement. Le Saint Siège exerça également une pression importante en ce sens, menaçant même de ne pas envoyer de nouveau nonce apostolique. Il avait le soutien des évêques espagnols et d’un large secteur de la population, spécialement celui lié aux modérés et aux carlistes, pour qui cette question était non négociable,,. Une dame de la haute noblesse castillane, reflétant une opinion très diffusée, menaça de proclamer don Carlos roi d’Espagne si le roi et le gouvernement toléraient « des missionnaires et de la propagande protestante en Espagne ». Cánovas refusa catégoriquement de céder, car il considérait que cela empêcherait les « révolutionnaires de [18]68 » de pouvoir appuyer la nouvelle Monarchie, ce qui la rendrait à terme invivable, et que cela l’isolerait de plus au niveau international — la tolérance religieuse était la « manière de convaincre l’Europe que la Restauration ne signifiait pas une réaction », affirma-t-il —. Il agit avec le soutien indéfectible du roi, en dépit de l’« assaut systématique » auquel il fut soumis « de la part de politiciens Modérés, d’une grande partie de la noblesse et du haut clergé, et même par la princesse des Asturies ». Lors d’une réception publique, Alphonse XII dit à l’évêque de Salamanque, Narciso Martínez Izquierdo (es) : « Je suis un roi catholique mais, cependant, je ferai tout ce qui sera à ma portée pour que dans les domaines on puisse pratiquer n'importe quelle religion avec liberté ; de plus il est inutile de discuter de cette question car l'Europe a déjà pris une décision à son sujet ».

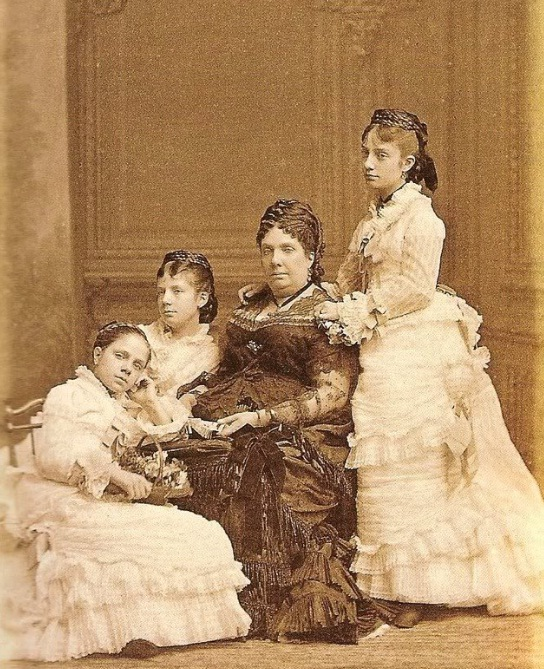
L'ancienne reine Isabelle II avec ses trois plus jeunes filles à Paris (1875).

Quant à l’ancienne reine Isabelle II, peu disposée à « jouer des rôles décoratifs », Cánovas lui envoya une lettre à Paris en avril 1875 lui expliquant qu’elle ne devait pas encore rentrer en Espagne pour assurer la tranquillité de l’opinion, éviter la crainte d’une réaction répressive et ne pas attiser l’esprit de vengeance, un verdict qu’elle eut bien du mal à accepter — « Elle tenta d’aborder le roi à travers d’émissaires qui furent arrêtés ou de lettres qui furent interceptées. Elle devint alors championne de la croisade catholique. » —

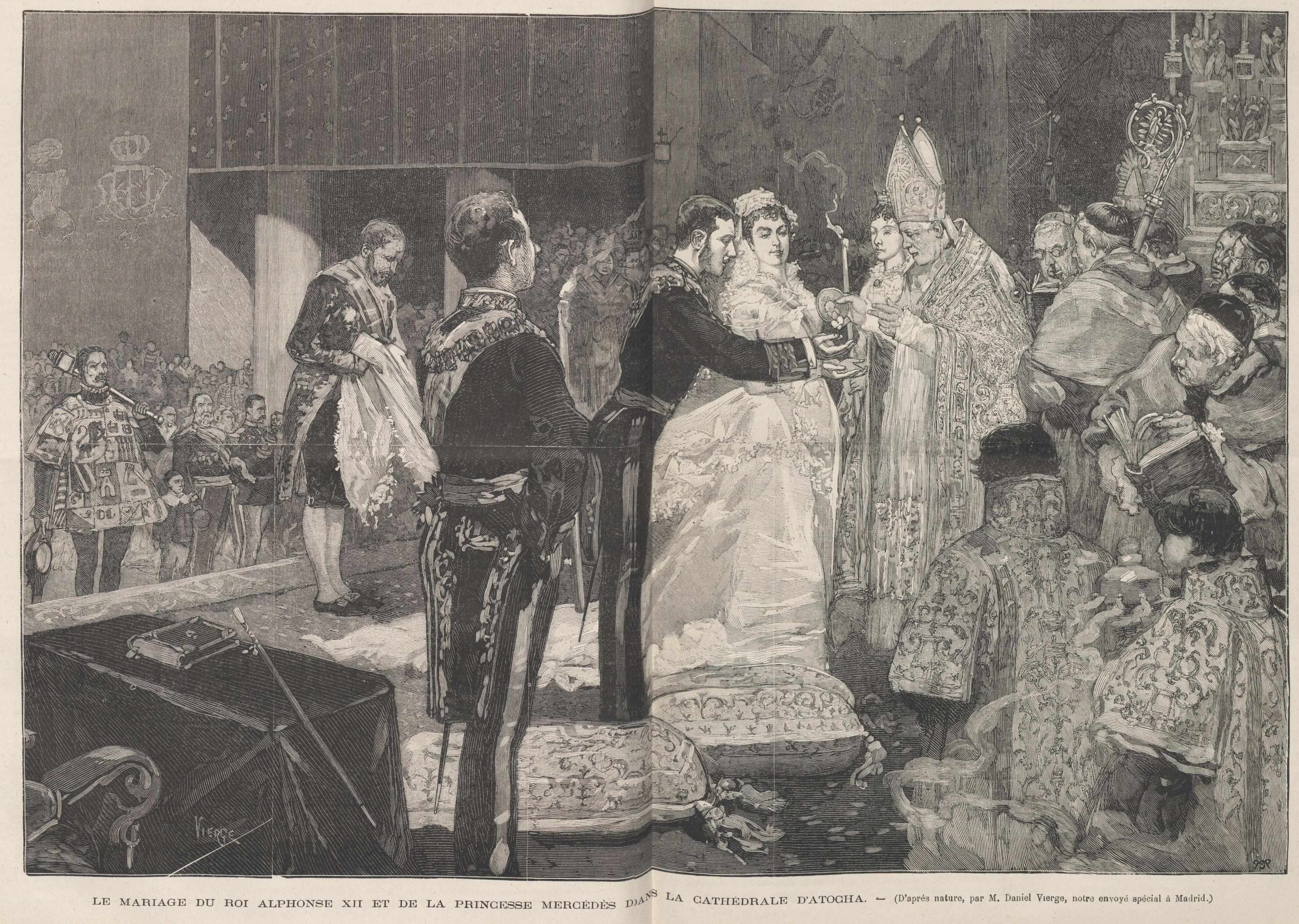
Mariage d’Alphonse XII avec sa cousine Mercedes d'Orléans, célébré à la basilique d'Atocha le 23 janvier 1878. L’ancienne reine Isabelle II n’approuva pas le mariage et n’assista pas à la cérémonie.

Non seulement Cánovas mais également son propre fils lui demandèrent de ne pas se rendre en Espagne, alléguant que « personne ne peut imposer sa volonté au Roi ». On ne l’autorisa à le faire qu’après l’approbation de la nouvelle Constitution, sans toutefois l’autoriser à s’installer de façon définitive dans le pays ni à vivre à Madrid même. Comme l’a souligné Isabel Burdiel, « lorsqu’elle rentra brièvement en Espagne, elle le fit en se sentant, comme elle le dit elle-même, une espèce de vagabonde : elle résida quelque temps à Séville, passa quelque temps dans les stations thermales du nord ou dans les palais royaux des alentours de Madrid. Avec le temps, ses séjours à la capitale furent tolérés, mais toujours en essayant de faire en sorte que ses visites fussent les plus courtes et les plus discrètes possibles ». Sa plus grande humiliation fut de ne pas être informée du mariage de son fils avec María de las Mercedes de Orleans (cousine d’Alphonse et nièce d’Isabelle II), fille du duc de Montpensier et de Louise-Fernande de Bourbon (sœur d’Isabelle II). Elle tenta de faire connaître publiquement son opposition à cette union, mais Cánovas l’en empêcha. Elle n’assista pas à la noce, célébrée le 23 janvier 1878 à la basilique d'Atocha de Madrid. Elle rentra à Paris où elle vécut jusqu’à sa mort en 1904, bien qu’elle revînt en Espagne à différentes occasions.
Devant la détermination de Cánovas de faire approuver une nouvelle Constitution, qui apparut clairement lorsque les parlementaires des deux monarchies antérieures furent réunis — celles d’Isabelle et d’Amédée Ier — et que fut formée une commission de notables pour la rédiger, de nombreux modérés passèrent dans les rangs canovistes et s’en trouvèrent récompensés par l’octroi de postes gouvernementaux. Selon Fidel Gómez Ochoa, c’est alors que le Parti libéral-conservateur prit sa première forme. Le coup fatal au Parti modéré fut porté par Francisco Romero Robledo, ministre de Gobernación, lorsqu’on le lui accorda qu’un nombre très limité de sièges (12 seulement) aux élections générales de janvier 1876, face aux 333 députés canovistes — le Parti modéré fut formellement dissout 7 ans plus tard —,,. Le refus de Cánovas de rétablir l’unité catholique, et en second lieu la convocation des premières élections sous la modalité du suffrage universel (masculin) — ce qu’une personnalité éminente du camp modéré rejeta dans une lettre adressée au roi, affirmant que cela « mettait en doute le droit légitime de S. M. au trône » —, furent la clé de la disparition des modérés en tant qu’entité distincte et la configuration du libéral-conservateur comme nouveau parti phare de l’aile droite du régime de la Restauration,

### Constitution de 1876

#### Élaboration et approbation

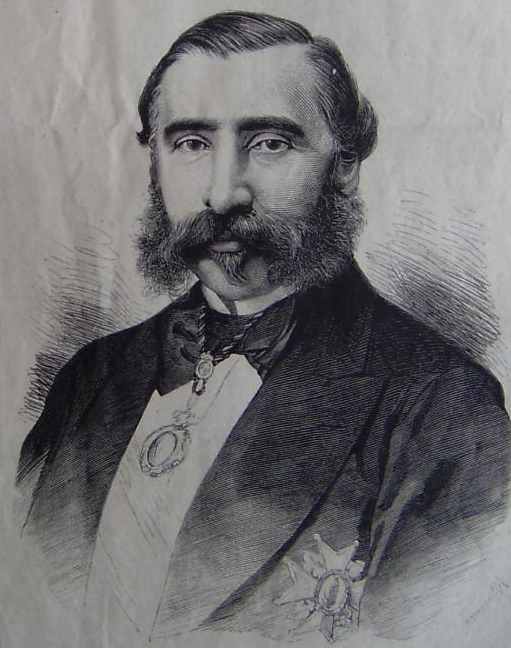
Manuel Alonso Martínez, leader du secteur du Parti constitutionnel, qui se joignit au projet de Cánovas d’approuver une nouvelle Constitution, abandonnant la revendication de la Constitution de 1869. En accord avec Cánovas, il convoqua l’assemblée de notables réunie en mai 1875 et fit partie de la commission de 9 membres qui rédigea le projet de Constitution. Ses partisans furent appelés centralistes, en référence au groupe qu’ils formèrent : le Centre parlementaire (Centro Parlamentario.

Face aux prétentions du Parti modéré de rétablir la Constitution de 1845, Cánovas imposa son choix d’élaborer et de faire approuver une nouvelle Constitution. Pour ce faire, il s’attira le secteur du Parti constitutionnel mené par Manuel Alonso Martínez, qui forma un nouveau groupe politique nommé Centre parlementaire (« Centro Parlamentario »),,. Le 20 mai 1875, sur une initiative des « centralistes » soutenue par le gouvernement, une assemblée de notables fut réunie, rassemblant 341 anciens députés et sénateurs monarchistes de l’époque d'Isabelle II et d’Amédée Ier,,. Alonso Martínez établit les limites à ne pas franchir — il n’était pas possible de mettre en question la Monarchie d’Alphonse XII — et sa finalité — l’établissement de bases constitutionnelles qui apportent une caution institutionnelle au trône —.
Les modérés étaient majoritaires dans l’assemblée de notables mais Cánovas eut recours à un stratagème en faisant en sorte que la rédaction du projet de base de la Constitution soit confiée à une commission de 39 de ses membres, dans lesquels modérés, centralistes et canovistes étaient représentés de façon égale. Celle-ci délégua à son tour la rédaction des bases constitutionnelles à une sous-commission formée de 9 personnes, parmi lesquelles figurait Alonso Martínez. Le principal écueil des travaux de la commission et de la sous-commission fut la question de l’unité catholique, qui ne figura finalement pas dans la base 11. Les modérés se déclarèrent publiquement en désaccord dans un manifeste du 3 août, où ils appelaient les catholiques à protester,. Différents historiens font remonter précisément à cette commission de notables la naissance du Parti libéral-conservateur — l’un des deux partis « dynastiques » qui alterna au pouvoir lors de toute la période constitutionnelle de la Restauration —, mené par Cánovas lui-même, et constitué autour d’un noyau de canovistes auquel se joignirent d’anciens modérés,.
Une fois ces travaux terminés, le gouvernement convoqua des élections générales. Au sein du conseil des ministres se produisit un débat sur la question de savoir si celles-ci devaient se faire au suffrage universel (masculin), en accord avec la loi électorale de 1869, datant de l’« époque révolutionnaire ». Sur proposition de Cánovas, un accord fut obtenu pour que soit maintenu « cette fois seulement » ce mode de suffrage, une concession aux constitutionnalistes afin d’obtenir leur intégration au nouveau régime, qui indigna les modérés,,. Pour rester cohérent avec ses propres convictions — contraires au suffrage universel —, tout en conservant sa crédibilité auprès de son parti, au sein duquel ce choix ne faisait pas l’unanimité, tout en profitant de l’occasion pour remplacer les trois ministres les plus droitiers — tous modérés, parmi lesquels Orovio —, Cánovas présenta sa démission et fut remplacé à la présidence de l’exécutif par le général Jovellar, qui resterait en poste pendant la période de confection des listes électorales,bien qu’en réalité « le chef fût Cánovas et la politique était faite depuis son domicile particulier », comme le commenta un ambassadeur étranger. L’opposition de Cánovas au suffrage universel ne varierait pas. Lorsqu’il fut finalement réinstauré en juin 1890 sur proposition du gouvernement libéral de Práxedes Mateo Sagasta, il affirma au cours du débat parlementaire que son application « sincère », « si elle donne un vote véritable dans le gouvernement du pays à la foule, non seulement sans instruction, ce qui serait en soi de peu d’importance, mais [à] la foule misérable et mendiante », et « serait le triomphe du communisme et la ruine du principe de propriété ».
La veille de la célébration du scrutin, qui eut lieu du 20 au 24 janvier 1876, et alors que la hiérarchie ecclésiastique déploya une campagne interdisant aux catholiques de voter pour les propagateurs de « cette liberté de perdition » — en référence à la tolérance religieuse défendue par les canovistes et centralistes —, la commission de notables publia le Manifiesto de los Notables (« Manifeste des Notables ») justifiant les bases constitutionnelles qu’elle avait rédigées avec le grand objectif d’« étayer […] les conquêtes de l’esprit moderne, en asseyant sur de solides bases l’ordre public et en mettant à couvert des contingences les principes fondamentaux de la monarchie espagnole ».

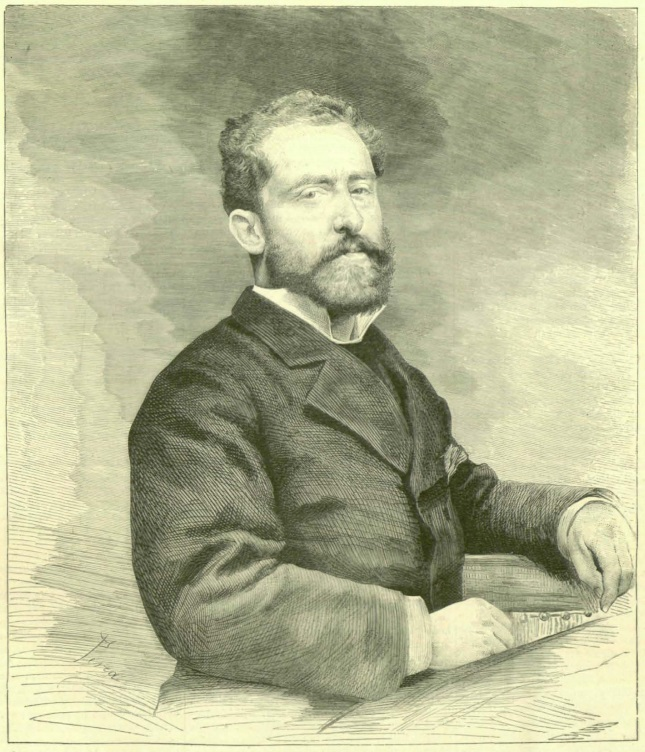
Francisco Romero Robledo, un septembrino repenti, qui se joignit au projet canoviste. En tant que ministre de la Gobernación de l’Intérieur, il mena des manœuvres électorales afin d’assurer une majorité parlementaire écrasante au gouvernement de Cánovas, inaugurant ainsi l’une des caractéristiques les plus marquantes et constantes du régime de la Restauration, grâce au recours aux caciques et à la fraude électorale.

Grâce aux « manœuvres » du ministre de la Gobernación Francisco Romero Robledo, les élections donnèrent une majorité canoviste écrasante au Parlement, avec 333 députés sur 391, et seulement 12 sièges pour les modérés — si bien que de nombreux membres du vieux parti de l’époque isabelline rejoignirent finalement le parti de Cánovas —,,,,,. Les chiffres officielles firent état d’une importante abstention, de plus de 45 % — plus de 65 % dans les grandes villes —. Le coup définitif aux modérés fut porté par Cánovas lorsque, au motif de la discussion de l’article 11 de la Constitution, qui ne reconnaissait pas l’unité catholique de l’Espagne demandée par les modérés, les obligea à se prononcer en en faisant une question de maintien du gouvernement. L’« agonie » du Parti modéré se prolongea toutefois jusqu’en 1882. « L’absorption totale du modérantisme par le Parti libéral conservateur ne culmina que lorsque, en 1884, l’Union catholique, fondée par Pidal en 1881, intégra le parti ».
Au contraire, Romero Blando « octroya » aux constitutionnels de Sagasta 27 sièges — dont un à Zamora pour Sagasta lui-même, dont il bénéficierait de façon quasi-permanente par la suite —, en récompense de la reconnaissance de la nouvelle monarchie qu’ils avaient faite en novembre 1875, où ils avaient publiquement déclaré leur prétention d’« être aujourd’hui le parti du gouvernement le plus libéral à l’intérieur de la monarchie constitutionnelle d’Alphonse XII »,.
À partir du 15 février 1876, jour où le roi inaugura solennellement la législature, les Cortès issues des élections, que certains critiques baptisèrent Las Cortes de los Milagros (« Le Parlement des Miracles »), en référence ironique à la fraude électorale massive qui avait marqué le scrutin, débattirent du projet de Constitution au cours d’un nombre de séances extrêmement réduit — les titres relatifs à la Couronne et ses compétences ne furent pas débattues, à la demande de Cánovas, en dépit des protestations des députés républicains, comme Emilio Castelar — et l’approuvèrent le 24 mai au Congrès — par 276 votes pour et 40 contre — et le 22 juin au Sénat — par 130 voix contre 11 —,. Les Cortès furent mises devant le fait accompli et leur travail ne fut pas à proprement parler constituant, au contraire de ce à quoi on pouvait s’attendre : elles se limitèrent en pratique à accepter le texte de la Commission et à approuver son contenu, avec quelques débats marginaux,.
La Constitution, un texte bref — seulement 89 articles et un article additionnel —, fut une sorte de synthèse entre celle, modérée, de 1845 et celle, démocratique, de 1869, avec toutefois une prédominance de la première étant donné qu’elle reprenait son principe doctrinaire fondamental — le libéralisme doctrinaire — : la souveraineté partagée entre les Cortès et le roi, au détriment du principe de souveraineté nationale sur laquelle se basait le texte de 1869,,. Elle conservait de cette dernière la déclaration d’un large panel de droits individuels, mais les reconnaissait avec des restrictions en ouvrant la possibilité de leur limitation voire leur suspension par des lois ordinaires,,.
En ce qui concerne les thèmes les plus conflictuels, on opta pour une rédaction ambigüe et on laissa leur détermination à des lois ultérieures, ce qui ouvrait la possibilité à ce que chaque parti, qu’il soit conservateur ou libéral, soit en mesure de gouverner selon ses propres principes sans nécessité d’altérer le texte constitutionnel,,. Ce fut notamment le cas du suffrage, dont la détermination mode — censitaire, comme le défendaient les modérés et les canovistes, o universel, comme le défendaient les « révolutionnaires » constitutionnalistes de Sagasta — fut laissé à la loi électorale à venir. Quoi qu’il en soit, bien que le mode de scrution modifiât considérablement le nombre d’électeurs — environ 850 000 en 1878, pour les élections marquant le retour du suffrage censitaire, contre plus de 4 500 000 en 1890, à la suite de l’implémentation définitive du suffrage universel,, —, la fraude électorale caractérisa fondamentalement les élections de la Restauration. Les gouvernements se formaient toujours avant les élections, et lorsqu’ils les convoquaient ils obtenaient toujours une large majorité au Congrès,.

Le sujet le plus polémique fut assurément celui de la question religieuse, la liberté de culte reconnue dans la Constitution de 1869 fut supprimée, mais Cánovas dut faire usage de toutes son autorité pour éviter la ré-implémentation de l’unité catholique,,,. L’alternative de Cánovas affirmait le caractère confessionnel (catholique) de l’État, mais établissait en même temps la tolérance envers les autres religions, en autorisant la pratique de leur culte dans le cadre privé,,. Le polémique article 11 de la Constitution, rédigé par Cánovas lui-même, affirmait ceci dans sa version définitive : 

« Art. 11. La Religion Catholique, Apostolique, Romaine est celle de l'État. La Nation s’oblige à maintenir le culte et ses ministres. Personne ne sera poursuivi dans le territoire espagnol pour ses opinions religieuses ni pour l’exercice de leur culte respectif, sauf le respect dû à la morale chrétienne. Néanmoins, d’autres cérémonies ou manifestations publiques que celles de la religion de l’État ne seront pas permises. »

L'Église catholique finit par accepter la nouvelle situation car elle eut confiance dans le fait que les lois organiques ultérieures respecteraient ses intérêts, ce qui survint en effet, comme le reconnut des années plus tard le cardinal primat d’Espagne : « l'article 11 de la Constitution a protégé avec une plus grande efficacité qu’une disposition prohibitive les intérêts catholiques ».

#### Prérogatives royales

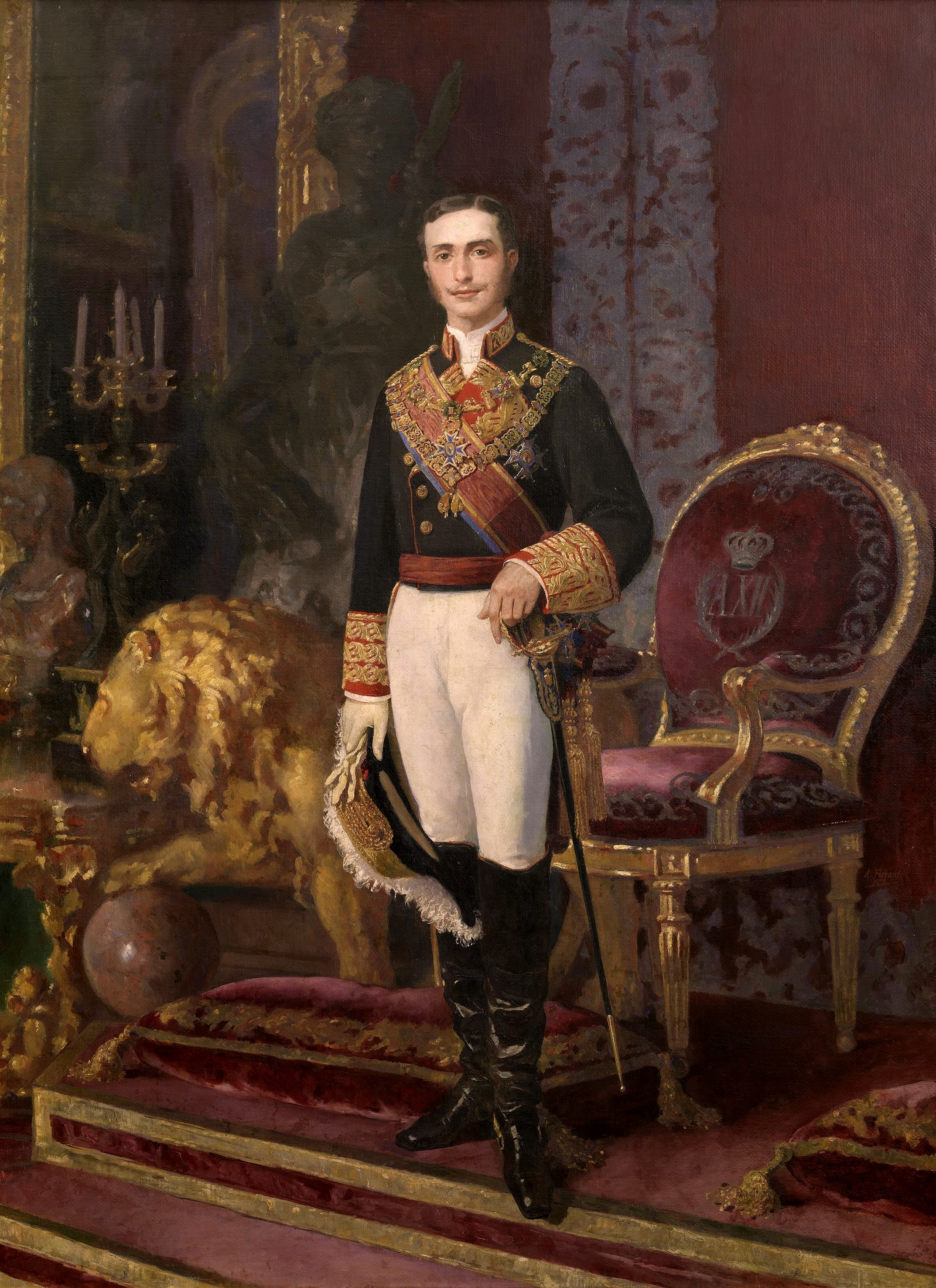
Portrait d'Alphonse XII près du trône et de l’un des deux lions du Congrès des députés par Alejandro Ferrant y Fischermans (circa 1875).

Pour les rédacteurs de la Constitution, et en premier lieu pour Cánovas, « la Monarchie n'était pas en Espagne une simple forme de gouvernement, mais le cœur même de l’État espagnol. C'est pour cela que Cánovas suggéra à la Commission de notables de proposer dans sa déclaration l’exclusion des titres et articles relatifs à la Monarchie de l'examen et du débat aux Cortès. La Monarchie se trouvait ainsi au dessus des déterminations législatives, qu’elles soient de caractère ordinaire ou constitutionnel ». « Dans la pensée de Cánovas, la Monarchie était la représentation par excellence de la souveraineté, mais également le symbole de la légalité et de ce qui était permanent, au dessus de la lutte des partis ».
Pour Cánovas del Castillo, ce qui était survenu durant le règne d'Isabelle II et le sexennat démocratique démontrait que l’opinion de la société civile n’était pas ce qui déterminait quelle option politique devait occuper le pouvoir, étant donné que c’étaient les gouvernements qui « faisaient » les majorités parlementaires dont ils avaient besoin pour gouverner, et non le gouvernement qui émanait d’élections parlementaires préalables. Les gouvernements gagnaient toujours les élections, quel que soit leur signe politique. Cánovas affirma : « S’il y a quelque chose où nous avons une infériorité évidente par rapport aux autres nations constitutionnelles, ce quelque chose est la force, l'indépendance, l’initiative du corps électoral ». Il ajouta : « Ici c’est le gouvernement qui a été le grand corrupteur. Le corps électoral, dans une large mesure, […] n’est pas autre chose qu’une masse qui se meut selon l’impulsion et le goût des gouvernements ». Cette opinion était partagée par d’autres hommes politiques, comme Manuel Alonso Martínez : « Le corps électoral manque totalement aujourd’hui en Espagne. […] Il n’y a rien de plus déséquilibré en Espagne que la lutte de l'électeur contre le gouvernement ; le pouvoir, qui a dans ses mains d’immenses moyens, est en général prodigue et généreux avec l'électeur ami, tandis qu’il est injuste voire cruel avec l'électeur adversaire […] ». La même idée se retrouve chez les constitutionnalistes de Sagasta, dont le journal La Iberia publia en mars 1877 : « Peut-on nier que nos habitudes sont mauvaises ? […] Quel gouvernement a été vaincu dans la lutte électorale ? […] Aucun. Ceci prouve que nous manquons […] de bonnes pratiques et de la modération, de la tempérance et de l’impartialité des gouvernants ».
Il apparaissait ainsi nécessaire d’avoir recours à un autre instrument pour garantir l'alternance des deux grandes options politiques libérales, qui devait être la Couronne pour Cánovas. Celle-ci devint donc le « pouvoir modérateur », garant du fait que les gouvernements ne puissent rester au pouvoir même s’ils avaient perdu la confiance de l'« opinion » grâce aux mécanismes dont ils disposaient pour manipuler les élections. Dans le régime de la Restauration, c'est la Couronne qui fut chargée de déterminer les changements de gouvernement en accord avec l'interprétation qu’elle fit des changements détectés dans l'« opinion ». En définitive, aux yeux de Cánovas, la Couronne était la seule garante possible de la souveraineté nationale étant donné le manque d’indépendance politique de l'ensemble de la société civile. « Pour désigner le gouvernement, le roi ne s’en tient pas à l'opinion du corps électoral manifestée dans des majorités parlementaires. Mais à l’inverse : le roi désigne un chef de gouvernement qui propose les ministres au roi, qui reçoit un décret de dissolution [du Parlement], et qui convoque de nouvelles élections, en négociant leurs résultats avec les différentes forces politiques (« encasillado ») capables de mobiliser leurs clientèles respectives ; de cette manière « on fait » des élections qui, indéfectiblement, fournissent de confortables majorités au gouvernement qui les convoque ».
En conséquence, « c’est dans le roi que réside l'exercice pratique de la souveraineté puisqu’il était celui qui octroyait le pouvoir à un parti qui ensuite faisait les élections, dans lesquelles il obtenait toujours la victoire. À cette attribution royale — la charge de former le gouvernement, qui était accompagnée du décret de dissolution des Cortès existantes et celui de la convocation de nouvelles élections — fut dénomé « la prérogative royale » par excellence. Et en vérité elle l'était ». « Étant donné la pratique gouvernementale d’utiliser tous les moyens du pouvoirs pour obtenir la victoire aux élections, le monarque devint la pierre angulaire du système ». L’ambassadeur britannique en Espagne Robert Morier le présentait ainsi à son gouvernement :

« Dans ce pays, le dernier recours, la décision définitive concernant les destins politiques de la nation, ne repose pas sur les districts électoraux ni sur le vote populaire, mais sur un autre lieu non défini dans la Constitution. De iure, et en accord avec la lettre de la loi, c’est ainsi, parce que, bien que le roi puisse appeler qui il souhaite, la personne appelée ne peut gouverner sans une majorité parlementaire. Mais cette majorité n’est pas le résultat du vote populaire mais des manipulations dirigées depuis le Ministère de l’Intérieur, puisque la machine électorale appartient complètement à ce département. […] Étant donné cette particularité constitutionnelle de ce pays parlementaire l’objectif de chaque parti est nécessairement d’obtenir le contrôle du Ministère de l’Intérieur et de la machine électorale, et comme la Couronne peut constitutionnellement, à tout moment, place cette machine dans les mains de qui elle veut, le très important rôle assigné à la prérogative royale résulte immédiatement évidente. »

Toutefois, Ramón Villares souligne que l’exercice du « pouvoir modérateur » par le roi sera « rempli de difficultés à tel point que la fonction du monarque a pu être définie comme celle d’un « pilote sans boussole », c’est-à-dire, une figure dotée d’énormes compétences qui manquait des instruments nécessaires pour les exercer convenablement ». Comme l’a remarqué José María Jover : « En l’absence de l’indicateur d’authentiques élections, à quel indicateur doit s’en tenir le roi pour donner le pouvoir à l’un ou l’autre chef, à l’un ou l'autre parti politique ? », « [à] sa capacité à maintenir l'« unité du parti », sa capacité à agglutiner son propre hémisphère politique, à l’intérieure du bipartisme imposé par la pratique constitutionnelle ».
Le principe de « souveraineté partagée » entre le roi et les Cortès proclamé dans la Constitution — son article 18 disait : « le pouvoir de faire les lois réside dans les Cortès avec le Roi » — était en réalité la couverture juridique de la fonction effective de la Couronne consistant à distribuer le pouvoir aux partis. Cela supposait d’octroyer à la Couronne un pouvoir personnel et extraordinaire — toutefois non absolu, car il était limité par la Constitution et les autres habitudes politiques —, justifié selon Cánovas par le manque d’un électorat indépendant des gouvernements : « La Monarchie […] doir être la force réelle et effective, décisive, modératrice et directrice, car il n’y en a pas d’autre dans le pays », affirmait-il. Dans le même ordre d’idées, l’homme politique libéral Manuel Alonso Martínez, grand allié de Cánovas dans l’élaboration de la Constitution de 1876, dit « Il est nécessaire que le pouvoir Modérateur [la Couronne] supplée à certaines des fonctions que dans un régime représentatif normal et parfait devrait remplir le corps électoral ». En somme, « le monarque avait entre ses mains toutes les clés du système politique de la Restauration », et les gouvernements doivent jouir de la « double confiance » des Cortès et du Roi pour pouvoir jouer correctement leur rôle. « En accord avec l'article 49, aucun mandat du roi ne pouvait être réalisé sans la ratification d'un ministre. Lorsque le roi était en désaccod avec ses ministres il n’y avait pas place pour d’autre formule que de destituer le Gouvernement ou de transiger et se soumettre à son critère ».

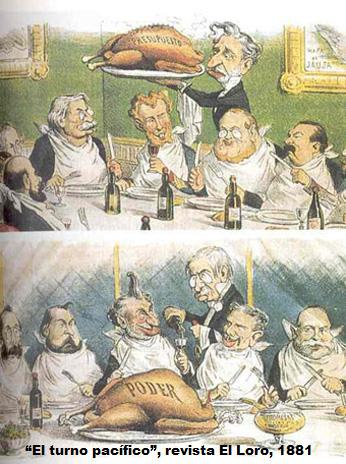
Caricature du périodique El Loro (1881) sur le turno pacífico entre les deux grands partis de la Restauration le Parti libéral et le Parti conservateur. Sur l’image du haut, c’est le leader libéral Sagasta qui sert la table du gouvernement conservateur présidé par Cánovas. En bas, Cánovas fait de même avec le gouvernement libéral présidé par Sagasta.

La figure du roi constituait ainsi l'axe primordial du régime de la Restauration et le centre autour duquel gravitaient les tendances de la vie politique. La dénommée « prérogative royale » consistait précisément en la capacité d’arbitrage du roi sur ce plan. Ce faisant, Cánovas était parvenu à réaliser une vieille aspiration : « que la Monarchie fût réelle et effective, modératrice et directrice de la vie politique tant qu’il n’y aurait pas un corps électoral stable et mûr pour déterminer les cours que devait suivre l’action du Gouvernement ». Le prix à payer fut « la fraude permanente avec lesquelles se déroulèrent les élections dans l’Espagne de la Restauration […]. La vie politique représentait une fictioon, où les acteurs véritables, les électeurs, étaient remplacés par la volonté royale, favorisant un turno politique qui donnait de la stabilité au système, mais qui à son tour se faisait dos à la volonté nationale. C’est le moyen dont firent usage les bourgeoisie conservatrices, après le marasme politique qu’avait été le sexennat démocratique ».
Cette stabilité caractéristique du nouveau régime lui permit de s’affranchir des tentatives d’interventions armées : avec l’octroi de la prérogative royale de répartir alternativement, les pronunciamientos, utilisés dans les étapes antérieures comme moyen d’obtenir cette alternance, perdirent toute signification. Ce faisant, la lutte électorale fut également découragée : la prérogative royale « n’annula pas totalement la concurrence entre les partis — car le roi, dans l'exercice de sa fonction, devait tenir compte de l’enracinement social de chacun — mais tendit à l’affaiblir, et à retarder la mobilisation politique. Pire encore, la composante clientélaire des partis se trouva renforcée : c’est-à-dire, la faveur et le copinage comme critères basiques dans la répartition des bénéfices inhérents au pouvoir, plutôt que des principes généraux, rationnels et universels. Étant donné, d’autre part, que la justice se trouvait également sous l’influence du pouvoir politique, « la corruption et le soudoiement n’[eurent] d’autre frein que la moralité individuelle », comme l'a souligné Joaquín Romero Maura. Le manque de légitimité morale du système finit par avoir un coût colossal ». Le roi lui-même avoua en privé que son ambition de « moraliser l'administration publique espagnole » avaient totalement échoué et que « le pire était que tout cela était vu avec la plus grande tranquillité ».
Selon José María Jover, « toute analyse historique de la Constitution de 1876 doit partir du fait que la dynamique politique prévue dans ses dispositions — rôle décisif du corps électoral, des majorités parlementaires qui partagent théoriquement avec le roi la fonction de maintenir ou de renverser des gouvernements — non seulement ne va pas se développer dans la pratique en accord avec de telles prévisions formelles, mais ses concepteurs eux-mêmes comptent par avance sur ce décalage entre la lettre et la réalité de son application ». En partant de cette dualité entre « constitution formelle et fonctionnement réel de la vie politique », « les partis pouvaient [depuis le pouvoir] déployer leurs projets et disposer en même temps du budget et des emplois dans l’administration avec lesquels satisfaire leurs clientèles ; c’est-à-dire, octroyer des faveurs à leurs suiveurs, qui pouvaient partager des idées communes, mais cherchaient également des bénéfices matériels ».

### Fin de la guerre carliste: le «roi soldat»

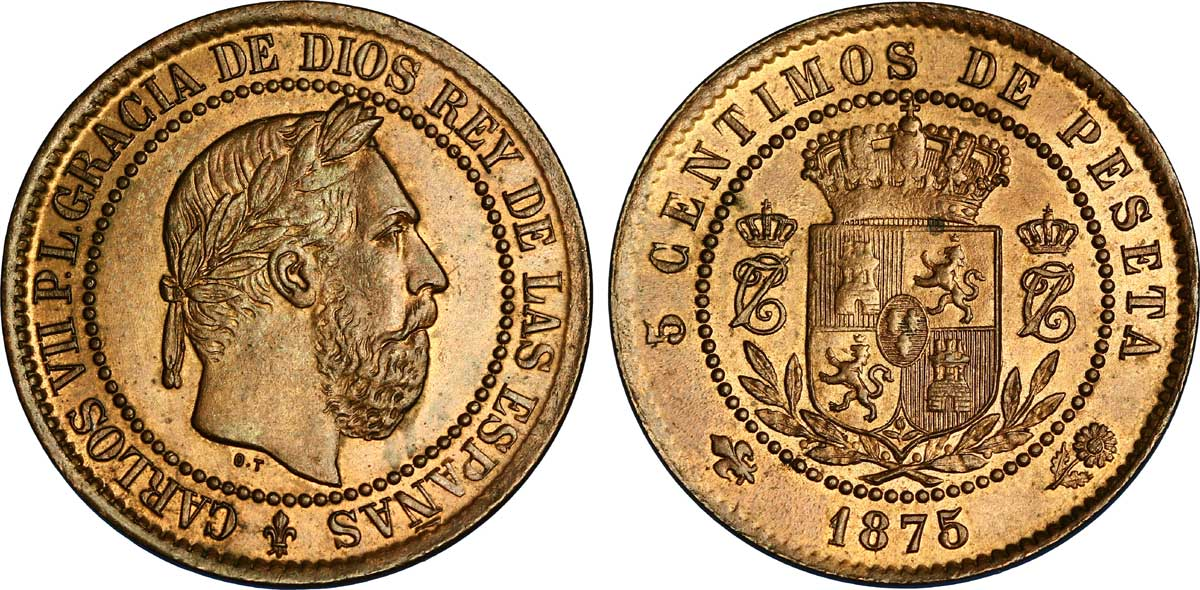
Pièce de monnaie carliste de cinq centimes de peseta à l'effigie du prétendant Charles VII. Au cours de la troisième guerre carliste, les carlistes constituèrent un embryon d'État au Pays basque et en Navarre, dont la capitale se trouvait à Estella.

L'une des priorités du gouvernement conservateur de Cánovas fut de mettre fin aux deux guerres qui se poursuivaient encore au moment de la restauration de la monarchie : la guerre de Cuba et la troisième guerre carliste. En ce qui concerne cette dernière, l'objectif du gouvernement sur le plan politique était d'essayer d'éliminer le soutien que les carlistes recevaient des secteurs catholiques et de la hiérarchie ecclésiastique. La révision des mesures « anti-religieuses » adoptées pendant le sexennat démocratique allait dans ce sens — « Le carlisme, plus qu'avec les armes, sera vaincu en le privant de son drapeau », avait déclaré Manuel Duran i Bas à Cánovas en février 1875 —, ainsi que la présentation en mai 1875 d'une plainte au Vatican pour son manque de coopération à la fin de la guerre civile et son soutien à un clergé qui « conspire et porte des armes contre le roi ». Une réussite politique importante du gouvernement fut d’obtenir de l'ancien général carliste Ramón Cabrera, alors résident à Londres, la reconnaissance d’Alphonse XII comme roi et qu’il qualifie de stériles les combats entre catholiques. La réaction du prétendant carliste Carlos VII fut de priver Cabrera de tous les honneurs et emplois qui lui avaient été accordés. Selon Carlos Seco Serrano, la conversion de l'ancien caudillo carliste fut en particulier favorisée par l'agréable impression que lui avait fait le prince Alphonse lorsqu'il lui avait rendu visite à l'Académie de Sandhurst. En retour, il obtiendrait sa promotion comme capitaine général et la reconnaissance des titres qu'il utilisait.

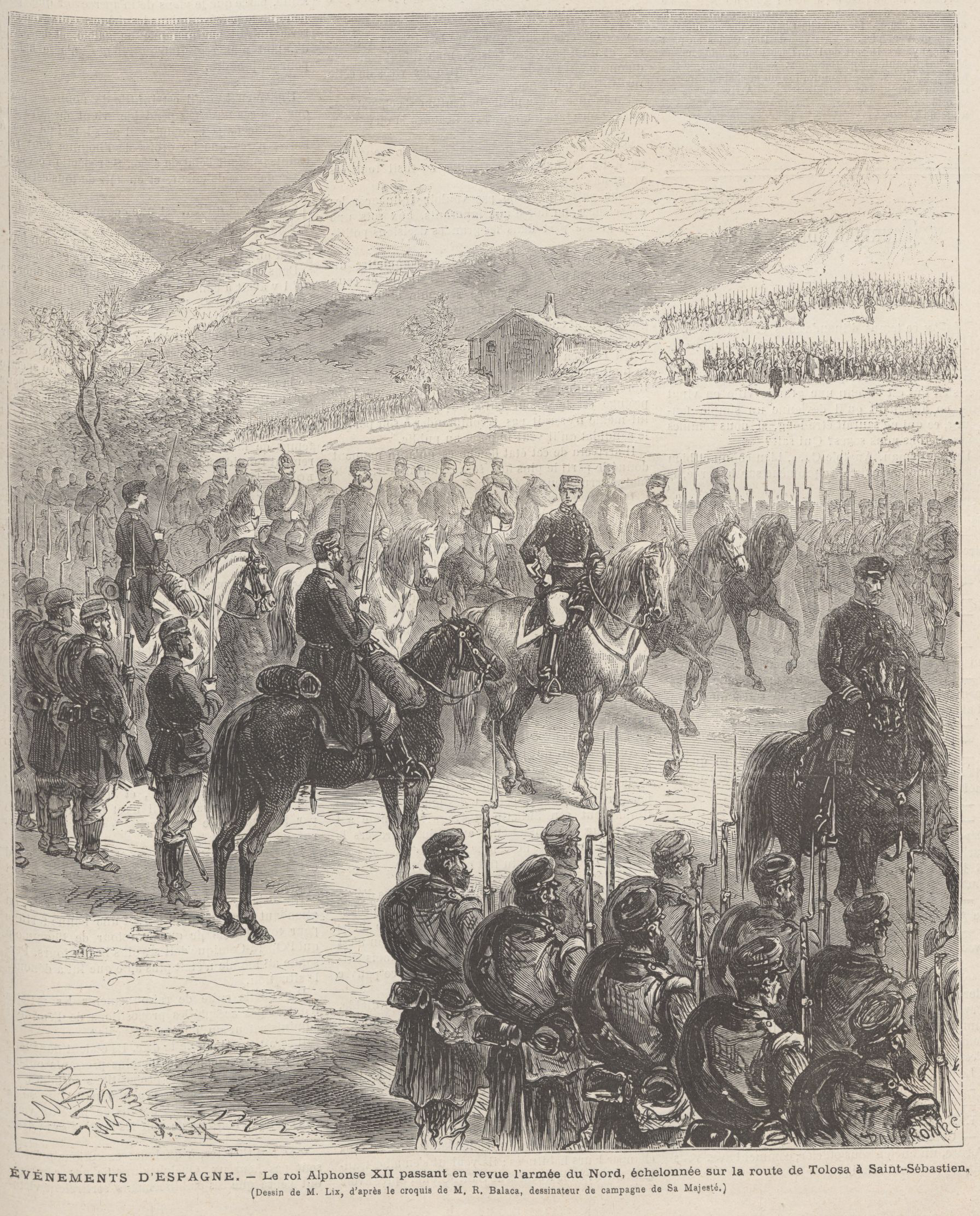
Gravure publiée le 11 mars 1876 montrant le roi Alphonse XII passant en revue l'Armée du Nord déployée au Pays basque et en Navarre pour combattre les carlistes.

Sur le plan militaire, la première opération, commandée personnellement par le ministre de la Guerre le général Jovellar, fut dirigée contre la zone carliste dite « centre », qui comprenait des territoires de l'Aragon, de l'extrême sud de la Catalogne, du nord du Pays valencien et de Castille, où opéraient des milices de guérilleros. Le succès fut complet car après la prise de diverses places fortes, telles que Miravet et Cantavieja en juin, l'armée carliste sous le commandement du général Dorregaray se replia vers les provinces basques — décision que certains carlistes considérèrent comme une trahison —. La disparition de la zone « centre » facilita les opérations en Catalogne, deuxième fief carliste, dont les forces occupaient les deux tiers du territoire. L'armée, commandée par le général Martínez Campos, y obtint la reddition de La Seu d'Urgell en août 1875, après trente-sept jours de siège, ouvrant la porte au contrôle de l'ensemble du territoire — Olot était tombée le 19 mai —. La troisième et dernière opération militaire fut dirigée contre le grand bastion carliste, le territoire basco-navarrais, où avait été constitué un embryon d’État doté d'une importante armée régulière. Il s’agit d’une action en tenaille de l'Armée du Nord — à laquelle s'étaient joints des militaires de la zone centrale et de la Catalogne — depuis la Navarre et la Biscaye, qui culmina le 19 février 1876 avec la prise d'Estella, siège de la cour du prétendant Charles VII, après avoir remporté la victoire des troupes gouvernementales sous le commandement du général Fernando Primo de Rivera à la bataille de Montejurra. Fin février, le prétendant, vaincu, traversait la frontière française, marquant la fin du conflit.

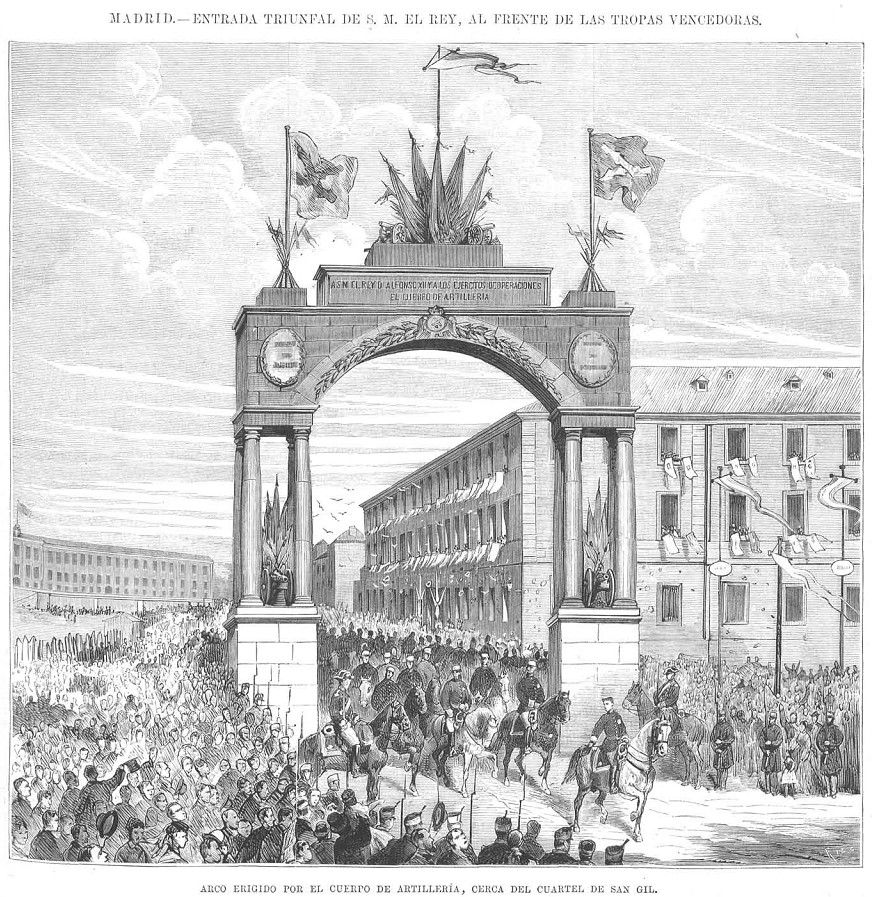
Entrée à Madrid du roi Alphonse XII après la victoire sur les carlistes (l’arc de triomphe fut érigé par le corps d’artillerie en honneur au roi et de l’armée). Gravure de La Ilustración Española y Americana du 30 mars 1876.

Cánovas veilla à ce que le commandement suprême des armées qui combattirent au nord soit exercé personnellement par le roi, présent sur le théâtre des opérations basco-navarraises. Il prit la tête des troupes d'abord à Saint-Sébastien puis à Pampelune (dans cette dernière ville le jour même du 28 février où Charles VII quittait l'Espagne),. Dans la proclamation faite à l’Armée au motif de la fin de la guerre Alphonse XII se présenta comme l’incarnation du « roi-soldat » (rôle que lui avait assigné Cánovas), :

« Soldats : c’est avec peine que je me sépare de vous. Jamais je n’oublierai vos actes ; ne m’oubliez pas vous, en revanche, car vous me trouverez toujours disposé à laisser le Palais de mes ancêtres pour occuper une tente dans vos campements, à me mettre à votre tête et à mêler au service de la patrie, si c’est nécessaire, avec le vôtre le sang de votre Roi. »

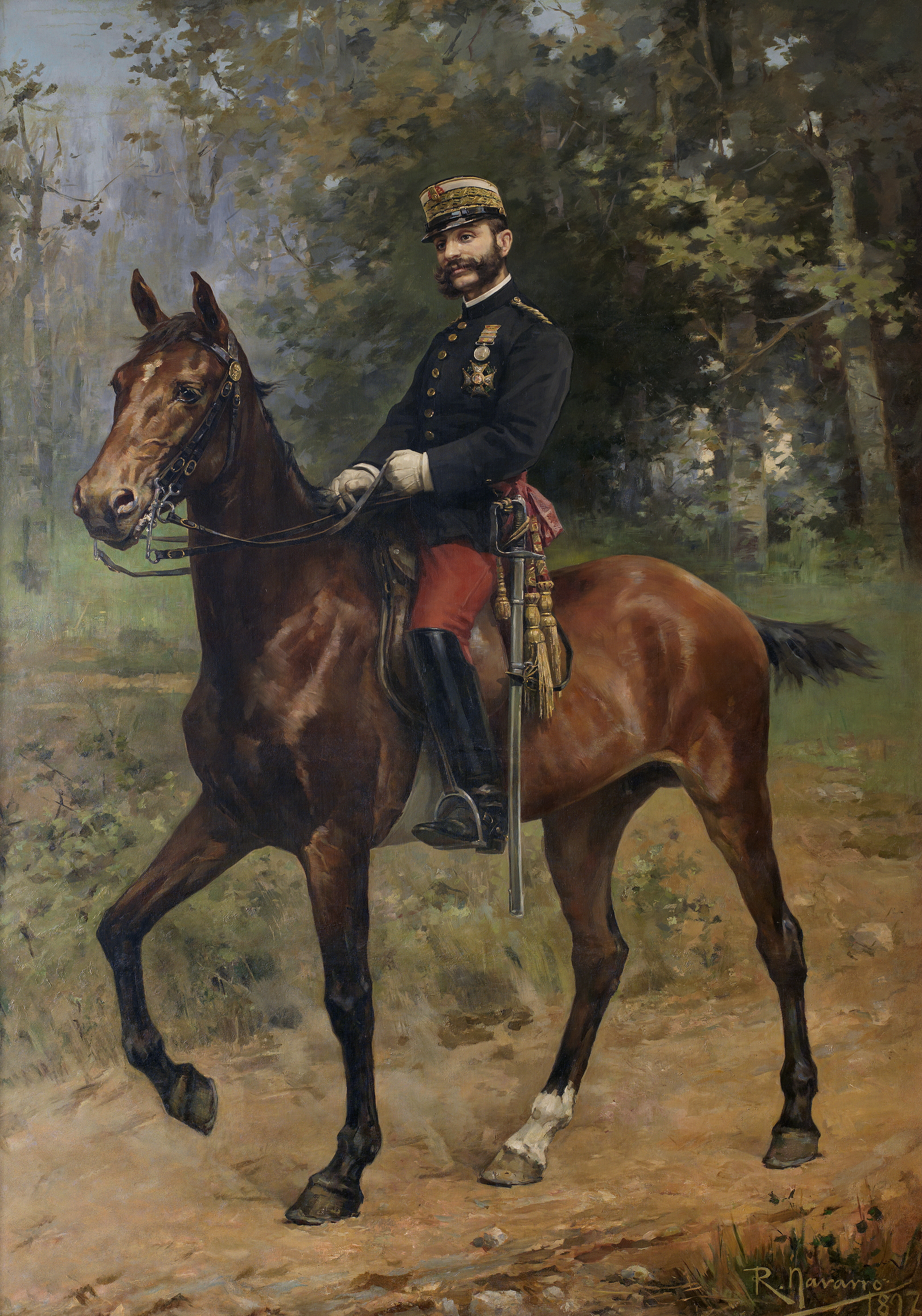
Portrait équestre d’Alphonse XII réalisé par Román Navarro douze ans après sa mort (1897), montrant le monarque dans son rôle de roi-soldat.

Dans la « proclamation de Somorrostro » du 3 mars, un appel à la réconciliation fut lancé : « Personne ne devrait être humilié par sa défaite ; car à la fin, le frère du vainqueur est le vaincu ». Quand Alphonse XII revint à Madrid, il fut acclamé par la foule. Il fit son entrée dans la capitale sous des arcs de triomphe et reçut le surnom de « El Pacificador » (« Le Pacificateur »),.
Les attributions du « roi soldat » — une image « inhabituelle dans l'Espagne du XIXe siècle, en dehors du carlisme » — furent recueillies dans la Constitution approuvée en juin 1876 — le roi « a le commandement suprême de l'armée et de la marine et dispose des forces de mer et de terre » (art. 52) et « accorde grades, promotions et récompenses militaires en accord avec les lois » (art. 53) — et furent confirmée par la Ley Constitutiva del Ejército (« loi constitutive de l’Armée ») de 1878, qui octroyait « exclusivement » au roi le commandement suprême de l’Armée, l'exemptant de la nécessité de voir ses ordres contresignés par un ministre lorsqu'il prenait « personnellement » le commandement. Le monarque avait également un rôle de premier plan dans la nomination de tous les chefs militaires.,,
Dans la vision de Cánovas, ces pouvoirs militaires du « roi-soldat », avaient pour fonction de « civiliser » la vie politique, en freinant la tendance à l'interventionnisme des militaires (évitant ainsi le prétorianisme et le caudillisme de certains généraux). Cet objectif d’écarter l'Armée de la politique fut pleinement atteint, comme en témoigna la faible importance et l'échec des quelques pronunciamientos républicains qui eurent lieu,. Le roi lui-même s’attribua la réussite de l’« exclusion de l’armée de la vie politique ».

### Abolition des fors basques
Une fois les carlistes vaincus, Cánovas envisagea de mener à terme l’intégration des provinces basques à la « légalité commune » de la monarchie constitutionnelle, qui était en suspens depuis la loi de confirmation des fors de 1839 (es) approuvée après la convention d'Ognate qui avait mis fin à la première guerre carliste — à la différence de ce qui avait eu lieu en Navarre où un accord avait été atteint, reflété dans la Ley Paccionada Navarra (es) de 1841 —, bien qu’un décret royal de 1844 introduisît déjà quelques modifications dans le régime foral des « Vascongadas » (établissant l’unité judiciaire, le transfert des douanes à la côte et à la frontière, supprimant le pase foral (es), etc.).
Cánovas convoqua en avril 1876 les membres de la commission[Laquelle ?] de l’Alava, du Guipuscoa et de la Biscaye « pour les entendre immédiatement au sujet de l’application immédiate de l’article 2 de la loi du 25 octobre [1839] », mais aucune accord ne fut atteint si bien qu’il défendit l’approbation par les Cortès de la loi du 21 juillet 1876 (es) que les autorités basques considérèrent comme une abolition du régime forale et qu’elles refusèrent d’appliquer. La loi ne supprimait pas le régime foral — les Comités (Juntas) et députations forales étaient maintenues — mais « se limitait à supprimer les deux exemptions dont avaient bénéficié jusqu’alors [les provinces basques] car elles étaient incompatibles avec ce principe [d’unité constitutionnelle] », mais « les Cortès concédaient les pleines pouvoirs au Gouvernement de Cánovas pour sa mise à exécution ». L’article premier de la loi faisait expressément mention du régime foral et du système de quintas — recrutement militaire obligatoire —, étendant ce dernier aux provinces basques

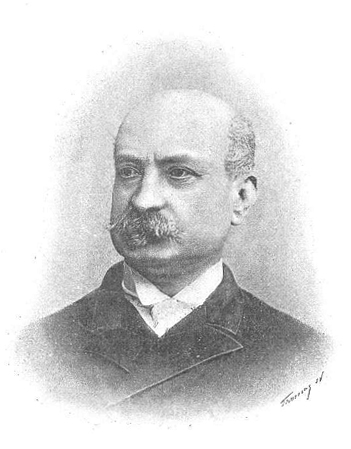
Fidel Sagarmínaga, député général de Biscaye, fut l’un des plus importants représentants de la position intransigeante relative aux réformes forales basques. Il rejeta la loi de juillet 1876 et refusa de négocier avec le gouvernement, comme avaient déjà commencé à le faire les députations forales de l’Alava et du Guipuscoa. Pour cette raison, la députation forale de la Biscaye fut supprimée en mai 1877 et fut remplacée par une députation provinciale ordinaire. Six mois plus tard, les députations de l’Alava et du Guipuscoa connurent le même sort car elles persistaient à ne pas reconnaître la loi de juillet 1876.

Comme l’a écrit Luis Castells, « la commotion fut terrible au Pays basque, où s’était diffusée l’opinion selon laquelle avec cette loi le régime foral se trouvait supprimé », bien que celle-ci n’éliminât ni les Comité généraux (Juntas Generales) ni les députations forales. De fait, ce furent ces institutions qui prirent la tête du mouvement de résistance à l’application de la loi « destructrice des fors, des bons us et coutumes du Pays basque », comme le déclarèrent conjointement les trois députations. Pour leur part, les Comités généraux respectifs considérèrent également que la loi était « dérogatoire de leurs Fors, institutions et libertés ». En réalité, selon Castells, « la volonté de Cánovas n’était pas de supprimer le régime foral dans sa totalité ; il souhaitait bien, en revanche, appliquer l’unité constitutionnelle dans le sens [de la fiscalité et du service armé], renforcer l’unité politique et en laissant subsister le régime administratif. Comme il le manifesta en diverses occasions, son idée était d’implanter dans les provinces basque le modèle navarrais qui avait surgi en 1841, en supprimant ce qu’il entendait comme des privilèges dépassś […] ». En réalité, Cánovas avait fait l’éloge des fors basques des années auparavant dans le prologue qu’il avait écrit pour le livre Los vascongados de Miguel Rodríguez Ferrer.
Le gouvernement exigea le respect de la loi, c’est-à-dire, la contribution des provinces avec de l’argent et des hommes, mais les institutions forales manifestèrent publiquement qu’elles n’allaient pas « coopérer directement ou indirectement à l’exécution de cette loi » car elle supposait « la perte de nos libertés sans lesquelles il n’est pas possible de concevoir l’existence du Pays ». C'est alors que commença un bras de fer constant entre le gouvernement et les autorités forales qui dura deux ans (par exemple, début 1877, les députations forales et les municipalités basques mirent toutes les entraves possibles pour empêcher la participation de jeunes hommes au service militaire et le gouvernement en arriva à interdire la publication d’articles contraires à la loi dans la presse basque).
Pendant ce temps, les positions transigeantes des Basques désireux de négocier avec le gouvernement, pour trouver « le moyen de concilier les droits de la province avec les intérêts généraux de la nation », gagnèrent en importance dans le Guipúzcoa et l’Alava, tandis qu'en Biscaye, sous l’impulsion du député général Fidel Sagarmínaga, continuaient de prédominer les « intransigeants », opposés à tout « arrangement foral ». Le gouvernement répliqua en remplaçant en mai 1877 la députation forale de Biscaye par une députation provinciale comme celles existantes dans le reste de l'Espagne. Pour leur part, les députations du Guipuscoa et de l’Alava se montrèrent prêtes à négocier mais, comme elles persistaient à ne pas reconnaître la loi de 1876, le gouvernement procéda à leur dissolution six mois plus tard en les remplaçant également par des députations, aboutissant à l’abolition effective du régime foral — bien que son héritage demeurât présent au Pays basque —.
Cánovas négocia alors avec les représentants des trois députations provinciales, dominées à présents par les transigeants, parvenant à un accord qui se trouva traduit dans le décret royal du 28 février 1878, qui établit l’entrée des trois provinces basques dans le « concert économique de la nation (es) ». Selon le décret, les députations collecteraient les impôts et en livreraient une partie à l’État — cette même solution avait été mise en application en Navarre un an auparavant via un procédé différent (es) —,. « La formule du concert économique était […] une solution transactionnelle en accord avec l'ensemble de l'opération politique canoviste. De faits, les dits concerts ne semblèrent pas excessivement contestés pour le moment par la population et les autorités provinciales, bien que le préjudice au sentiment foraliste demeurât potentiellement comme source du futur mouvementn nationaliste ». Selon José Luis de la Granja, « le Concierto, similaire au Convenio navarrais, fut bien accueilli par la bourgeoisie basque, en particulier par celle de Biscaye qui commençait alors le processus de révolution industrielle, car il était très avantageux pour ses affaires en s’appuyant sur les contributions indirectes et en les taxant à peine de façon directe ». Selon Lui Castells, le « concert économique » impliqua la persistance de « la spécificité administrative des provinces basques », qui bénéficiaient d’une fiscalité clairement avantageuse, comme le reconnut Cánovas lui-même. Les transigeants gagnèrent aux élections générales de 1879 et « dès lors les provinces basques s’intégrèrent dans la Monarchie de la Restauration, désormais sans les Fors mais avec les Conciertos, qui supposaient une importante autonomie économique et administrative, mais pas une autonomie politique ».
À propos de la nouvelle étape ouverte par la loi du 21 juillet 1876, l’historien Luis Castells a écrit :

« La loi de juillet [de 1876] touchait des points sensibles de la mentalité collective, d'un imaginaire qui avait fait du For un totem protecteur, garant d'une société imaginée en termes idylliques. À ce moment, l’intelligentsia basque recourut à la force du mythe […] et convoqua des réactions mélancoliques de nostalgie d'un passé mythifié. […] Tout cela renforçait une construction discursive d'une énorme efficacité sociale dans laquelle on ne lésinait pas sur l'hyperbole (le For comme garant de la liberté, du progrès et du bonheur), ni l'appel au religieux (le For, condensé des droits sacrés), ni au dramatisme face à la nouvelle situation légale. De ce point de vue, la loi de juillet fut vécue dans la société basque comme une abolition de son régime particulier et une injustice qu'il fallait réparer (es), en même temps qu'elle générait des sentiments de préjudice et favorisait les liens d'affinité et d'identité au sein de la population. En ce sens, c'était un maillon de plus dans le processus de création d'une identité basque, encore entendue sans signification excluante. »

### Politique religieuse: application de l'article 11 de la Constitution
Une fois approuvée la Constitution de 1876, à laquelle les secteurs catholiques s’opposaient car elle ne reconnaissait pas l'unité catholique, le conflit se porta sur la mise en application de l'article 11 qui accordait une certaine tolérance, réduite à la sphère privée, aux confessions non catholiques (« Nul ne sera inquiété sur le territoire espagnol pour ses opinions religieuses ou pour l'exercice de son culte respectif, sauf le respect dû à la morale chrétienne. Toutefois, ni les cérémonies ni les manifestations publiques d’une religion autre que celles de l’État ne seront permises »). Cánovas tenta de rassurer la hiérarchie catholique en restreignant la portée de l'article 11 au moyen d'une circulaire qu'il fit parvenir le 23 octobre 1876 à tous les gouverneurs civils dans laquelle il donnait des consignes pour son application. Ces instructions, avec lesquelles les ministres les moins conservateurs du gouvernement comme Manuel Alonso Martínez ou José Luis Albareda ainsi que les ambassadeurs étrangers (singulièrement le britannique) se montrèrent en désaccord, disaient : 

« Est une manifestation publique (et par conséquent constitutionnellement sujette à interdiction) tout acte exécuté dans la rue ou dans les murs extérieurs du temple où cimetière qui donne à connaître des cérémonies, rites, us et coutumes du culte dissident. Il faut communiquer à l’autorité locale ou au gouverneur l’ouverture d’un temple ou d’une école dissidente. Les écoles doivent fonctionner indépendamment du temple. »

En ce qui concerne la portée de l'article 11, un nouveau conflit éclata avec la hiérarchie catholique lorsque le gouvernement présenta son projet de loi sur l’instruction publique aux Cortès en décembre 1876. Les pressions des évêques et des secteurs catholiques, soutenus par le Vatican, parvinrent finalement à obtenir le retrait du projet, reportant son éventuelle approbation à la législature suivante (il fallut en réalité attendre 1885). Les évêques s'opposaient au projet car il consacre le principe de l'enseignement primaire obligatoire, qu'ils comprenaient comme consacrant le monopole de l'État en matière d'éducation au détriment de l'Église et des familles. De plus, il ne garantissait pas le droit des évêques d'inspecter et de censurer le contenu des enseignements (tel que reconnu par le Concordat de 1851 encore en vigueur) car il était subordonné à la haute inspection de l'État. En 1885, pendant le deuxième gouvernement conservateur de Cánovas, le ministre de Fomento néo-catholique Alejandro Pidal y Mon approuva un décret favorisant l'enseignement religieux privé qui connut dès lors un énorme essor.

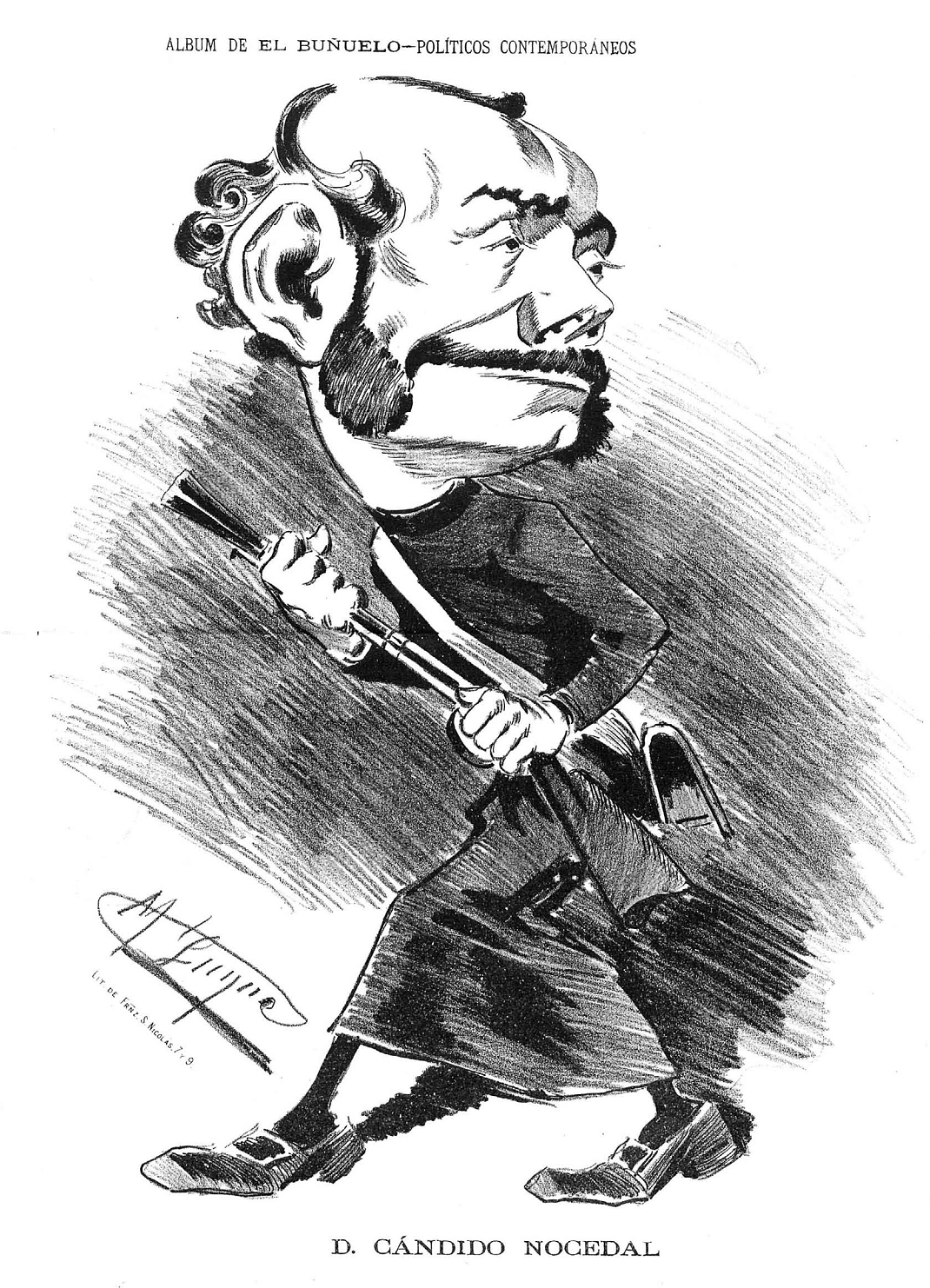
Caricature de El Buñuelo du 13 mars 1881 du leader intégriste Cándido Nocedal, directeur d’El Siglo Futuro, représenté avec une soutane et un tromblon, comme les curés des partidas realistas (milices royalistes). Il s’opposa fermement au possibilisme catholique défendu par le nouveau pape Léon XIII et représenté en Espagne par Alejandro Pidal y Mon, fondateur de l’Union catholique.

Une autre source de conflit fut la question du mariage catholique. L'une des premières mesures adoptées par le gouvernement de Cánovas fut de rétablir la pleine validité civile du mariage catholique au moyen d'un décret du 9 février 1875 qui modifiait la Loi provisoire sur le mariage civil de 1870, approuvé au début du sexennat démocratique. Les problèmes surgirent lorsqu'un projet de loi sur les effets civils du mariage fut présenté en mai 1880, que la hiérarchie catholique rejeta car elle refusait à l'État le pouvoir de réglementer un sacrement tel que le mariage, qu’elle prétendait donc soumis uniquement au droit canon. Ce n'est qu'après sept ans de négociations que le Saint-Siège reconnut à l'État la faculté de réglementer les effets civils du mariage religieux, l'accord conclu en mars 1887 se trouvant inclus dans la base 3 du Code civil de 1889.
D’autre part, le gouvernement de Cánovas tenta de faire en sorte que le Saint Siège discrédite les catholiques les plus intégristes, qui continuaient de refuser la nouvelle monarchie restaurée car elle n'avait pas reconnu le principe de l’unité catholique, rejetant toute collaboration avec le régime, parmi lesquels se trouvaient bon nombre d’évêques qui défendaient les postulats traditionalistes-carlistes. Le début du pontificat de Léon XIII en février 1878 facilita le rapprochement car le nouveau pape défendit une posture possibiliste par rapport aux régimes libéraux, et non un rejet complet comme son prédécesseur Pie IX, auteur du Syllabus. Un fruit du renouvellement de la posture du Vatican fut la fondation en 1881 du parti Union catholique (es) mené par Alejandro Pidal y Mon mais impulsé depuis la hiérarchie ecclésiastique, dont le nom répondait à l’intention affichée de réunir tous les catholiques, carlistes comme alphonsins. Le parti demeura néanmoins minoritaire face au secteur traditionaliste que dirigea Cándido Nocedal, fondateur de l’influent journal intégriste El Siglo Futuro. le pape lui-même se trouva obligé à intervenir en publiant une encyclique Cum Multa (en), adressée exclusivement aux catholiques espagnols, qui n’atteignit finalement pas son objectif de mettre fin aux divisions. Dans celle-ci, le pape indiquait la nécessité de « fuir l’opinion erronée de ceux qui mêlent [et] identifient la religion avec un certain parti politique, au point de tenir pour presque séparé du catholicisme ceux qui appartiennent à un autre parti. Ceci, en vérité, est […] vouloir rompre l’entente fraternelle et ouvrir la porte à une multitude d'inconvénients ».

### Guerra à Cuba: «paix de Zanjón», bref gouvernement de Martínez Campos (février-décembre 1879) et retour de Cánovas

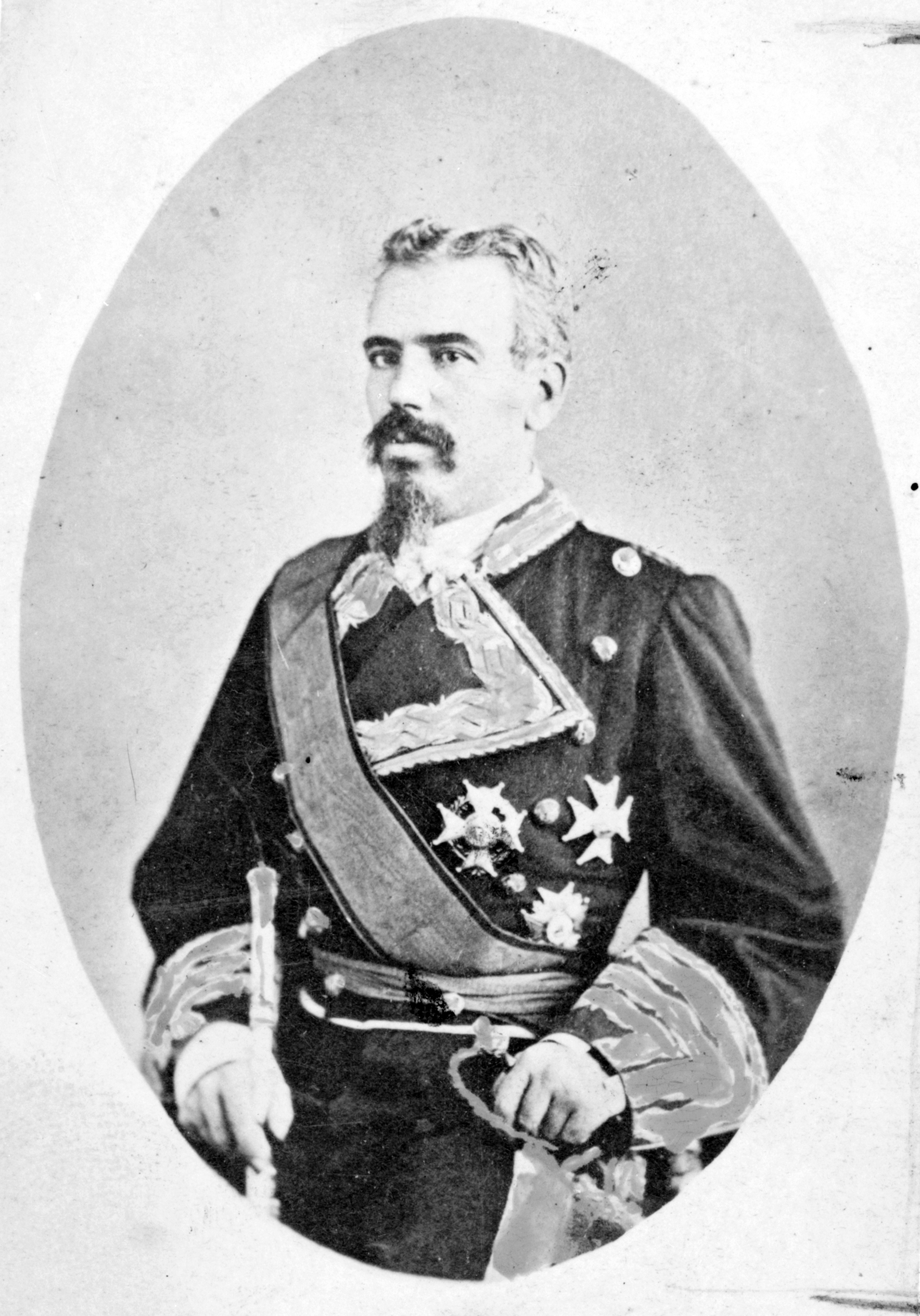
Le général Arsenio Martínez Campos.

Après la victoire dans la troisième guerre carliste, le gouvernement Cánovas entreprit de mettre fin à l'autre guerre en cours, celle de Cuba. Débutée en octobre 1868, elle avait déjà fait près de cent-mille morts, dont plus de 90 % étaient dus à des maladies,. 70 000 soldats furent envoyés en renfort sur l’île — pour faire face aux 7 000 insurgés —, et un emprunt de 200 millions de pesetas fut souscrit avec le Banco Hispano Colonial (es) récemment créé afin de financer la campagne. Au commandement des opérations, le général Martínez Campos fut envoyé sur l'île où il débarqua en novembre 1876. Dans une tentative de réduire le soutien de la population — surtout rurale — aux rebelles, il introduisit des normes de nature humanitaire — fin des pillages, traitement respectueux des populations civiles, respect des vies des prisonniers… — dans les actions des soldats espagnols qui commencèrent à donner des résultats, profitant de la division interne croissante des insurgés,,,,.

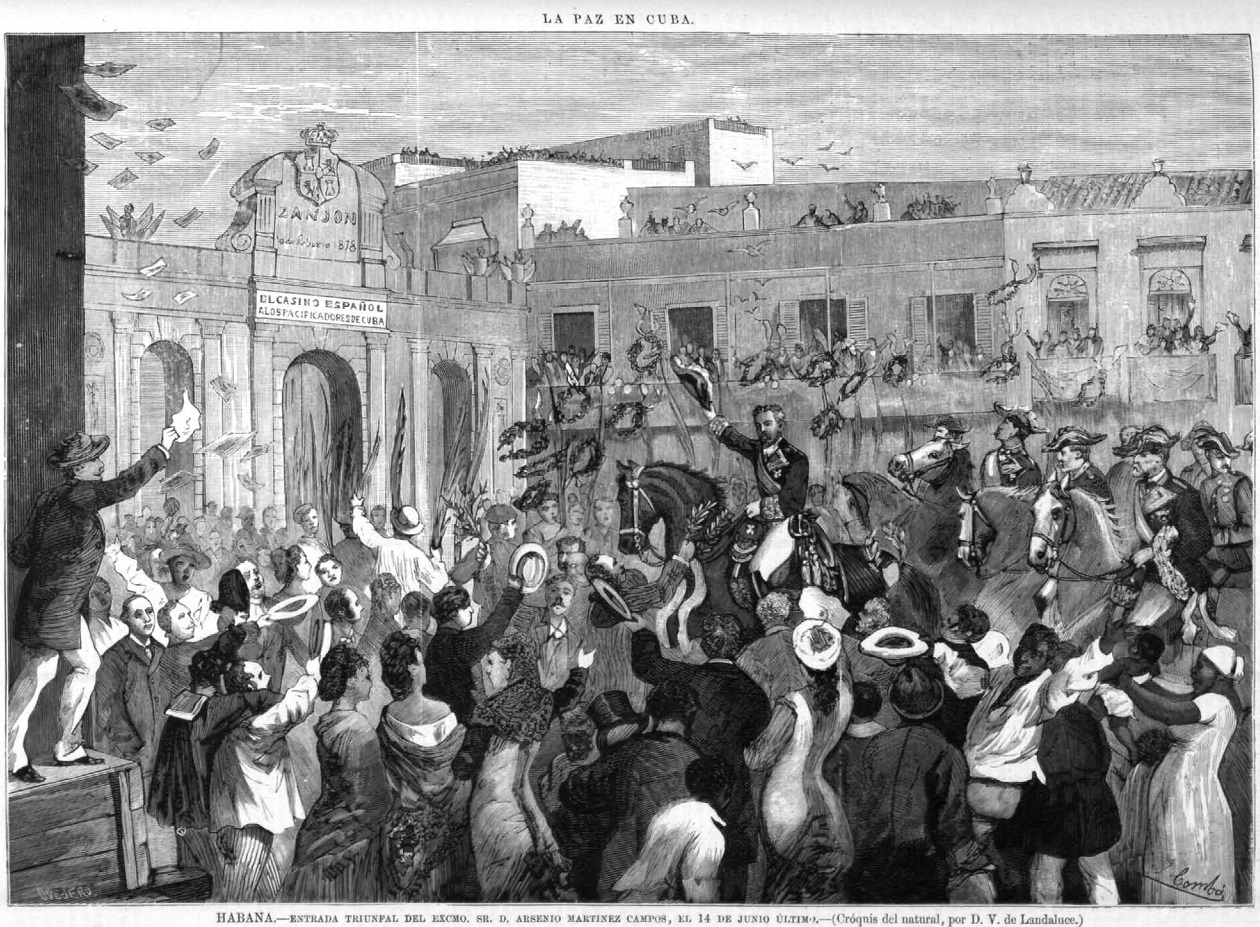
Entrée triomphale du général Martínez Campos à La Havane après la signature de la paix de Zanjón qui mettait fin à la guerre des Dix Ans (La Ilustración Española y Americana, 14 juin 1878).

À l'automne 1877, Martínez Campos entama des négociations avec les insurgés qui débouchèrent sur la signature le 10 février 1878 de la paix de Zanjón. Celle-ci incluait deux « capitulations » principales : la concession à Cuba d’un statut similaire à celui de Porto Rico — impliquant également l'abolition de l'esclavage, qui s'y était produite durant le règne d'Amédée Ier — et une amnistie sur les faits commis par les deux camps au cours des dix ans de guerre. C'est ainsi que le conflit prit fin, à l'exception des hostilités maintenues jusqu'en mai contre une faction indépendantiste dirigée par Antonio Maceo, qui avait refusé l'accord mais finit par se rendre — Martínez Campos l’autorisa à se réfugier en Jamaïque —,. Deux revendications des insurgés ne furent pas acceptées par Martínez Campos : l'« assimilation [de Cuba] aux provinces espagnoles en vertu de la Constitution en vigueur [en Espagne], à l'exception des quintas » et la garantie que le général continuerait à assurer le respect de l'accord. Malgré tout, la paix de Zanjón fut considérée comme le début d'une nouvelle ère pour l'île, « dans laquelle de nombreuses libertés formelles caractéristiques d'un État libéral devinrent accessibles aux Cubains ». Cependant, de nombreux planteurs et propriétaires d'esclaves ne le considérèrent pas ainsi « car ce qui était concédé aux ennemis semblait excessif » et l'un de leurs représentants en vint à le décrire « la paix mille fois maudite de Zanjón ».
À partir de mai 1878, le gouvernement Cánovas approuva une série de décrets en application (partielle) de ce l'accord qui avait été conclu, qui implantèrent à Cuba la structure administrative des provinces péninsulaires, bien qu'avec d'importantes restrictions et certaines particularités, comme la figure du gouverneur général, doté d’importants pouvoirs (par exemple, il nommait les maires et les présidents des six députations provinciales). De plus, on concéda à Cuba une représentation aux Cortès (24 députés et 16 sénateurs) et deux partis furent formés qui participèrent aux élections (au suffrage censitaire : seuls environ 30 000 hommes libres avaient le droit de vote) : l’Union constitutionnelle, partisane de l'assimilation totale de Cuba à l'Espagne (et qui obtint la majorité des représentants parlementaires et contrôla les mairies et les députations), et le Libéral autonomiste, qui défendait l'octroi d'un statut d'autonomie à l'île

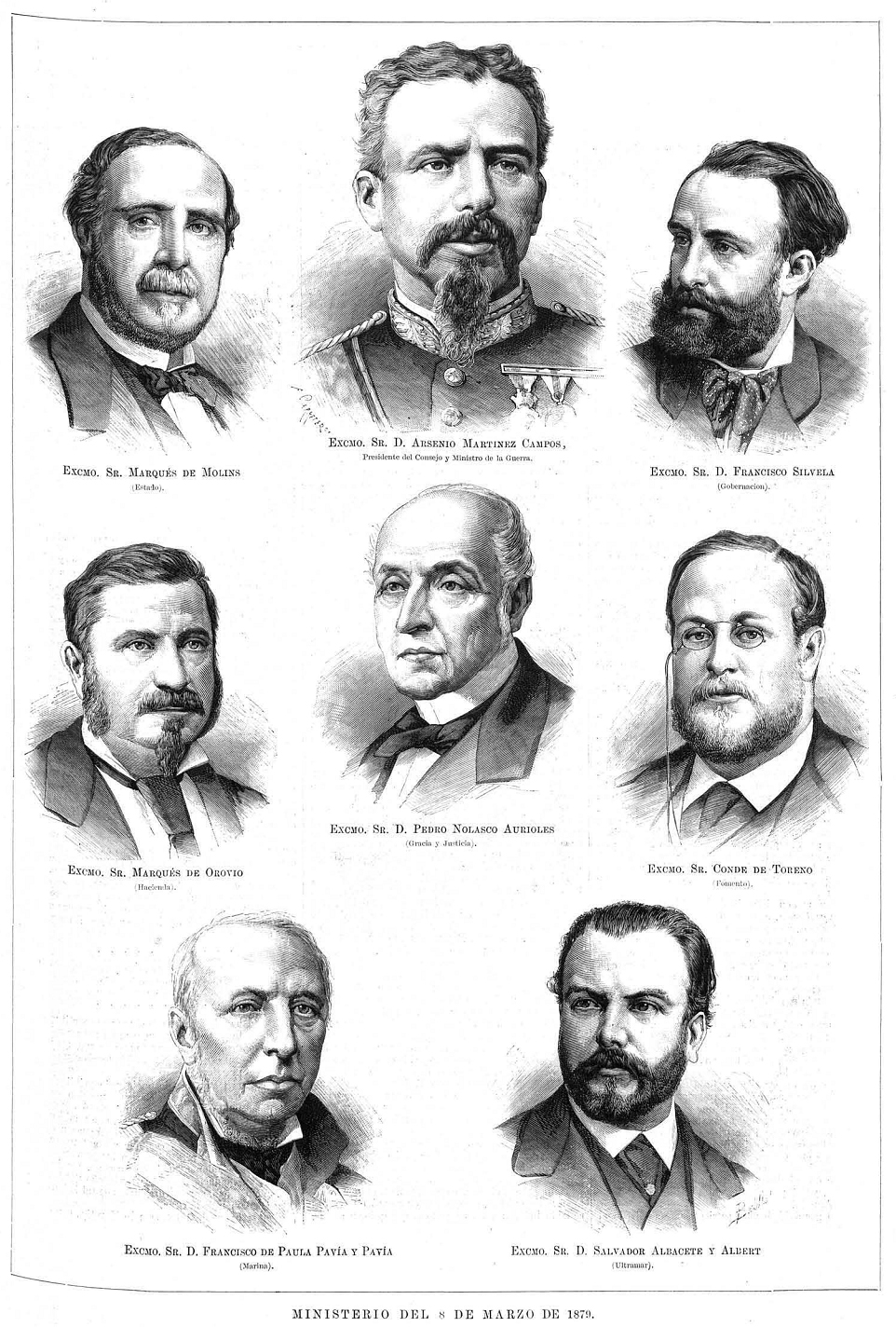
Le gouvernement présidé par le général Martínez Campos (en haut au centre). En bas à droite Salvador Albacete, ministre de l'Outre-mer.

Au début de 1879, Martínez Campos retourna en Espagne, convaincu que seule l'introduction de réformes politiques et économiques pourrait empêcher une nouvelle insurrection à Cuba. Le 7 mars, il prit la présidence du gouvernement en raison du prestige qu'il avait acquis en tant que pacificateur de la « Grande Antille » et compte tenu des difficultés que le gouvernement Cánovas rencontrait pour appliquer la « paix de Zanjón » — en réalité, Cánovas préféra se laver les mains du traité dont il ne partageait pas entièrement les clauses —,. Les constitutionnels de Sagasta protestèrent de ne pas être appelés à gouverner mais, selon Carlos Dardé, « il semble clair que le parti était encore trop faible et, surtout, que certaines de ses figures militaires importantes, comme le général Serrano, duc de la Torre, n'avaient pas encore pleinement accepté la nouvelle monarchie et étaient encore impliqués dans des projets républicains ». Selon José Varela Ortega, ce fut l’une des raisons qui emmenèrent Cánovas à conseiller au roi le changement de gouvernement : freiner les « menaces révolutionnaires » en mettant à la tête du cabinet un général « victorieux et prestigieux ». D’autre part, Cánovas resta dans l'ombre aux commandes du pouvoir comme le démontrèrent les élections du 20 avril et du 3 mai où les canovistes conservèrent une large majorité.

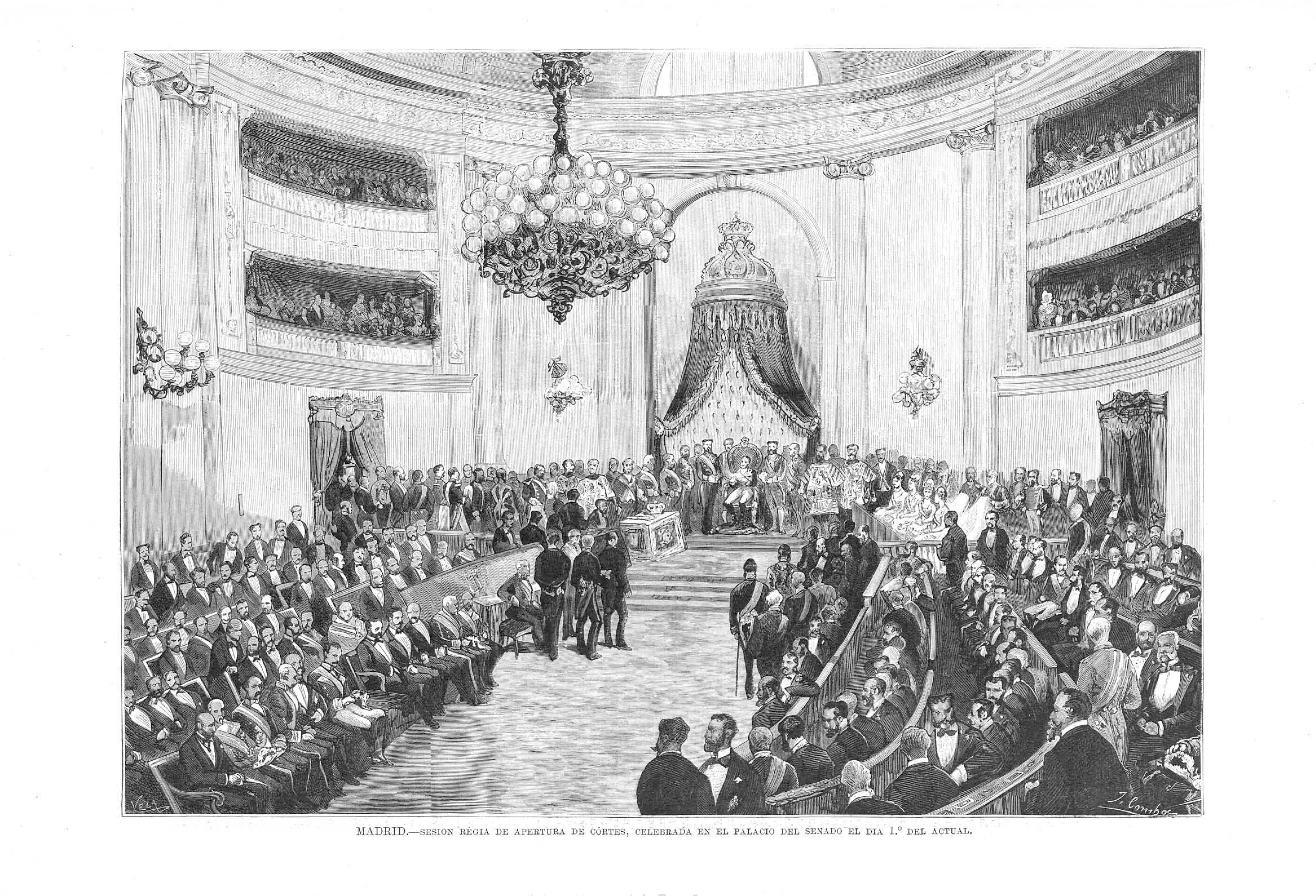
Séance d’ouverture des Cortès célébrée au palais du Sénat le 1er juillet 1878 (La Ilustración Española y Americana, 8 juillet 1878).

En application de la nouvelle loi électorale approuvée en décembre 1878 sous le gouvernement Cánovas, des élections générales furent célébrées l’année suivante avec un suffrage censitaire extrêmement restrictif. Seuls 47 000 personnes environ avaient le droit de vote, non seulement réservé aux hommes majeurs âgés d’au moins 25 ans remplissant certains critères (énonomiques) de cens — seuil d’impôt minimum — mais avec une certaine capacité intellectuelle pour émettre librement le vote. Les « manœuvres » électorales donnèrent une nouvelle fois une majorité écrasante au Parti libéral-conservateur dirigé par Cánovas, avec 293 députés contre 56 pour le Parti constitutionnel de Sagasta, un résultat qui laissa Martínez Campos à la « merci » de Cánovas. Après la séance d’ouverture du nouveau Parlement, le président du Congrès souhaita la bienvenue aux représentants de la « Grande Antille » (Cuba) — une première depuis leur expulsion en 1837 —, les encourageant à intervenir « avec leurs frères de la péninsule dans toutes les affaires de la monarchie ».

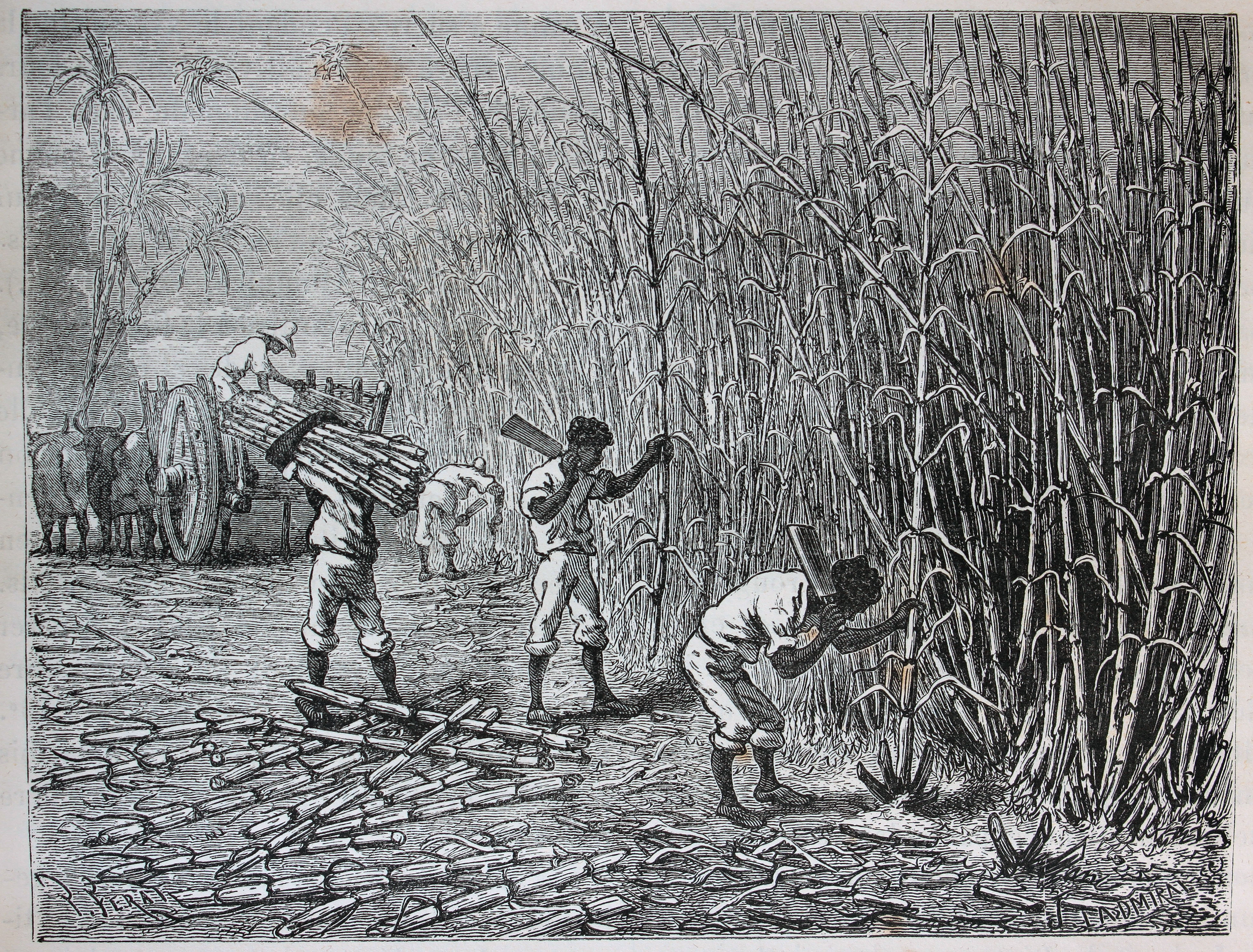
Esclaves travaillant dans une plantation de canne-à-sucre à Cuba.

Le projet de loi sur l'abolition de l’esclavage à Cuba — il y avait alors sur l’île environ 200 000 esclaves — que Martínez Campos présenta aux Cortès prévoyait la libération des esclaves mais avec une formule transitoire concédant aux anciens maîtres le « patronnat » de leurs esclaves durant 8 ans, ce qui signifiait le droit à continuer de les utiliser mais avec l'obligation de leur verser un salaire et de subvenir à leurs besoins, y compris médicaux ainsi que l’enseignement primaire aux enfants. La loi et cet emménagement furent néanmoins rejetés par les propriétaires des plantations et usines sucrières et leurs représentants dans la péninsule, Le débat parlementaire fut reporté jusqu’au 5 décembre en raison des préparatifs du deuxième mariage du roi célébré le 29 novembre.
La situation se compliqua pour Martínez Campos lorsqu'en août eut lieu une résurgence de la guerre à Cuba avec le début de ce qui serait connu comme la « Petite Guerre » (qui se termina en décembre de l’année suivante). Le général Polavieja qui était au commandement des troupes espagnoles de Cuba avait écrit en juin au capitaine général de l'île Ramón Blanco y Erenas : « nous devons, à mon avis, au lieu de vouloir empêcher à tout prix […] l’indépendance de Cuba, ce qui serait une vaine obstination, nous y préparer, rester dans l'île seulement le temps où nous pourrons rationnellement y être et prendre les mesures convenables pour ne pas être expulsés violemment au préjudice de nos intérêt et de notre honneur, avant l’époque où amicalement nous devrons l’abandonner »,.

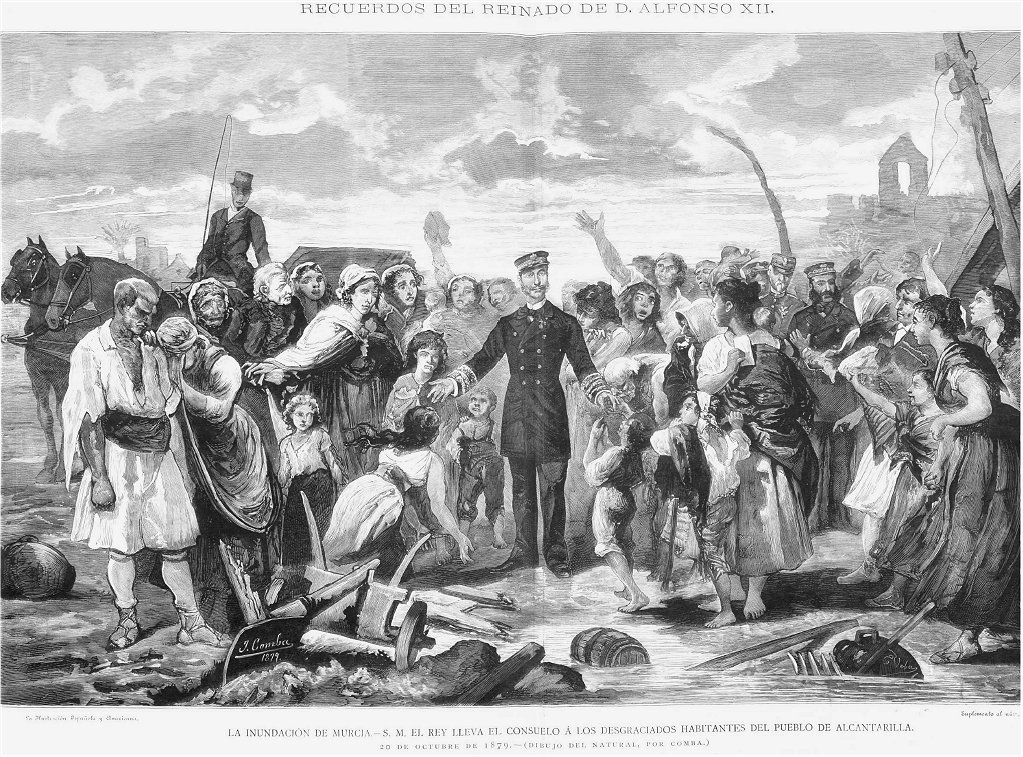
Gravure de Juan Comba sur la visite d’Alphonse XII à la localité murcienne d’Alcantarilla au motif des terribles inondations connues sous le nom de riada de Santa Teresa (crues de Sainte Thérèse).

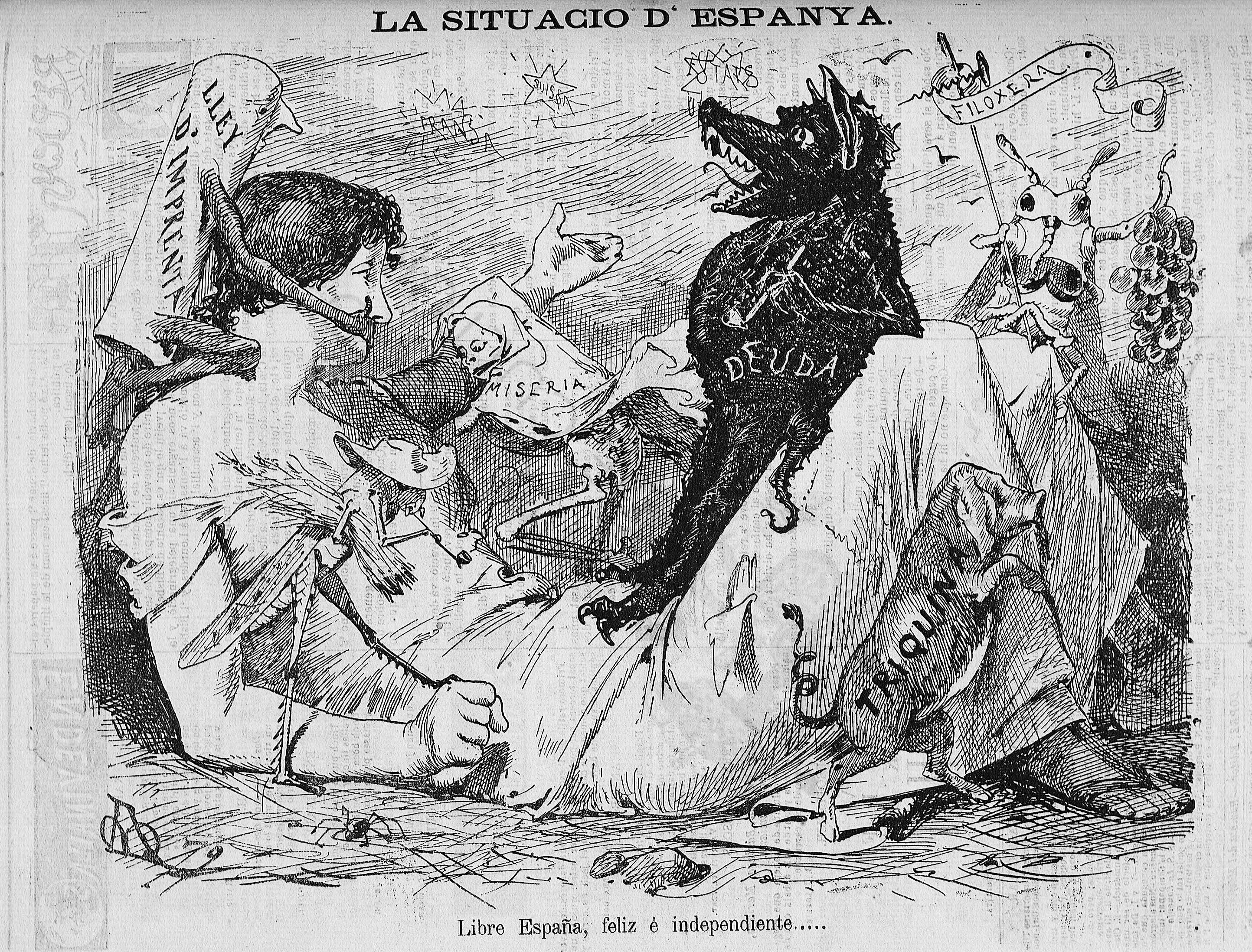
La situació d'Espanya (La Campana de Gracia, 27 juillet 1879). La légende en bas de page dit : Libre espagne, heureuse et indépendante…. L'Espagne est représentée par une femme bâillonnée par la loi sur l’imprimerie et assaillie par la misère, la dette, le phylloxéra, la trichine et un fléau de criquets.

Une nouvelle source d’inquiétude pour le gouvernement fut les terribles inondations qui se produisirent en octobre dans les provinces d’Almería, d’Alicante et, surtout, de Murcie, qui seraient connues sous le nom de « riada de Santa Teresa (es) » (« crues de Sainte Thérèse »). Le roi se rendit immédiatement dans les zones affectées, gagnant ainsi l’affection de la population.
Après la célébration du mariage royal, les divergences au sein du gouvernement sur le projet de réforme fiscale et de réduction des tarifs douaniers proposé pour Cuba par le ministre de l'Outre-mer Salvador Albacete et sur le projet de loi visant à abolir l'esclavage dont les Cortès allaient commencer le débat devinrent évidentes. Cela obligea Martínez Campos à présenter sa démission à Alphonse XII le 9 décembre. Après avoir essayé d'autres options pour éviter la « séquestration de la prérogative royale » — que Martínez Campos restât à la tête du gouvernement, ce qu'il refusa ; nommer José de Posada Herrera président du gouvernement, ce qui suscita la ferme opposition des conservateurs de Cánovas ainsi que des constitutionnalistes de Sagasta, qui réclamèrent le pouvoir pour eux-mêmes ; ou nommer le président du Congrès des députés, Adelardo López de Ayala, mais celui-ci se trouvait très malade : il mourut le 30 décembre — le roi n'eut d'autre choix que de rappeler Cánovas pour qu'il formât un gouvernement,.

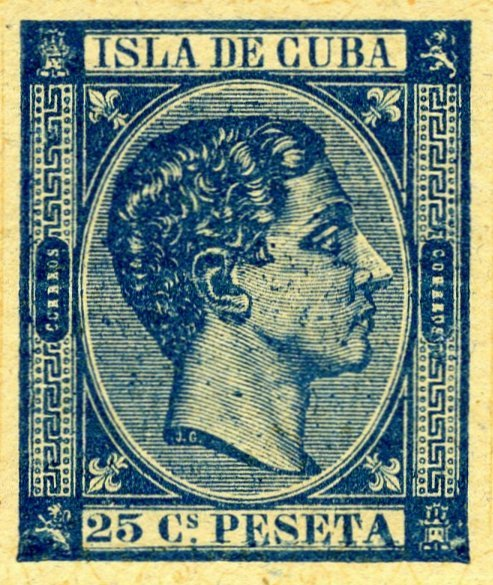
Timbre postal de l’île de Cuba à l'effigie du roi Alphonse XII (1878).

Cánovas s'efforça de rétablir l'unité du Parti conservateur et finalement, conscient qu'il n'était plus possible de le retirer, assuma le projet de Martínez Campos d'abolir l'esclavage, en quoi il avait apparemment le soutien du roi — le capitaine général de Cuba lui avait écrit pour demander que l'abolition fût aussi « large et libérale que possible en faveur de l'esclave » —, et malgré l'opposition qu'il rencontra de la part des esclavagistes cubains du Union constitutionnelle. Après avoir introduit plusieurs modifications favorables aux propriétaires d'esclaves (comme le maintien des châtiments corporels, auquel s'est opposé le constitutionnel de Sagasta) dans le projet de Martínez Campos, il réussit à obtenir son approbation en février de l'année suivante. Les esclavagistes réussirent à faire en sorte que le règlement d'application de la loi introduisent des restrictions encore plus importantes, telles que l'application de peines de « carcan et manille » aux « parrainés » qui refuseraient de travailler, qui quitteraient la plantation sans autorisation, encourageraient les grèves ou désobéiraient aux ordres des contremaîtres. Avec tous ces changements, l'Union constitutionnelle déclara en août 1880 qu'elle accepte le système du « patronage ».
Le remplacement de Martínez Campos par Cánovas à la tête du Gouvernement provoqua l'affrontement entre les deux personnages — comme Feliciano Montero l'a d'ailleurs souligné « le bref cabinet présidé par le général Martínez Campos (mars à décembre 1879) [était] un gouvernement captif des directives et du personnel politique et administratif canoviste » — et finalement le départ du Parti conservateur du groupe qui soutenait le général, dont beaucoup étaient des amis militaires, et son rapprochement avec le constitutionnel de Sagasta, ce qui constitua une étape décisive pour la naissance du Parti libéral-fusionniste, l'autre grand parti du régime politique de la Restauration,. Six mois après son départ du gouvernement, le 11 juin 1880, Martínez Campos et Cánovas eurent un âpre débat au Sénat, au cours duquel le premier souligna le rôle du pronunciamiento de Sagonte dans l'avènement de la monarchie et le second le dédaigna. « Est-il sérieux, lorsqu’il s'agit d’un fait aussi important que la restauration d'une monarchie, de prétendre que tout a été fait en levant deux bataillons sans tirer un seul coup de feu et en niant la coopération de grands éléments, de forces immenses, alors que presque tout était fai […] ? » déclara Cánovas,.

### Mort de la reine, attentats contre Alphonse XII et nouveau mariage du roi (juin 1878-décembre 1879)

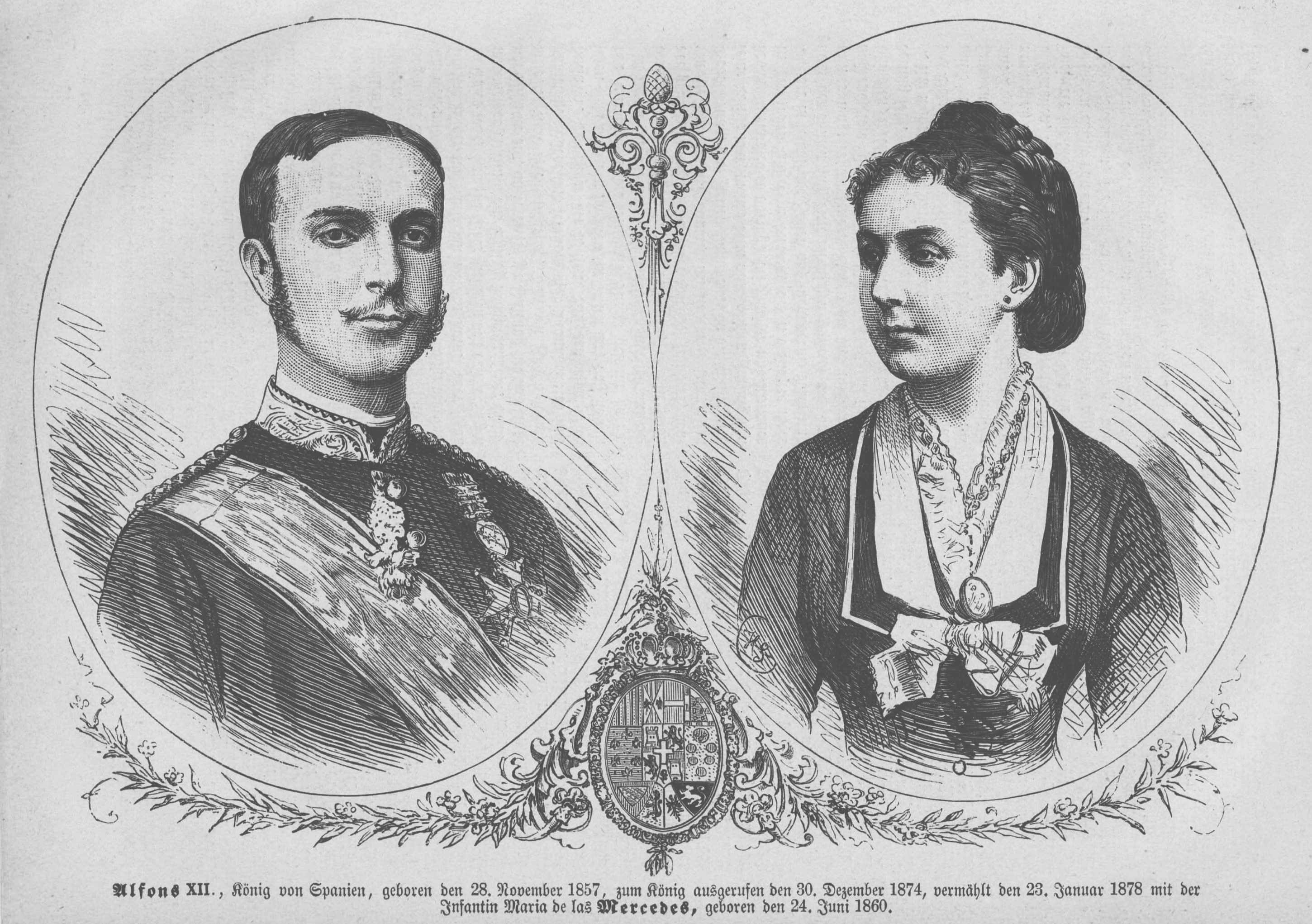
Alphonse XII et la reine Mercedes d'Orléans. Le roi fut extrêmement ému par la mort de son épouse le 26 juin 1878, deux jours après ses 18 ans et alors qu'ils n'étaient mariés que depuis cinq mois et trois jours.

La bonne nouvelle de la fin de la guerre à Cuba fut éclipsée par la maladie et la mort de la reine Mercedes d'Orléans qui, le 3 avril 1878, avait subi une fausse couche. Le diagnostic des médecins fit état d’une « fièvre toxique essentielle », pour ne pas utiliser le mot « typhus ». Elle mourut le 26 juin 1878, deux jours après son 18e anniversaire,. L'impact de sa mort fut énorme. Le président du Congrès des députés Adelardo López de Ayala déclara dans son oraison funèbre : « Hier, nous avons célébré sa noce. Aujourd'hui, nous pleurons sa mort » — le mariage n'avait duré que cinq mois et trois jours —. Des milliers de personnes passèrent par la chapelle ardente installée au palais royal.

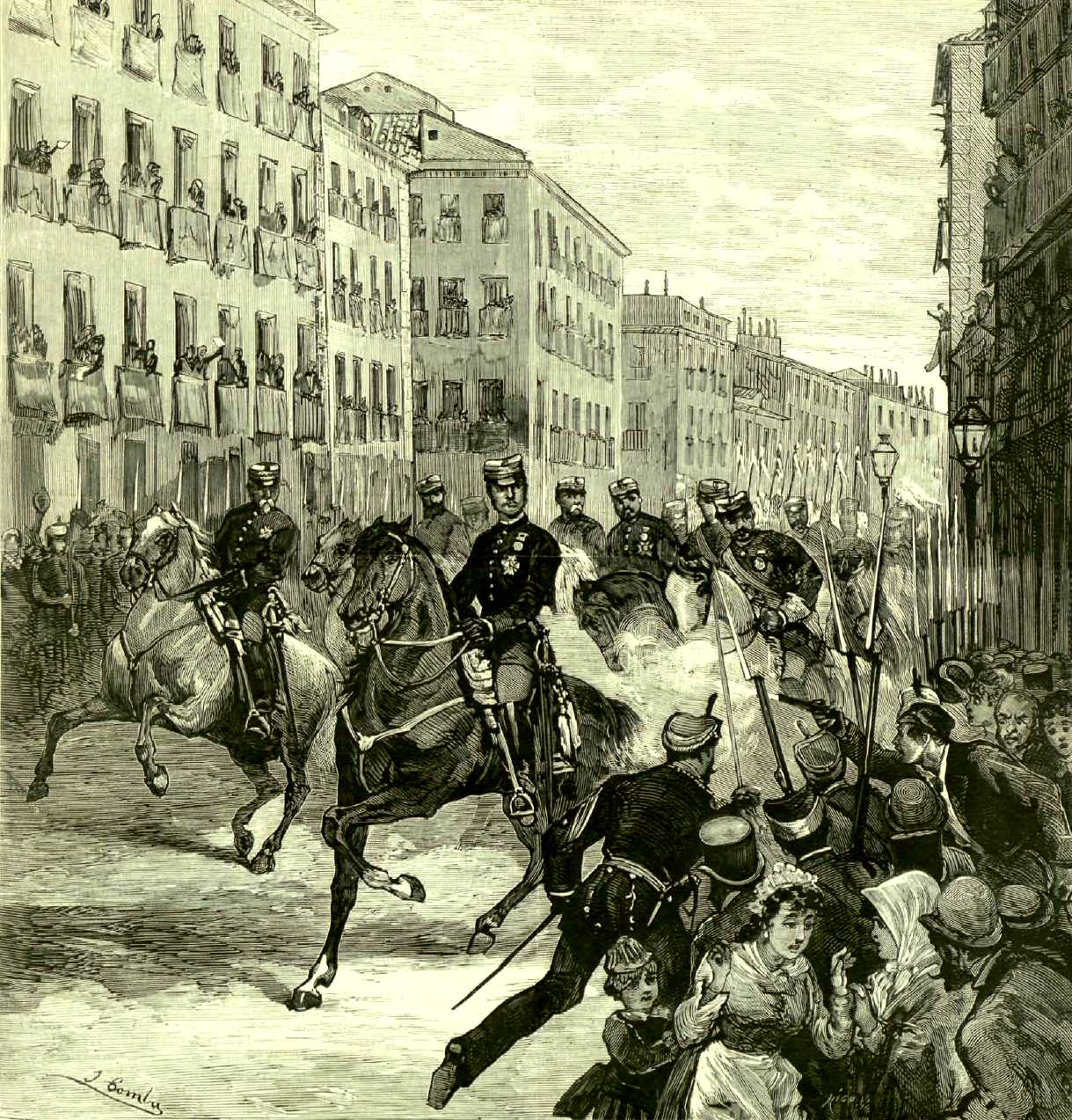
Gravure reconstituant l’attentat contre Alphonse XII à son passage à cheval dans la calle Mayor de Madrid le 23 octobre 1878, dont il sortit indemne. L'auteur de la tentative de régicide, Juan Oliva Moncusí, qui déclara appartenir à l’AIT, fut arrêté sur place. Il fut exécuté par lacet étrangleur le 4 janvier 1879.

Le roi Alfonso XII fut extrêmement ému par la mort de sa femme, qu'il avait épousée par amour, et non pour des raisons politiques ou dynastiques, comme il le confia à l'ambassadeur de France : « J'ai épousé la femme que j’aimais, non sans vaincre de considérables résistances » — entre autres, celle de sa mère qui refusa de donner son consentement et n'assista pas au mariage —. Dans son cahier de chasse, le monarque écrivit : « En ce jour où Mercedes est morte, je reste comme un corps sans âme, rien ne m'intéresse, je ne vois personne, je passe mon temps seul, à lire, à expédier les affaires urgentes de l'Etat […]. Le seul repos moral est de contempler ces rudes montagnes ou parcourir dans ce monastère de San Lorenzo les sombres souvenirs de ce Roi qui, au moins, avait la chance d'être croyant. Il aurait cru que je retrouverais Mercedes au ciel ». Cánovas parvint à le convaincre d’abandonner sa retraite à l’Escurial et d’entreprendre un voyage d’État dans plusieurs provinces espagnoles. À son retour à Madrid le 23 octobre, il fut victime d’un attentat (es) à son passage à cheval dans la calle Mayor de Madrid (es). Un individu caché parmi les gens rassemblés sur les trottoirs sortit un pistolet et tira deux fois sur le roi, qui resta indemne. Il échoua car un passant dévia sa main. L'auteur de la tentative de régicide, Juan Oliva Moncusí, qui déclara appartenir à l’AIT, fut arrêté sur place. Il fut exécuté par lacet étrangleur le 4 janvier 1879.

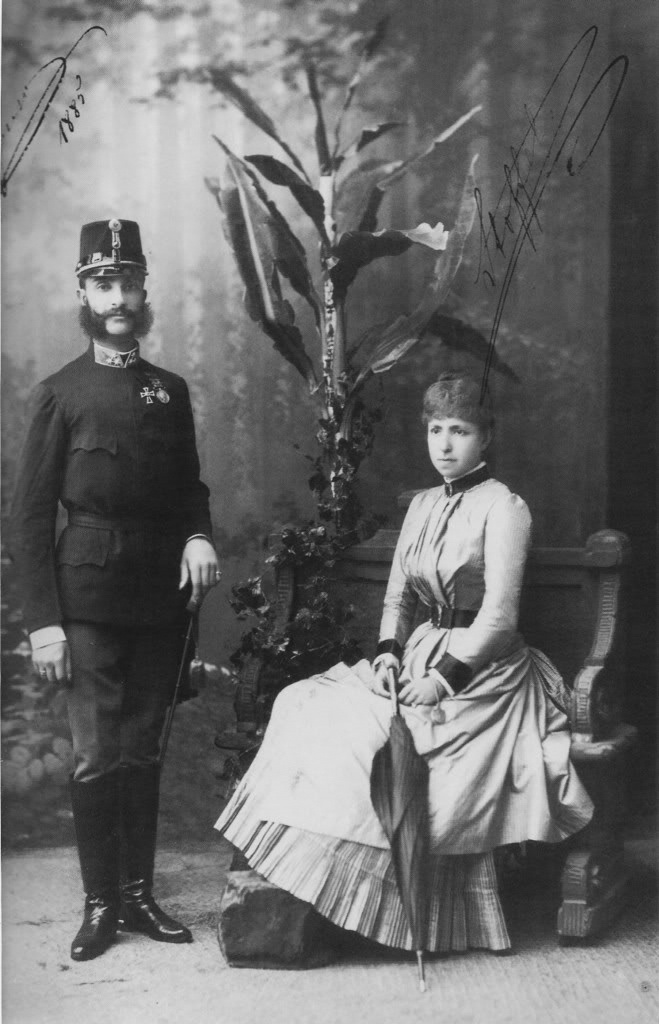
Alphonse XII avec sa seconde épouse Marie-Christine d'Autriche.

L’attentat incita Cánovas à mettre en place un plan pour que roi se remarie afin d’ainsi assurer la continuité de la dynastie. « Don Alfonso accepta résigné son obligation : il dit à Cánovas de choisir lui-même »,. L’élue fut l’archiduchesse d’Autriche Marie-Christine de Habsbourg-Lorraine, âgée de 21 ans, catholique et nièce de l’empereur François-Joseph Ier d’Autriche, bien qu’il fallût attendre le temps que « termine l’année de deuil », comme le rit le roi à l’ambassadeur espagnol à Vienne Augusto Conte Lerdo de Tejada, qui fut chargé d’en informer l’archiduchesse et sa mère Élisabeth de Habsbourg-Hongrie, pour formaliser l’union. Entre temps, le roi entama durant le printemps 1879 une relation avec la chanteuse d’opéra valencienne Elena Sanz, avec qui il eut deux fils, Alphonse (né en 1880) et Fernando (né en 1881), qu’il ne reconnut pas,. Elle quitta la scène à la demande du roi, qui l’installa dans un appartement près du palais royal et lui donna une pension mensuelle d’un peu plus de 5 000 pesetas, « une quantité considérable pour l’époque, mais inférieure à ce qu’elle gagnait au théâtre ». La reine mère Isabelle II éprouva une grande affection pour Elena Sanz, l’appelant « ma belle-fille devant Dieu ». La relation dura jusqu’à la mort du roi.

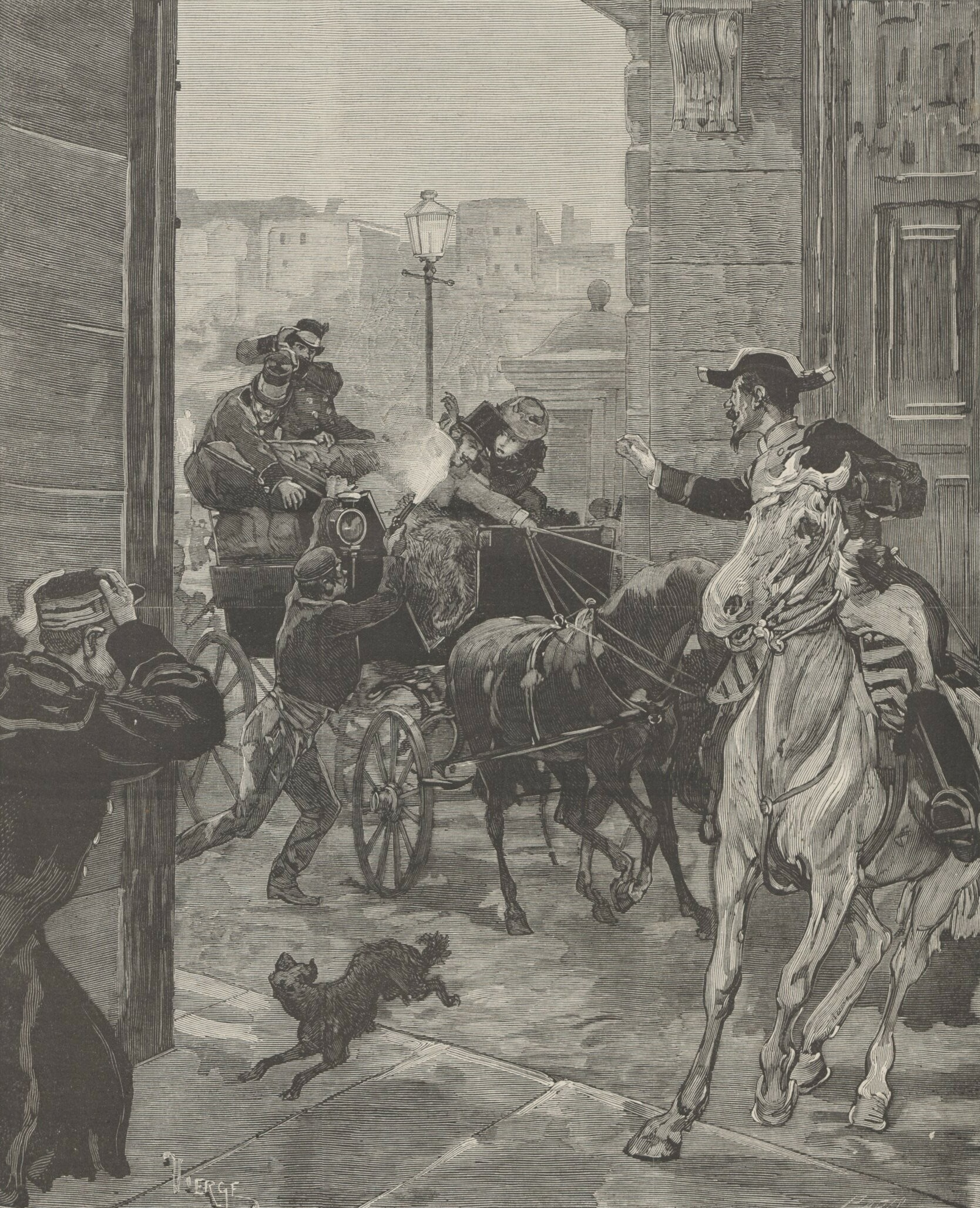
Gravue du Monde Illustré reproduisant l’attentat manqué contre Alphonse XII et son épouse la reine Marie-Christine perpétré le 30 décembre 1879 à Madrid.

Les formalités et l'organisation du mariage royal furent gérés par le nouveau gouvernement présidé par le général Martínez Campos. Après la demande officielle de la main de l'archiduchesse auprès de l'empereur François-Joseph, Marie-Christine, accompagnée de sa mère et d'une suite restreinte, quitta Vienne le 17 novembre. Elle passa par Paris, où elle fut reçue par l'ancienne reine Isabelle II dans son palais de Castille ―cette fois le mariage avait son approbation, contrairement au précédent―, et quand elle arriva enfin à Madrid, elle séjourna au palais du Pardo où il résida jusqu'au 29 novembre, jour de la célébration du mariage à la basilique d’Atocha et en présence de l'ancienne reine Isabelle II, expressément venue de Paris.
Un an plus tard — le 30 décembre —, le roi, cette fois accompagné de la reine, fut victime d’un second attentat. Il eut lieu alors qu’ils étaient sur le point de rentrer au palais après avoir fait une promenade dans un phaéton conduit par le monarque lui-même. L'auteur, Francisco Otero González, pâtissier de profession, tira trois coups de feu mais échoua et le couple royal en sortit indemne.
Peu de temps après, la nouvelle de la grossesse de la reine fut rendue publique. C’était une fille, qui naquit le 11 septembre 1880. Elle reçut le nom de la première épouse du roi, María de las Mercedes, et reçut immédiatement le titre de princesses des Asturies, comme succcesseure au trône. Le 12 décembre 1882, la reine donna naissance à une deuxième fille, Marie-Thérèse.

## Premier gouvernement libéral Sagasta (1881-1883)

### Arrivée des libéraux fusionnistes au pouvoir

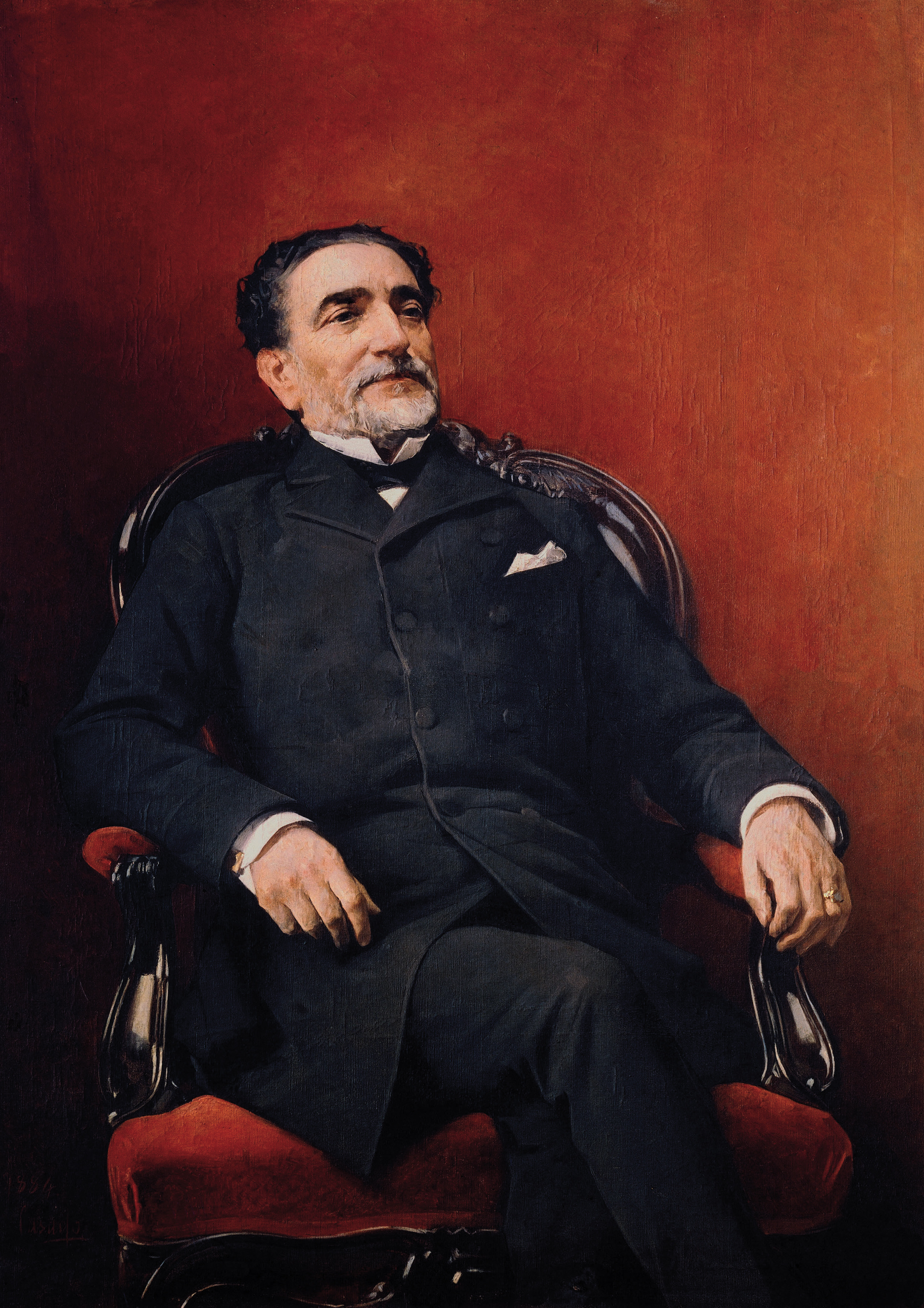
Portrait du leader libéral Práxedes Mateo Sagasta par José Casado del Alisal (1884).

Contrairement au Parti conservateur qui en 1876 déjà était presque entièrement configuré sous l'impulsion de Cánovas, après un processus néanmoins « ardu et traumatique », le Parti libéral fusionniste — le « Parti libéral » — ne fut définitivement constitué qu’au printemps 1880. C'est alors que la majorité des membres du Parti constitutionnel du sexennat démocratique, suivant la ligne tracée par les « centralistes » de Manuel Alonso Martínez — qui avaient rompu avec le parti en mai 1875 pour « entrer » dans le système et qui avaient réintégré le parti en décembre 1878 — cessèrent définitivement de revendiquer la vigueur de la Constitution de 1869 et rompirent tout contact avec les républicains de Manuel Ruiz Zorrilla et Emilio Castelar. Le chef des constitutionnalistes, Práxedes Mateo Sagasta, était un politicien pragmatique comme Cánovas, convaincu qu'« en politique, on ne peut pas toujours faire ce que l'on veut, et il n'est pas toujours convenable de faire ce qui est le plus juste ».,

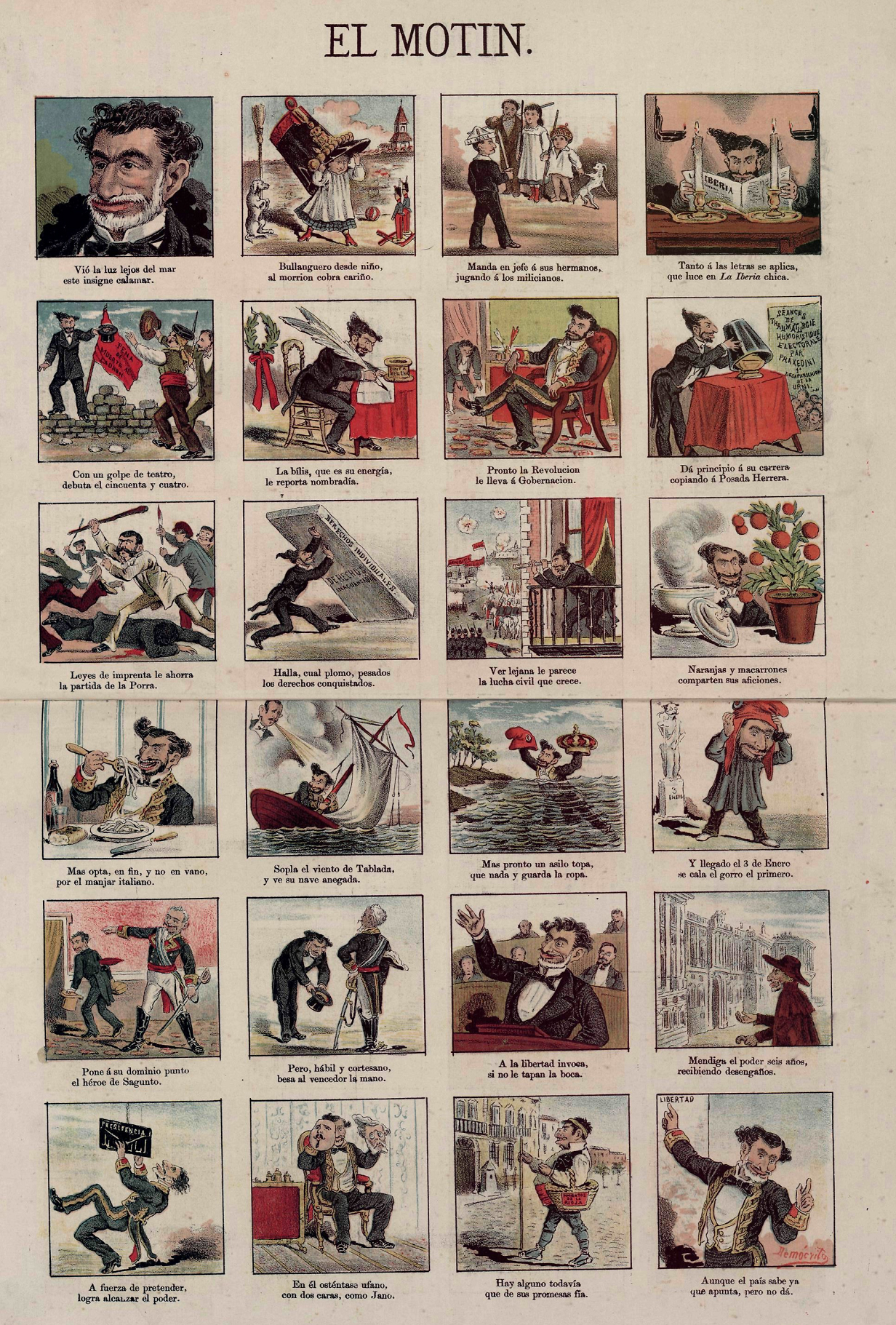
Auca satirique sur la trajectoire politique de Sagasta publiée dans El Motín le 24 avril 1881, deux mois après son accession au pouvoir.

Le changement de position des constitutionnalistes se trouva confirmé par leur « fusion » avec le groupe d'hommes politiques (et de militaires de haut rang, comme le général Manuel Pavía) issus du parti conservateur dirigé par le général Martínez Campos, qui s’opposait à Cánovas après l'échec de son expérience gouvernementale,,,. C'est ainsi qu’apparut en mai 1880 le Parti libéral fusionniste, résultat de la « fusion » des constitutionnels de Sagasta, des conservateurs de Martínez Campos et des « centralistes » de Manuel Alonso Martínez, tous placés sous le leadership du premier,,,. Le roi Alphonse XII ne fut pas étranger à la gestation finale du nouveau parti. Selon Feliciano Montero, « C'était un parti hétérogène, avec peu de cohésion, de l'avis de Cánovas et des conservateurs, qui refusaient de céder le pouvoir ». En réalité, Cánovas avait avoué à l'ambassadeur britannique deux ans plus tôt qu'il « avait l'intention de rester à son poste [de Premier ministre] aussi longtemps qu'il le pourrait » parce que « les partis d'opposition étaient divisés en factions à tel point que, si son gouvernement échouait, il n'y avait pas de parti libéral entre les mains duquel il pût laisser le pouvoir avec la certitude qu'il consoliderait la Restauration ».
Sagasta présenta le nouveau parti « fusionniste » devant les Cortès le 14 juin 1880. Dans son discours il montra son respect de la Constitution de 1876, condition indispensable pour pouvoir accéder au gouvernement :

« Ce parti, le plus libéral de la monarchie, se propose d'adapter ses principes politiques et d’adopter ses procédures gouvernementales à l'interprétation la plus large, la plus extensive et la plus libérale de la Constitution de l'État. »

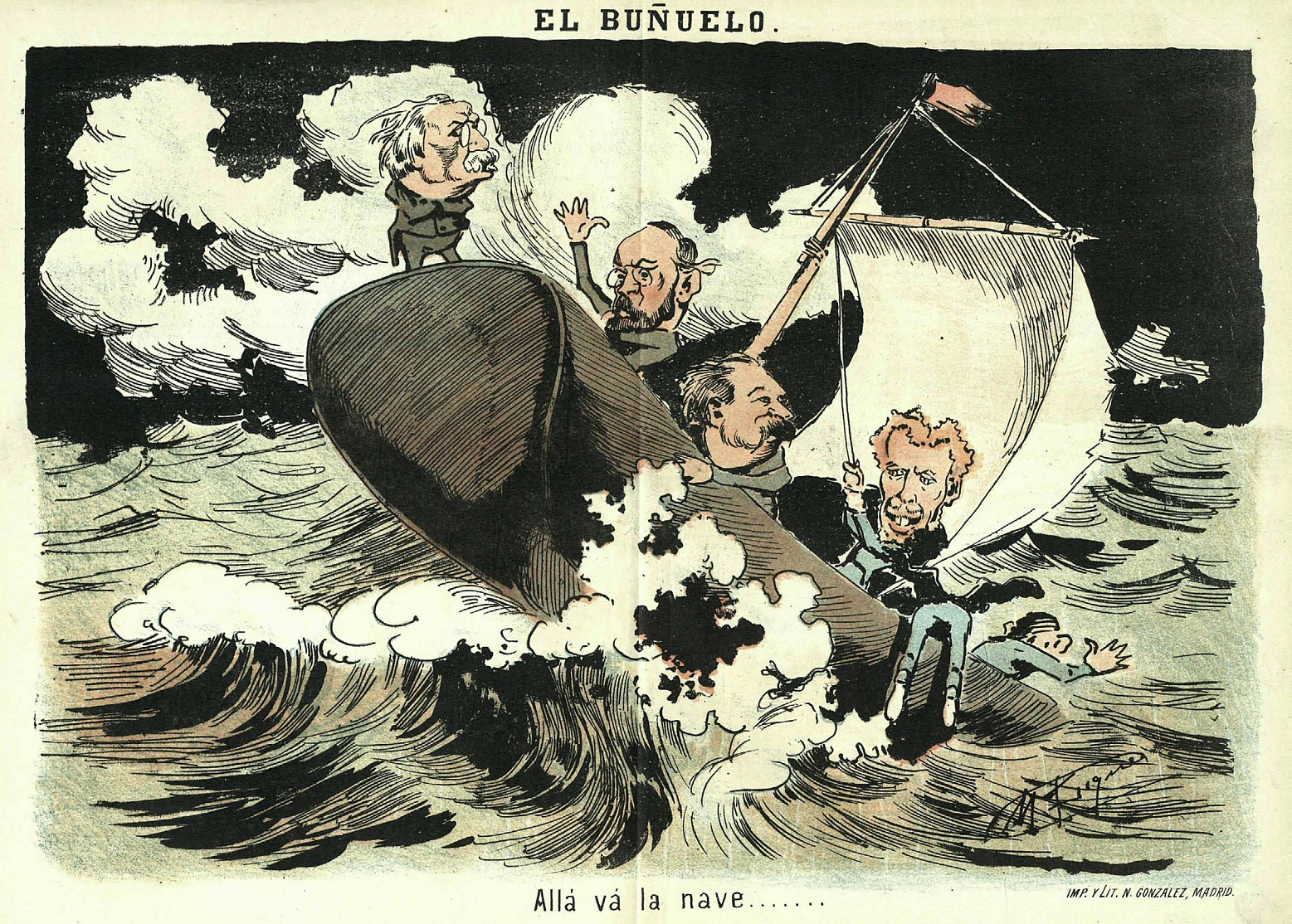
Caricature montrant la résistance des conservateurs à abandonner le pouvoir. Le commentaire au pied de l’image dit : Le navire s’en va…. À la proue, le président du gouvernement Cánovas, et à la poupe, tenant la voile, le ministre de Gobernación Francisco Romero Robledo. Revue satirique El Buñuelo, 13 janvier 1881.

Dans le même temps, le député libéral Fernando León y Castillo dénonçait l'identification entre Cánovas del Castillo et le régime de la Restauration (la « dictature ministérielle ») dans une intervention parlementaire dans laquelle il déclara :

« Monsieur Cánovas del Castillo a construit le mécanisme avec un tel art qu'il ne peut fonctionner que pour lui. [Le] maître du ministère de l'Intérieur est maître des élections, [le] maître des élections est maître du Parlement et [le] maître du Parlement demande au monarque de le maintenir à son poste, car s'il ne le maintient pas, les institutions sont en danger ; et avec ce procédé si simple, monsieur Cánovas règne et gouverne à la fois, même s'il montre plus d'inclination pour le premier que pour le second. »

Dès son apparition, le nouveau parti libéral-fusionniste fit pression sur le roi Alphonse XII pour que « dans un acte d'énergie personnelle » il lui donne le gouvernement, allant jusqu'à menacer de révolution. Comme l'a souligné Carlos Seco Serrano, « le parti canoviste était déjà au pouvoir depuis cinq ans — depuis l'avènement de la Restauration — ». Selon cet historien, le roi « préféra pour le moment éviter une nouvelle dissolution des Cortès et la convocation de nouvelles — ce qui aurait été nécessaire si l'on faisait appel à Sagasta — akirs que les dernières élections étaient si récentes ». Selon Varela Ortega, dans un entretien que Sagasta, Martínez Campos et d'autres dirigeants fusionnistes eurent avec le roi en juin, il leur assura qu'il les appellerait à gouverner « à condition d'être sûr de trouver un gouvernement libéral organisé prêts à remplacer les conservateurs ».
Le 19 janvier 1881, au milieu d'un intense débat parlementaire, Sagasta réclama de la « prérogative royale » son droit à gouverner, avertissant que sans sa participation la monarchie alphonsine ne pourrait se consolider et lança une menace voilée, :

« Si mes efforts et mes sacrifices étaient stériles à cause de votre obstination et de votre ténacité, j’en aurai l'âme endolorie, mais la conscience tranquille ; car quelles que soient les vicissitudes, quel que soit le destin que nous ayons tous préparé, puisque je dois toujours tomber du côté de la liberté, je dirai alors la tête haute : je suis au même endroit que j'étais auparavant ; je n'obéissais pas alors aux inspirations du patriotisme, je ne cède pas non plus aujourd’hui aux impulsions du devoir et aux sentiments du cœur. »

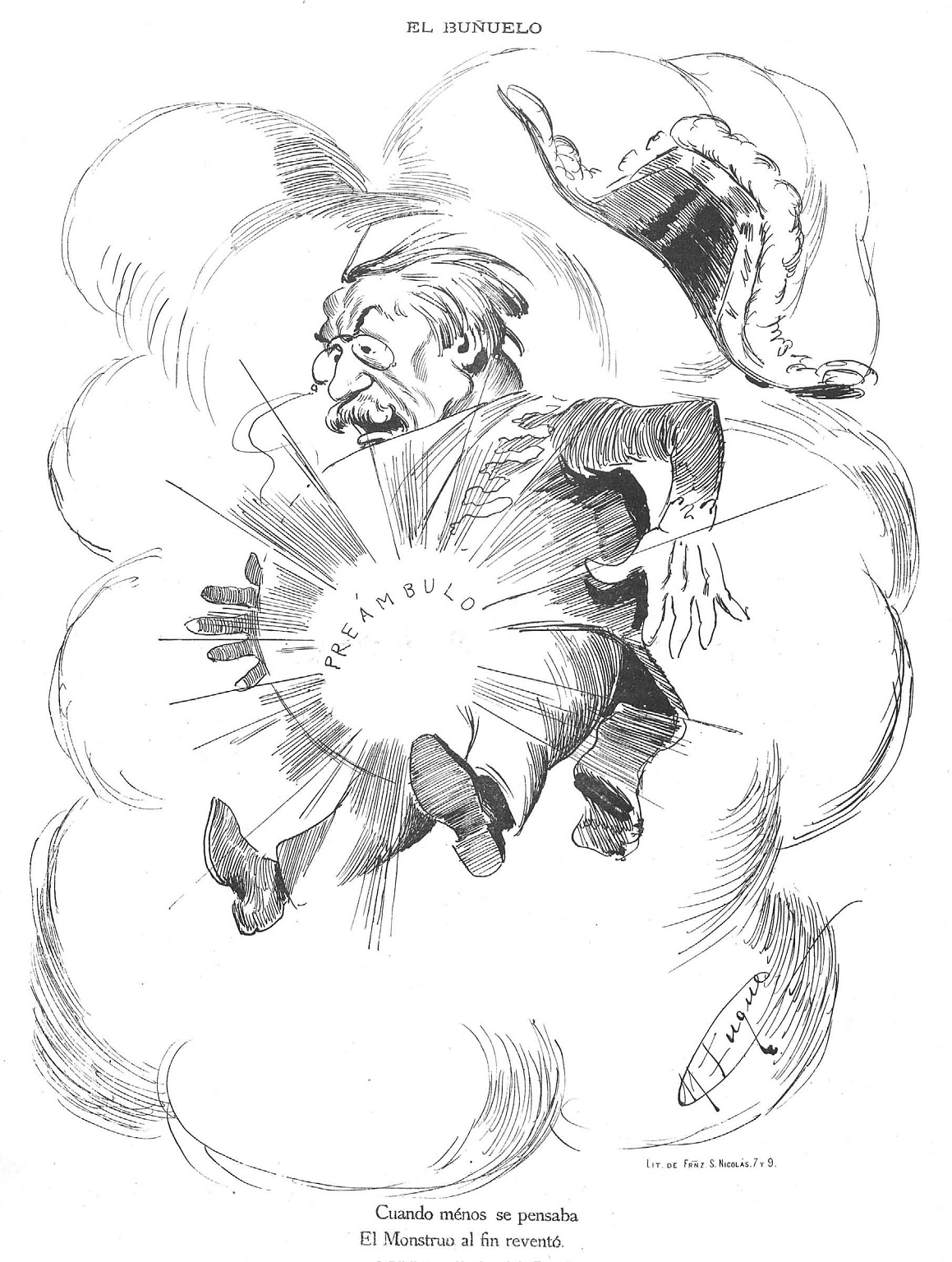
Caricature représentant la chute de Cánovas après le refus du roi de signer le décret qu'il lui avait présenté à cause de son préambule (mot qui apparaît au centre de l'explusion). La légende dit : Quand on s’y attendait le moins / Le monstre explosa enfin. Revue satirique El Buñuelo, 10 février 1881.

Peu de temps après, le roi reçut les cadres du parti au palais à l'occasion de la fête de son saint patron (le 23 janvier). Il obligea finalement Cánovas à démissionner le 6 février en refusant de signer un décret que ce dernier lui présenta, puis chargea Sagasta de la formation du gouvernement et enfin, le 8 février 1881, le premier cabinet libéral de la Restauration prêta serment sur la Constitution. Selon Carlos Seco Serrano, Cánovas lui-même fut à l’origine de la crise, en incluant dans le préambule du décret de conversion de la dette « la nécessité de prolonger la vie du même gouvernement pendant plusieurs années, afin que l'opération produise tous ses effets ». Selon Carlos Dardé au contraire, « c'était une décision personnelle d'Alphonse XII, qu'il prit sans procéder à des consultations et, apparemment, contre l'avis de Cánovas ». Ángeles Lario rejoint cette analyse — « Cánovas était tombé faute de confiance royale » — et souligne que Cánovas devait rendre la décision du roi « constitutionnelle » en présentant le décret avec le préambule avec lequel le monarque manifesterait son désaccord, contraignant le gouvernement à présenter sa démission. De même, selon José Ramón Milán García : « la crise fut provoquée par le monarque lui-même en février 1881 pour forcer l'arrivée des libéraux au pouvoir ». « Don Alfonso sut apprécier le changement incontestable qu'a connu une opposition libérale qui, bien qu'elle conservât des impulsions révolutionnaires héritées du vieux progressisme, s'était montrée capable d'admettre dans ses rangs des éléments de fidélité dynastique éprouvée et avait abaissé certains de ses leitmotivs historiques [comme la souveraineté nationale], c'est pourquoi au début de 1881 il envoya des messages clairs à Cánovas pour qu'il cède le passage aux libéraux, ce qui força le crise gouvernementale ultérieure qui prit fin avec par l’appel à Sagasta de former un nouveau cabinet ».. José Varela Ortega considère également que ce fut une décision du roi. « Les raisons; les mêmes qui laissaient déjà augurer une crise dans les années précédentes : division au sein du parti au pouvoir [sur la question de céder la place aux libéraux] et menaces de l'opposition dynastique de rejoindre une coalition révolutionnaire ».
Les conservateurs rappelèrent aux libéraux comment ils étaient arrivés au gouvernement, comme l'expliquait le journal conservateur La Época : le parti libéral-fusionniste « ne doit son élévation à aucune victoire parlementaire mais à l’initiative délibérée et volonté du Roi ». Le conservateur Romero Robledo, pour sa part, déclara : « Nous sommes tombés. Nous avions une majorité aux Chambres […], mais une sagesse plus haute que la nôtre […] croit dans ses nobles desseins que le moment est venu de changer de politique. Il n'y a donc pas d'autre choix que de suivre respectueusement ces desseins et de mourir dignement »,,. Ainsi, « Ce qui devint clair en février 1881, c'est que le dernier interprète de l'état des choses, et celui qui avait le pouvoir de décision — au-dessus de la majorité parlementaire et du président du gouvernement — était le monarque ».

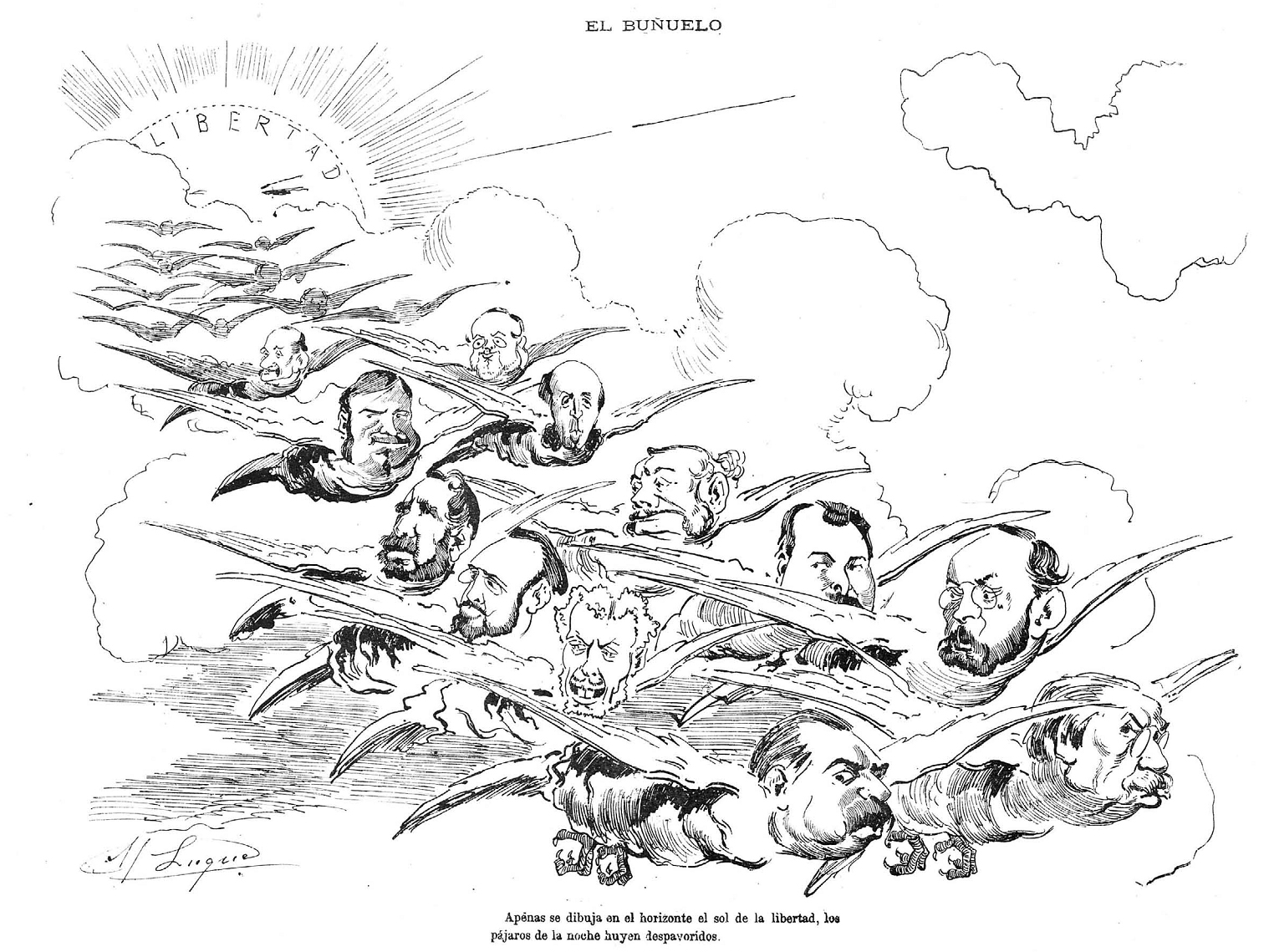
Caricature célébrant l’abandon du pouvoir par le Parti conservateur, avec Cánovas à sa tête, suivi de ses ministres (les oiseaux de la nuit). La légende dit : Dès que le soleil de la liberté apparaît à l'horizon, les oiseaux de la nuit s'enfuient épouvantés. Revue satirique El Buñuelo, 17 février 1881.

Avec l'arrivée des libéraux au gouvernement en février 1881 — qui suscita de la crainte dans certains secteurs qui n'avaient pas oublié le passé « révolutionnaire » de certains d'entre eux, à commencer par leur leader Sagasta —, on assista pour la première fois, sans accord préalable explicite, à la première alternance avec les conservateurs, qui caractériserait la période de la Restauration et serait connue sous le nom de turno. « Cela signifiait alors la fin de l'exclusivisme, l'accomplissement d'un des principes de base du nouveau régime, la garantie de sa consolidation, ou, au sens large, la fin de la transition politique »,. « L'appel au pouvoir [des libéraux] en février 1881 ouvrit une nouvelle phase de la Restauration, rompant avec les approches restrictives qui avaient dominé le quinquennat canoviste ». Jusqu’alors, « pour les classes conservatrices, Sagasta et ses partisans n'étaient rien de plus que ce secteur qui avait fait la révolution, qui maintenait des contacts avec les barricades et signalait en permanence sa fidélité aux idéaux libéraux plutôt qu'à la Couronne ». Ainsi, « les « obstacles traditionnels » qui, dans les mots de Salustiano Olózaga, s’opposaient à ce que les progressistes gouvernent, avaient disparu ».
Comme le souligne José Ramón Milán García, « L'arrivée des fusionnistes au gouvernement en février 1881 fut sans doute l'un des jalons fondamentaux du règne dont l’importance n'échappa pas à ses protagonistes, conscients que l'initiative du monarque ouvrait les portes au dépassement des profondes confrontations entre le libéralisme de gauche et la dynastie bourbonnienne, et donc les luttes caïnites entretenues depuis des décennies entre les différentes familles du libéralisme hispanique ».

### Première étape du gouvernement Sagasta (1881-1882)

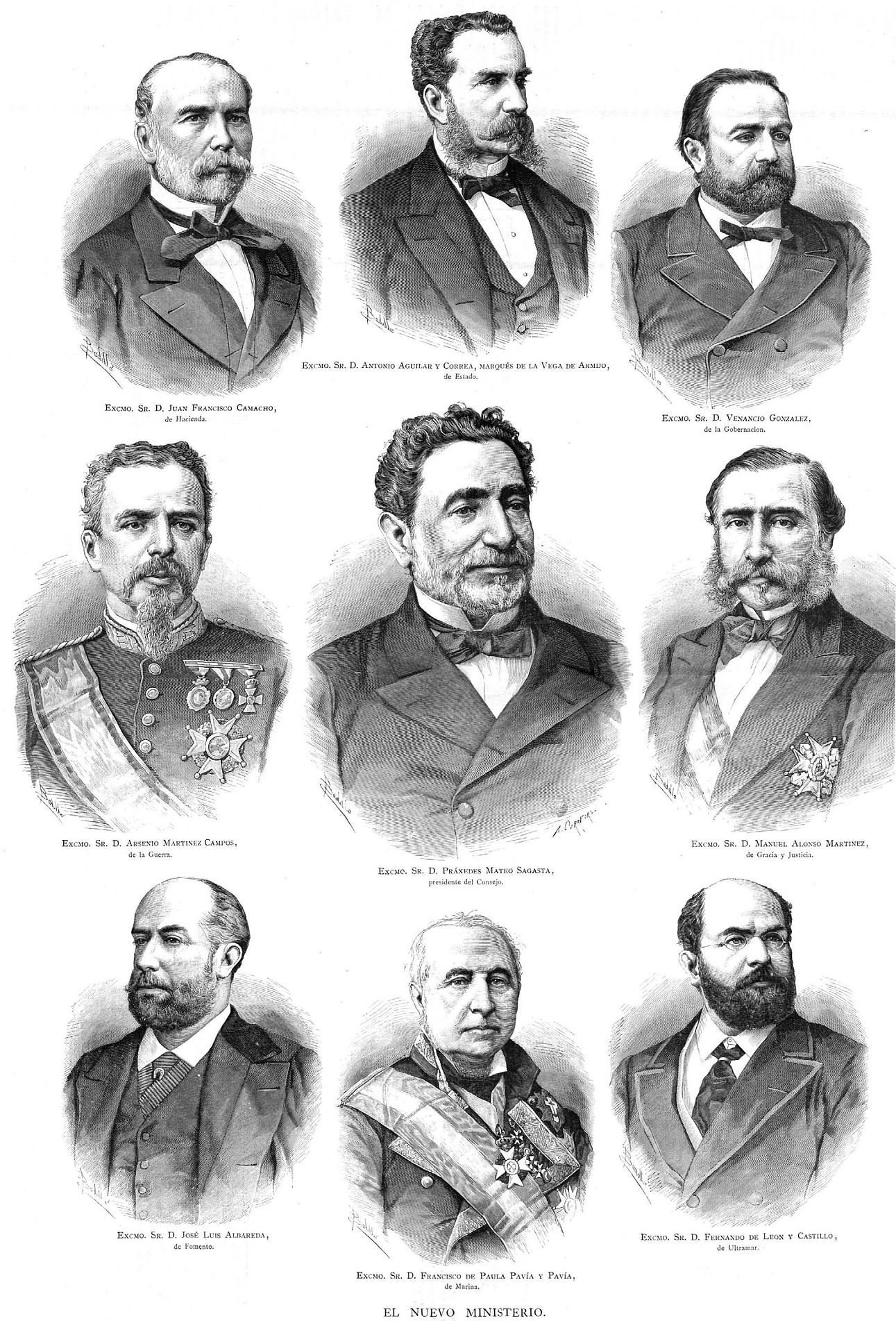
Le gouvernement Sagasta (au centre). À sa droite général Arsenio Martínez Campos (Guerre), à sa gauche Manuel Alonso Martínez (Grâce et Justice). En haut : Juan Francisco Camacho (Budget) ; le marquis de la Vega de Armijo (État) ; Venancio González (Intérieur). En bas : José Luis Albareda (Fomento); Francisco de Paula Pavía y Pavía (Marine) ; Fernando León y Castillo (Outre-mer).

Le gouvernement que Sagasta forma et présenta au roi le 8 février était composé de membres des trois secteurs qui avaient formé le parti libéral-fusionniste l'année précédente : les constitutionnalistes, les « centralistes » d'Alonso Martínez et le secteur issu du parti conservateur dirigé par le général Martínez Campos — l'autre membre éminent de ce dernier groupe, José Posada Herrera, ancien unionista, présiderait le Congrès des députés —,. Les constitutionnalistes constituaient l'aile gauche du parti et défendaient le principe de souveraineté nationale, les centralistes et les campistas constituaient sa droite et défendaient le principe doctrinaire de la « souveraineté partagée »,. « Les rivalités et difficultés entre toutes ces familles [politiques] se manifestèrent immédiatement lorsqu'il s'agit de se répartir les postes administratifs et les mandats politiques aux élections municipales et législatives »,.

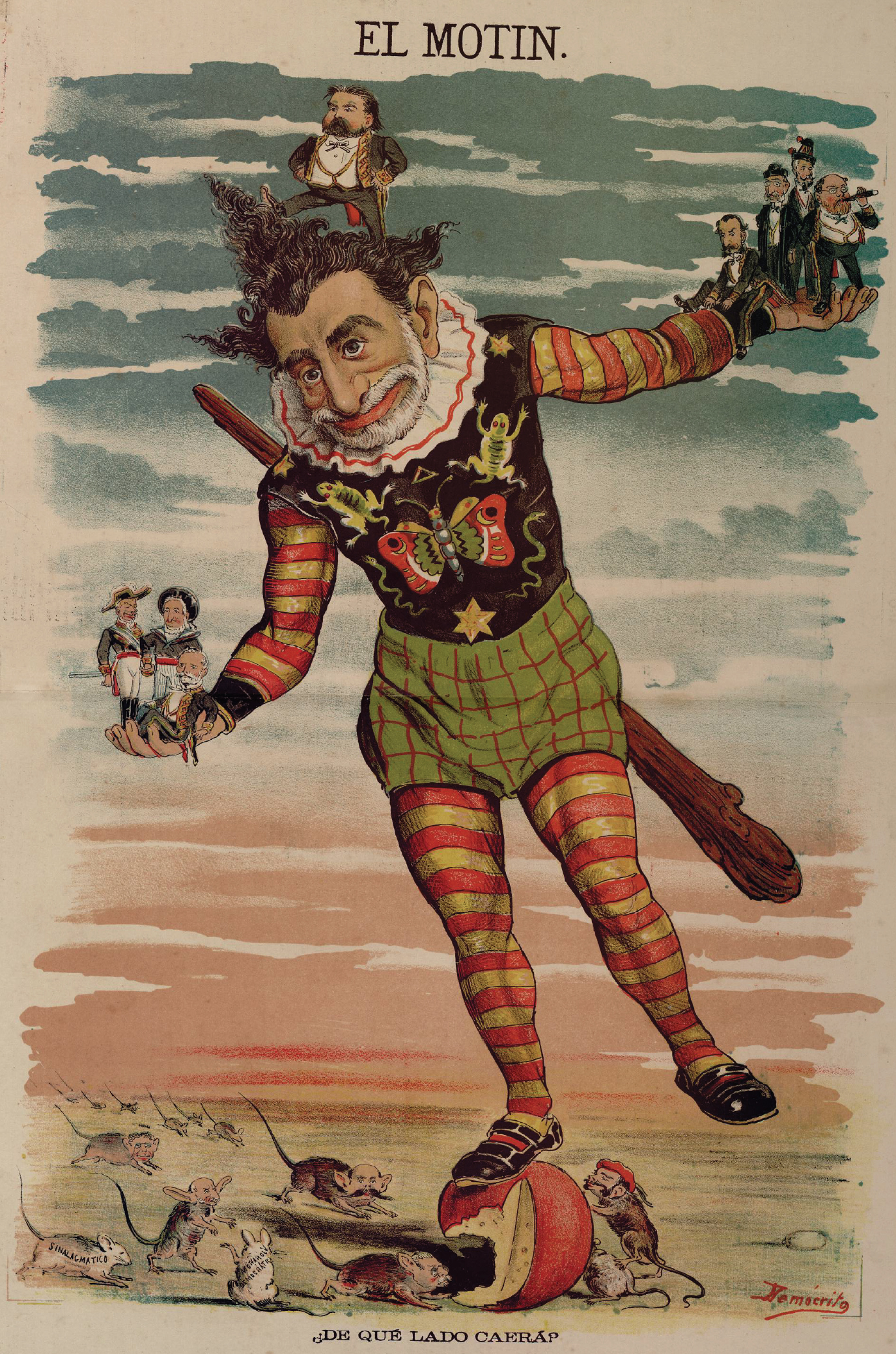
Caricature de El Motín (21 août 1881) intitulée « ¿De qué lado caerá? » (De quel côté tombera-t-il ?) montrant Sagasta jouant d’équilibre entre les factions droitière et gauchiste de son gouvernement, tandis que les souris (conservateurs, carlistes, démocrates, républicains) rongent le fromage sur lequel il se tient pour le faire tomber.

Sagasta dut maintenir l’équilibre entre toutes ces factions,, en tenant de plus en compte que les libéraux, comme les conservateurs et comme tout « parti de notables » de cette époque, étaient organisés « en réseaux clientélistes denses qui se ramifiaient depuis Madrid dans toute la péninsule et dont la fidélité dépendait, plus que de grands programmes idéologiques ou d'amitiés personnelles, de leur capacité à accorder toutes sortes de faveurs à leurs coreligionnaires qui supposaient l'utilisation discrétionnaire, arbitraire et, par conséquent, frauduleuse des mécanismes administratifs ». Sagasta était conscient du fait que « son pouvoir dépendait de sa capacité à en préserver l’unité », car c’était la condition qu’avait posée le roi pour lui confier le pouvoir, comme la presse conservatrice n'avait de cesse de le rappeler.
Les premières décisions du gouvernement révélèrent une nouvelle sensibilité vis-à-vis des libertés publiques,, en récupérant « une partie considérable des principes de [18]68 » et en corrigeant les aspects fondamentalement réactionnaires qui avaient jusqu’alors caractérisé le régime de la Restauration. Ainsi, l'autorisation de manifestations et de banquets à l'occasion de l'anniversaire de la proclamation de la République, le 11 février 1873, fut suivie d'un décret royal qui, après l’annonce par le gouvernement de la présentation d’une nouvelle « loi sur l'imprimerie », mettait fin à la suspension qui affectait plusieurs périodiques, retirait les plaintes devant les tribunaux spéciaux et le rejet des affaires en cours devant les tribunaux ordinaires. Une circulaire du ministre de la Grâce et de la Justice Manuel Alonso Martínez leva la censure préalable sur les sujets politiques. Cette circulaire fut suivie d'une autre du ministre de Fomento José Luis Albareda abrogeant le décret Orovio de 1875, ce qui signifiait que les professeurs licenciés — Emilio Castelar, Eugenio Montero Ríos, Segismundo Moret, Nicolás Salmerón, Gumersindo de Azcárate et Francisco Giner de los Ríos, entre autres — purent reprendre leurs fonctions,,.
Les mesures légales favorables au libertés d'expression, de réunion et d'association prises par le gouvernement libéral facilita l’organisation de mobilisations publiques en réaction à certaines mesures fiscales ou des situations de crise sociale (comme en Andalousie). « La propagande républicaine, libérale-laïciste et, en général, des groupes politiques et idéologiques opposés au système, trouv[èr]ent plus de possibilités de se rencontrer et de s'exprimer ». Selon Miguel Martínez Cuadrado, « cela permit un resurgissement très fécond de la vie politique et de l'opinion publique ».

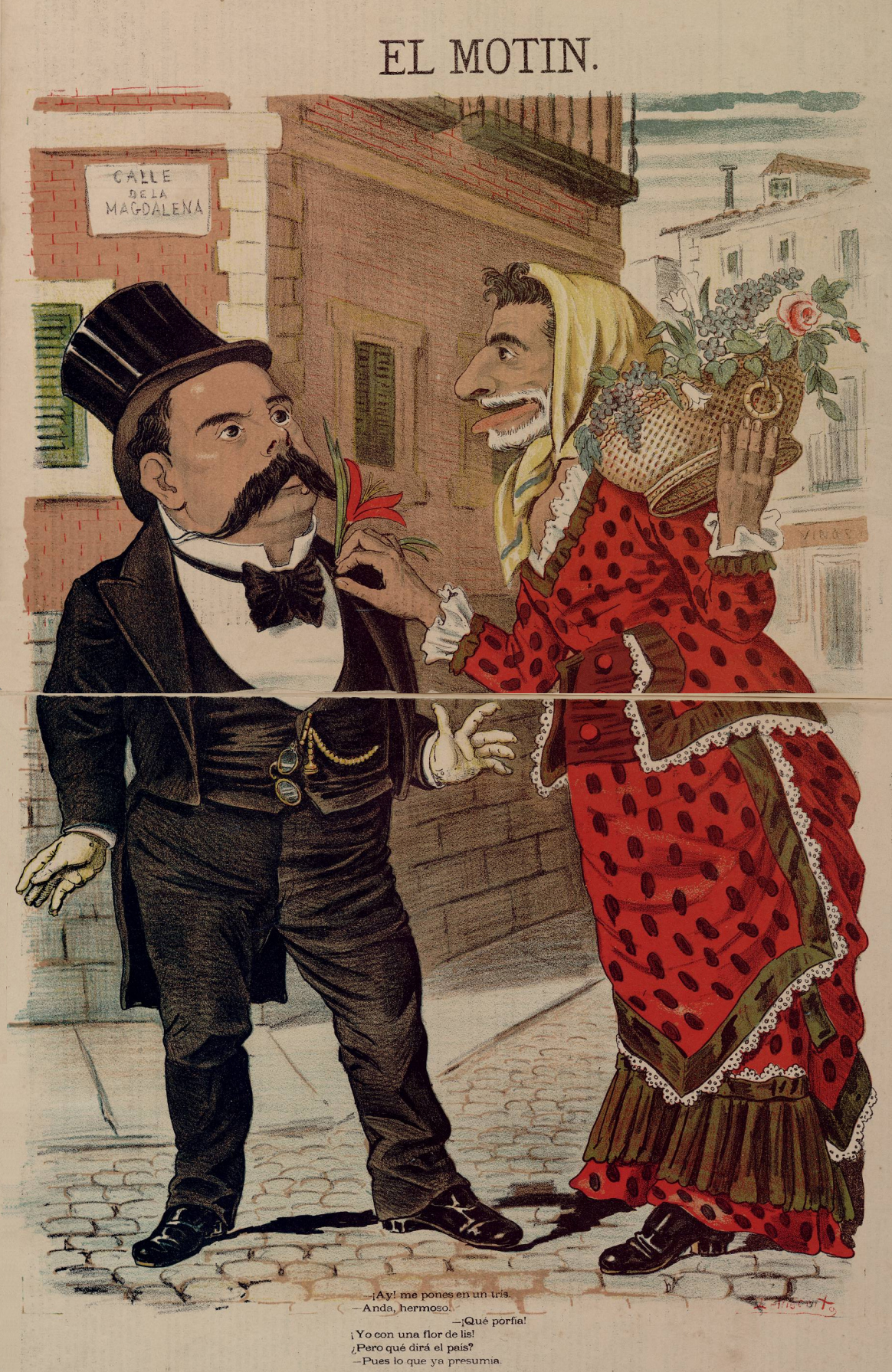
Caricature de El Motín publiée le 4 septembre 1881 intitulée « ¡Ay, me pones en un tris! ». On y voit Sagasta déguisé en fleuriste ambulant mettant une fleur de lys à la boutonnière de la veste du républicain Emilio Castelar républicain, symbole de la Bourbons.

Le républicain possibiliste Emilio Castelar dressa un bilan très positif du nouveau gouvernement dans une lettre publique adressée à un journaliste français, :

« Nous sommes entrés dans une nouvelle période politique. Cánovas avait rendu d’importants services en terminant la guerre civile en Espagne et à Cuba, mais n’avait pas su couronner l'ordre atteint par le sacrifice de tous. La nation, malgré ses malheurs historiques, aime les principes libéraux. Et je dois vous dire que monsieur Sagasta les applique avec sincérité et avec la volonté de ne pas s’effrayer des désagréments qu'ils apportent. Il a laissé la loi sur l’imprimerie [de 1879] au Musée Archéologique des lois inutiles ; il a ouvert l'université à toutes les idées et à toutes les écoles ; il a laissé une large droit de réunion […], et est entré dans une période de libertés pratiques et tangibles, si bien qu'on ne peut rien envier aux peuples les plus libéraux de la terre. »

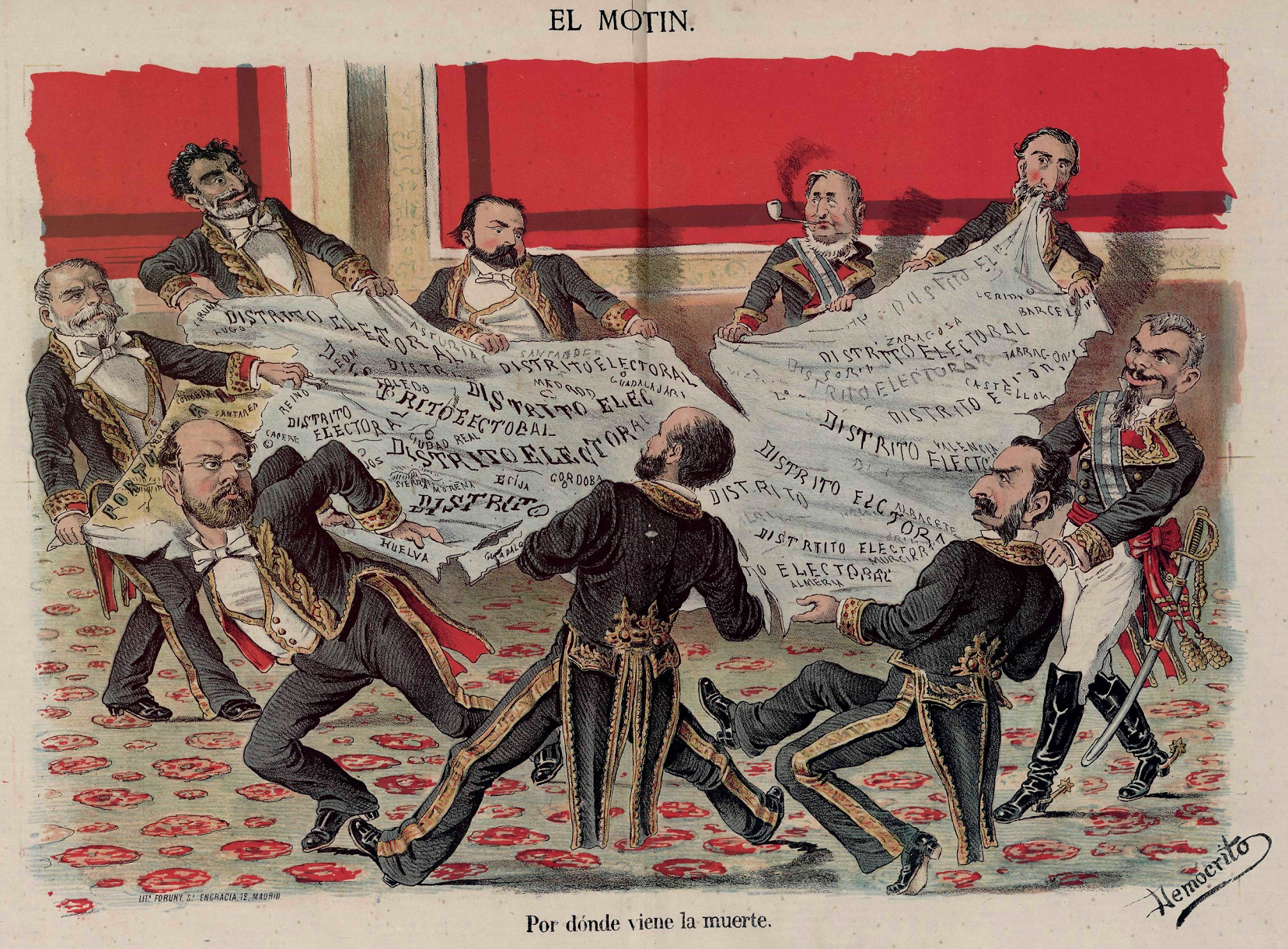
Caricature de El Motín intitulée « Por dónde viene la muerte » (D’où vient la mort. Elle représente la dispute parmi les membres du gouvernement de Sagasta au sujet de la répartition des districts électoraux. Après Sagasta (en haut à gauche) et dans le sens horaire : Venancio González, Francisco de Paula Pavía y Pavía, Manuel Alonso Martínez, Arsenio Martínez Campos, el marqués de la Vega de Armijo, José Luis Albareda, Fernando León y Castillo et Juan Francisco Camacho.

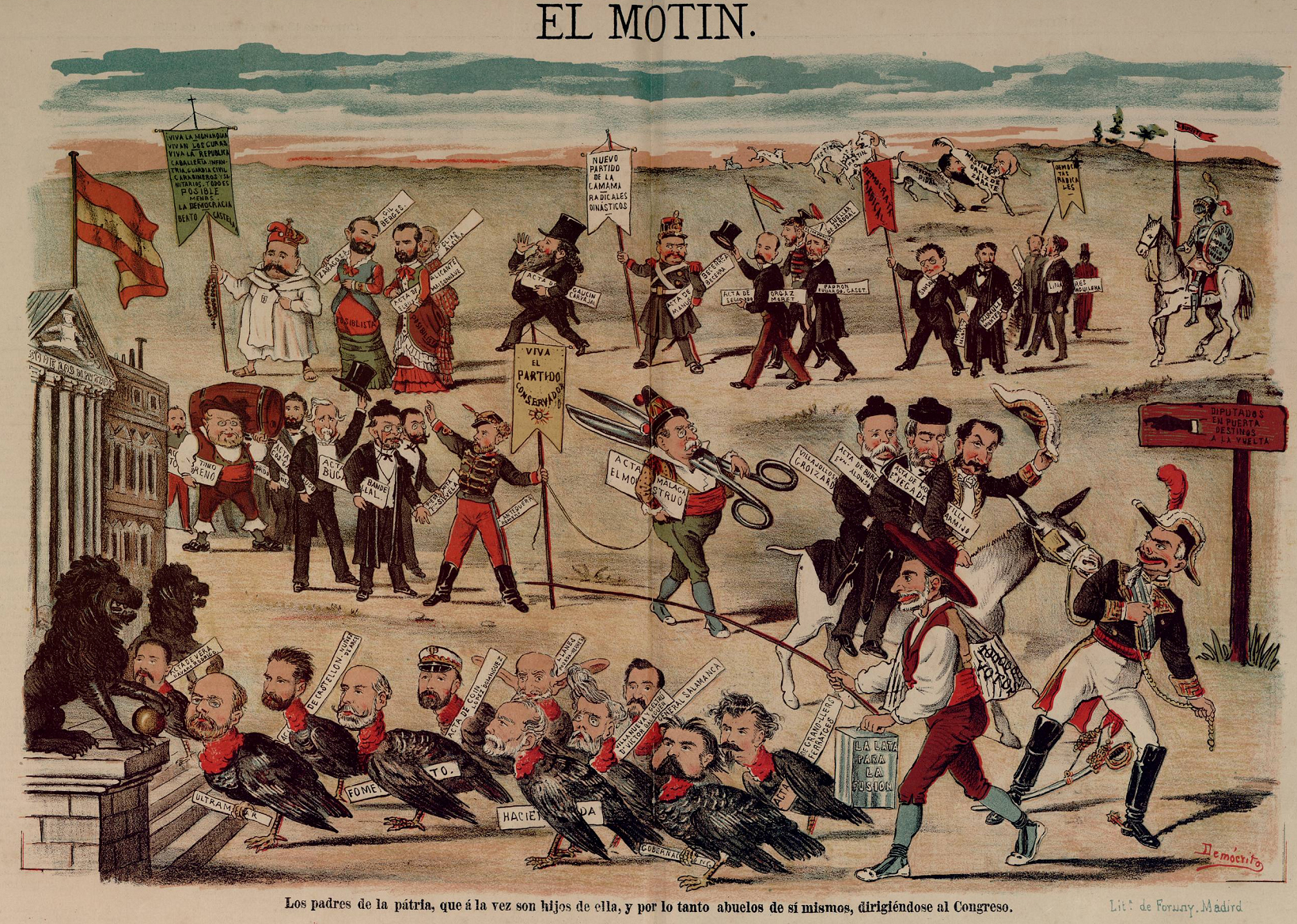
Caricature de El Motín intitulée « Los padres de la patria, que a la vez son hijos de ella, y por lo tanto abuelos de sí mismos, dirigiéndose al Congreso » (Les pères de la patrie, qui à leur tour son sa fille, et par conséquents leurs propres grand-pères, s'adressant au Congrès). Au premier plan, Sagasta conduisant ses dindons, suivi par le général Martínez Campos menant les membres de sa faction montés sur un âne. Derrière les conservateurs avec Cánovas à leur tête, suivi par le républicain possibiliste Castelar et les radicaux, parmi eux Segismundo Moret.

Le gouvernement convoqua des élections générales qui supposèrent une victoire écrasante pour le Parti libéral-fusionniste grâce aux « manœuvres » du ministre de l'Intérieur Venancio González y Fernández. Dans les candidatures libérales, Sagasta favorisa les « centralistes » et les anciens conservateurs au détriment des constitutionnalistes — qui dans certains cas furent contraints de se retirer — afin de renforcer l’unité du parti. Cette ligne plus droitière se manifesta également dans le programme de gouvernement que Sagasta présenta devant les nouvelles Cortès, avec la volonté de démontrer, selon ses propres mots, « que les partis libéraux peuvent gouverner l'Espagne sans troubles, sans peur et sans perturbations ». « Si les partis libéraux vont lentement, ils dureront aussi longtemps que les partis conservateurs. C'est ce à quoi j'aspire », ajouta-t-il,.
En ce qui concerne l’œuvre du gouvernement libéral, une distinction est généralement faite entre les mesures politiques et les mesures économiques. Parmi les premières on distingue la loi organique provinciale qui instaura un corps électoral proche du suffrage universel — en revanche, il ne fut pas question des projets de loi sur l'administration locale, le droit d'association, la juridiction contentieuse-administrative et l’instauration de jurys dans les débats aux Cortès —. Sur le plan économique, les plus remarquables sont le traité commercial avec la France en février 1882, qui visait à ouvrir le marché français aux vins espagnols en échange de concessions tarifaires douanières pour les produits industriels français, qui fut contesté par les secteurs protectionnistes, notamment en Catalogne, et la réforme des finances, portée par le ministre Juan Francisco Camacho de Alcorta — qui comprenait une loi sur la conversion de la dette publique, qui s’avéra une réussite en permettant d'alléger le fardeau de celle-ci dans le budget de l’État et de regagner du crédit sur les marchés internationaux —, bien que les changements dans le domaine fiscal fussent minimes (les consumos, taxe sur les produits de première nécessité qui frappait lourdement les classes populaires, resta la plus importante après les frais de douane),.
Dans le domaine judiciaire, la plus grande réalisation du gouvernement a été l'approbation de la loi sur la procédure criminelle de 1882 et l'institutionnalisation du procès oral et public, à l'initiative du ministre de la Grâce et de la Justice Alonso Martínez, bien qu'il ne pût mener à terme le nouveau projet de Code civil à cause de problèmes surgis avec le Vatican en raison du statut juridique du mariage canonique et de la difficulté de concilier les régimes foraux avec le droit civil catalan. Dans le domaine de l'éducation, le ministre des Fomento Albareda, après l'abrogation du décret Orovio, entreprit de consolider l'enseignement primaire public, sans pour autant parvenir à contenir le rôle croissant des écoles dirigées par les ordres religieux. En 1882, influencé par l'Institution libre d'enseignement (ILE), il créa le Musée pédagogique, sous la direction de l'un de ce membres — de plus l’institutionnaliste Juan Francisco Riaño occupa la Direction générale de l'éducation, et Albareda lui-même assista à la pose de la première pierre du bâtiment de l'ILE —. La préoccupation autour de l'éducation populaire l'amena à promouvoir les bibliothèques populaires et les Écoles des Arts et Métiers. Au sujet des dernières, Albareda déclara : « Ce type d'école des arts et métiers, qui sont nocturnes et gratuites, n'est généralement fréquenté que par des travailleurs, qui trouvent en eux des raisons de s'éclairer en même temps que d'améliorer leur position sociale ».

### Deuxième étape (janvier-octobre 1883)

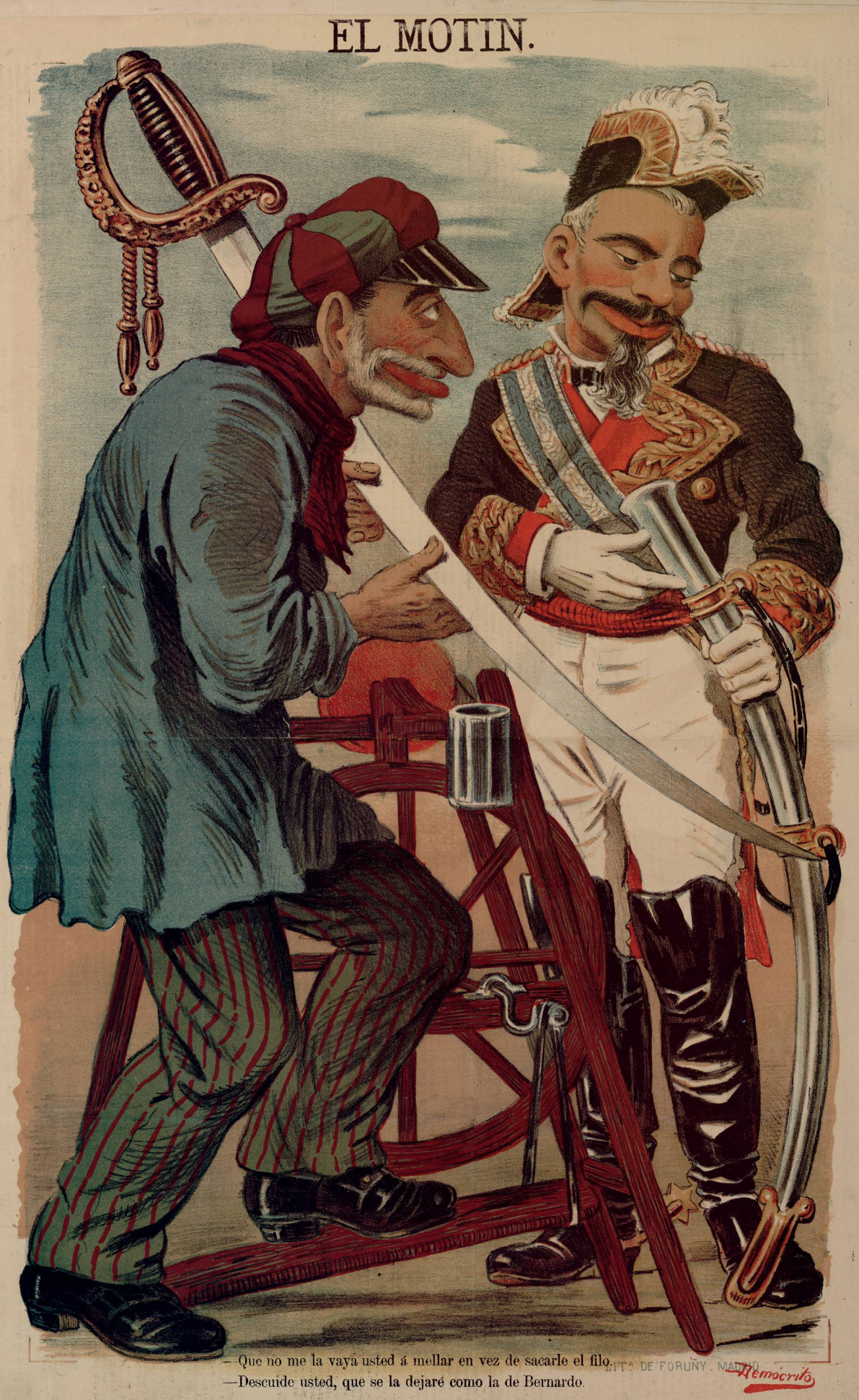
Caricature de El Motín représentant Sagasta (à gauche, habillé en rémouleur) et Martínez Campos (à droite, avec son uniforme de général). La légende dit : « —Que no me la vaya usted a mellar en vez de sacarle filo.
—Descuide usted, que se la dejaré como la de Bernardo » (— Ne l’émoussez pas au lieu de l’aiguiser.
—Ne vous inquiétez pas, je le laisserai comme celui de Bernardo).

En janvier 1883, Sagasta procéda à un remaniement de son gouvernement « qui subissait déjà trop de pressions des différentes familles politiques qui avaient composé le parti fusionniste », parmi lesquelles le groupe le nombreux et important de l'aile droite dirigé par Carlos Navarro Rodrigo (ses partisans étaient connus sous le nom de « tercios navarros », « régiments navarrais »), qui aspirait à remplacer Sagasta. Celui-ci profita de la confrontation qui eut lieu au sein du cabinet entre le ministre des Finances Juan Camacho et le ministre des Travaux publics (Fomento) José Luis Albareda à l'occasion du projet du premier de mettre les domaines publics de l’État en vente pour augmenter les revenus du Trésor public, ce à quoi ce dernier s'opposait parce que cela entravait diverses initiatives pour améliorer l'agriculture, qui relevait alors du ministère des Travaux publics. Camacho et Albareda quittèrent tous deux le gouvernement et furent remplacés respectivement par Justo Pelayo de la Cuesta Núñez et par Germán Gamazo. La nomination de ce dernier, un membre des « régiments navarrais », consitua un premier pas pour que Navarra Rodrigo finisse par accepter le leadership de Sagasta sur le parti.
Selon José Varela Ortega, le changement de gouvernement fut la réponse de Sagasta à l'offensive du nouveau parti Izquierda Dinástica (« Gauche dynastique »), fondé quelques mois plus tôt, dont l'objectif était « d'accélérer la décomposition de la majorité, de démanteler la coalition au pouvoir et, finalement, d’abattre avec le gouvernement Sagasta ». Feliciano Montero, en d'accord avec Varela Ortega, estime également que le changement de gouvernement était dû à la pression de la Gauche dynastique, c'est pourquoi Sagasta se débarrasséa des hommes les plus importants de l'aile droite du parti, en particulier Manuel Alonso Martínez, remplacé à la tête du ministère de la Grâce et de la Justice par Vicente Romero Girón — homme politique de la gauche dynastique que Sagasta avait attiré dans ses rangs —.. Selon José Ramón Milán García : « le remaniement du cabinet effectué en janvier 1883 […] doit être compris comme une tentative désespérée de Sagasta de sauver sa direction contestée en désactivant la menace qui avait surgi sur sa gauche ». Cependant, Milán García souligne que Sagasta n’atteignit pas pleinement son objectif en raison de la résistance des « campistas » et des « centralistas » à abandonner le gouvernement, raison pour laquelle il dut finalement inclure plusieurs ministres « de droite » dans la cabinet, « une solution temporaire et insatisfaisante pour tout le monde », ce qui expliquerait pourquoi le nouveau gouvernement ne dura que dix mois. En effet, le général Martínez Campos refusa d'être destitué du ministère de la Guerre et exigea également que Vega de Armijo reste ministre d'État — il serait remplacé par le marquis de Sardoal, un autre homme politique qui, comme Romero Girón venait de la gauche dynastique — et Sagasta n'eut d'autre choix que de faire des compromis.
Un des principaux succès du nouveau gouvernement fut l'approbation de la loi sur la police de l'imprimerie du 26 juillet 1883, également connue sous le nom de Loi Gullón, du nom du ministre de l'Intérieur,  Pío Gullón Iglesias, qui en l’a défendue. Il s’agit une loi qui resterait longtemps en vigueur. Sa principale nouveauté était qu'elle affranchissait la presse de toute législation spéciale et la plaçait sous juridiction commune, tout en mettant défintivement fin à la censure préalable. De cette manière, la loi restrictive sur la presse de 1879 approuvée sous le premier gouvernement de Cánovas fut dépassée, en mettant fin au contrôle et à l'intervention du gouvernement sur la presse. Une autre nouveauté de la loi était qu'elle donnait des garanties aux entreprises journalistiques en rendant le directeur juridiquement responsable du journal et non plus le propriétaire, ce qui favorisa le fait qu'à de nombreuses reprises le directeur fut un homme de paille qui, en cas de plainte contre un contenu publié, était celui qui devait y faire face devant les tribunaux et aller en prison s'il était condamné,

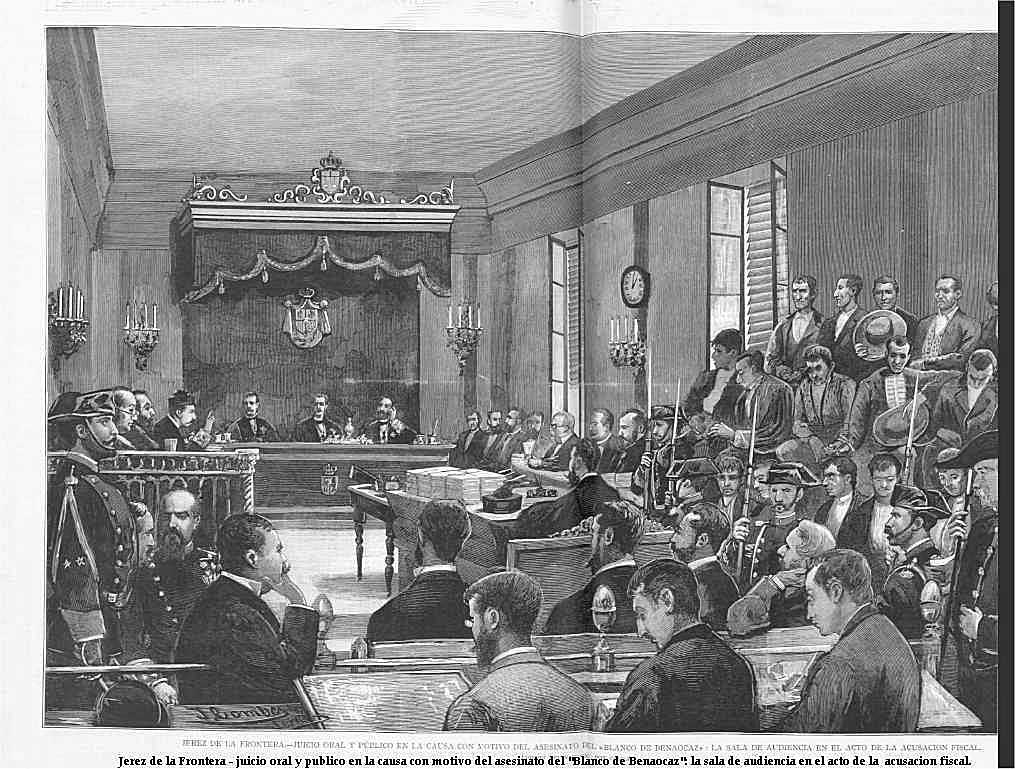
Procès contre les membres supposés de La Mano Negra à Jerez de la Frontera (La Ilustración Española y Americana, 30 juin 1883).

Le nouveau gouvernement dut faire face à trois situations critiques qui finalement, surtout les deux dernières, provoqueraient sa chute. Le premier eut lieu en mai-juin à l'occasion du procès de La Mano Negra tenu à Jerez de la Frontera. C'était une prétendue organisation anarchiste secrète que l’on avait prétendu relier à la Fédération des travailleurs de la région espagnole (FTRE) fondée en septembre 1881, profitant du climat de liberté que le nouveau gouvernement libéral de Sagasta avait apporté et qui, à la fin de 1882, comptait déjà 60 000 membres, la plupart en Andalousie et en Catalogne. La Mano Negra était née dans un contexte de forte tension sociale en Andalousie accentuée par la crise de subsistance qui débuta à l'été 1882 et servit de prétexte à la répression aveugle du mouvement anarchiste, malgré le fait que la FTRE assura n'avoir rien à voir avec elle. Le tribunal prononça huit condamnations à mort et sept condamnations aux travaux forcés.

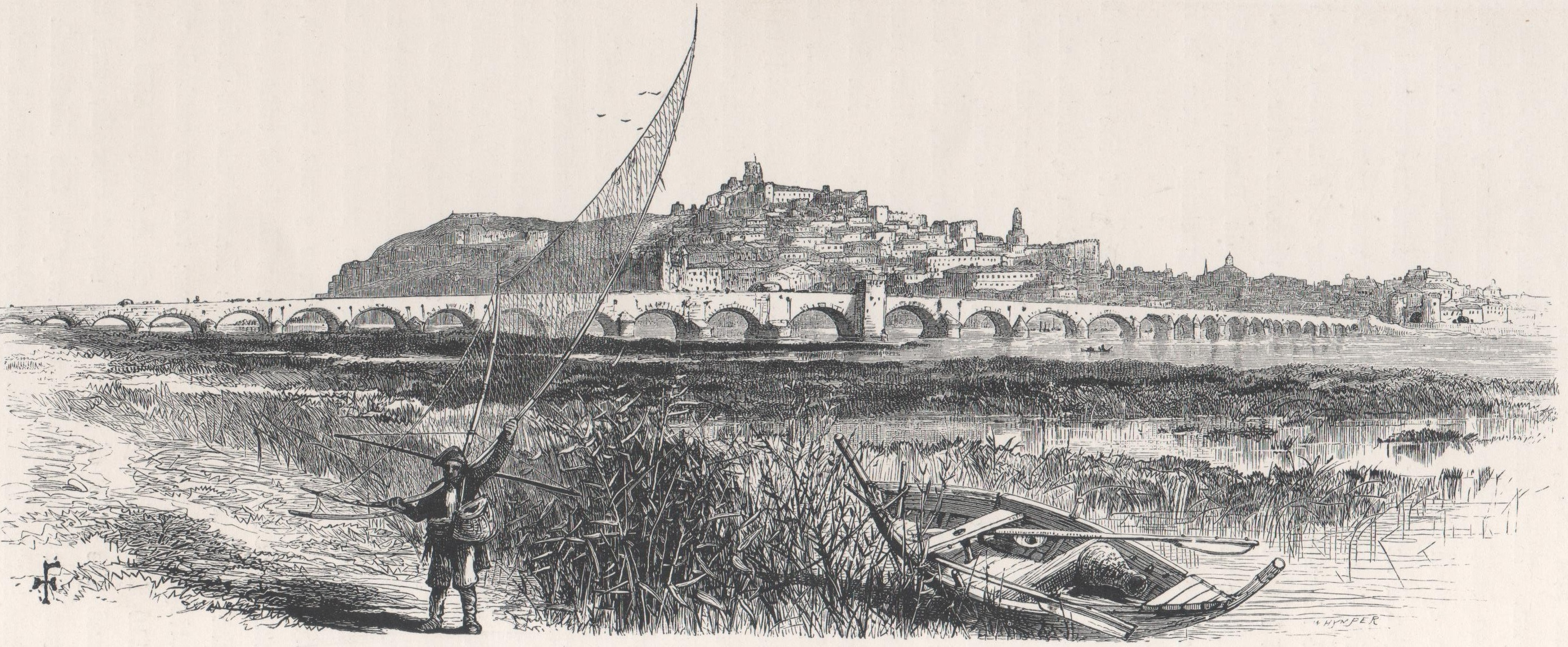
Pont de Badajoz sur le Guadiana (1883).

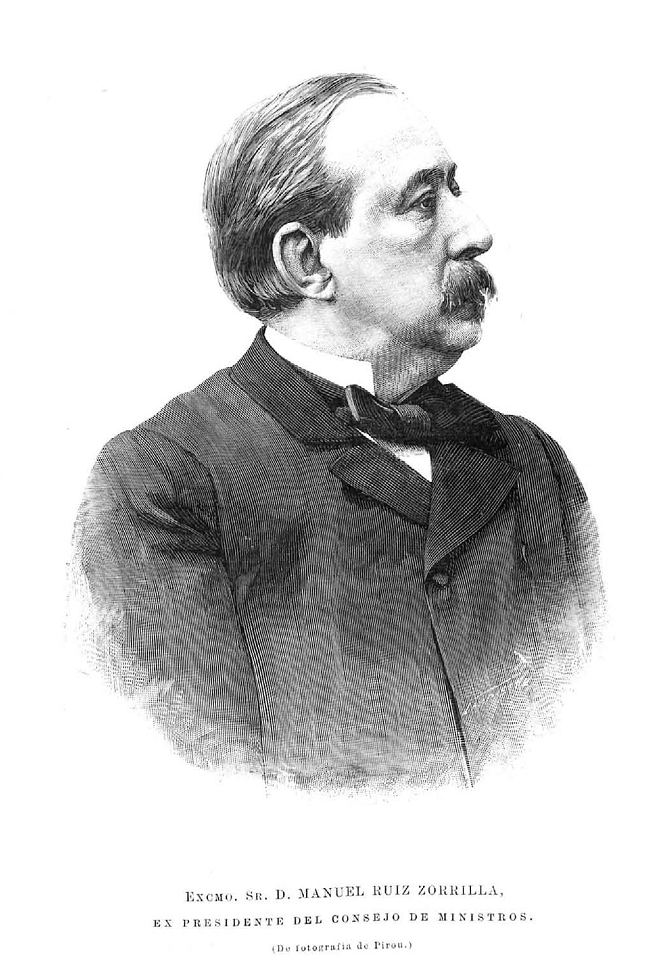
Le leader républicain exilé Manuel Ruiz Zorrilla. Depuis Paris il fut l’instigateur du pronunciamiento d'août 1883 à travers l’Association républicaine militaire, promue et financée par lui.

La crise suivante se produisit début août. Le 5, il y eut un soulèvement républicain à Badajoz suivi d'un autre le 8 à Santo Domingo de la Calzada et d'un troisième le 10 à La Seu d'Urgell. Ils faisaient partie d'un mouvement militaire plus large qui n'aboutit pas et avait été organisé par l'Association militaire républicaine (ARM), une organisation militaire clandestine promue et financée depuis Paris par le chef républicain en exil Manuel Ruiz Zorrilla  — elle avait été fondée le 1er janvier 1883 et comptait plus d'un millier de soldats affiliés, dont plusieurs généraux, et dans les mois suivants avait obtenu le soutien de vingt-deux garnisons, dont six dans les capitales de régions militaires —. Les soldats de Badajoz engagés dans la conspiration — deux régiments et une compagnie, totalisant 900 hommes — ne reçurent pas à temps la nouvelle que le soulèvement prévu pour le 5 août avait été reporté et au petit matin de ce jour, proclamèrent la République. Ils formèrent une junte révolutionnaire, enfermèrent les autorités civiles et militaires qui ne les soutenaient pas et télégraphièrent au gouvernement que d'autres allaient les rejoindre, ce qui ne se produisit pas. Lorsqu'ils réalisèrent qu'ils étaient seuls et que le gouvernement envoyait des troupes pour réprimer la rébellion, ils s’enfuirent au Portugal. Toujours dans l’attente d'un mouvement général, un lieutenant souleva un régiment de cavalerie le 8 à Santo Domingo de la Calzada (Logroño), mais il commença à subir des désertions alors qu'il se dirigeait vers Soria et un soldat finit par lui tirer dessus. Deux jours plus tard, le 10 août, trois officiers échouèrent dans leur tentative de s'emparer de La Seu d'Urgell et s'enfuirent en France. Aucun des trois soulèvements n'avait trouvé le moindre soutien populaire et Ruiz Zorrilla, en raison de la pression exercée par le gouvernement espagnol sur son homologue français, fut contraint de quitter Paris et s’installer à Londres,.
Selon l’historien José Varela Ortega, le pronunciamiento républicain d’août 1883 échoua car la conspiration manqua de la contribution de généraux prestigieux : le grade des suiveurs de Ruiz Zorrilla, « ne dépassait pas, en général, celui de lieutenant-colonel ». De plus « la gestion des troupes que Zorrilla avait accumulées avec tant d'efforts fut un désastre […]. Ils lancèrent le mouvement au mauvais moment, dans l'isolement, et alors qu'il était entendu qu'il fallait le reporter ». Selon Carlos Dardé également, « l'échec des soulèvements républicains tint plus à leurs propres défauts qu'à la résistance extérieure. Les forces engagées n’étaient pas suffisantes, il n'y avait pas de coordination entre elles, et leur action fut reçue avec le vide le plus absolu par la société ». Lors d'une réception donnée par le roi au palais de La Granja quelques jours plus tard, Alphonse XII exprima son « dégoût et sa honte » et son inquiétude : « que penseront les armées étrangères d'une armée où ces choses se produisent ? » De retour à Madrid, il fut acclamé par le peuple. À l'ambassadeur britannique, il avoua tristement que « s'il avait au moins pu faire fusiller une dizaine de généraux, ç’aurait été autre chose ». Pour sa part, le républicain fédéral Francisco Pi y Margall affirma que la tentative militaire ratée avait dilapidé « l’héritage de la révolution, qui n'était pas petit. La cause de la République n'aurait plus jamais eu autant d'éléments ». Comme l'a souligné Varela Ortega, « les républicains se trouvèrent plus mutilés qu'auparavant ».

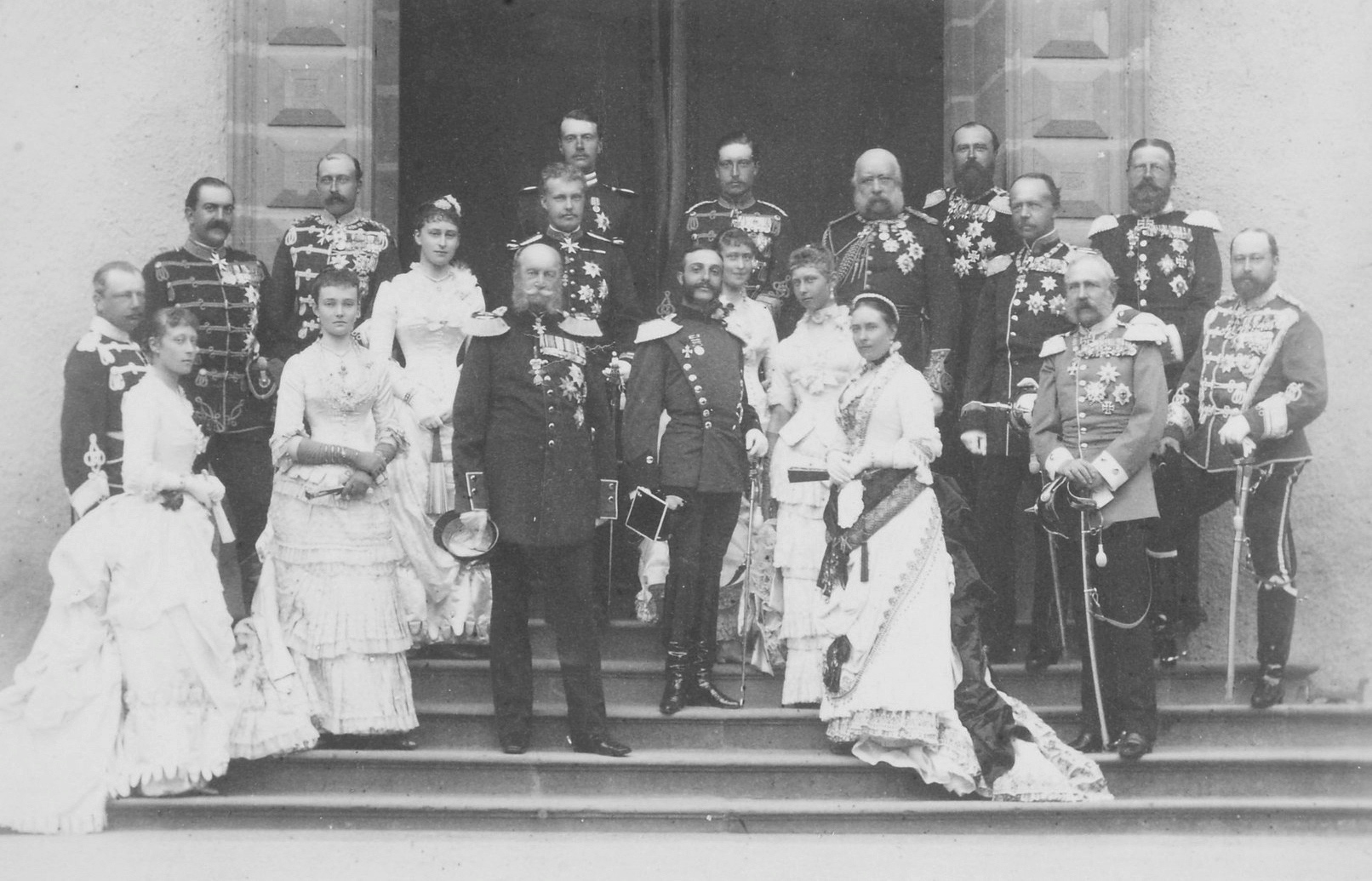
Réunion des rois et des princes héritiers européens au château de Hombuurg invités par le kaiser Guillaume Ier. Au centre, le roi Alphonse XII portant l'uniforme de colonel du régiment d’uhlans destiné à l’Alsace (prise par l'Allemagne à la France après sa victoire dans la guerre franco-prussienne de 1870) à qui Guillaume Ier (à sa droite) avait confié le commandement honoraire, ce qui souleva des protestations de la France.

La troisième (et définitive) crise survint en septembre 1883 au motif du voyage controversé du roi Alphonse XII dans l'Empire austro-hongrois, où il fut reçu par l'empereur François-José, et l'Empire allemand, en réponse à la reconnaissance de l’hégémonie de ce dernier en Europe — déjà pendant la période de gouvernement de Cánovas, un accord hispano-allemand avait été signé le 31 décembre 1877 —, et à une certaine prise de distance par rapport à la France et à le Royaume-Uni, avec lesquels divers différends persistaient (Maroc, avec les Français ; la délimitation des eaux territoriales de Gibraltar, avec les Britanniques). Le voyage provoqua un grave conflit diplomatique avec la France, ennemie de l'Empire allemand après sa défaite dans la guerre franco-prussienne de 1870. La raison en fut la participation du roi — avec d'autres souverains européens et princes héritiers —, à des manœuvres militaires, vêtu de l'uniforme d'un colonel d'un régiment d’uhlans, à qui le Kaiser Guillaume Ier avait confié le commandement honoraire, et qui était destiné à l’Alsace (prise par l'Allemagne à la France après sa victoire dans la guerre franco-prussienne). De plus, lors du banquet tenu à Hombourg à la fin des manœuvres, qui avaient duré cinq jours — du 21 au 25 septembre —, Alphonse XII porta un toast très enthousiaste dans lequel il dit « dans un allemand parfait » : « Bien que je sois le plus jeune des souverains réunis ici, je représente la plus ancienne monarchie et en ce sens j'ose me lever pour porter un toast au glorieux empereur d'Allemagne, tant aimé de son peuple, et à l'admirable Armée allemande »,.

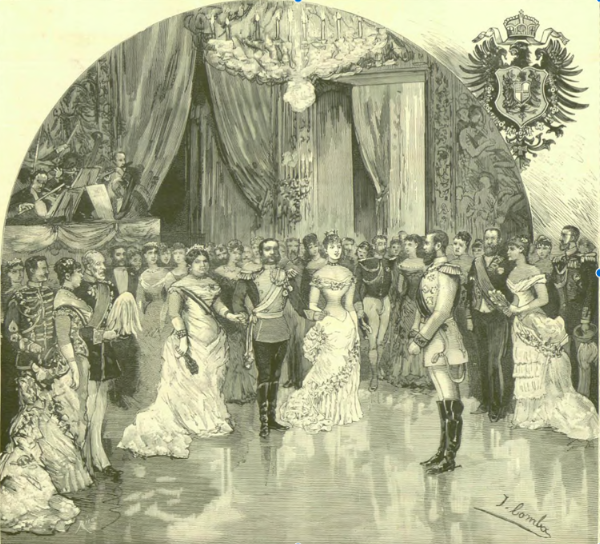
Bal officiel en l'honneur du prince héritier de l'Empire allemand Frédéric-Guillaume lors de son séjour à Madrid (décembre 1883-janvier 1884). Au cours de ceui-ci, l'accord secret avec l'Allemagne que le roi Alphonse XII avait conclu lors de sa visite dans ce pays sans l'autorisation et à l’insu du gouvernement fut formalisé verbalement, ce qui constitue la seule exception importante de respect par le monarque de la Constitution.

De plus, le roi offrit également le soutien de l'Espagne à l'Allemagne dans une future guerre, ce qui outrepassait ses pouvoirs constitutionnels puisqu'il s'agissait d'une initiative personnelle non soutenue par le gouvernement. Lors d'une conversation privée avec le Kaiser il proposa même de déployer l'armée espagnole dans les Pyrénées pour dissuader la France d'une éventuelle attaque contre l'Allemagne. Dans une autre conversation privée, cette fois avec Hatzfeld, ancien ambassadeur d'Allemagne à Madrid et l’un de ses amis, il montra sa disposition à « s'engager personnellement avec Sa Majesté Guillaume Ier pour soutenir l'armée allemande en cas de guerre avec la France ». Sa parole serait la garantie du pacte « quelle que soit la couleur du parti qui serait au pouvoir à un moment donné ». Le pacte fut formalisé verbalement en janvier 1884 à l'occasion du séjour à Madrid du prince héritier allemand Frédéric-Guillaume. Celui-ci établissait que dans le cas où la France déclarerait la guerre à l'Espagne, l'Allemagne apporterait une aide active selon les circonstances. Si, au contraire, l'Allemagne était attaquée par la France, l'Espagne accepterait une alliance. Le roi Alphonse est prêt à occuper, dans ce cas, avec son armée la frontière pour obliger la France à établir, dès le début de la guerre, un corps d'observation dans les Pyrénées, affaiblissant ainsi le nombre de forces qui attaqueront l'Allemagne,. Selon Carlos Seco Serrano, c’est Cánovas, « désireux de chercher des sécurités extérieures pour la situation espagnole », qui se trouvait derrière l'initiative du roi. Carlos Dardé souligne toutefois que « le monarque agit clairement en marge de la Constitution », surtout en concluant avec l'empereur et le gouvernement allemand « une alliance personnelle et secrète », bien qu’il apporte une nuance : « cette initiative personnelle du monarque, dont il n’informa même pas son ministre d’État présent en Allemagne ni, à Madrid, Sagasta, Posada Herrera ou Cánovas, constitue l’unique importante exception au respect du monarque pour la Constitution ».

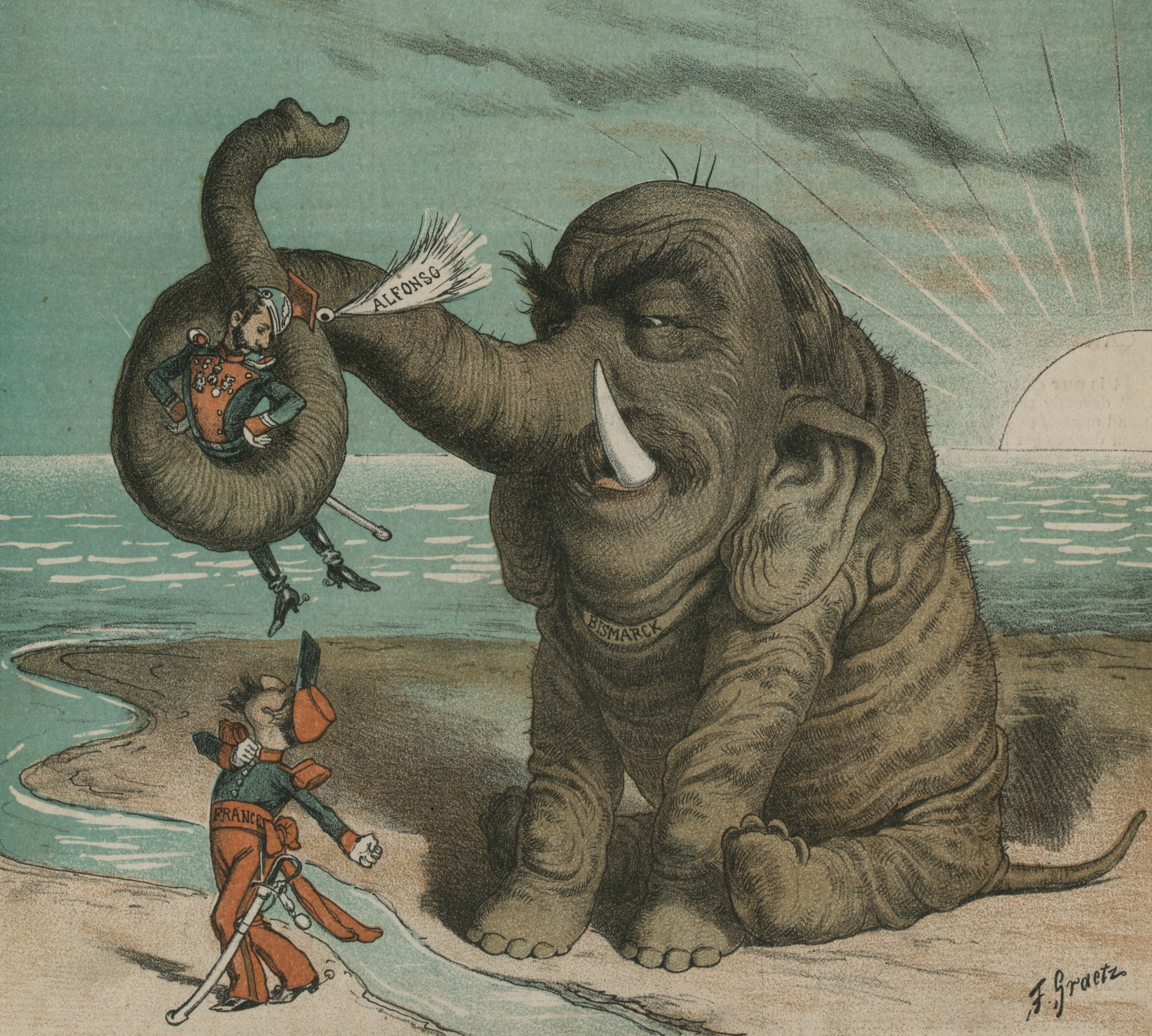
Caricature publiée en une de la revue satirique des États-Unis Puck le 28 novembre 1883 intitulée Bismarck’s boost (Bismarck est représenté avec une énorme trompe), dont la légende dit : Le roi uhlan : "Je suis plus grand que toi, maintenant". Le roi uhlan est Alphonse XII qui apparaît portant l’uniforme de colonel du régiment d’uhlans destiné à l’Alsace et qui depuis la trompe de l’éléphant dit en fanfaronnant à un soldat français : Je suis plus grand que toi, maintenant.

Lorsqu'Alphonse XII arriva à Paris dans l'après-midi du 29 septembre, suivant l'itinéraire prévu du voyage — après avoir quitté l'Allemagne, il s'était rendu à Bruxelles où il avait été reçu par le roi Léopold II de Belgique —, il se trouva avec une presse, non seulement envers lui mais aussi envers l'Espagne, et avec une grande manifestation populaire de rejet devant la gare du Nord où il avait été froidement reçu par le président de la République Jules Grévy. « Il y eut une clameur effrayante, composée de cris, de sifflets et de rugissements tonitruants », commenta plus tard l'un des accompagnants du roi. Les voitures de la comitive royale eurent beaucoup de mal à avancer à travers la foule qui au milieu des insultes criait « A bas l'uhlan ! Vive la République ! ». Un tronc de chou heurta la vitre de la voiture où voyageait Alphonse XII, accompagné du président du gouvernement français Jules Ferry. Les protestations et agitations se poursuivirent devant l'ambassade d'Espagne où séjourna le roi. Les excuses du Président de la République Grévy, qui se rendit personnellement à l'ambassade d'Espagne, permirent au roi de participer au banquet officiel offert en son honneur au palais de l'Elysée et de ne pas écourter son séjour.
Le roi rentra à Madrid le 3 octobre et fut reçu par une foule qui lui manifesta son soutien et le rejet de la France,. Le ministre d’État, le marquis de la Vega de Armijo, en vint à proposer la rupture des relations diplomatiques avec la République française, mais ni Sagasta ni les autres membres du gouvernement ne l'approuvèrent. D’autre part, les bénéfices diplomatiques du voyage furent maigres car l'Espagne ne fut pas invitée à intégrer la Triple Alliance qui avait été formée l’année précédente sur proposition du chancelier allemand Otto von Bismarck, dont faisaient partie l’empire allemand, l’empire Autro-Hongrois et le royaume d'Italie,. Le marquis de la Vega de Armijo affirma aux Cortès que l’objet du voyage n’avait pas été de « faire des alliances qui nous mettent en danger plus tard, peut-être pra réprésailles, notre indépendance ».
Le soulèvement républicain d’août et la crise diplomatique avec la France de septembre affaiblirent le gouvernement, spécialement les deux principaux ministres impliqués, Arsenio Martínez Campos à la Guerre et le marquis de la Vega de Armijo à l’État, ce dont tirèrent profit le parti conservateur et Izquierda Dinástica pour pousser Sagasta à la démission,,. Dans des déclarations au journal français Le Figaro, publiées à la mi-septembre, Cánovas accusa le gouvernement de négligence pour ce qui était survenu à Badajoz et dénonça que l’on laissât la presse républicaine ouvrir des souscriptions en soutien des militaires insurgés. De plus, la presse conservatrice utilisa l’épisode de La Mano Negra comme une preuve de la supposée incapacité du gouvernement pour assurer l’ordre public.
Sagasta tenta de former un nouveau gouvernement plus à gauche en profitant du départ de celui-ci de Martínez Campos et de Vega de Armijo, les deux ministres les plus à droite de son cabinet, et essaya, comme en janvier, de s’attirer certains membres importants d’Izquierda Dinástica. Toutefois, il ne réussit pas cette fois et dut accepter l’offre que lui fit Cristino Martos de former un gouvernement de « conciliation » libérale (avec une moitié de ministres fusionnistes et une autre de membres de la gauche dynastique) présidé par José Posada Herrera, Sagasta passant à la présidence du Congrès des députés. José Varela Ortega explique ainsi le compromis de Sagasta avec Izquierda Dinástica : « Sagasta se vit acculé, et ne se sentit pas assez fort pour contrer l'attaque de la gauche unie dans les Chambres […]. S'il se retranchait au gouvernement, il courait le risque de voir les oppositions demander, et le Roi accorder, la décret de dissolution à Posada Herrera, ou à tout autre chef libéral, comme seul moyen de mettre fin aux divisions entre les libéraux. C'est-à-dire que le leadership était en jeu. Sagasta décida un retrait stratégique. Étant donné qu’ils ne voulaient pas le laisser démontrer que l'unité avec lui était possible, il démontrerait que sans lui c'était impossible ».

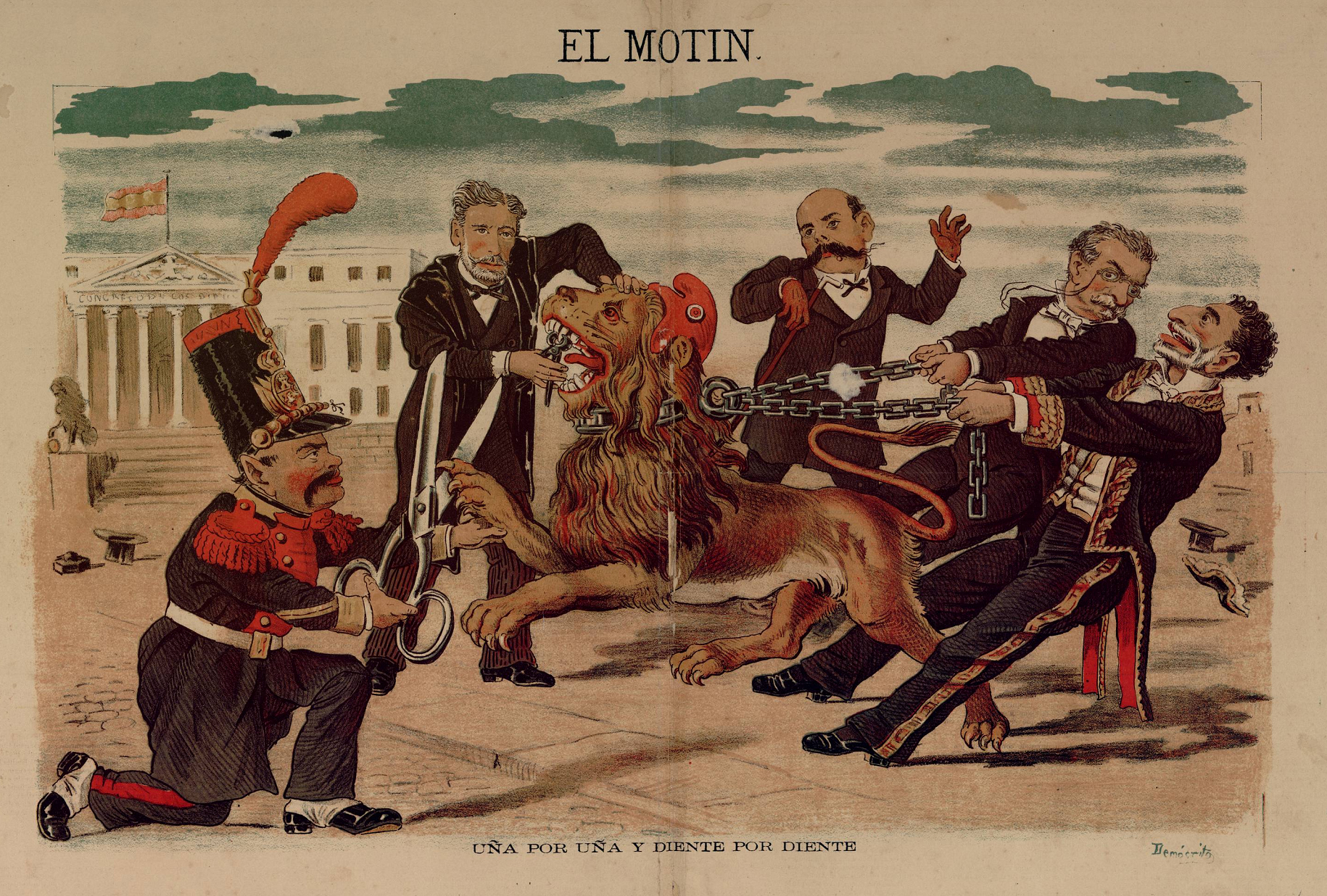
Caricature de El Motín (16 octobre 1881) intitulée « Uña por uña y diente por diente » (Œil pour œil et dent pour dent). Elle montre Cánovas et Sagasta en train de retenir avec des chaînes le lion représentant la République, tandis qu’un civil (peut-être Eugenio Montero Ríos) lui arrache les dents et qu’un militaire (peut-être le général Manuel Becerra y Bermúdez) lui coupe les griffes. Un autre (peut-être Segismundo Moret) collabore en tentant de dompter le fauve. Au fond, la façade du bâtiment du Congrès des députés.

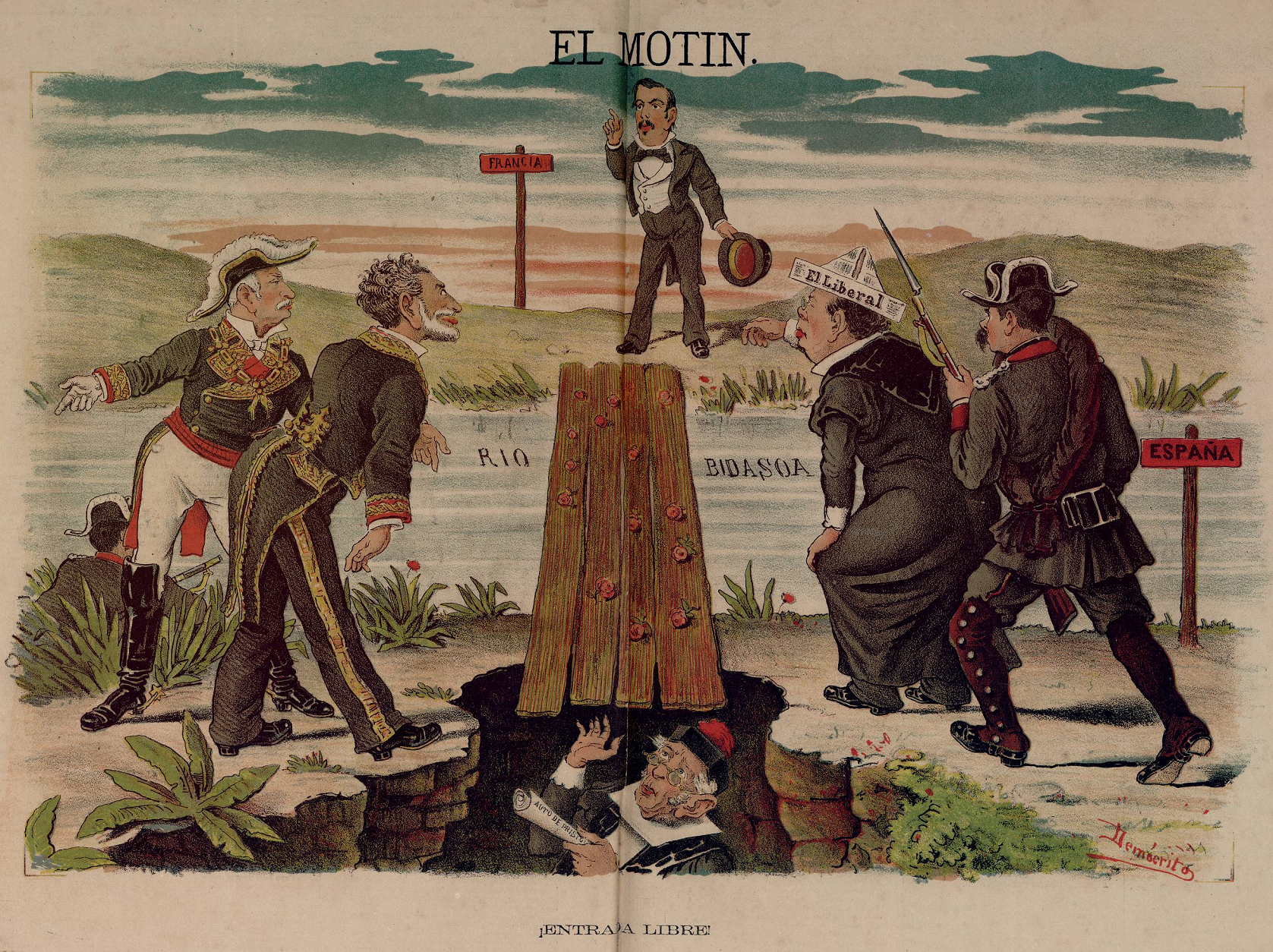
Caricature de El Motín publiée le 5 juin 1881 intitulée « Entrée libre ». Elle représente le leader républicain exilé Manuel Ruiz Zorrilla invité par Sagasta et par le général Serrano à revenir librement en Espagne, bien que ce soit la prison qui l'attende en réalité.

Le nouveau parti libéral Izquierda Dinástica (ID) avait été fondé à l'été 1882, à la suite de l'union de la plus grande partie du Parti démocrate-radical républicain, dirigé par Segismundo Moret, qui dès l'arrivée au pouvoir des libéraux avait quitté les rangs républicains et fondé le Parti monarchique-démocrate, Eugenio Montero Ríos et Cristino Martos — le leader historique du parti Manuel Ruiz Zorrilla, exilé à Paris, avait fondé le Parti républicain progressiste et continué à défendre le pronunciamiento comme seul moyen d'accéder au pouvoir et non la lutte légale — avec les dissidents du Parti libéral-fusionniste mécontents de la politique « de droite » de Sagasta, parmi lesquels se trouvait le général José López Domínguez, neveu du général Serrano. À la tête de la Gauche dynastique se trouvaient deux vétérans politiques : le général Serrano, de 71 ans, et José Posada Herrera, de 68 ans,. ID aspirait à mettre Sagasta hors-jeu afin de constituer le « seul » Parti libéral, fidèle à « l'esprit de 69 », et destiné à alterner avec le Parti conservateur,,. Sagasta reçut l’offre de rejoindre le nouveau parti en abandonnant « les plus rétrogrades aux mains des conservateurs » et dans ce but une entrevue fut organisée entre lui et le général Serrano, mais Sagasta n'accepta pas de compromis. De son côté, le roi Alfonso XII promut la constitution de la Gauche dynastique dans le but de faire accepter sa monarchie aux groupes les plus radicaux. En revanche, il échoua dans sa tentative de rencontrer Ruiz Zorrilla pour essayer de le convaincre car celui-ci refusa, malgré le fait que le roi alla jusqu’à lui proposer de se rendre à l'étranger pour se rencontrer.

## Parenthèse gouvernementale d’Izquierda Dinástica(octobre 1883-janvier 1884)

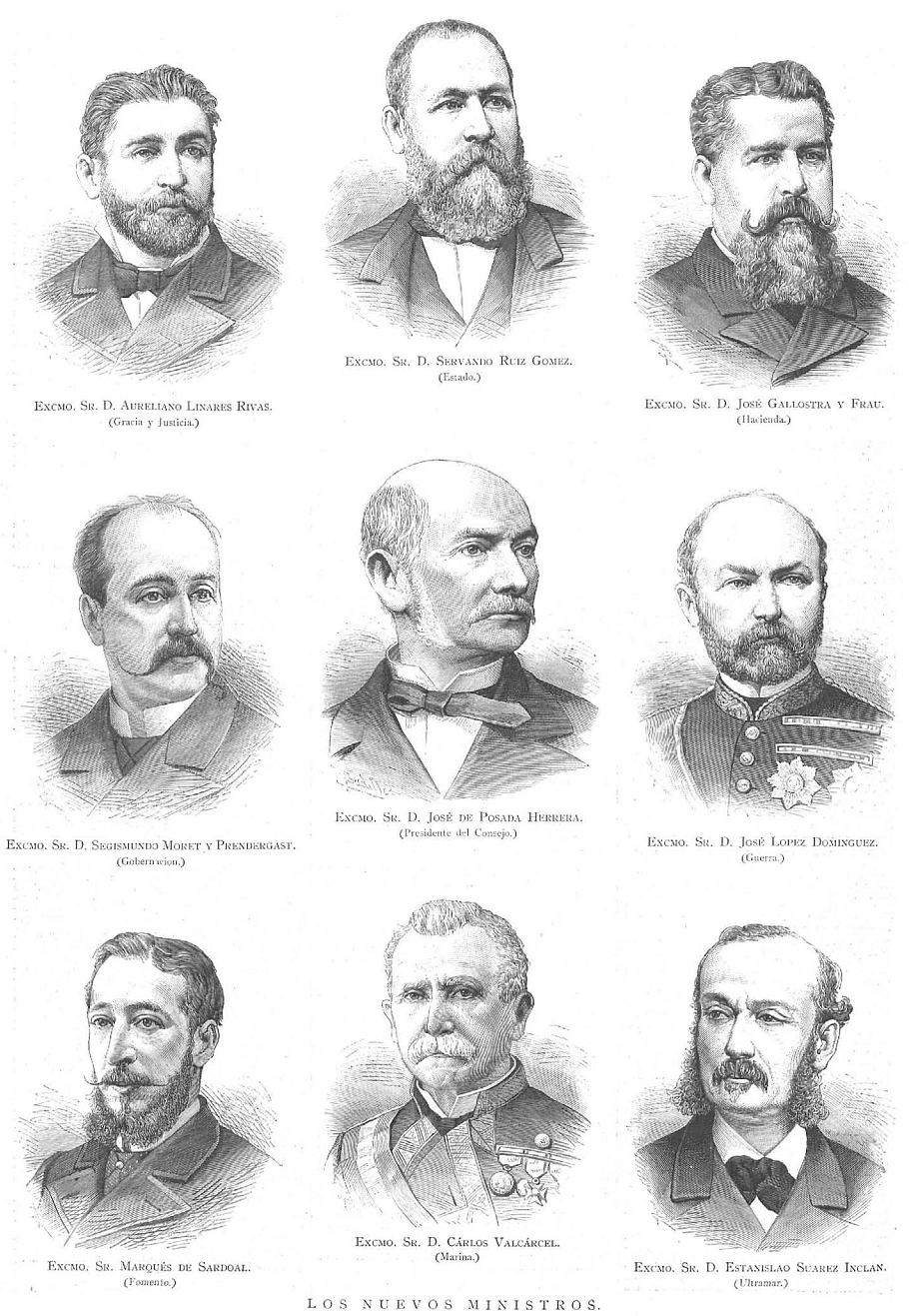
Gouvernement de José de Posada Herrera (au centre). À sa droite Segismundo Moret (ministre de Gobernación) et à sa droite le général José López Domínguez (Guerre).

Après la démission de Sagasta le 11 octobre, le roi, sans faire de consultation, proposa la présidence du gouvernement, comme l’avaient négocié les libéraux et la Gauche dynastique (Izquierda Dinástica), à José de Posada Herrera, qui avait rejoint les izquierdistas quelques mois auparavant. Le cabinet qu’il forma, de « conciliation » libérale, fut composé à parts égales de libéraux et d’izquierdistas parmi lesquels se trouvaient les membres les plus prééminents du nouveau parti, avec Segismundo Moret au portefeuille de Gobernación (Intérieur), le marquis de Sardoal au Fomento (Travaux Publics) et Cristino Martos, agissant comme « une espèce de chef du gouvernement dans l’ombre »,. Le roi imposa le général José López Domínguez, également de la Gauche dynastique, au portefeuille de la Guerre. En accord avec les négociations préalables, Sagasta occupa la présidence du Congrès des députés, poste depuis lequel « il n’hésita pas à confondre ses rivaux [de la Gauche dynastique] avec de vagues promesses d’être prêt à assumer leur programme démocratique […] ». La présidence du Sénat échut au général Francisco Serrano .
Le gouvernement se proposa de mettre en place un programme politique réformiste très ambitieux, avec notamment la création de la Commission des réformes sociales (es), à l'initiative du ministre de l'Intérieur Segismundo Moret, première étape pour que l'État aborde la « question sociale », qui se faisait de plus en plus pressante en raison de l’essor du mouvement ouvrier (en 1881 la Fédération des travailleurs de la région espagnole anarchiste avait été fondée ; quelques années plus tard ce fut le tour de l'Union générale des travailleurs, liée au Parti socialiste ouvrier espagnol (PSOE), fondé en 1879). Le premier président de la Commission fut le leader conservateur Cánovas del Castillo, qui fut remplacé par Moret lui-même lorsque Cánovas prit en charge la présidence du gouvernement en janvier 1884,.
Une autre des réussites du gouvernement fut l'interdiction des châtiments corporels des « patrocinados » (les anciens esclaves cubains qui devaient continuer de travailler pour leurs maîtres pendant huit ans), remplacés par des réductions de leurs allocations, même si cela ouvrait la porte à tout type d'abus. Cependant, le gouvernement ne mit pas fin au « clientélisme » revendiqué par le Parti libéral autonomiste cubain, défenseur de l'abolition immédiate et totale de l'esclavage sur l'île, qui n’eut lieu qu'en octobre 1886 sous le « gouvernement long » de Sagasta, durant la Régence de Marie-Christine d'Autriche (moment où il ne restait qu'environ 25 000 « patrocinados »).
Cependant, le gouvernement ne put mener à bien la majorité de ses propositions — loi de régionalisation du pays (projet décentralisateur promu par Moret qui prévoyait de regrouper les 49 provinces définies en 1833 par Javier de Burgos en 15 régions administratives), loi générale d’Instruction publique, réforme du Code pénal et de la loi sur les poursuites criminelles, implantation d’un service militaire obligatoire, réforme fiscale — car, n’ayant pas obtenu du roi le décret de dissolution des Cortès qui lui aurait permis de « se confectionner » une majorité parlementaire, il était sous la dépendance de la bienveillance du parti de Sagasta, qui lui disposait de cette majorité. Sagasta lui-même définit la situation avec la phrase suivante : « ce qu’il y a ici c’est un gouvernement sans majorité et une majorité sans gouvernement ».
Le choc se produisit lorsque le Gouvernement, dans le discours de la Couronne prononcé en son nom, proposa la récupération du suffrage universel (masculin) et la réforme de la Constitution de 1876. Dans le débat de contestation qui eut lieu par la suite, Sagasta fit, « à la grande réjouissance de Cánovas »,, une défense enflammée du principe de souveraineté partagée entre le roi et les Cortès, pilier fondamental du système politique de la Restauration, qui avait définitivement abandonné celui de la souveraineté nationale, l’un des signes d’identité du libéralisme progressiste. Comme le souligne José Varela Ortega, c’est à ce moment que le Parti libéral devint canoviste et ainsi, comme le dit Feliciano Montero, « le régime politique se trouvait consolidé ». De plus, Sagasta souhaita démontrer à cette occasion que l’unité des libéraux était impossible sans lui. Sagasta dit ceci dans son intervention :,

« Nous n’abandonnons pour rien ni pour personne les principes fondamentaux de la Monarchie constitutionnelle. […] Nous nous tournons vers eux avec autant de foi que le parti conservateur [et] ce Parti doit observer, que si nous nous sommes opposés au suffrage universel et à la révision constitutionnelle, et si nous n’avons pas voulu accepter la conciliation [avec la Gauche dynastique] sur ces deux bases, cela n’a pas été seulement en défense de nos principes, mais aussi en défense des principes du Parti conservateur, en défense des principes qui nous sont communs aux libéraux et aux conservateurs, et qui ne peuvent l’être moins aux partis gouvernants des mêmes institutions. »

Le gouvernement perdit le vote d’une motion de deux députés libéraux qui proposaient le report de l’implantation du suffrage universel — 221 députés fusionnistes votèrent pour et 126 contre — et il dut démissionner. « Sagasta était rayonnant ». Alors le roi Alphonse XII appela le leader du Parti conservateur, Cánovas del Castillo, pour qu’il forme un gouvernement, « comme une punition pour la désunion des familles libérales »,. « Les libéraux apprirent la leçon : pour gouverner ils devaient s’unir ».

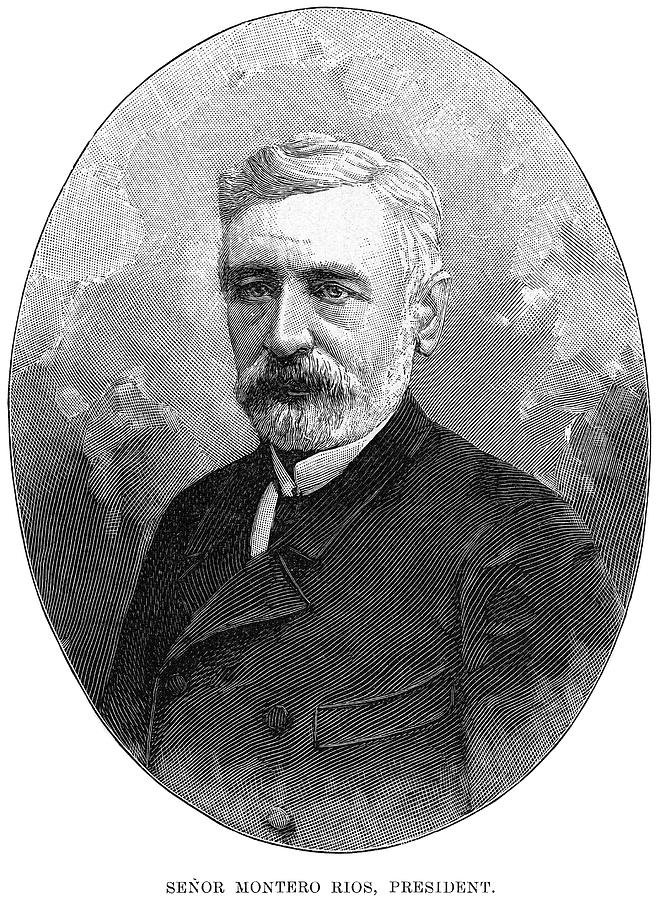
Eugenio Montero Ríos, rédacateur avec Manuel Alonso Martínez de la « ley de garantías » (loi sur les garanties), le nouveau programme du Parti libéral approuvé en 1885.

Les élections générales de 1884 furent cruciales, étant donné que les libéraux de Sagasta obtinrent plus de quarante députés et Izquierda Dinástica douze de moins. « Le désastre électoral précipita le dénouement. L’une après l’autre, les factions d’Izquierda s’inclinèrent devant le leadership de Sagasta ». En juin 1885, un an et demi après la fin de son très bref gouvernement — il avait duré 90 jours —, la plus grande partie de la Gauche dynastique intégra le Parti libéral de Sagasta, grâce à l’approbation d’une dénommée « ley de garantías » (« loi sur les garanties ») élaborée par Manuel Alonso Martínez et Eugenio Montero Ríos. Cette « loi » était le nouveau programme du Parti libéral, qui incluait la protection pour les droits et libertés reconnus dans la Constitution, l’extension du suffrage à toute la population masculine et l’adoption des jurys. D’un point de vue politique, le point le plus important de ce programme était la renonciation au principe de la souveraineté nationale, que les anciens « révolutionnaires de 1868 » avaient toujours défendu, et dans l'acceptation de la souveraineté partagée entre les Cortès et le roi, principe doctrinaire sur lequel reposait le régime politique de la Restauration. Une minorité de la Gauche dynastique menée par le général López Domínguez n’intégra pas le parti de Sagasta car les propositions de la « ley de garantías » ne furent pas incluses dans la Constitution,. Quoi qu’il en soit, « le Parti libéral uni se trouvait de nouveau en conditions d’exiger le pouvoir ».
Comme le note José Ramón Milán García, « les libéraux remplirent pour le roi la mission spéciale de démanteler peu à peu la menace révolutionnaire du républicanisme en attirant avec leurs réformes différentes fractions et partis de ce camp, en rendant impossible une coalition révolutionnaire d'une large portée. […] Cependant […] cet accommodement à une mécanique politique favorable à leurs besoins partisans eut pour effet pervers de diminuer peu à peu leur audace et leur volonté de réformer sincèrement un système fondé sur l'interprétation discriminatoire et frauduleuse des lois, ce qui contribua à un discrédit progressif de lui-même et simultanément de sa classe politique […] ».

## Second gouvernement de Cánovas (1884-1885)

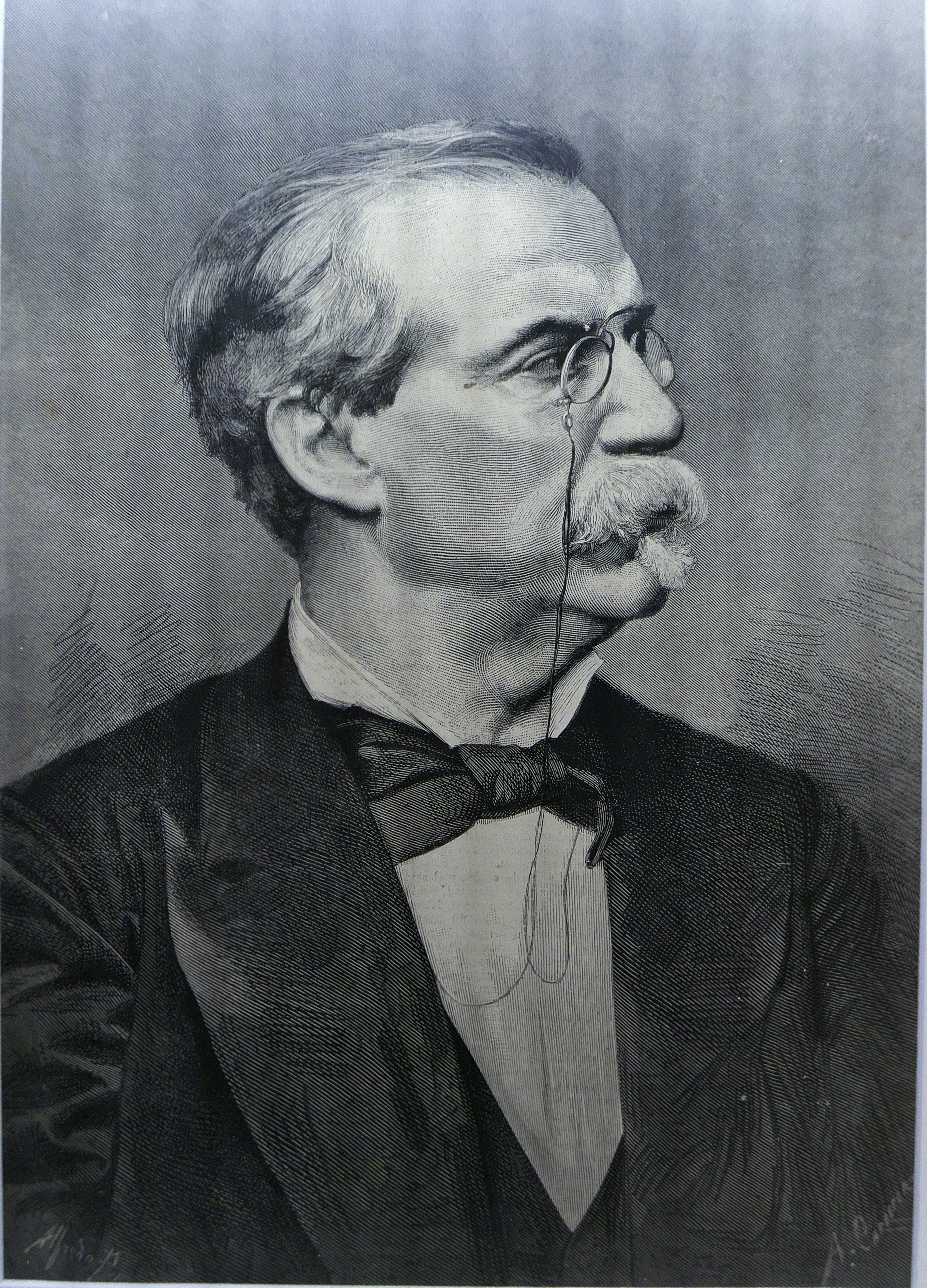
Antonio Cánovas del Castillo en 1884.

En janvier 1884, Cánovas del Castillo — qui ne put faire en sorte que la présidence soit confiée à Romero Robledo ou un autre dirigeant conservateur en raison de l'opposition de son parti et du monarque lui-même, ce qui lui aurait permis de se retirer temporairement de la politique — forma un gouvernement. Romero Robledo occupa à nouveau le portefeuille de l'Intérieur, tandis que son « ennemi » Francisco Silvela reprit le ministère de la Grâce et de la Justice.

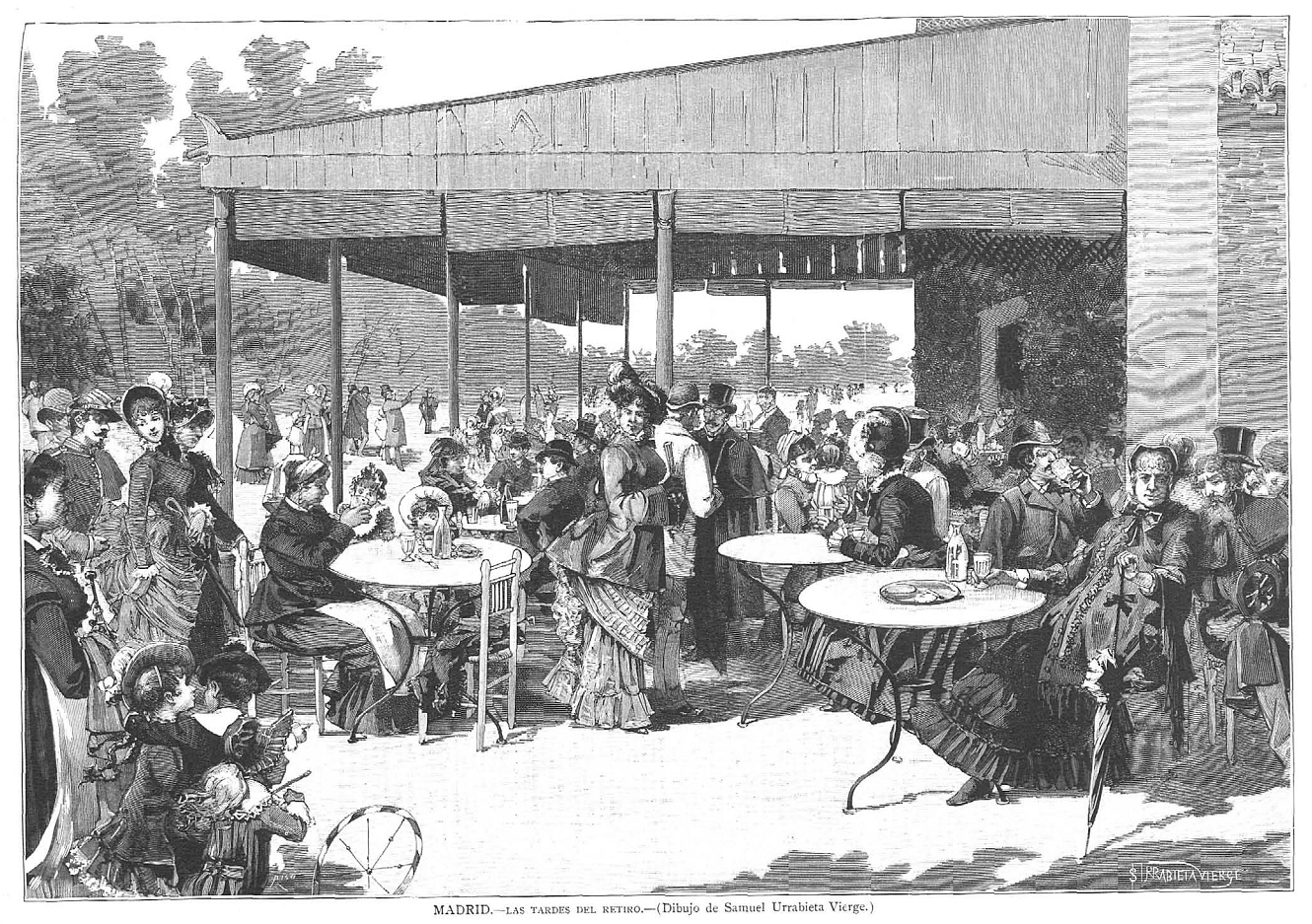
Scène du parc du Retiro de Madrid.

Cánovas dut immédiatement faire face à une affaire délicate qui affectait le monarque. Celui-ci avait une nouvelle amante, la chanteuse Adela Borghi, mais contrairement à la relative discrétion avec laquelle il menait sa relation avec une autre chanteuse d'opéra Elena Sanz, il s'exhibait avec elle en public en traversant le parc du Retiro. La reine Marie-Christine, qui s'était déjà sentie blessée lorsqu'elle avait appris que le roi avait eu deux enfants avec Elena Sanz, appela Cánovas au palais pour lui demander d'intervenir. Elle lui dit : « J'en ai assez d'être humiliée par le Roi ! Jusqu'à présent, j'ai enduré patiemment tous ses badinages, car bien qu'ils soient dans le domaine public, il faisait en sorte de rencontrer ses amantes dans des endroits isolés […]. Je comprends que [les courtisans] se réjouissent d'avoir un roi si « castizo », et qu'ils se plaisent à l'idée que la victime de tels événements soit une étrangère, « l'Autrichienne ! ». Cependant, aujourd'hui, la coupe est pleine : je viens d'apprendre qu'il y a deux jours, il a traversé le Retiro avec elle. Je vous donne une semaine pour qu'Adela Borghi quitte l'Espagne ». Cánovas s’exécuta immédiatement et vingt-quatre heures plus tard, Adela Borghi avait déjà été conduite à la frontière française .

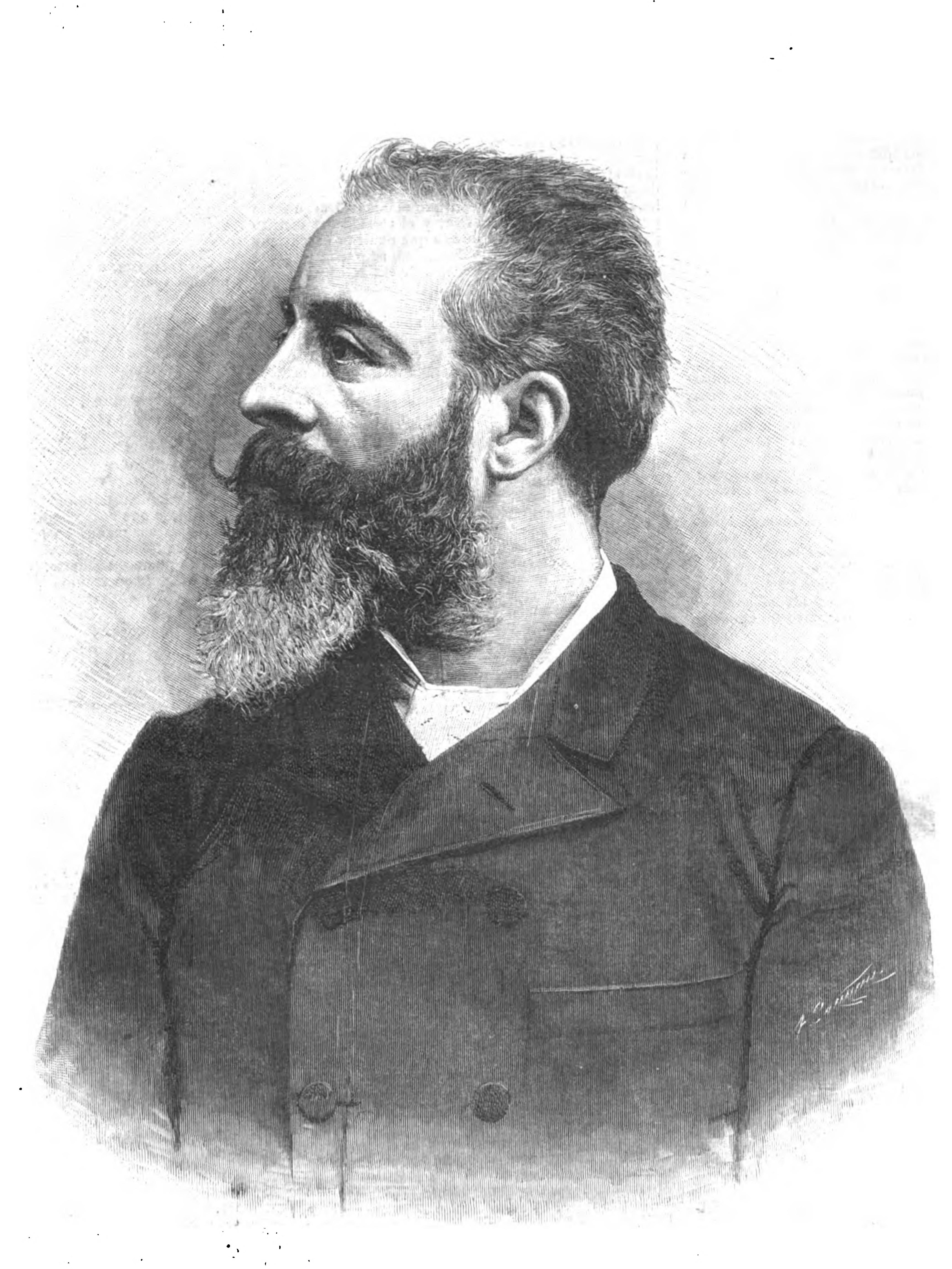
Le néo-catholique Alejandro Pidal y Mon, ministre des Travaux Publics. « Pour Cánovas cela signifiait l’élargissement sur la droite de la base du parti [conservateur] et l’intégration dans le régime d’une partie de l’électorat carliste ».

Le nouveau gouvernement formé par Cánovas présentait une importante nouveauté : la présence du néocatholique Alejandro Pidal y Mon au portefeuille de Fomento (Travaux Publics), vraisemblablement « par désir express du roi ». Pidal y Mon s’était distingué lors du débat autour de la Constitution de 1876 pour sa défense acharnée de l’unité catholique de l'Espagne, mais en 1880 il avait accepté la nouvelle situation légale et avait fait un appel retentissant aux « honnêtes masses » qui, en réaction aux « excès de la révolution, avaient formé le parti carliste » pour qu’elles s’unissent au camp conservateur. Afin d’atteindre cet objectif, Pidal y Mon avait fondé en 1881 le parti Union catholique (au palais archiépiscopal de Tolède), qui suivit la ligne du nouveau pape Léon XIII, plus possibiliste en rapport avec l’État libéral — le pape avait obtenu des néo-catholiques espagnols qu’ils se soumettent respectueusement aux pouvoirs constitués et qu’ils viennent grossir les rangs du parti le plus proche idéologiquement —. Pour sa part, la hiérarchie ecclésiastique espagnole se divisa entre les évêques qui continuèrent à condamner le libéralisme — « Le libéralisme est un péché » était le titre d’un opuscule du prêtre Félix Sardá y Salvany — et à appuyer le carlisme, et ceux qui acceptèrent la nouvelle orientation pontificale et suivirent les directrices du nonce apostolique récemment nommé en Espagne, Mariano Rampolla del Tindaro .
Parmi les libéraux et républicains, l'entrée de Pidal y Mon au gouvernement suscita une vive inquiétude car ils craignaient une application restrictive de l'article 11 de la Constitution,. En 1885 Pidal y Mon approuva un arrêté royal qui reconnaissait officiellement les enseignements dispensés par les écoles religieuses privées (qualifiées d’« assimilées » si elles remplissaient des conditions minimales), ce qui leur permit de bénéficier d’un essor extrêmement important, alors que l'État n’investissait toujours significativement dans l'éducation publique. De leur côté, les carlistes et intégristes d’El Siglo Futuro se montrèrent indignés : « Voilà ce qu’est l'Union Catholique ! Pidal, pour être ministre, s'est rendu devant le libéralisme canoviste ! ».
Carlos Dardé souligne que l'incorporation de Pidal y Mon au gouvernement signifia « la fin de l'identification entre catholiques et carlistes existante depuis 1868 » et, d'autre part, que dès lors le parti conservateur « comptait une liste importante de catholiques officiels dans ses rangs ». Feliciano Montero coïncide : « Pour Cánovas, cela signifiait l’élargissement sur la droite de la base du parti [conservateur] et l’intégration dans le régime d’une partie de l’électorat carliste ». Il ajoute encore : « Pour une partie des catholiques, il s'agissait de mettre en pratique la tactique possibiliste du moindre mal ».

Accident ferroviaire surnommé la catastrophe du pont d'Alcudia, dans lequel 53 personnes trouvèrent la mort (La Ilustración Española y Americana, 8 mai 1884).

Le 27 avril 1884 — ce même jour eut lieu un grave accident ferroviaire surnommé la « catastrophe du pont d'Alcudia (en) », dans lequel 53 personnes trouvèrent la mort — furent célébrées des élections générales, de nouveau au suffrage censitaire et qui, comme cela était prévisible, donnèrent une large majorité (de 318 députés) au Parti libéral-conservateur, grâce au travail manipulation électorale orchestré par le ministre de Gobernación (Intérieur) Romero Robledo. Le Parti républicain progressiste (en) de Manuel Ruiz Zorrilla, exilé à Londres, choisit de ne pas se présenter aux élections en prévision des manœuvres frauduleuses qui étaient la norme depuis les débuts du régime. En revanche, les républicains possibilistes d’Emilio Castelar se présentèrent et furent « récompensés » de cinq sièges. La politique électorale arbitraire de Romero Robledo favorable aux conservateurs fut telle qu’elle obligea Cánovas à intervenir et finirent par provoquer le départ de celui-là du gouvernement l'année suivante. La fraude électorale avait encouragé l’union des libéraux — déjà rejoints par les factions de la Gauche dynastique menées par Moret et Montero Ríos — et des républicains, qui avaient présenté des candidatures communes aux municipales de mai 1885, où le gouvernement avait été battu à Madrid et dans 27 autres grandes villes,. Sagasta avait qualifié les Cortès issues des élections d'avril 1884 de « déshonorées avant d’être nées ». La cause immédiate de la démission forcée de Romero Robledo fut son action controversée face à l’épidémie de choléra de l'été 1885.
L'alliance des conservateurs avec les catholiques scellée par l'entrée au gouvernement de Pidal y Mon ne se fit pas sans tension. À l'été 1884, certaines de ses déclarations parlementaires sur le Royaume d'Italie, non reconnu par le Saint-Siège, et qui furent exploitées par les libéraux, causèrent un grave incident diplomatique difficile à résoudre, car un démenti devant le gouvernement italien provoquerait une grande indignation au Vatican et la mobilisation des catholiques contre le gouvernement. Quelques mois plus tard, le 1er octobre, un nouvel incident eut lieu à l'occasion du discours inaugural de l'année académique 1984-1985 à l'université centrale de Madrid prononcé par le professeur franc-maçon et républicain Miguel Morayta en présence du ministre Pidal y Mon qui présida l'acte. Le discours de Morayta traitait de l'Égypte ancienne mais il y questionnait la fiabilité historique de la Bible et fit une défense passionnée de la liberté académique. Pidal y Mon répondit dans le discours de clôture de l'acte que la liberté académique devrait être exercée « dans les limites des lois et dans l'orbite que la Constitution de la monarchie catholique et constitutionnelle indique à l'enseignement ».

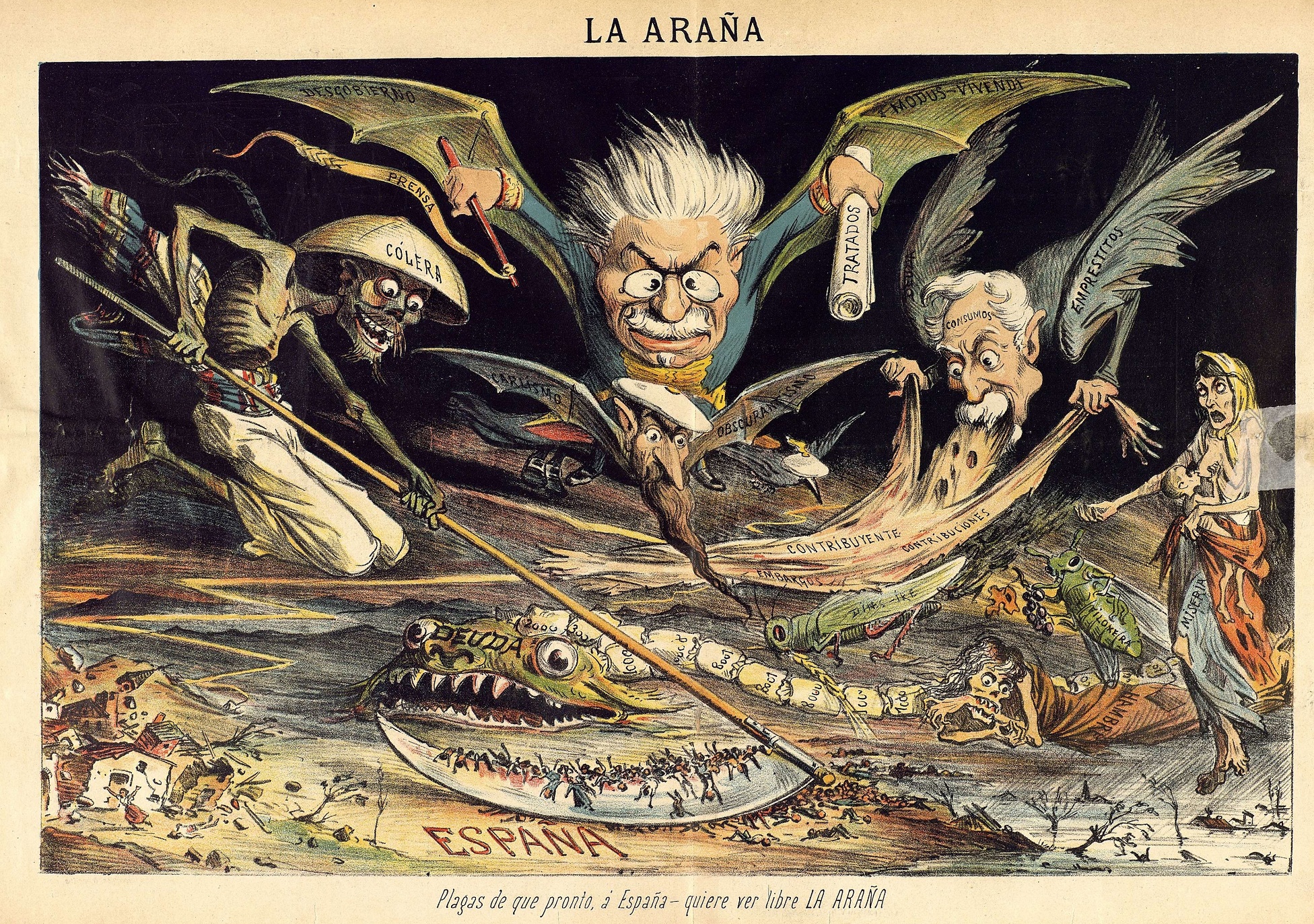
Caricature de La Araña du 15 août 1885 sur les plaies qui affectent l’Espagne. En haut, Cánovas déployant deux ailes (Desgobierno [gouvernement chaotique], Modus vivendi). Au centre le prétendant carliste Charles VII avec un corps de chauve-souris portant sur ses ailes les mots Carlisme et Obscurantisme. Autour les autres plaies : choléra, dette, phylloxéra, faim, misère, emprunts, contributions, saisies…

La réaction de la hiérarchie catholique la plus ultramontaine au discours de Morayta fut immédiate et plusieurs évêques publièrent des lettres pastorales condamnant le libéralisme, la franc-maçonnerie et les écoles laïques. Pour sa part, la presse catholique intégriste exigea la sortie de Pidal y Mon du gouvernement. El Siglo Futuro l’accusa d’avoir autorisé et applaudi un discours antichrétien. Celui qui alla le plus loin dans son attaque fut l’évêque de Palencia, qui dans une pastorale rendue publique en janvier 1885 en vint à questionner la légitimité du régime constitutionnel, à laquelle le gouvernement réagit en présentant une protestation formelle au Vatican et obtenant que celui-ci rejette les critères défendus par le prélat,. La majorité des étudiants de l’Université centrale se rangèrent du côté du professeur Morayta et leurs protestations furent durement réprimées par les forces de l’ordre.
La crise provoquée par le discours de Morayta accentua la division des catholiques espagnols à tel point que le secteur intégriste en vint à remettre en question l’autorité du nonce Rampolla, qui était intervenu dans le conflit en défense des positions possibilistes. « l’offensive intégriste, en questionnant l'autorité du nonce sur les évêques, attaquait les fondements de la politique conciliatrice que développaient par voie diplomatique […] le gouvernement de Cánovas et le Saint Siège. Par conséquent, une réaction urgente et ferme s’imposait de la part de celui-ci. Le 15 avril, le secrétaire d’État, Jacobini, désavouait expressément l’organe intégriste El Siglo Futuro (du 9 mars 1885), et exigeait de sa part une rectification publique ».

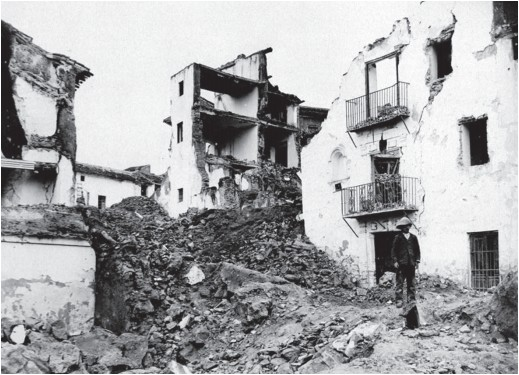
Maisons détruites à Alhama de Granada en conséquence du tremblement de terre de 1884 à Grenade.

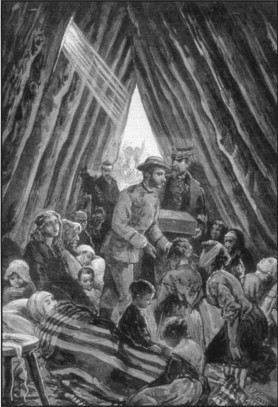
Visite du roi Alphonse XII aux victimes du tremblement de terre de 1884 à Grenade.

Le 25 décembre 1884 se produisit un tremblement de terre (en) dont l’épicentre se situait à Grenade, qui affecta sa province, celle de Malaga et, dans une moindre mesure, celles de Jaén, Cordoue et Séville. Il y eut des centaines de morts, des milliers de personnes se virent affectées et les répliques donnèrent lieu à des scènes de panique — le 31 décembre, environ 10 000 personnes fuirent de la ville de Grenade —, le tout se trouvant aggravé par une intense vague de froid et une météorologie inclémente. le roi visita la zone en janvier 1885, en dépit de son fragile état de santé — à l’automne 1883 il avait souffert de « fièvres intermittentes » qui s’étaient reproduites 12 mois plus tard —. Il arriva 10 janvier à Grenade. Grâce aux lettres qu’il écrivit à sa sœur Paz, les difficiles conditions de son séjour sont connues. À son retour à Madrid depuis Malaga le 22 janvier, il commenta : « l’administration de ces régions est encore pire que les tremblements de terre ».

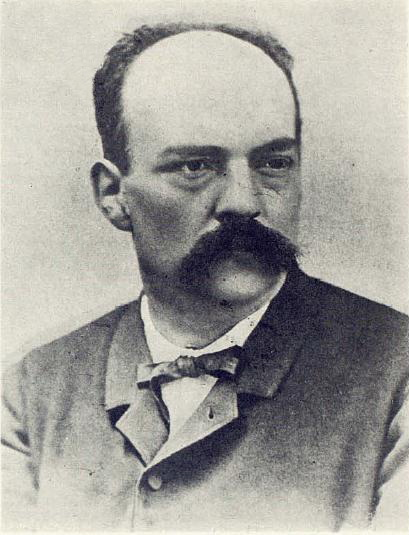
Valentí Almirall, l'un des principaux promoteurs et rédacteurs du Memorial de greuges (Mémorial des griefs). L’année suivante il publierait Lo catalanisme, œuvre clé dans l'histoire du catalanisme.

En mars 1885, un nouveau front de difficultés pour le gouvernement se fit jour en Catalogne. Le 15 de ce mois, fut présenté directement au roi Alphonse XII — sans passer par les intermédiaires attendus du Parlement et du gouvernement — un Memorial de greuges (es) (en catalan ; « Mémorial des griefs ») qui dénonçait les traités commerciaux qui allaient être signés — en particulier celui avec la Grande-Bretagne, qui menaçait l’industrie catalane — et les propositions d’unifications du Code civil qui mettaient en danger l'existence du droit civil catalan. Le premier pas vers leur approbation fut la célébration en janvier à la Llotja de mar de Barcelone d’un grand meeting convoqué par le Centre Català, la première entité politique catalanisme clairement revendicative qui était apparue en 1882 après la célébration l'année précédente du Premier Congrès catalaniste (es),,. L'un de ses rédacteurs et son principal promoteur était Valentí Almirall, un ancien républicain fédéral qui, après l’échec de la Première République, avait connu un « virage catalaniste » et avait rompu avec la plus grande partie du Parti fédéral dirigé par Pi y Margall,,. L'année suivante Almirall publierait Lo catalanisme, œuvre clé dans l'histoire du catalanisme,.
Bien que le roi se montrât cordial et à l'écoute de la délégation catalane, présidée par Mariano Maspons y Labrós, qui s'était rendue à Madrid pour lui livrer le manifeste, elle reçut un accueil hostile de la part de la classe politique et de la presse de la capitale.. Au contraire, ses membres furent acclamés à leur retour à Barcelone et des milliers d’exemplaires du Memorial furent imprimés, ce qui contribua à diffuser les idées catalanistes dans la population. Dans sa conclusion, le document affirmait :

« Comment sortir d’un tel état ? Il n'y a qu’un chemin à la fois juste et convenable. Ce qui se dégage de toutes les pages de ce Mémoire : abandonner la voie de l'absoption et entrer de plain-pied dans celle de la véritable liberté. Cesser d’aspirer à l’uniformité pour tenter d'obtenir l’harmonie de l'égalité avec la variété, c'est-à-dire la parfait Union entre les différentes régions espagnoles […]
Quand existent dans le pays des groupes ou races de caractère distinct, dont la variété est démontrée casuellement dans l'existence de législations distinctes et mêmes diverses, l’unification, loin d'être utile, est préjudiciable à la mission civilisatrice de l'État. »

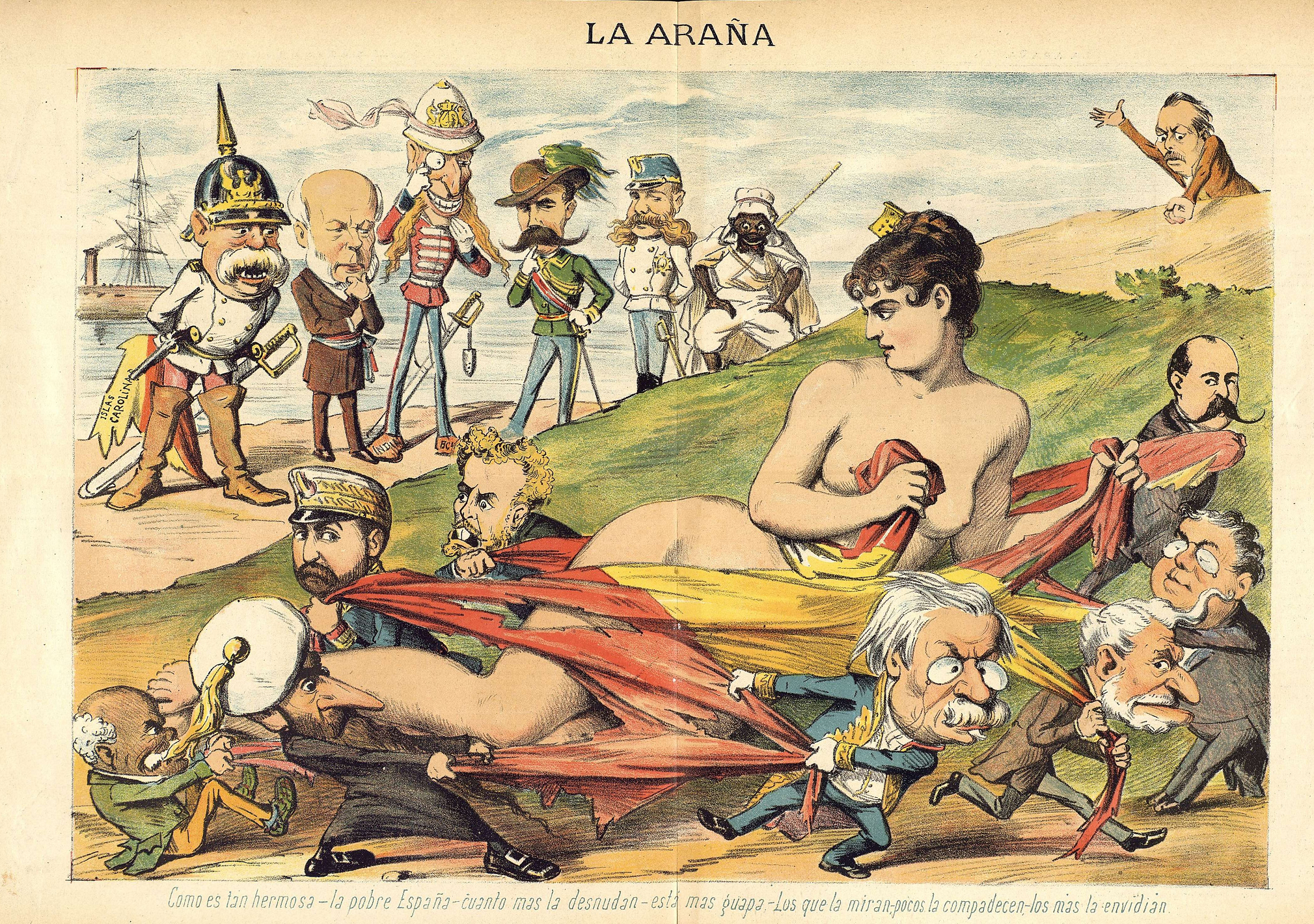
Caricature de La Araña publiée le 22 août 1885, en pleine crise des Carolines. La légende dit : Qu’elle est belle - la pauvre Espagne - au plus ils la dénudent - au plus elle est belle - Ceux qui la regardent - peu compatissent avec elle - la plupart l'envient. En train de dénuder la femme représentant l'Espagne apparaissent Cánovas, Sagasta, Moret, le prétendant carliste Charles VII, Romero Robledo et le général López Domínguez. Dans le lointain, Manuel Ruiz Zorrilla se scandalise. Le chancelier allemand Otto von Bismarck, le président de la République française Jules Grévy, le roi d'Italie et d’autres mandataires étrangers contemplent la scène.

Aux problèmes avec les catholiques intégristes et avec les catalanistes d’ajouta la crise des Carolines (en) à l’été 1885. Dans le cadre de la conférence de Berlin, qui scella le partage de l'Afrique par les puissances coloniales européennes, l’Empire allemand contesta le 11 août la souveraineté espagnole sur les îles Carolines, situées dans le Pacifique, en application des critères négociès à Berlin, argumentant que l’Espagne n'avait pas occupé l'archipel,,. En effet, aucune autorité espagnole n’y résidait, ses affaires étant gérées par le consul espagnol à Hong Kong, situé à des milliers de kilomètres. Le gouvernement Cánovas répondit en établissant sur l'île de Yap un gouvernement politico-militaire dirigé par le lieutenant de marine Enrique Capriles qui y arriva le 21 août. Seulement six jours plus tard, s’y présenta une canonnière allemande avec des forces de débarquement, qui hissèrent le drapeau de l'empire. Le gouvernement espagnol présenta une protestation énergique accompagnée d’un memorandum dans lequel il mentionnait « les titres et raisons de tout genre qui régissent et soutiennent la souveraineté de l’Espagne ».

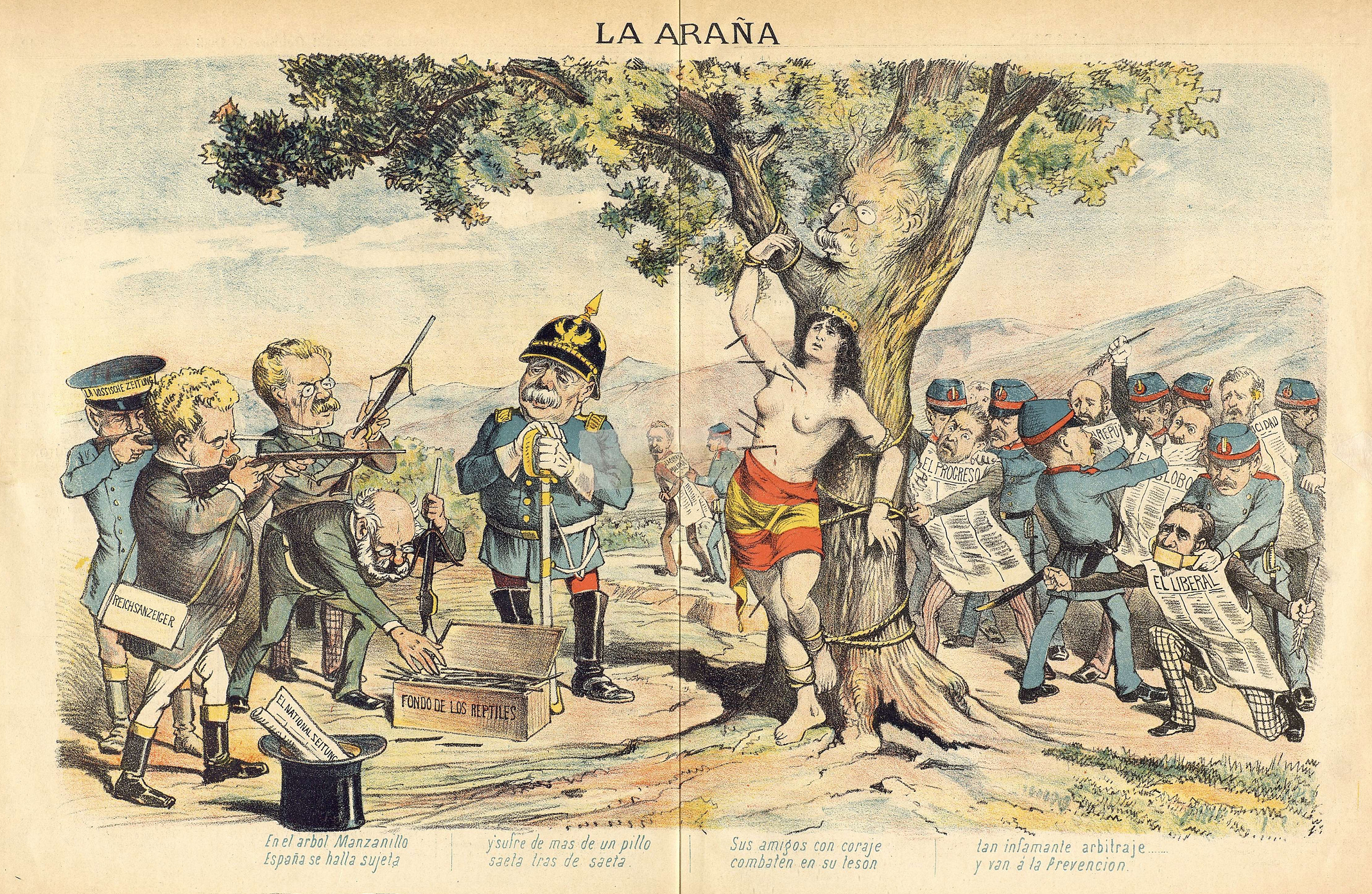
Caricature de La Araña publiée le 2 octobre 1885 en pleine crise des Carolines.

L’action allemande entraîna une forte réaction populaire et des manifestations de protestation eurent lieu dans différentes grandes villes — Barcelone, Valence, Séville, Grenada —, qui culminèrent le 4 septembre avec une grande concentration devant l’ambassade allemande à Madrid, qui courut le risque d’être assaillie — les armoiries et la hampe du drapeau durent arrachées de la façade et brûlées sur la Puerta del Sol très proche —. Quelques généraux et sociétés colonialistes demandèrent la rupture des relations diplomatiques avec l’Empire allemand, ce qui mettait en péril les négociations déjà entamées par Cánovas — avec le soutien total du roi qui lui réitéra sa confiance — avec le chancelier allemand Otto von Bismarck. Celui-ci, connaissant la gravité de la maladie du monarque, dont la mort pouvait déstabiliser le pays, proposa le 2 octobre que le pape Léon XIII agisse comme médiateur dans le conflit, ce que le gouvernement espagnol accepta. Le 22 octobre fut rendue publique une résolution par laquelle était reconnue la souveraineté espagnole sur les Carolines à condition de procéder à son occupation militaire et administrative et de reconnaître la liberté de commerce et d’exploitation agricole pour l’Allemagne,,.
Au cours de la crise des Carolines, une épidémie de choléra, arrivée de France, se diffusa dans un premier dans l’est de l’Espagne puis dans le reste du pays. Elle finit par contraindre le ministre de l’Intérieur Francisco Romero Robledo à démissionner, à cause de la mauvaise politique qu’il appliqua pour gérer la crise sanitaire, presque uniquement basée sur l’isolement et la quarantaine, refusant d’utiliser le vaccin du docteur Ferran. Le déclencheur de la crise gouvernementale fut sa déclaration officielle précipitée de l’arrivée du choléra à Madrid avec seulement cinq cas connus, ce qui provoqua une alarme générale et la désertion des commerces par les clients,.

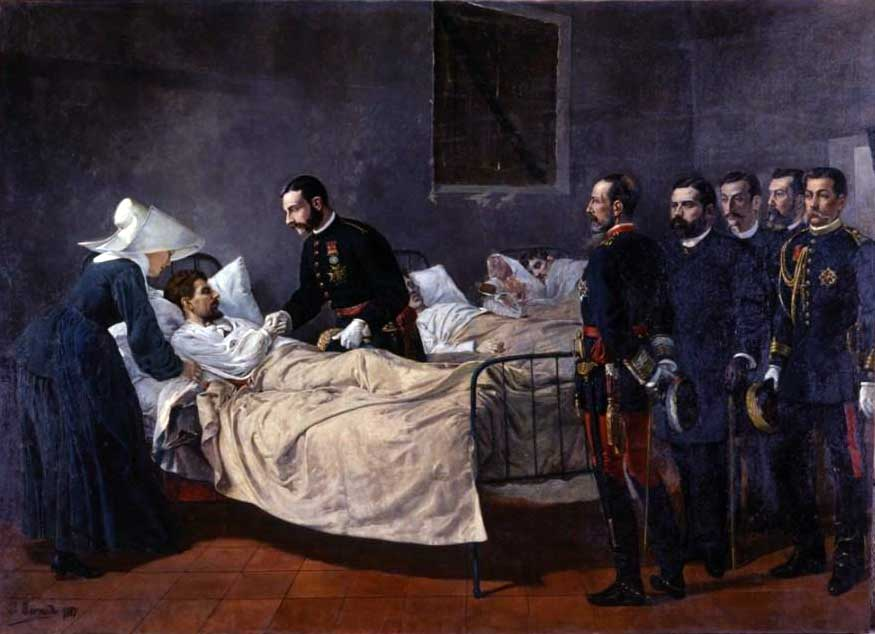
Tableau de José Bermudo Mateos représentant la visite d’Alphonse XII à un hôpital d'Aranjuez accueillant des malades du choléra, réalisée sans l’approbation du gouvernement qui craignait pour sa santé.

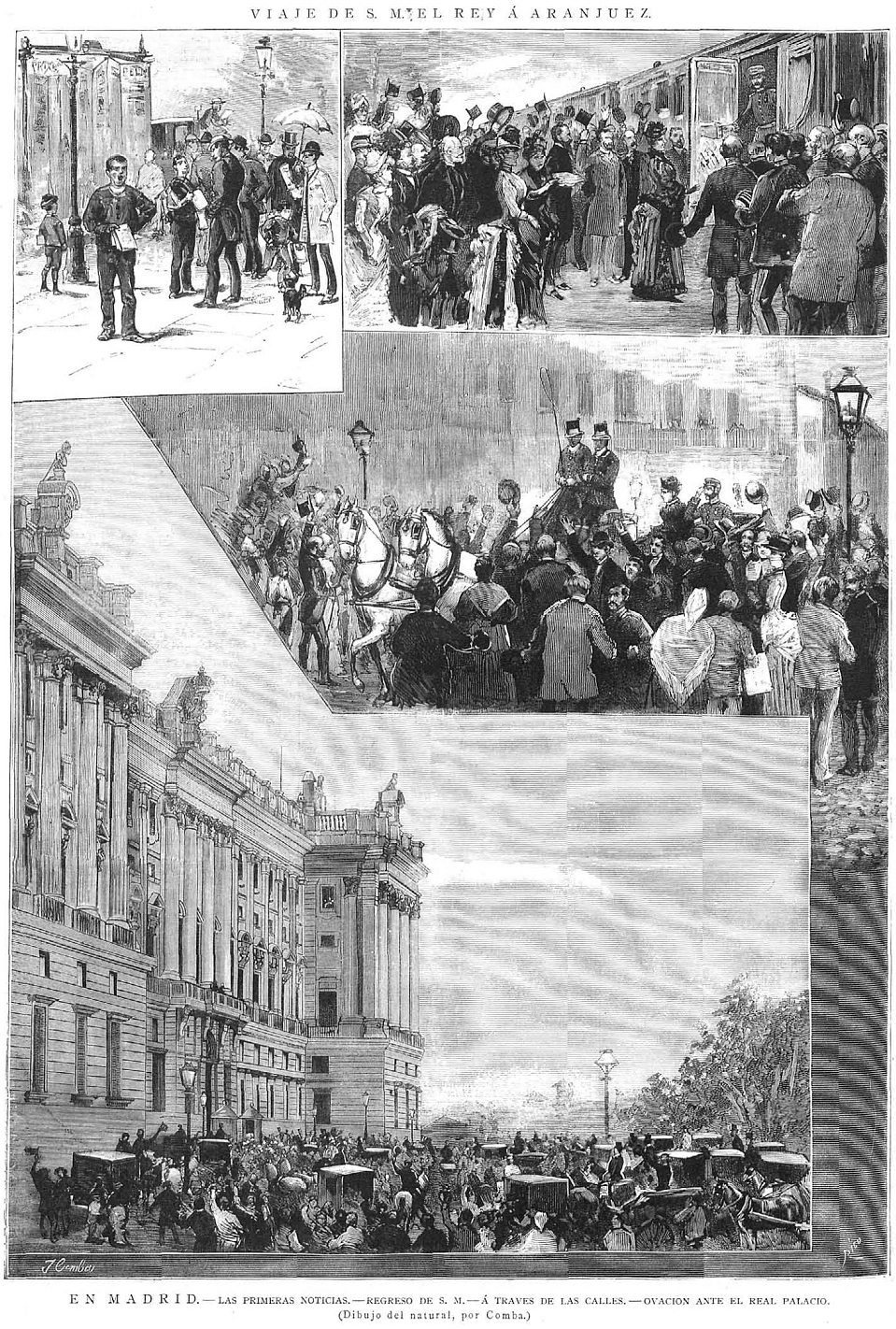
Gravures publiées par La Ilustración Española y Americana montrant le voyage d’Alphonse XII à Aranjuez pour rendre visite aux malades du choléra et l’impact considérable que cette visite eut parmi la population, qui l'acclama à son retour à Madrid.

En dépit de l'aggravation de son état de santé — « en homme valeureux, il résiste bien et cache l'évolution du mal à la Reine et aux médecins, mais il perd des forces chaque jour », commenta Cánovas en privé —, le roi réalisa une visite incognito à Aranjuez pour rendre visite aux malades du choléra dans la ville, ce qui provoqua une crise constitutionnelle puisqu'il l'avait fait contre l'interdiction expresse du gouvernement. Le roi était conscient de ce qu'il faisait puisqu'avant de prendre le train à la Gare de Mediodía à l'aube du 2 juillet, il avait écrit une lettre à Cánovas — et une autre à la reine — dans laquelle il disait : « Excusez-moi, cher Don Antonio, que pour une fois je vous manque de la considération que je vous dois […] ». Cependant, lorsque la nouvelle fut connue, l'enthousiasme populaire déborda et même le Congrès des députés et le Sénat ajournèrent leurs séances en acclamant le roi afin que les membres des deux chambres puissent le recevoir à son retour le même après-midi.

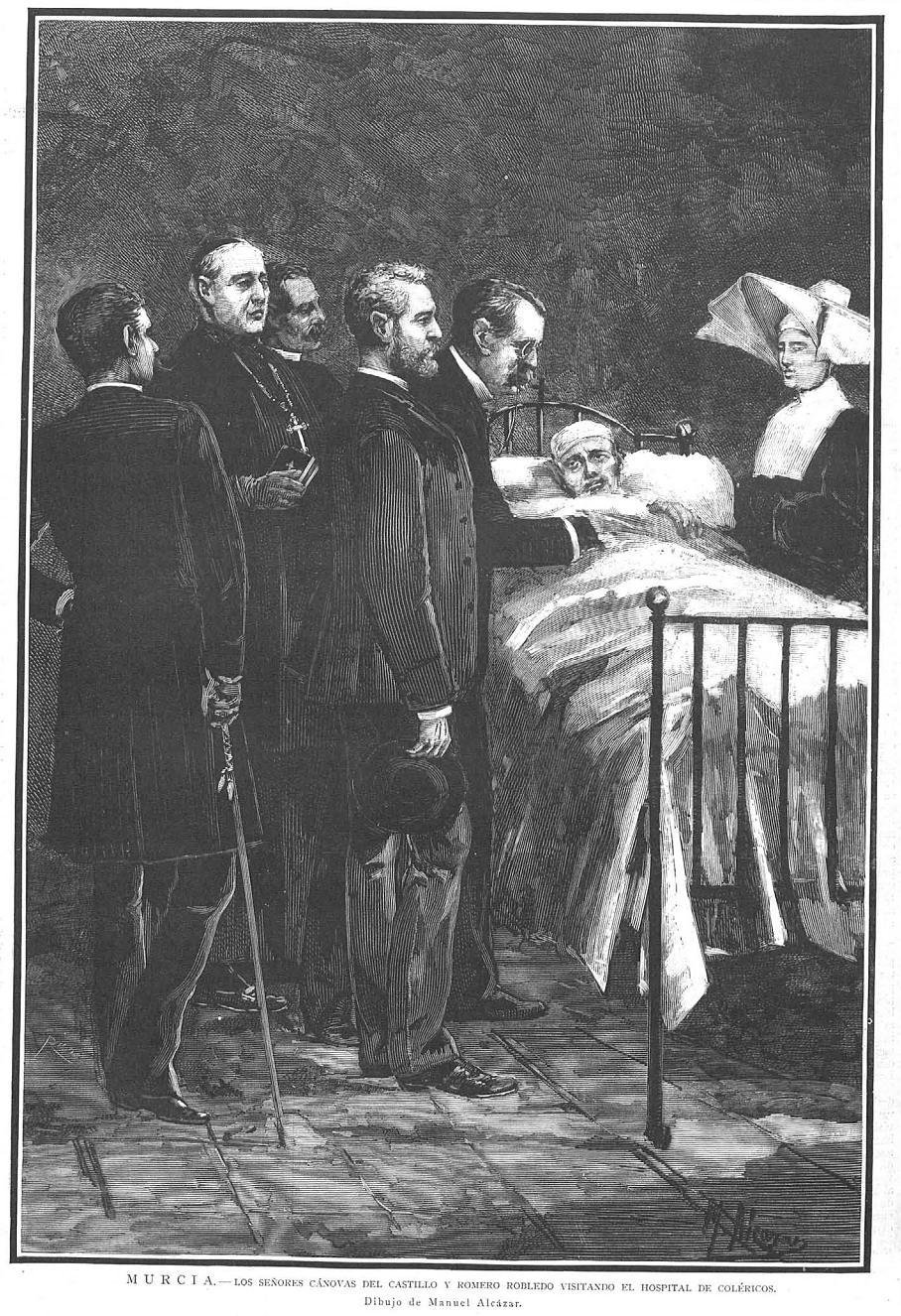
Cánovas, président du gouvernement, et Romero Robledo, ministre de l'Intérieur, rendant visite à des patients atteints de choléra à Murcie (La Ilustración Española y Americana, 8 juillet 1885).

L'épidémie de choléra révéla les carences en matière sanitaires et d’hygiène dont souffrait l'Espagne — de nombreuses villes n'avaient pas d'égouts et de système d'approvisionnement en eau potable —, son faible niveau scientifique — comme en témoigne la résistance à l'utilisation du vaccin de Ferran —, les immenses inégalités sociales — le taux de mortalité était beaucoup plus élevé parmi les classes inférieures que parmi les classes supérieures puisqu'elles purent notamment fuir vers le nord où il n'y avait pas d'épidémie — et le poids que du catholicisme dans le pays — dans un sens négatif, en raison des prédications qui présentaient l'épidémie comme une punition morale ; dans un sens positif, grâce aux actions des institutions caritatives catholiques qui permirent de pallier les carences des institutions publiques pratiquement inexistantes —,.

## Mort d'Alphonse XII et pacte du Pardo
À partir d'août 1885, la santé du roi fut un sujet de conversation récurrent dans tous les cercles du pouvoir. Alphonse XII souffrait de tuberculose — il fut infecté dans son enfance et connut plusieurs résurgences éphémères, mais la maladie resta à l'état latent jusqu'à sa jeunesse et ne se manifesta clairement qu'à la fin de 1883 — et était de plus en plus faible. Sa « vie nocturne bien remplir — unie à [son] intense travail diurne — » avaient aggravé sa maladie .

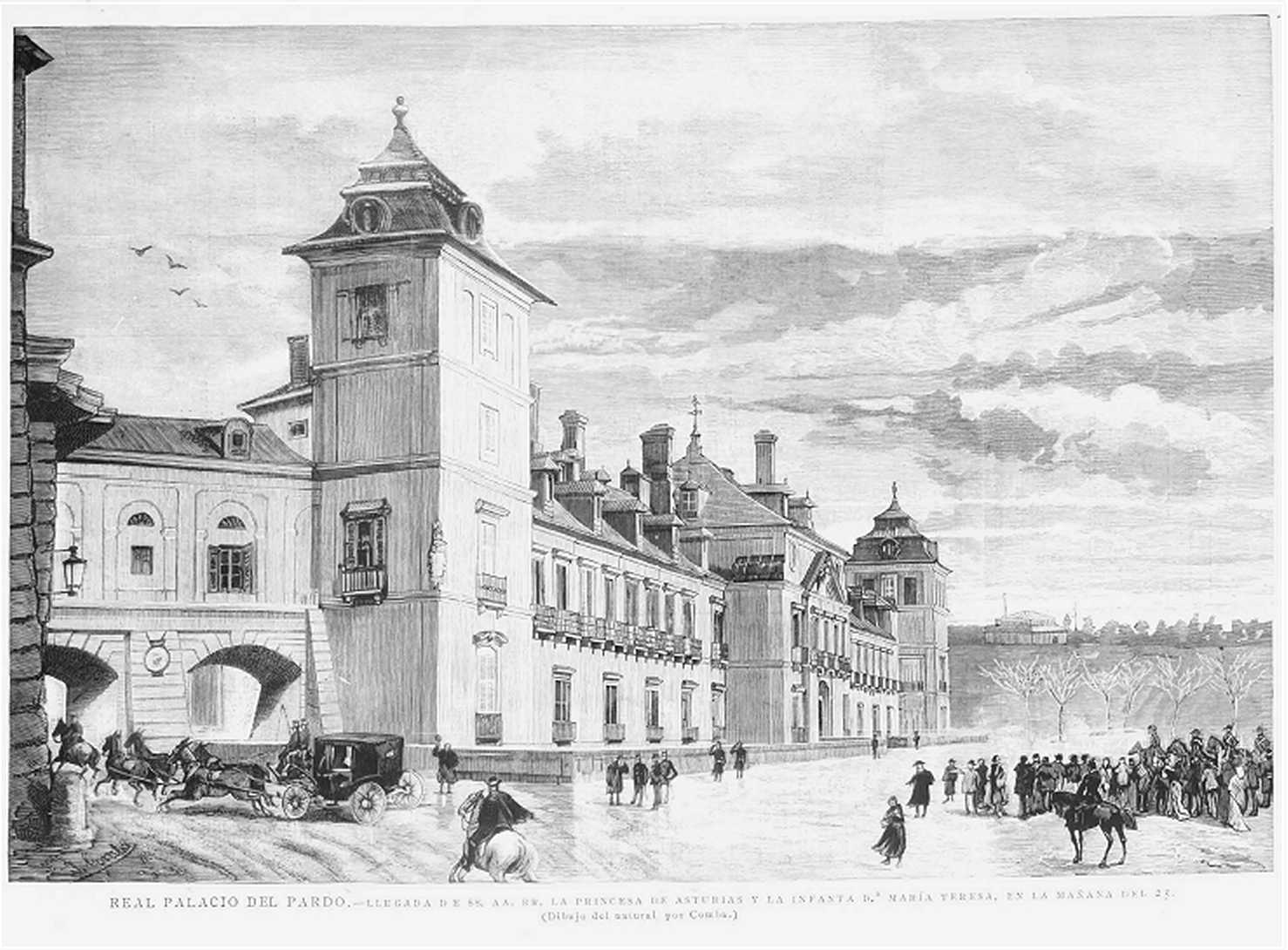
Le palais royal du Pardo en 1885. C’est là qu’Alphonse XII s’installa le 31 octobre sur recommendation de ses médecins, et qu’il mourrait le 25 novembre.

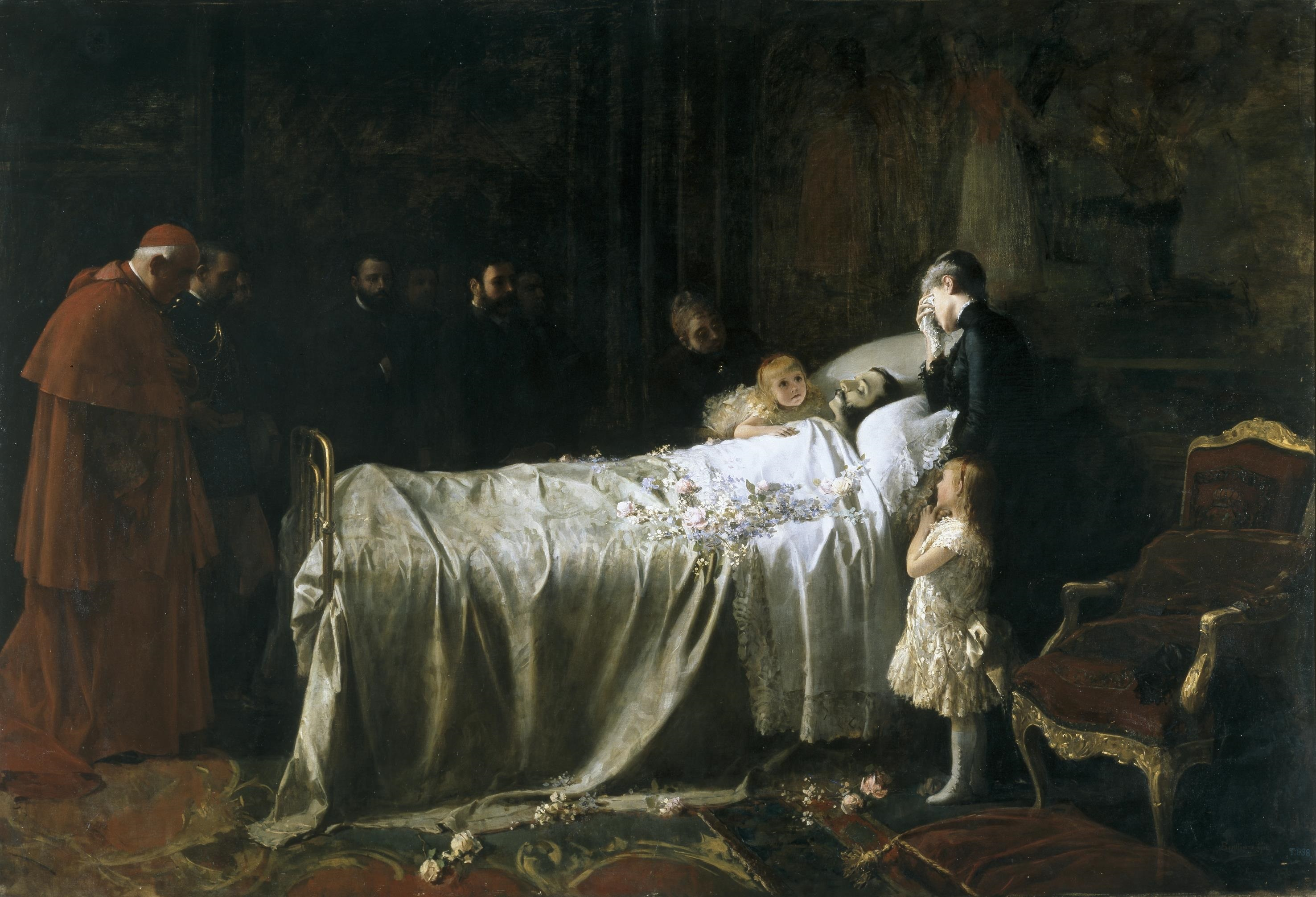
Muerte de Alfonso XII o el Último Beso (« Mort d’Alphonse XII ou le Dernier Baiser »), 1887, tableau de. Auprès du lit se trouvent la reine Marie-Christine d'Autriche (1858-1929) et les deux filles du couple royal.

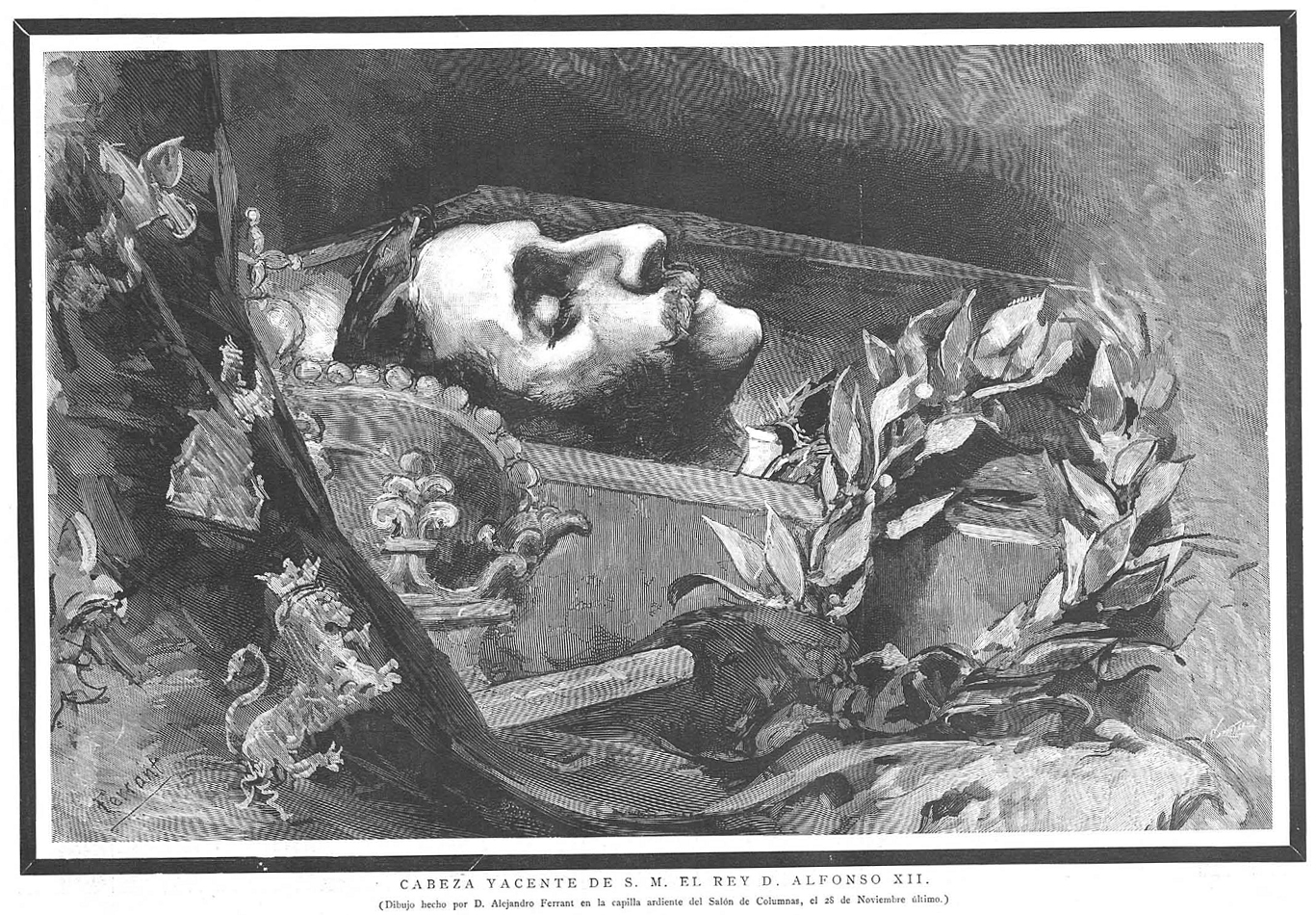
Gravure publiée le 8 décembre 1885, treize jours après la mort du roi.

Le 28 septembre 1885 Laureano García Camisón, médecin du monarque, informa le président du gouvernement Cánovas del Castillo qu'il restait quelques semaines à vivre au roi et qu'il lui conseilla de s'installer au Palacio de El Pardo avec l'espoir d’une amélioration. Cependant, le roi continua à remplir ses obligations et ne se rendit au Pardo que le 31 octobre,. Le 23 novembre, il y reçut la visite de l'ambassadeur d'Allemagne qui le trouva avec le visage « complètement blanc et exsangue, les lèvres bleues, la bouche à moitié fermée et les yeux sans aucune vie, de même que sa voix et toute son apparence ». Le roi lui dit : « Je pensais que j'étais physiquement très fort […]/ J'ai brûlé la chandelle par les deux bouts. J'ai découvert trop tard qu'on ne peut pas travailler toute la journée et jouer toute la nuit. Je ne le ferai plus à l'avenir ». Le même jour, il a eu une crise de dyspnée. Le lendemain, 24 novembre, les médecins lui diagnostiquèrent « une tuberculose aiguë, qui met l'auguste malade en grave danger ». À neuf heures moins le quart du matin du 25 novembre, il mourut. À ses côtés se trouvaient la reine Marie-Christine, l’ancienne reine Isabelle II, qui avait voyagé de Paris dès qu'elle avait appris la gravité de la maladie de son fils, et ses sœurs Isabel et Eulalia. Le docteur García Camisón précisa la cause immédiate du décès dans un article publié dans El Liberal : Don Alfonso « est mort d'une bronchite capillaire aiguë, développée au cours d'une tuberculose lente ; le roi n'est donc pas mort de tuberculose ; celle-ci se développait lentement et la vie du monarque aurait pu se prolonger encore de nombreux mois, peut-être des années ».

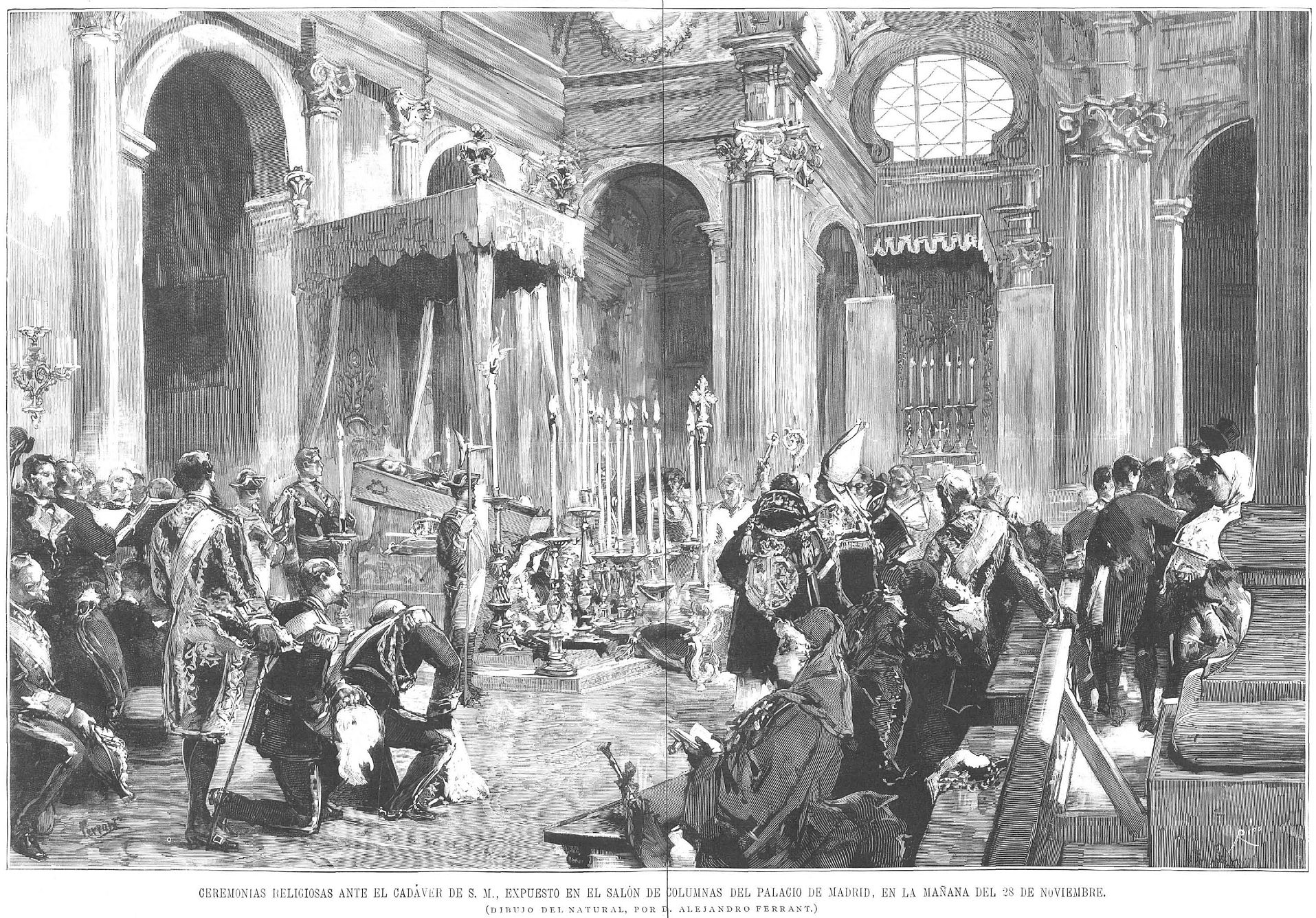
Chapelle ardente d'Alphonse XII installée dans le salon des colonnes du Palacio de Oriente à Madrid le 28 novembre 1885, qui fut visitée par des milliers de personnes.

La mort du roi Alphonse XII provoqua un choc profond dans le pays. « Les rues [de Madrid] étaient impraticables […]. Des milliers de voitures se croisaient en tous sens pour prendre la route d'El Pardo », rapporta une chronique contemporaine. Le cercueil fut transféré au palais royal où la chapelle funéraire avait été installée, qui fut visitée par des milliers de personnes. Le 29, il fut emmené au monastère de l'Escorial, « de nouveau au milieu d'une grande foule », où il fut enterré ».
La mort du monarque provoqua également une grande inquiétude — « une terreur apocalyptique », selon José Varela Ortega— — parmi les élites politiques devant la perspective d’une régence de la jeune et inexpérimentée épouse du roi Marie-Christine d'Autriche (1858-1929), qui était enceinte (leur fils, un garçon, naîtrait en mai 1886). « La mort du roi a produit ici un étonnement et une incertitude singuliers. Personne ne peut deviner ce qui va survenir », écrivit Marcelino Menéndez Pelayo à Juan Valera, alors ambassadeur d'Espagne aux États-Unis. Le gouvernement craignait un pronunciamiento républicain ou une insurrection carliste, ou les deux simultanément, si bien que les troupes furent mises en alerte. La Bourse s'effondra.

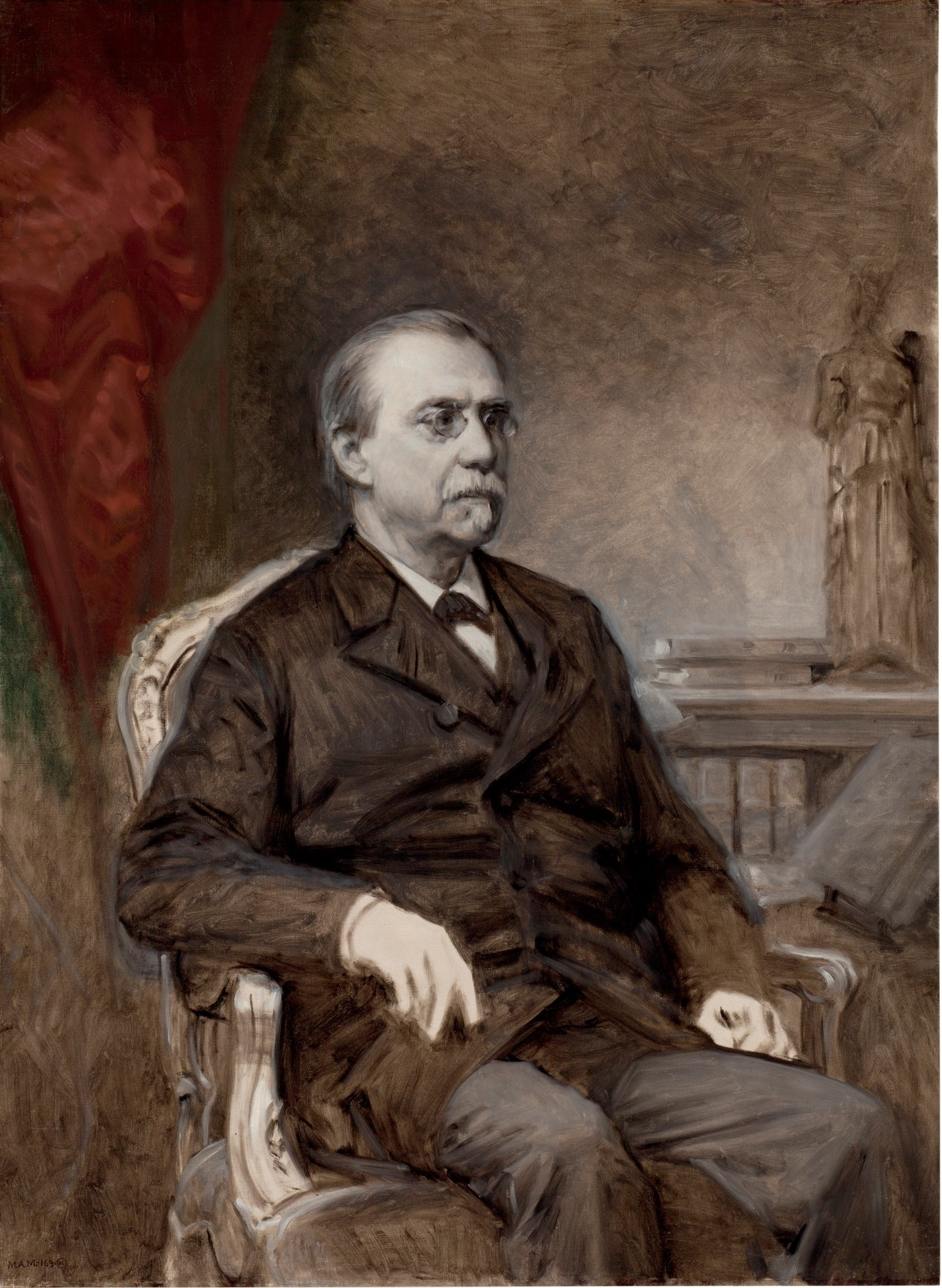
Antonio Cánovas del Castillo en 1889. L’improprement nommé pacte du Pardo conclu entre lui et Práxedes Mateo Sagasta supposa la consolidation de la Restauration.

Devant cette situation, Cánovas, qui évoquait la nécessité d'une « deuxième Restauration » qui serait « plus difficile que la première », et craignant que les libéraux ne rejoignent les républicains s'ils n'accédaient pas au pouvoir (« la crise de la peur », l'appela le conservateur Francisco Silvela), décida de démissionner et conseilla à la régente d'appeler Sagasta pour former un gouvernement. Cánovas communiqua sa décision au leader libéral qui accepta lors d'une réunion tenue à la présidence du gouvernement par la médiation du général Martínez Campos, qui serait improprement connue comme le pacte du Pardo,,. Le 27 novembre au soir au palais royal, la régente María Cristina reçut le serment du nouveau gouvernement présidé par Sagasta et devant lui, elle prêta elle-même serment sur la Constitution. C'est ainsi que Cánovas expliqua sa décision au Congrès des députés, quelque temps plus tard :

« En moi naquit la conviction qu’il était nécessaire que la lutte ardente dans laquelle nous nous trouvions à l’époque les deux partis monarchiques […] cesse en tout point et cesse pour suffisamment de temps. J’ai pensé qu’était indispensable une trêve et que tous les monarchistes nous nous réunissions autour de la Monarchie […]. Et une fois ceci pensé […] que devais-je faire pour ma part ? Est-ce qu'après avoir passé alors près de deux ans au gouvernement et avoir gouverné pendant la plus grande partie du règne d’Alphonse XII, je devais m’adresser aux partis et leur dire : "comme le pays se trouve dans cette crise ne me combattez plus ; faisons la paix autour du trône ; laissez-moi me défendre et me maintenir ?" Cela aurait été absurde, et de surcroît peu généreux et honnête, ç’aurait été ridicule. Étant donné que je ne m’inclinais pas pour proposer la concorde et demander la trêve, il n’y avait pas d’autre manière de faire croire ma sincérité que de m’éloigner moi-même du pouvoir. »

Comme le souligne Ramón Villares, « la mort du roi Alphonse XII et l'accord ou pacte de 1885 (appelé improprement pacte du Pardo) marquent de façon définitive la consolidation du régime » de la Restauration. Pour sa part Feliciano Montero souligne que « le vide politique que causa la mort d'Alphonse XII mit à l'épreuve la solidité de l'édifice canoviste. L'accès au pouvoir du parti libéral, définitivement constitué, et sa longue gestion gouvernementale (« le Parlement long ») contribua à consolider le système politique ».

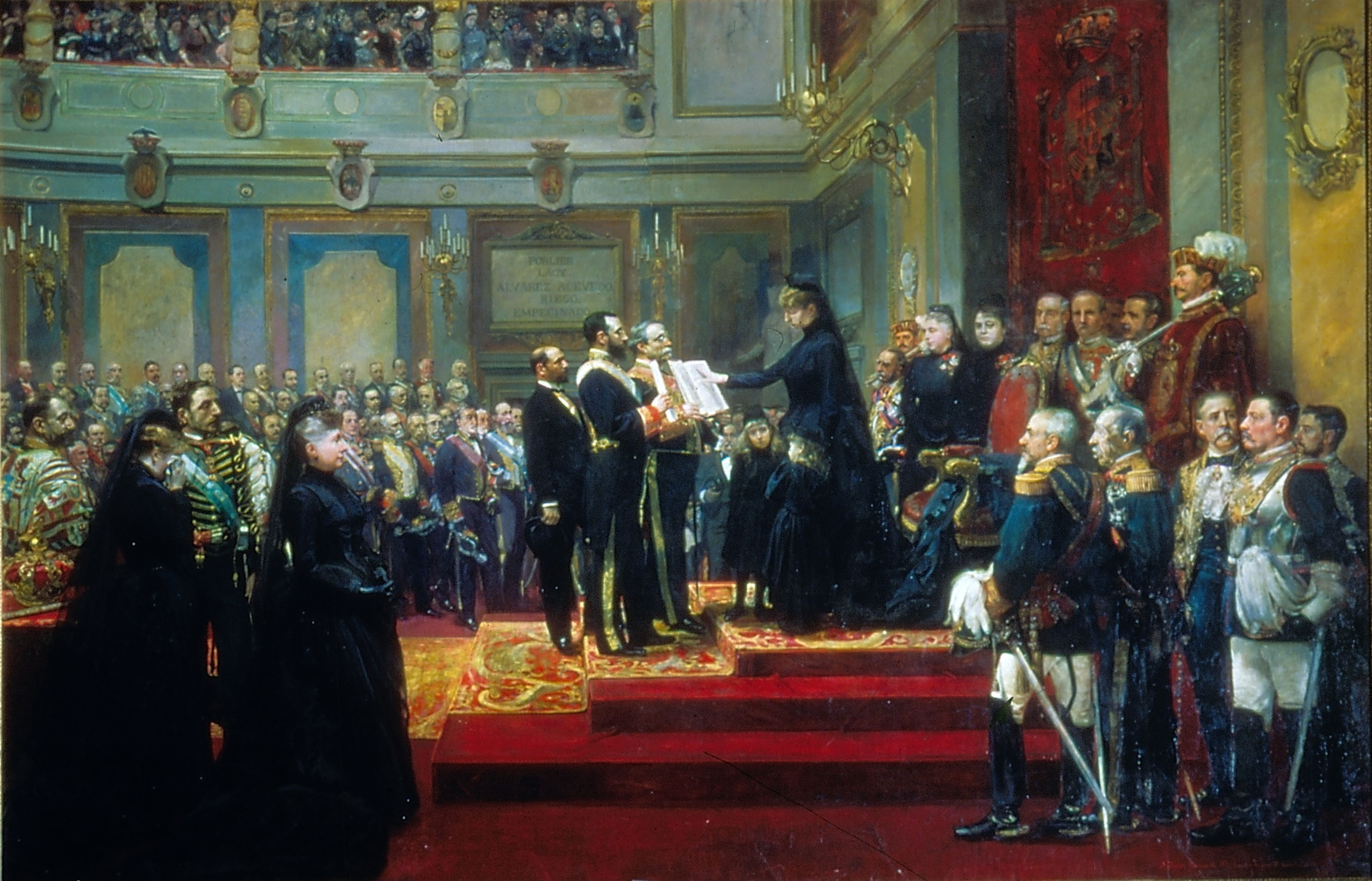
Jura de la Constitución por María Cristina (Prestation de serment sur la Constitution par Marie-Christine, palais des Cortès, 30 décembre 1885) de Francisco Jover y Casanova y Joaquín Sorolla (1897). C’est Cánovas qui tient l’exemplaire de la Constitution sur lequel la régence Marie-Christine prête serment. En bas à droite se trouve le général Martínez Campos.

Une bonne partie de la hiérarchie ecclésiastique catholique, en premier lieu le nonce Rampolla, joua également un rôle important dans la consolidation du régime en faisant publiquement une déclaration de soutien à la Régence appliquant les principes de l'encyclique  Immortale Dei sur les relations entre l'Église et l'État que le pape Léon XIII venait de révéler. La déclaration défendait un certain relativisme politique (« sur le meilleur type de gouvernement, sur telle ou telle manière de constituer les États, il peut y avoir sur cela une honnête diversité d'opinions ») et une certaine liberté d'expression (« honnête liberté d'écrire avec l'amplitude qui convienne aux fins et intentions respectifs »), ce qui signifiait une disqualification claire des postulats intégristes.
Ángeles Lario souligne que l'accord politique conclu après la mort du roi « fit des deux grands partis les véritables directeurs de la vie politique, contrôlant consensuellement la prérogative royale vers le haut et vers le bas la construction des majorités parlementaires nécessaires ; définissant ainsi la vie de cette période importante de notre libéralisme et étant en même temps à l'origine de ses plus graves limitations. On peut diagnostiquer — permettez-moi l'expression — que le système politique de la Restauration souffrit de la maladie causée par son propre succès »,.

## Groupes politiques exclus du système: carlistes, républicains, socialistes et anarchistes
Pour que le système politique fonctionne il requérait que les deux grands partis — le Parti libéral-conservateur, mené par Cánovas lui-même, et le Parti libéral-fusionniste, mené par Sagasta — recueillent toutes les tendances politiques présentes dans la société, celles n’acceptant pas la forme d’État de la Monarchie constitutionnelle (carlistes et républicains) et celles rejetant les principes de liberté et de propriété sur laquelle se fondait la « société bourgeoise » (socialistes et anarchistes) s’en trouvant exclues par elle-même.

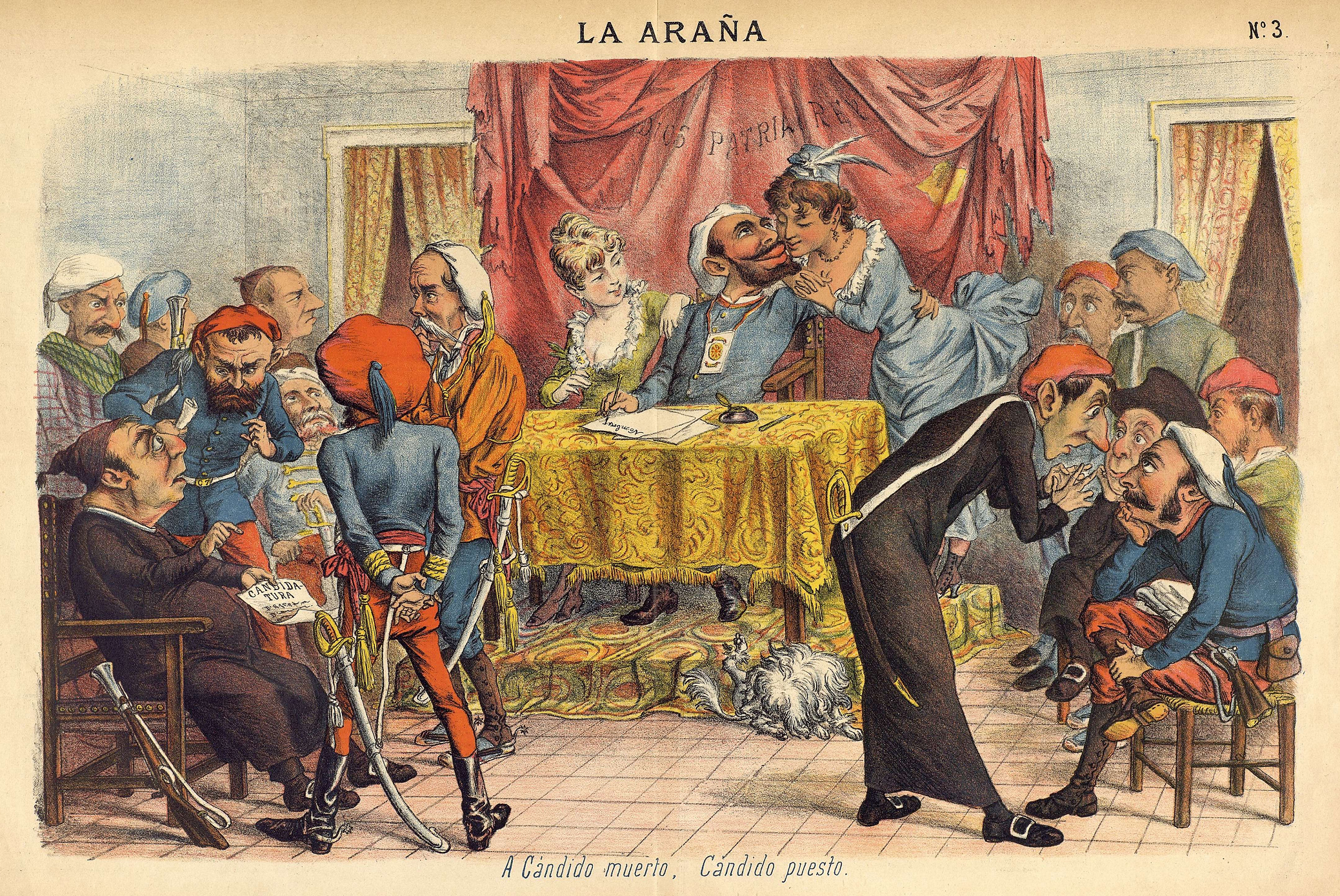
Caricature de La Araña publiée le 15 août 1885 intitulée A Cándido muerto, Cándido puesto (À Cándido mort, Cándido placé, représentant la nomination par le prétendant exilé Charles VII de Ramón Nocedal comme chef du carlisme à l’intérieur de l'Esapgne, après la mort de son père Cándido Nocedal.

En ce qui concerne les carlistes, le prétendant Charles VII, en exil après sa défaite dans la troisième guerre carliste comme de nombreux autres dirigeants du mouvemement, décida en 1878 d’abandonner la voie insurrectionnelle et désigna Cándido Nocedal pour être son représentant en Espagne — son organe de presse fut El Siglo Futuro —, qui imposa l’identification entre carlisme et catholicisme. Rapidement surgirent des affrontements internes entre les partisans et les détracteurs de la participation au système de la Restauration, qui affecta également la hiérarchie ecclésiastique, comme cela fut visible lors du pèlerinage à Rome de 1882. En ce sens, le Vatican prit ses distances avec le carlisme car, comme l'écrivit en janvier 1882 un cardinal au nonce en Espagne, « l’intérêt de la Religion en Espagne requiert que le sort de l’Église ne soit pas identifié avec celui d’aucun parti » ; il soulignait de plus que le carlisme s’était caractérisé par l’« exploitation du sentiment catholique national au profit de sa cause politique ». En dépit du fait que Nocedal dut faire face à l’opposition croissante du secteur du carlisme dirigé par le marquis de Cerralbo, le prétendant lui maintint son soutien jusqu’à sa mort en juillet 1885. Trois ans plus tard, le file de Cándido Nocedal, Ramón Nocedal, qui succéda à son père à la direction d’El Siglo Futuro, prit la tête de la scission des secteurs radicaux en fondant le Parti intégriste. Le marquis de Cerralbo devint le représentant du prétendant en Espagne.

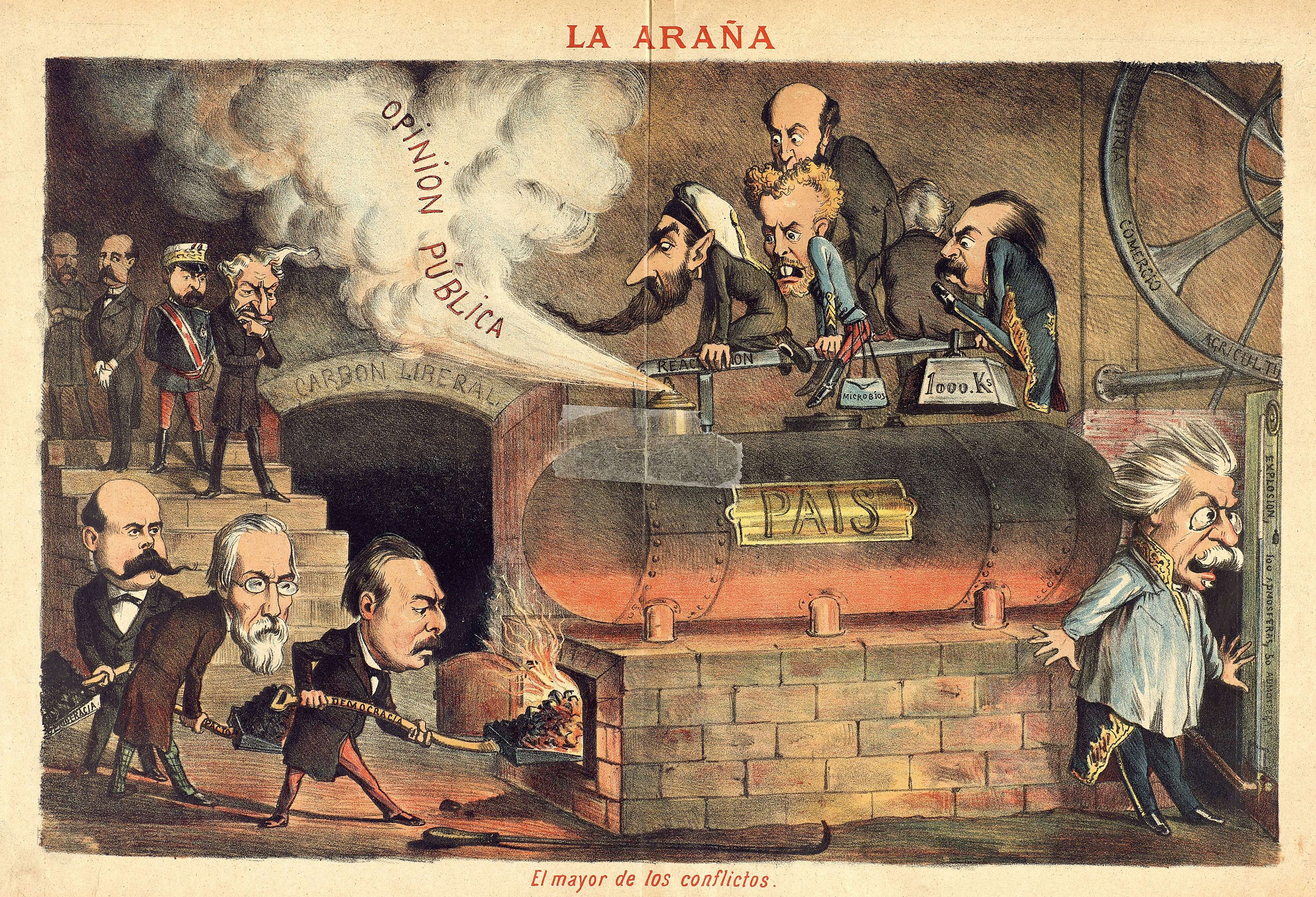
Caricature de La Araña (18 juillet 1885) intitulée « Le plus grand des conflits » dans laquelle apparaissent les leaders républicains Manuel Ruiz Zorrilla, Francisco Pi y Margall y Emilio Castelar en train de mettre du charbon dans chaudière représentant le pays, sur le point d’exploser. Les ministres conservateurs Francisco Romero Robledo et Francisco Silvela tentent de l’éviter, pendant que le président du gouvernement Antonio Cánovas del Castillo redoute le pire. Au second plan, le leader libéral Práxedes Mateo Sagasta, moribond, contemple la scène.

Pour leur part, les Républicains étaient divisés en trois partis politiques qui étaient en désaccord non seulement sur le régime républicain (fédéral ou unitaire) mais aussi sur la manière de parvenir à rétablir une république : Parti républicain fédéral avec Francisco Pi y Margall et Estanislao Figueras à sa tête (ce dernier mourut en 1882) ; le Parti républicain progressiste de Manuel Ruiz Zorrilla, rejoint initialement par Nicolás Salmerón ; et le Parti républicain possibiliste d'Emilio Castelar. Concernant la stratégie à suivre contre le régime de la Restauration, les plus grandes divergences se trouvaient entre Emilio Castelar, favorable à une collaboration avec le Parti libéral-fusionniste de Sagasta s'il assumait les postulats démocratiques (procès par jury, suffrage universel,. ..), une position proche de celle de Nicolás Salmerón qui défendait les procédures légales et le renforcement du régime parlementaire (et finit par fonder le Parti républicain centraliste qui se présenta aux élections), et Manuel Ruiz Zorrilla, le principal partisan, depuis son exil à Paris, de l’abstention électorale et de la voie insurrectionnelle — pour ce faire avait été fondée l'Association militaire républicaine (es) —.
Entre 1875 et 1881 eurent lieu de nombreuses conspirations républicaines mais aucune d'entre elles n’atteignit ses objectifs. Elles se soldèrent toutes par l'arrestation des civils et des militaires impliqués, dont la plupart furent déportés vers des îles africaines ou à l'étranger. Après l'arrivée au pouvoir des libéraux de Sagasta en 1881, l'activisme républicain changea de signe et certains de ses politiciens les plus en vue rejoignirent le régime canoviste, de sorte que le protagonisme des militaires s'accrut. Ainsi, à l'été 1883, la plus importante tentative de prise de pouvoir par la voie insurrectionnelle eut lieu avec le soulèvement des garnisons de Badajoz, de Santo Domingo de la Calzada et La Seu d'Urgell, qui échoua en raison du manque de soutien militaire dans le reste de l'armée.
Concernant les anarchistes, jusqu'à l'ouverture politique qui accompagna l'arrivée au pouvoir des libéraux de Sagasta en 1881, la Fédération régionale espagnole de l'AIT agit dans la clandestinité. Cette année-là, elle fut remplacée par la Fédération des travailleurs de la région espagnole (FTRE) fondée lors du Congrès ouvrier de Barcelone de 1881 (es) et préparée pour agir dans la légalité. La FTRE compta jusqu’à 60 000 membres, dont la grande majorité était concentrée en Andalousie et, dans une moindre mesure, en Catalogne. Son déclin commença après le procès de l’organisation La Mano Negra, clandestine et supposément anarchiste. Elle fut dissoute en 1888 et remplacée par l'Organisation anarchiste de la région espagnole (en).
De son côté, la Nouvelle Fédération madrilène (es), petit noyau marxiste espagnol expulsé de l’AIT, avait fondé en mai 1879 dans une taverne de Madrid le Parti socialiste ouvrier espagnol, mais après être sorti de la clandestinité en 1881 — le premier Comité central du parti fut alors fondé —, son premier congrès (es) n’eut lieu qu’en août 1825 à Barcelone. Quelques jours auparavant avait été célébré le Congrès ouvrier de Barcelone de 1888 (es) d’où surgit le syndicat apparenté Union générale des travailleurs (UGT),. Lors du Congrès un accord fut conclu sur la déclaration selon laquelle « l’idéal du Parti socialiste ouvrier est la complète émancipation de la classe travailleuse ; c’est-à-dire, l’abolition de toutes les classes sociales et leur transformation en une seule [classe] de travailleurs maîtres du fruit de leur travail, libres, égaux, honnêtes et intelligents ». Toutefois, le mouvement socialiste restait très minoritaire. Au moment de sa fondation l’UGT ne rassemblait que 3 355 affiliés.